# Bălți
Bălți este un oraș cu statut de municipiu, reședința Regiunii de Dezvoltare Nord a Republicii Moldova. Orașul se află în mijlocul stepei Bălțului, cu un relief de câmpie colinară, la 138 km nord de Chișinău, 65 km de la granița cu România (UE), vama Sculeni, și 120 km de la frontiera cu Ucraina, vama Otaci. Se învecinează cu raioanele Fălești, Glodeni, Rîșcani și Sîngerei. Municipiul Bălți este al treilea centru urban după mărime și populație din Republica Moldova, surclasat de Chișinău și Tiraspol. În componența municipiului sunt incluse satele Sadovoe și Elizaveta. În context teritorial orașul se împarte în 3 sectoare: Centru (inclusiv cartierele Țigănia, Teioasa și Berestecico); Pământeni (inclusiv cartierele Jubiliar și Dacia); Slobozia și două formațiuni locuibile Molodova, Bălții Noi. Clima este temperat continentală, iar cele mai importante râuri care trec prin oraș sunt Răut și Răuțel. Ca infrastructură, lungimea totală a drumurilor din municipiu este de 220,7 km cu o suprafață de 1.478,5 m². Localitatea este un important nod de transport din nordul republicii, cu o infrastructură dezvoltată care asigură legături rutiere, feroviare și aeriene cu toate regiunile republicii și alte țări. Industria municipiului este reprezentată de 40 de întreprinderi.
Prima atestare certă a orașului Bălți apare în comentariile legate de expediția polonezilor împotriva Imperiului Otoman din 1620. În 1766 feciorii negustorului Alexandru Panaite, Constantin (Costache) și Iordache, intraseră în posesia moșiei Bălților, satul Slobozia-Bălților revenind Mănăstirii Sfântului Spiridon din Iași. În 1779 evreii se instalează la Bălți, drepturile lor fiind reglementate conform acordului din 1782. În 1782 este atestat cu statul de târg, unde se organizau iarmaroace anuale. În 1812 a fost anexat de Imperiul Rus, odată cu partea de răsărit a Principatului Moldovei, parte denumită atunci Basarabia ca gubernie), mulți funcționari și militari ruși, precum și negustori și meșteșugari armeni și evrei instalându-se atunci în oraș. La sfârșitul secolului al XIX-lea populația băștinașă românească devine minoritară, majoritatea fiind reprezentată de evrei. Ca urmare a unirii primei Republici Moldova cu România, orașul intră în componența României în 1918, devenind reședință de județ. 
În timpul și după cel de-al Doilea Război Mondial, odată ce Basarabia devine o parte a Uniunii Sovietice, populația în care noul regim nu avea încredere (acei băștinași care fuseseră slujbași ai administrației românești, preoți, rușii albi, refugiații din URSS care fugiseră de colectivizare sau de Holodomor, așa-zișii „chiaburi” (1949, Operațiunea Sud), reprezentanții cultului Martorii lui Iehova (1951, Operațiunea Nord) a fost deportată în Kazahstan și Siberia, fie ca deținuți în Gulag, fie ca maziliți cu reședință forțată. Mulți evrei au fugit în Bucovina după intrarea trupelor sovietice în Bălți. În 1941 la Limbeni pe lângă Bălți a fost organizat unul din trei lagăre de concertare a evreilor bălțeni. „În lagărul de lângă Bălți nu a fost ca la Auschwitz sau Birkenau. A fost un lagăr de concentrare în care nici măcar nu a fost nevoie de gazare.” Acolo oameni stăteau la un loc, aduși ca niște vite de prin târgurile din jur și chiar din sate, acolo pe unde se mai aciuaseră câțiva. Erau zile în care mureau cu zecile înghețați de frig sau de foame. „Căci primul lucru pe care trebuiau să-l facă premilitarii dimineața era "curățenia". Adică să-i ia din lagăr pe evreii morți și să-i ducă într-o pădure din apropiere. „Erau zvârliți într-o bortă mare, plină cu var, ca să ardă.” În 1944 în Bălți au fost organizate două lagăre de concentrare în care erau deținuți 50 000 de prizonieri români, germani și de alte naționalități. Mulți au decedat din cauza condițiilor, bolilor sau erau executați, corpurile lor fiind îngropate în morminte comune din preajmă. Supraviețuitorii au fost exilați în Siberia sau Asia Centrală. 
În timpul regimului comunist orașul a devenit un centru industrial important pentru nordul Moldovei, cu o populație în mare parte nouă, fie băștinașă venită de la sate, fie rusească sau ucraineană.
La 1 ianuarie 2011 populația stabilă a municipiului constituia 149,1 mii persoane, inclusiv: 144,2 mii urbană și 4,9 mii rurală. Sub aspect religios cea mai mare parte a bălțenilor sunt ortodocși - 110 961 persoane (86,98%). În ianuarie 1995 localitatea Bălți devine municipiu.

## Etimologie
Numele localității Bălți, la origine Bălțile, provine de la pluralul cuvântului românesc „baltă” - fiind un oiconim topografic cu referire la abundența bălților din zona confluenței râurilor Răuțel și Răut. Originea substantivului baltă este autohtonă, moștenit din limba dacă, asemănându-se cu baltë în limba albaneză cu sensul de „mlaștină, noroi” (albaneza avându-și originea din limba ilirică sau, mai puțin probabil, din limba tracă, fiind înrudită cu limba dacă). În general, se acceptă că termenul „baltă” derivă din proto-indo-europeanul *bʰelH- (a străluci), din care au evoluat următoarele cuvinte: baltã (baltă) - în limba aromână, palta (mlaștină) - în limba italiană, βάλτος/váltos (mlaștină) - în limba greacă, *bolto (mlaștină) - în limba protoslavă.

## Geografie
Suprafața municipiului Bălți este de 7801 ha, dintre care: orașul Bălți - 4143 ha, satul Elizaveta - 2677 ha, satul Sadovoe - 980 ha . Fondul funciar este structurat astfel: terenuri cu destinație agricolă - 3 331 ha; terenuri ale localităților - 2 669 ha; terenuri destinate industriei, transporturilor, comunicațiilor și cu altă destinație specială - 990 ha; terenuri ale fondului silvic și destinate protecției mediului - 530 ha; terenuri ale fondului apelor - 275 ha; terenuri destinate fondului de rezervă – 6 ha.

### Relief

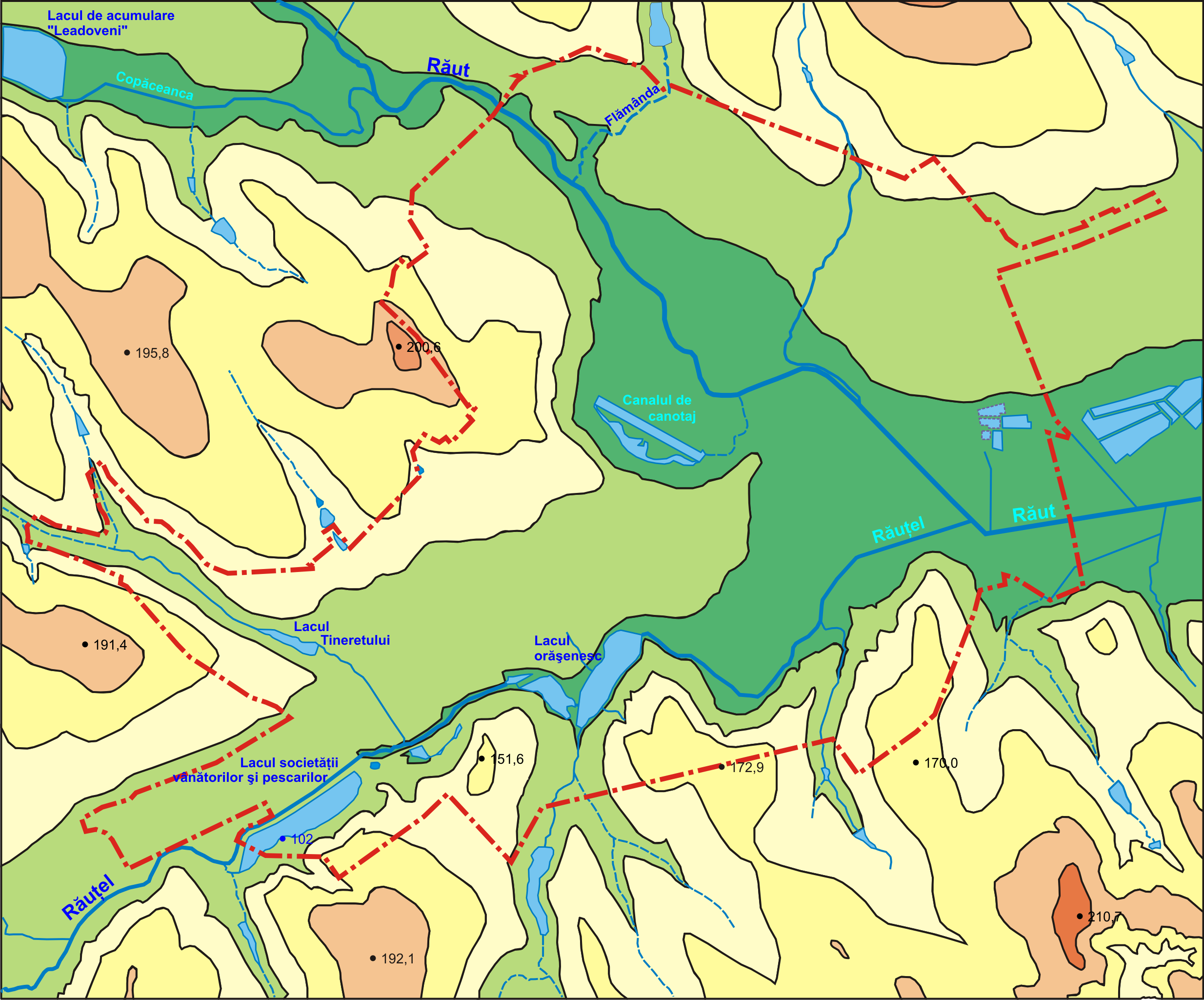
Harta fizică a orașului Bălți

Teritoriul Bălțiului reprezintă este o componentă a câmpiei ondulate a Bălțului. La sud se întinde podișul Ciuluc-Soloneț. Astfel, teritoriul localității se caracterizează printr-un relief colinar slab fragmentat de văi largi și versanți asimetrici. Centrul geografic al urbei reprezintă o morfostructură negativă sub formă de un amfiteatru mare cu laturile puternic ridicate, format de albia râului Răut. Versanții din stânga râurilor Răut și Răuțel sunt domoli, pe când cei de dreapta - abrupți. Din cauza defrișărilor, a ridicării nivelului apelor subterane și a densității sporite a construcțiilor, versanții abrupți sunt afectați de alunecări de teren. În prezent relieful este supus unor procese exogene de modelare ca alunecările de teren. Procese vechi de alunecări se manifestă pe partea inferioară a versantului râului Răut, în preajma cartierului Soroca. Alte zone afectate de alunecări, mai noi, sunt amplasate pe versantul drept al râului Răuțel, în cartierele Țigănia și Bălții Noi.

### Geologie

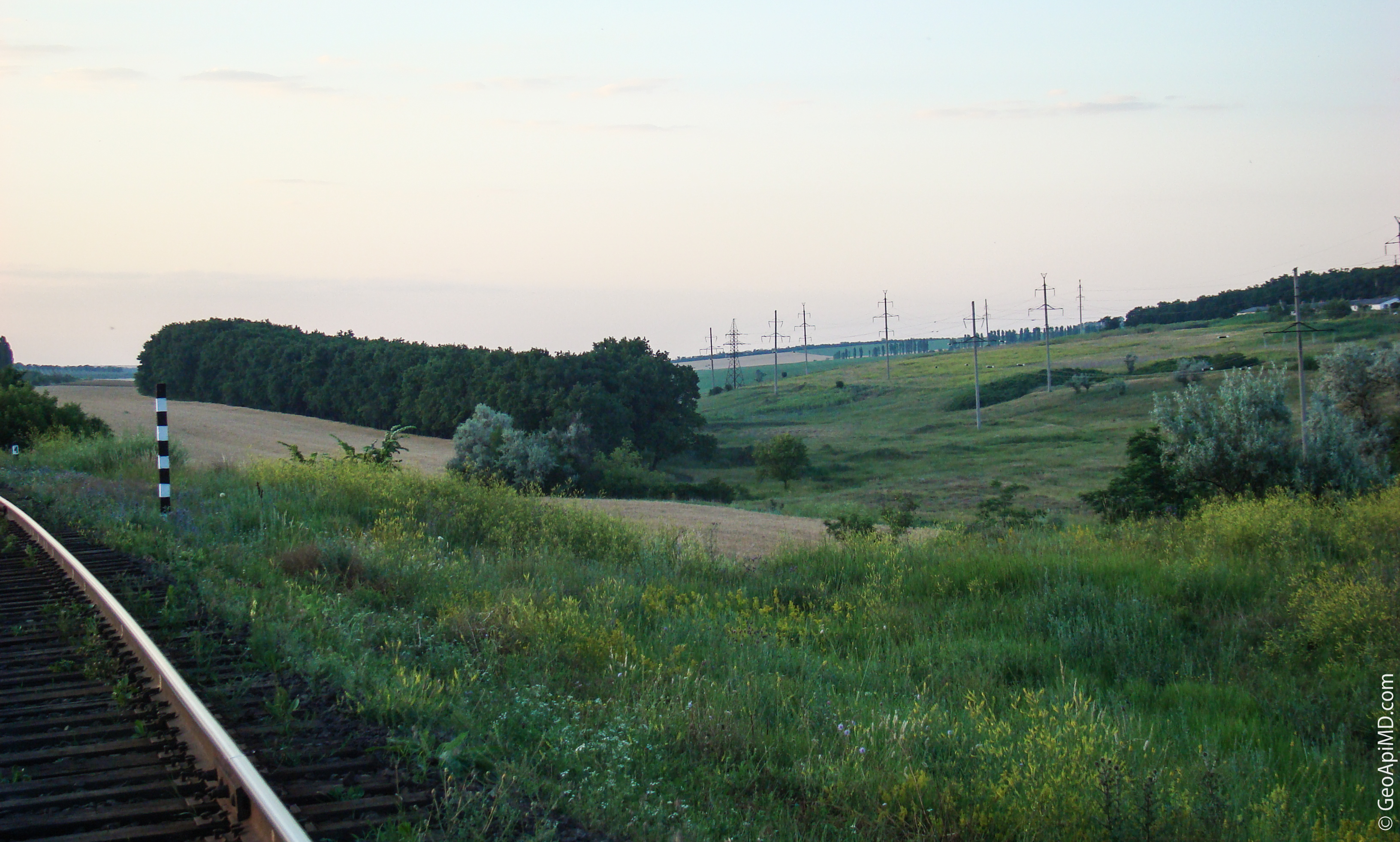
Peisaj de în partea de nord a orașului.

Până la mijlocul Pliocenului zona Bălților a fost un podiș ridicat de unde eroziunea a ros aproape întreaga suprafață inițială a Miocenului târziu. La mijlocul Pliocenului, în timp ce teritoriile ce îl înconjoară se ridică, podișul Bălților se coboară (graben) formând câmpia Bălților. Depozitele geologice în care a fost sculptat relieful actual s-au format în perioada Neogenă, epoca Miocenă, etajul Sarmațian, subetajele Basarabian și Volhynian, acum 13,8-10 milioane ani în urmă. Sub acumulările aluviale, în văile râurilor Răut și Răuțel se află resturi de moluște din Sarmațianul inferior ce au format calcare cochilifere, detritice și oolitice. Dealurile sunt alcătuite din argile carbonatice gri-verzui, intercalații de argile, aleurite și nisip, deasupra cărora s-au depus argilele lessoidale din perioadele glaciare cuaternare.
Seismicitatea municipiului Bălți este determinată în special de cutremurele subcrustale de adâncime intermediară ale căror epicentre sunt adesea localizate în Vrancea, în Moldova românească, la poalele întorsurii Carpaților. Teritoriul municipiului este amplasat într-o zonă cu seismicitate de 7 grade pe scara Richiter. Intensitatea cutremurelor generate de focarul Vrancea scade, de regulă, cu un grad până la Bălți. Cele mai intense cutremure au avut loc la 26 octombrie 1802 - magnt. 7,5 grade; 10 noiembrie 1940 - magnt. 7,4 grade; 4 martie 1977 - magnt. 7,2 grade; 1986 și 1990 - magnt. 6 grade. Ultimul cutremur a fost înregistrat la 4 octombrie 2011, cu magnitudinea de 3 - 3,5 grade pe scara de 12 grade MSK. Anual pe teritoriul Republicii Moldova se înregistrează sute de cutremure de intensitate mică, de 2 - 4 grade.

### Sol

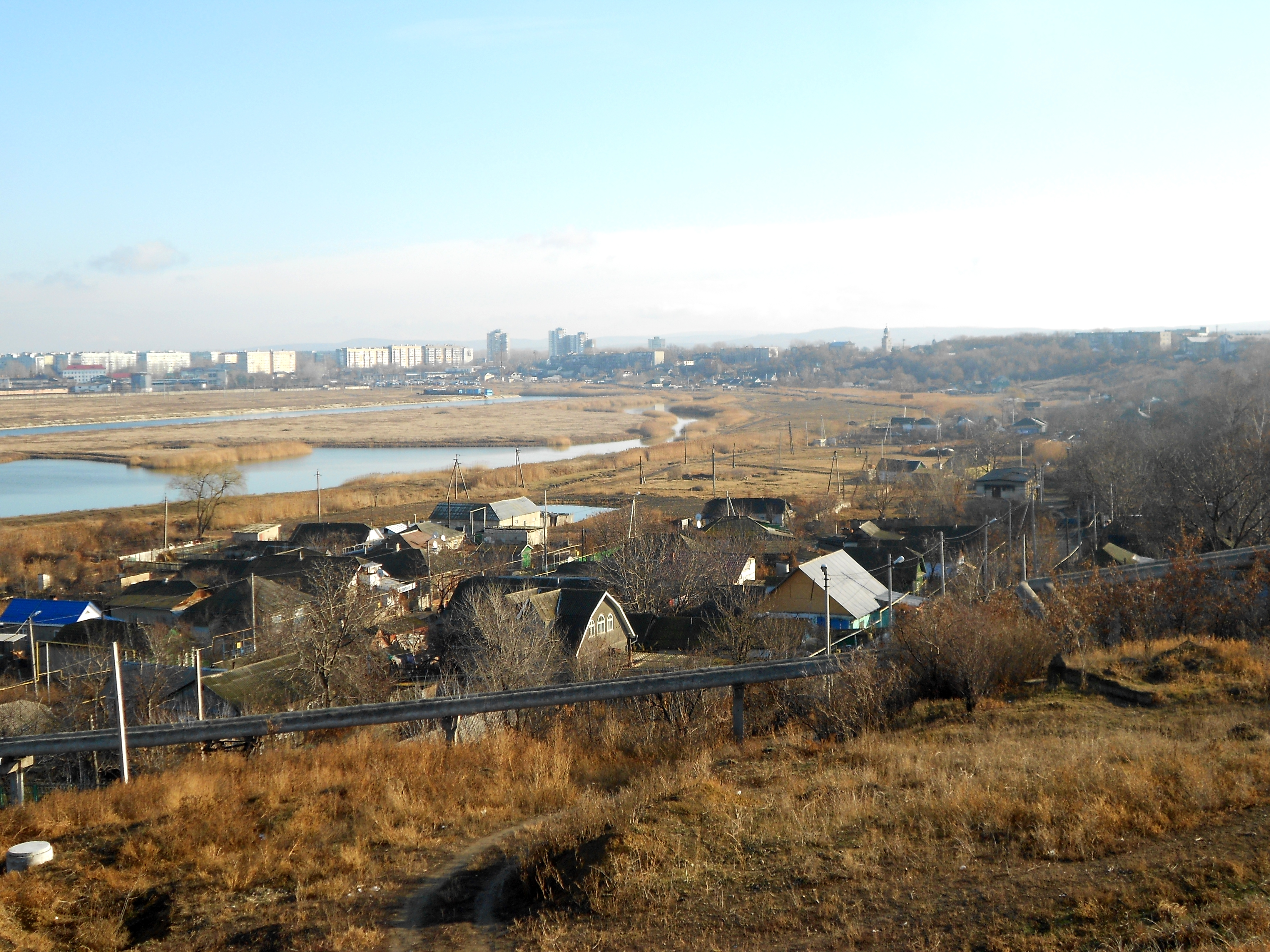
Vedere a părții centrale din cartierul Soroca

Pe teritoriul municipiului predomină solurile cernoziomice tipice moderat humifere. În partea dreaptă a Răutului, în cartierul Slobozia, se întâlnesc cernoziomurile tipice slab humifere. Acestea sunt cernoziomurile cele mai fertile. Au o grosime de peste 1 m, culoarea aproape neagră, structură grăunțoasă și hidrostabilă. Pe versanți stratul de sol este doar de câțiva zeci de cm și de multe ori este afectat de eroziune eoliană și, în special, pluvială. La nivel de municipiu 623 ha sunt erodate. În luncile râurilor s-au format solurile aluviale. Aceste soluri sunt salinizate și mlăștinoase. O bună parte din suprafața solurilor fertile a fost destinată construcțiilor cartierelor locative și întreprinderilor, de aceea valorificarea acestora este minimă. Din suprafața totală a orașului de 4143 ha, numai 117 ha au utilizare agricolă.

### Climă

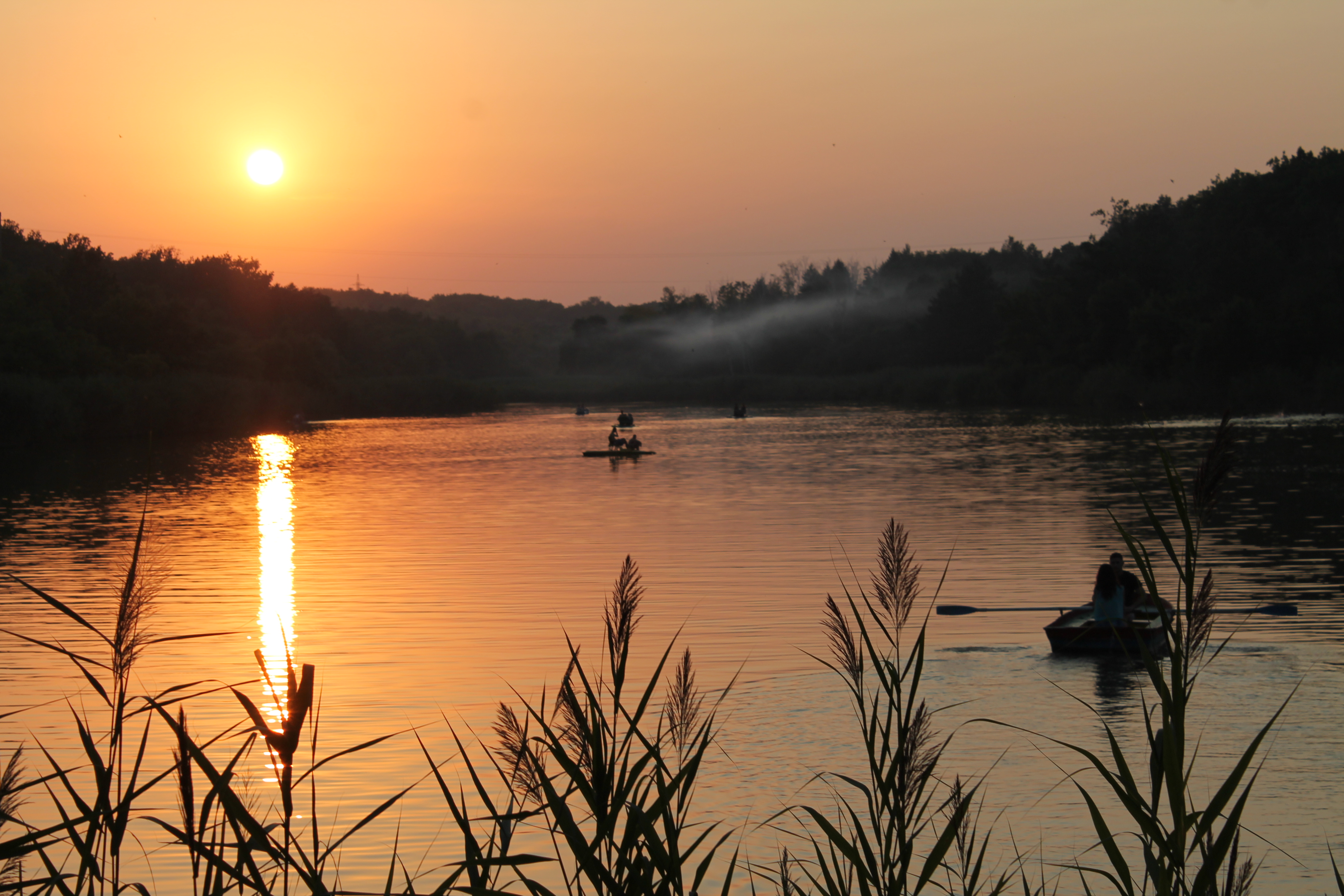
Apus de soare pe Lacul Comsomolist

Clima este temperat continentală, ca în restul țării, cu veri calde care prezintă furtuni ploioase episodice (precipitațiile de vară fiind mai importante decât cele de iarnă, mai ales spre septembrie), toamne ploioase dar scurte, ierni reci cu îngheț, zăpadă și crivăț, primăveri de asemenea scurte.
Circulația atmosferică a aerului se caracterizează prin preponderența maselor de aer cald, iar în unele perioade și umed, ce vin de la vest, dinspre Oceanul Atlantic. Activitatea intensă a maselor de aer mediteraneene și atlantice în timpul verii aduc precipitații abundente. Aerul uscat temperat format în estul și sud-estul Câmpiei Europei de Est condiționează arșiță și secetă. Invazia aerului arctic provoacă schimbarea bruscă a vremii și scăderea temperaturii. Iarna este caracteristică influenței maselor de aer generate în Siberia. Vântul de regulă are direcția nord-est și sud-est cu viteza 2–5 m/s.
În regiunea Bălțiului radiația solară anuală este de 112-114 kcal/cm². Durata strălucirii soarelui anual constituie aproximativ 2000 de ore. Temperatura maximă absolută înregistrată în această regiune este de 38°C, iar cea minimă de −35°C. Cea medie anuală este de 9,1°C.
Cantitatea anuală de precipitații este de 450–550 mm. Numărul de zile cu precipitații constituie 120 pe an, iar aceasta permite menținerea umidității optimale pentru perioada de vegetație. Suma precipitațiilor pentru perioada de vegetație activă este de 360–380 mm. Durata perioadei de vegetație este de 167-176 de zile, perioada solară – 290-300 zile, durata insolației – 2050-2100 ore.
Suma medie anuală a precipitațiilor (conform datelor cu corecția cantității precipitațiilor) – 510–545 mm, inclusiv 344–372 mm în perioada caldă (aprilie-octombrie) și doar 165–171 mm în perioada rece (noiembrie-martie). Ploile torențiale cad în lunile iunie-august. Evaporabilitatea atinge 816 mm.
Stratul de zăpadă este instabil. Înălțimea stratului de zăpadă este de 10–25 cm, dar în unele ierni se înregistrează și o înălțime de 50 cm, mai ales în locuri adăpostite. Dintre fenomene meteorologice negative, iarna sunt răspândite: poleiul (4 zile), chiciura (5-7 zile) și viscolul. Primăvara și toamna pot avea loc înghețurile iar vara secetă, suhovei și caniculă.
| Date climatice pentru Bălți              | Date climatice pentru Bălți | Date climatice pentru Bălți | Date climatice pentru Bălți | Date climatice pentru Bălți | Date climatice pentru Bălți | Date climatice pentru Bălți | Date climatice pentru Bălți | Date climatice pentru Bălți | Date climatice pentru Bălți | Date climatice pentru Bălți | Date climatice pentru Bălți | Date climatice pentru Bălți | Date climatice pentru Bălți |
| Luna                                     | Ian                         | Feb                         | Mar                         | Apr                         | Mai                         | Iun                         | Iul                         | Aug                         | Sep                         | Oct                         | Nov                         | Dec                         | Anual                       |
| ---------------------------------------- | --------------------------- | --------------------------- | --------------------------- | --------------------------- | --------------------------- | --------------------------- | --------------------------- | --------------------------- | --------------------------- | --------------------------- | --------------------------- | --------------------------- | --------------------------- |
| Maxima medie °C (°F)                     | −0.5 (31,1)                 | 1.3 (34,3)                  | 7.0 (44,6)                  | 15.9 (60,6)                 | 22.0 (71,6)                 | 24.9 (76,8)                 | 26.2 (79,2)                 | 26.0 (78,8)                 | 21.8 (71,2)                 | 15.2 (59,4)                 | 7.6 (45,7)                  | 2.1 (35,8)                  | 14,1 (57,4)                 |
| Minima medie °C (°F)                     | −7.5 (18,5)                 | −5.4 (22,3)                 | −1.6 (29,1)                 | 4.5 (40,1)                  | 9.9 (49,8)                  | 13.1 (55,6)                 | 14.5 (58,1)                 | 13.5 (56,3)                 | 9.5 (49,1)                  | 4.3 (39,7)                  | 0.3 (32,5)                  | −4 (24,8)                   | 4,2 (39,6)                  |
| Precipitații mm (inches)                 | 31 (1.22)                   | 28 (1.1)                    | 28 (1.1)                    | 44 (1.73)                   | 55 (2.17)                   | 86 (3.39)                   | 79 (3.11)                   | 49 (1.93)                   | 43 (1.69)                   | 22 (0.87)                   | 34 (1.34)                   | 30 (1.18)                   | 529 (20,83)                 |
| Nr. de zile cu precipitații              | 11                          | 11                          | 9                           | 11                          | 12                          | 13                          | 11                          | 8                           | 8                           | 6                           | 9                           | 11                          | 120                         |
| Sursă: World Weather Information Service |                             |                             |                             |                             |                             |                             |                             |                             |                             |                             |                             |                             |                             |

### Hidrografie
Pentru detalii, vezi: Răut și Răuțel.

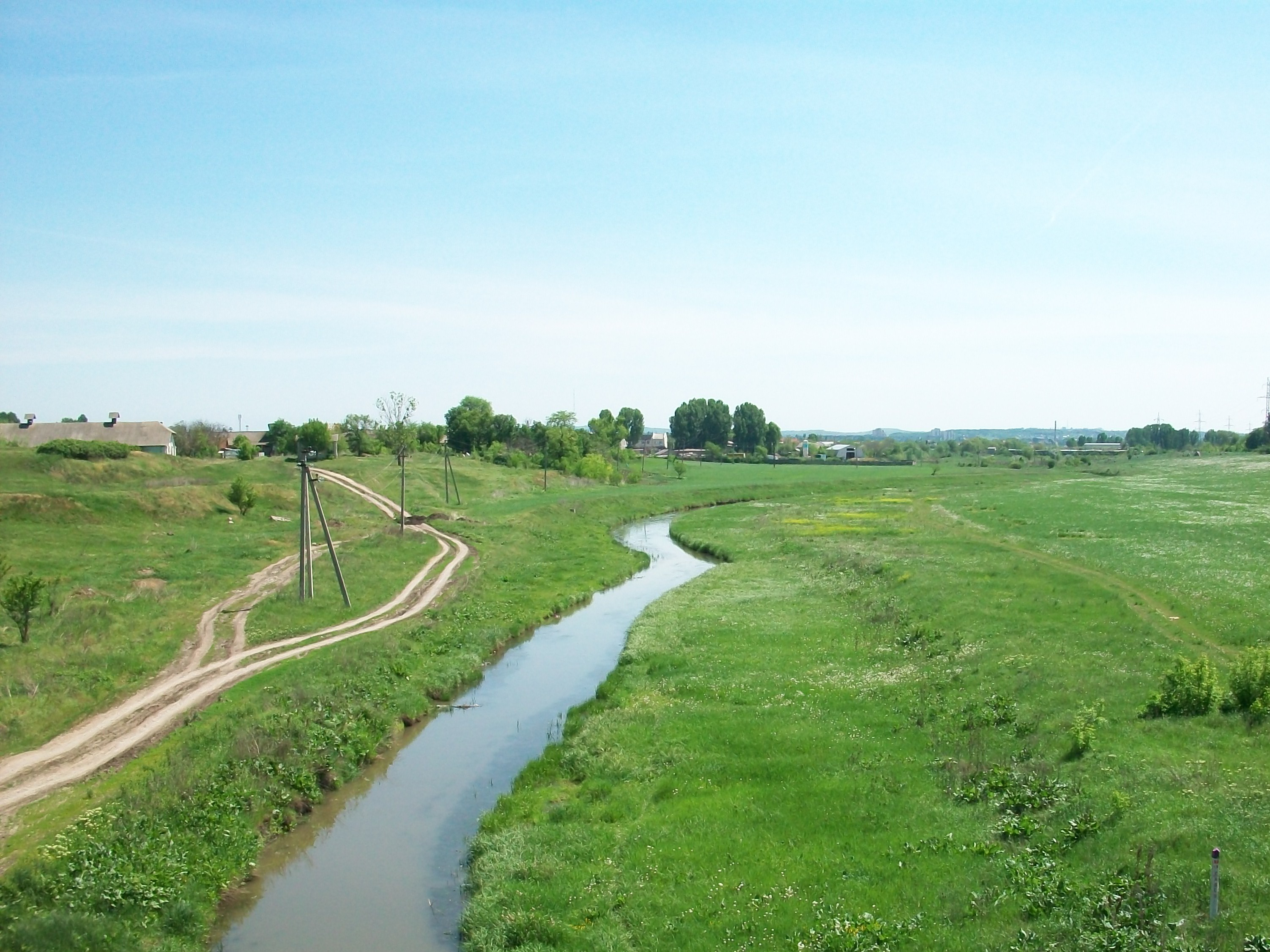
Valea râului Răut între cartierele Dacia și Slobozia

Rețeaua hidrografică a orașului este alcătuită de râul Răut și afluenții acestuia: Răuțel, Copăceanca și Flămânda, la care se adaugă 7 lacuri artificiale.
Răutul este cel mai mare curs de apă ce traversează Bălțiul. Observațiile regimului hidrologic la Bălți se efectuează din 1940. În perimetrul orașului, valea râului este șerpuitoare, cu o lățime de 2–3 km. În amonte de Bălți, cursul râului are o direcție spre sud-est, iar la ieșire se schimbă brusc spre est. Albia Răutul este îndiguită pentru a proteja localitatea de inundații. Versanți vestici sunt abrupți și au o înălțime de 60–90 de m. Panta versantului estic, în cartierul Slobozia, are o înclinație mai mică. Lățimea Răutului în orașul Bălți este de 3–6 m și adâncimea de 0,1–0,5 m. Primăvara, în lunile februarie – martie, au loc viituri cauzate de topirea zăpezilor. Dura viiturilor de primăvară în medie este 36 zile. Nivelul apei în Răut crește, în medie cu 0,3 m, și în timpul sezonului ploios de vară și toamnă. Scurgerea anuală a apei râului Răut este în medie de 1,55 m3/sec; minimă - 0,37 m3/sec (1995), maximă - 3,98 m3/sec (1981). Debitul mediu al aluviunilor în suspensie este de 0,51 kg/sec. Fundul râului este acoperit cu depuneri aluviale, izvoarele sunt puternic mineralizate. Malurile râului sunt în întregime îndiguite pentru a preveni inundațiile.

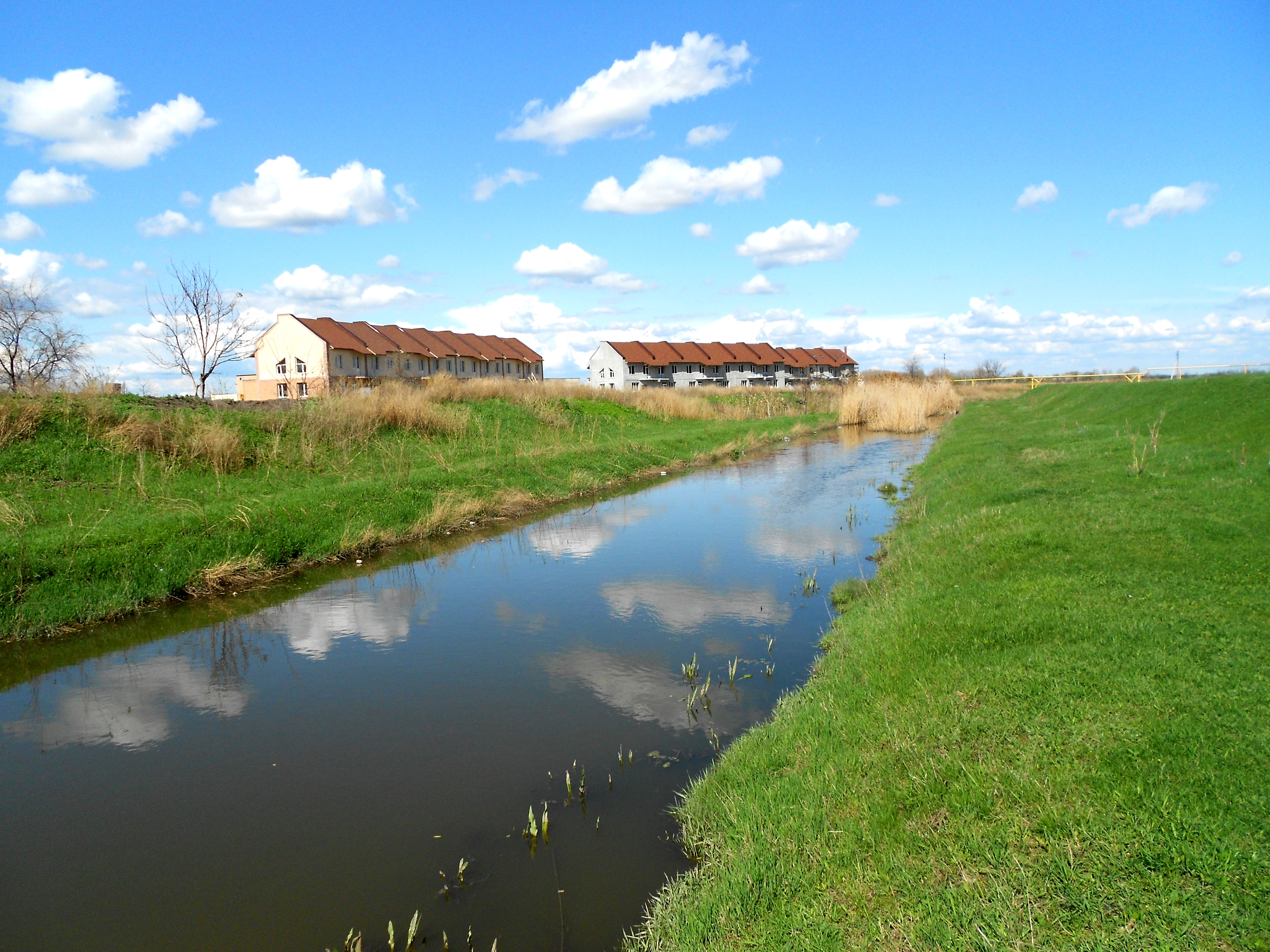
Râul Răuțel în cursul inferior

Răuțelul este un râuleț ce traversează Bălțiul de la vest la est. Cursul mediu a fost puternic modificat de către om prin construcția uzinelor în valea râului, iar albia sa a rămas neamenajată. În cursul inferior râul este îndiguit. Pe cursul Răuțelului s-au construit un lac de acumulare (între cartierele Bălții Noi și Teioasa) și Lacul municipal. Asemenea Răutului, apa Răuțelului conține o cantitate înaltă de săruri.
Orașul este traversat și de alte râulețe: de exemplu pârâul Flămânda (afluent al Răutului) din nordul cartierului Slobozia; în zona de est a orașului se găsesc doi afluenți mici ai Răuțelului.
Cele mai mari bazine acvatice sunt: Lacul orășenesc, Lacul Tineretului (Komsomolist), Lacul societății vânătorilor și pescarilor (Chirpicinoe) și Canalul de canotaj, cu suprafața totală de circa 200.000 m² și cu un volum de 2,9 mln m3. În nordul cartierului Jubiliar și estul cartierului Bălții Noi se găsesc lacuri mici, însă în afara granițelor administrative al orașului. Toate lacurile din perimetrul orașului sunt artificiale.
În cartierele Teioasa, Centru, Podul Chișinăului, Soroca, parțial în cartierele Slobozia, Berestecico, Bălții Noi și Țigănia, apele subterane sunt la suprafață. Practic, apele freatice sunt stratificate la adâncimi 1–2 m de la suprafața solului.

### Flora

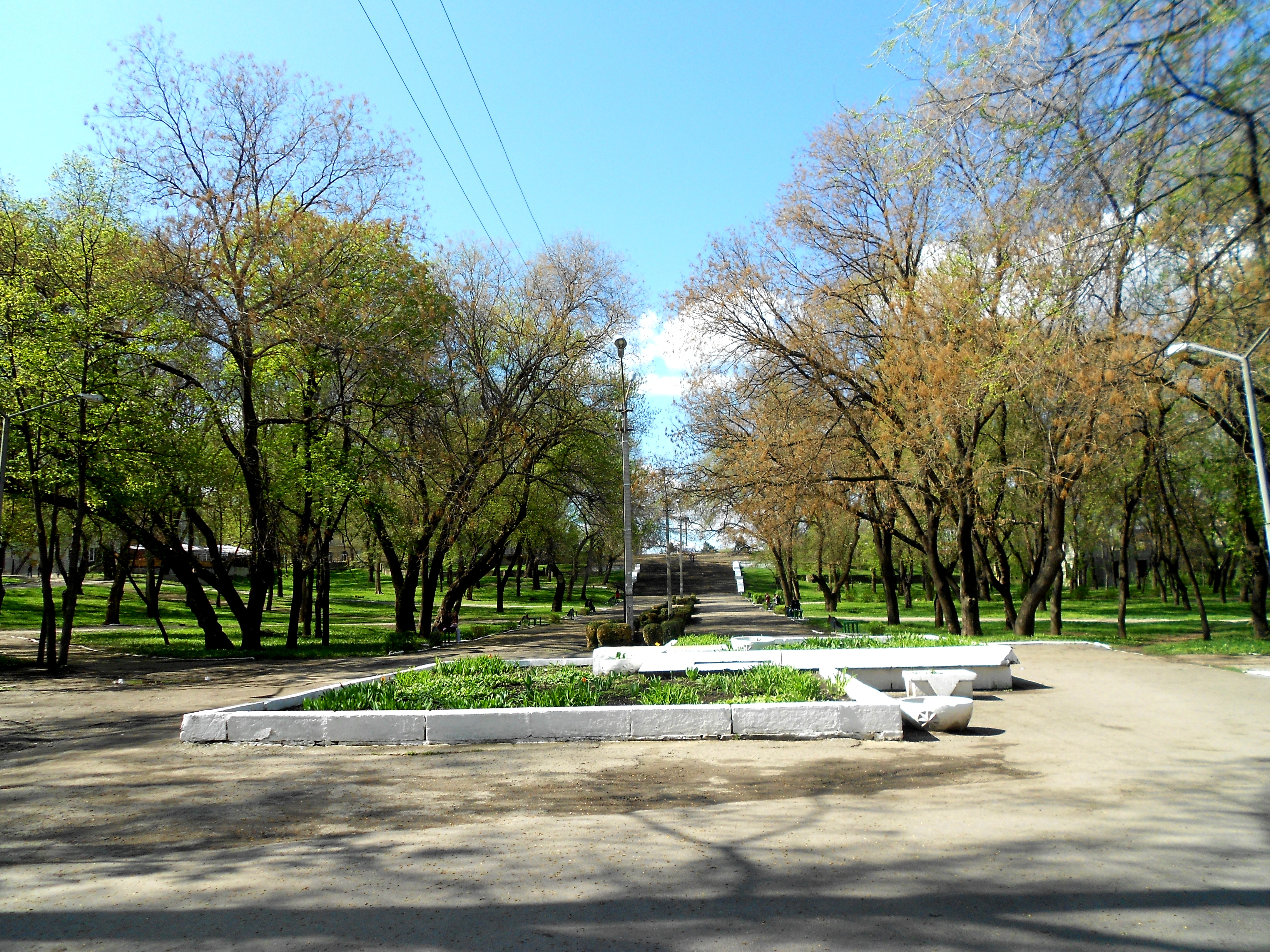
Parcul central

Suprafața spațiilor verzi (scuaruri, bulevarde înverzite) este 262,5 ha, cea a pădurilor și parcurilor de 498,5 ha, în total 761 ha sau 9,7%. Răspândirea mică a pădurilor se datorează utilizării terenurilor în fondul construcțiilor. Suprafața pădurilor se micșorează în fiecare an din cauza defrișărilor ilicite.
Elementele principale ale sistemului urban de spații verzi publice sunt parcurile orășenești: Parcul central, parcul „Victoria”, Scuarul Maria, bulevardul Independenței. În același sistem se includ teritoriile înverzite ale formațiunilor și grupurilor locative.
Zonele împădurite sunt amplasate la periferia orașului: Fâșia Silvică de Stat (FSS) „Pepenier” – în partea de nord, FSS „Mesteacănul” – în partea de sud și sud-vest și FSS „Rândunica” – în partea nord-vest, Pădurea „Cosmonauților” în sud-vest.
În nord-vestul orașului se localizează „Sistemul de perdele forestiere de protecție Bălți” ce reprezintă un sistem alcătuit din perdele forestiere de protecție a câmpurilor agricole atribuite la categoria Arii cu management multifuncțional. Sistemul forestier de protecție este format din două categorii de perdele forestiere: perdele forestiere de protecție create pe perimetrul sistemului și perdele forestiere de protecție create între câmpurile agricole, care fac conexiune, formate între perdelele forestiere din perimetrul sistemului de perdele forestiere.
Atât Sistemul de perdele forestiere, cât și Fâșiile silvice, spațiile verzi urbane oferă protecția solului contra eroziunii, previne alunecările de teren, ameliorează situația sanitaro-ecologică, oferă posibilitatea organizării agrementului pentru populație.

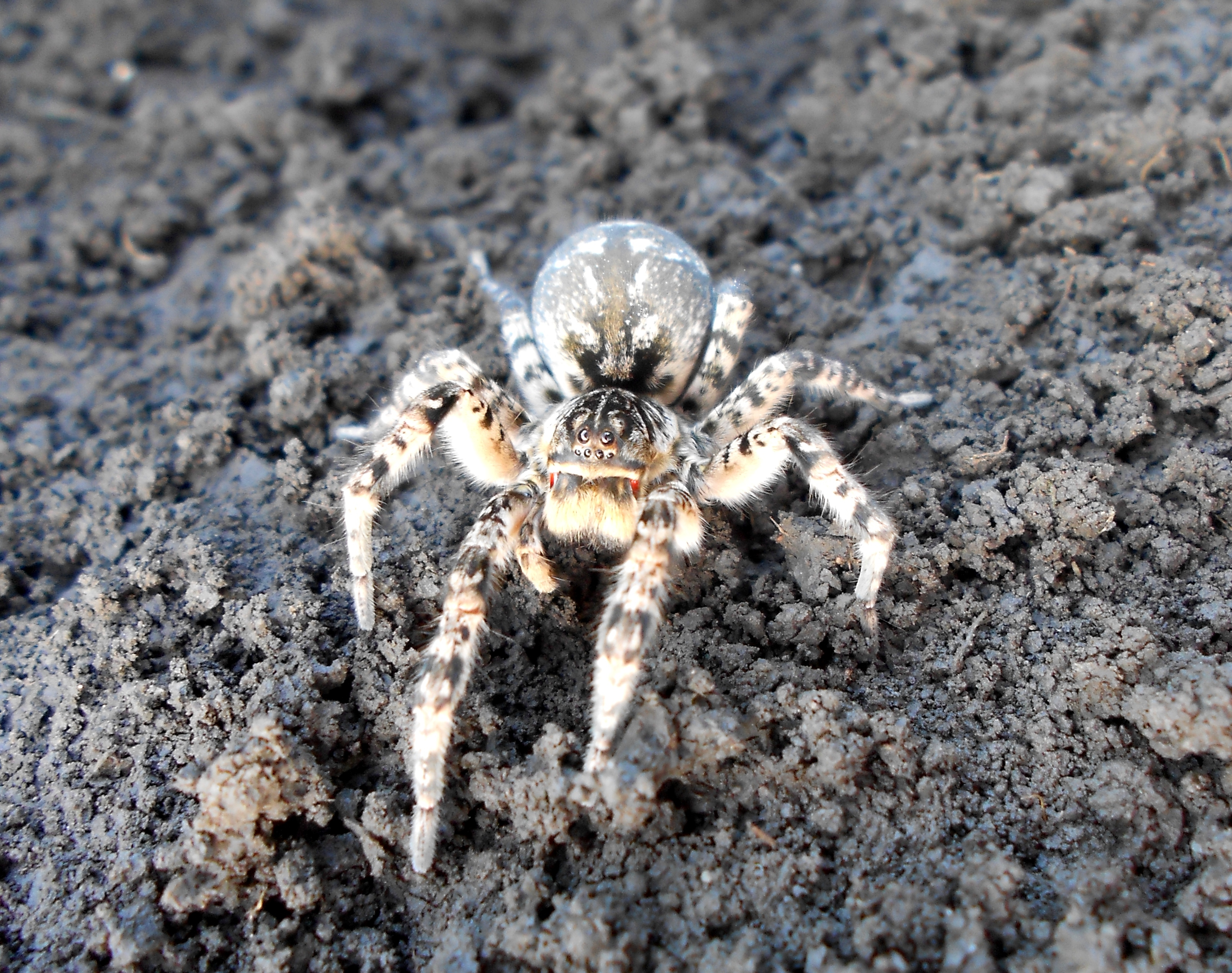
Tarantula comună (Lycosa singoriensis) se întâlnește adesea în aria municipiului

În anul 2007 a fost elaborat proiectul privind crearea Grădinii Botanice în Bălți pe un teren cu o suprafață de 21,5 ha, din folosința Institutului de Cercetări pentru Culturile de Câmp „Selecția”. Locul viitoarei grădini este situat în extravilanul satului Corlăteni.

### Fauna
Fâșiile silvice nu sunt foarte bogate în specii de animale, cu excepția nevertebratelor. Cele mai răspândite mamifere sunt veverița, ariciul. În regiunile de pășuni se pot întâlni: iepurele, cârtița, diferite specii de rozătoare, seara apar și liliecii.
Dintre păsări, în păduri trăiesc: pupăza, grangurul, privighetoarea, pițigoiul, ciocănitoarea, cucul, în câmpuri potârnichea, foarte rar, eretele alb. În cartierele de la periferie pot fi observate și unele specii de bufniță. Pe raza localității sunt de asemenea: porumbelul, vrabia, rândunica, graurul și alte păsări. În bazinele acvatice locuiesc: barza, pescărușul, rațele sălbatice.
Dintre amfibieni, în zona municipiului Bălți viețuiesc: broasca de iaz, brotăcelul, broasca râioasă verde, tritonul comun etc. Reptilele sunt reprezentate de șopârla verde, unele specii de năpârcă. În apele Răutului s-au identificat speciile de pești: fufa, porcușorul și carasul argintiu. În exemplare unitare se întâlnesc osarul și moaca de brădiș. În lacuri sunt răspândiți carasul și carpul.

## Istorie
Primii oameni pe teritoriul localității au apărut în epoca paleoliticului, cu circa 30.000 ani în urmă. Au fost descoperite vetre de sate din epoca bronzului: la nord de cartierul Dacia, în cartierele Bălții Noi și Pământeni. Urme ale acestor sate reprezintă grămezile de lut ars și diverse obiecte de ceramică. Din mileniul II î.e.n. datează alte două vetre: în cartierul Bălții Noi și la periferia orașului lângă șoseaua Bălți-Chișinău. În perioada romană, pe teritoriul orașului au existat 5 sate, dar au fost distruse de popoarele nomade. Din perioada migrațiilor datează și cele 18 movile funerare.

### Atestarea localității

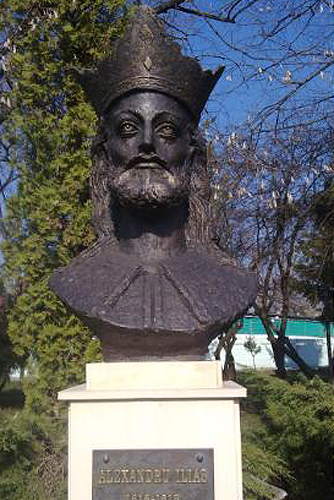
Bustul lui Alexandru Iliaș, domn al Moldovei în anul 1620

Prima atestarea certă a orașului Bălți apare în comentariile despre expediția polonezilor împotriva Imperiului Otoman din 1620. La Bătălia de la Țuțora (ținutul Iași) armata poloneză a fost înfrântă, fiind nevoită să se retragă. La întoarcere militarii polonezi au ajuns la Răut la 4 octombrie, lângă satul Bălți (ținutul Soroca). Acest fapt a fost înregistrat în comentariile expediționare.
În mod greșit, unele surse afirmă că orașul ar fi fost întemeiat în 1421 de către ducesa Ringala, a treia soție a domnitorului moldovean Alexandru cel Bun. În urma divorțului din 1421, Ringala de Mazovia primise, printr-un hrisov domnesc din 13 decembrie 1421, moșiile Siret, Volovăț și câteva localități din jur în vederea întreținerii sale, însă Bălțiul nu figura. De menționat că localitățile atestate în actul domnesc sunt amplasate în partea dreaptă a Prutului.
Această eroare s-a produs din cauza traducerii și interpretării eronate a notițelor de călătorie ale diplomatului francez Guillbert de Lannoy. În 1421 a efectuat o călătorie de la Marea Baltică spre Marea Neagră. Trecând prin regatul Poloniei poposește în orașul polonez „Belfz” (actualmente Belz, Ucraina) unde a fost oaspetele ducesei Ringala de Mazovia, verișoara regelui polonez Vladislav II Iagello. În secolul XIX când a fost realizată traducerea notițelor în limba rusă în care orașul polonez Belfz a fost confundat cu orașul Bălți.

### Țara Moldovei

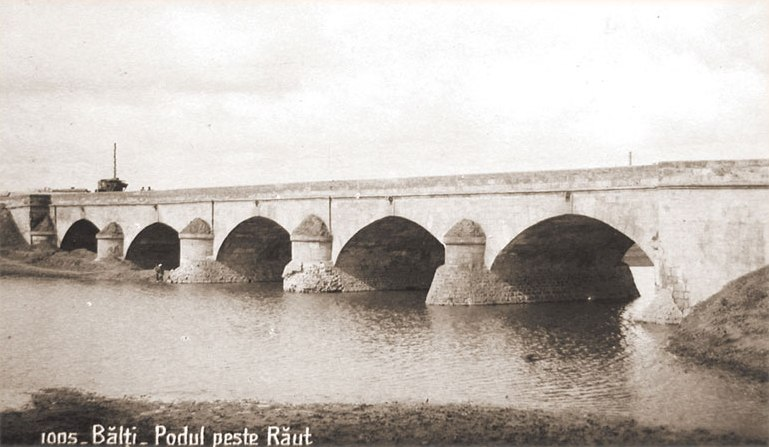
Podul peste Răut, între Bălți și Slobozia Bălților (dărâmat în 1941)

În timpul campaniei lui Petru I împotriva otomanilor din 1711, târgul Bălți, atunci renumit ca centru de trecătorie și de întreținere a hergheliilor domnești, a fost baza principală de aprovizionare în merinde și cai a armatelor ruse. Dar, după înfrângerea și retragerea lor spre Nistru, tătarii au prădat așezarea.
În 1766 feciorii negustorului Alexandru Panaite (Panaghiotis), Costache și Iordache, intraseră în posesia unei jumătăți din moșia Bălților, cealaltă jumătate revenind Mănăstirii Sfântului Spiridon din Iași. Orașul Bălți apare în documente ca târg de cai: de altfel prima sa stemă era un cap de cal. Devine un oraș meșteșugăresc important (fierari, rotari, pielari, șelari, căruțari), voievozii moldoveni ridicând o bazilică în 1785. În 1795 Gheorghe Panaite, în scopul de a accelera dezvoltarea târgului, a încercat să aducă din Galiția un număr de 300 de negustori armeni și le-a construit o biserică în planul bisericilor catolice. Negustorii armeni nu au ajuns însă la Bălți, iar biserica a fost sfințită ca biserică ortodoxă, fiind supusă Episcopiei Hușilor. Clopotnița catedralei a fost dărâmată de sovietici în 1965 și reclădită după independență.

### Perioada țaristă
Structura lingvistică a populație în 1897
     Limba română (17,1%)
     Limba idiș (55,8%)
     Limba rusă (19,9%)
     Limba ucraineană (3,6%)
     Limba poloneză (2,8%)
     Nedeclarată (0,5%)
     Alte limbi (0,3%)
În 1812 partea de răsărit a Moldovei, de atunci numită Basarabia, este anexată de către imperiului Rus. La recensământul din 1817 în orașul Bălți, la categoria A (bogați) au fost înregistrați 3 preoți; 1 diacon; 2 diaci, 1 pălămar (paraclisier); 3 mazil și 12 ruptași. La categoria G (săraci) 262 gospodarii; 14 văduve; 36 burlaci. Creștini deținători de prăvălii, inclusiv armeni - 42. Evreii constituie 244 birnici. Total birnici - 606 bărbați și 14 femei. Moșia aparține comisului Alexandru Panait, inclusiv: 450 fălci de fânețe, 550 fălci teren arabil, 1300 fălci de pășuni. Sunt prezente iazuri în lunca Răutului bogate în pești.
La 19 aprilie 1818, țarul Alexandru I trecând de la Hotin spre Chișinău, în apropiere de Bălți, a primit vestea despre nașterea nepotului său Alexandru al II-lea, fiul Marelui Duce Nicolae și moștenitorul tronului. În același an, cu ocazia reorganizării guberniei Basarabia, orașul Bălți a fost declarat reședința județului Iași, redenumit în 1887 - județul Bălți. Tot atunci biserica ortodoxă din Basarabia trece de la Patriarhia Constantinopolului, Mitropolia Moldovei, la Patriarhia Moscovei, Mitropolia Kievului, Bălți devenind o episcopie.
Devenind un centru de colectare a cerealelor, Bălți este racordat la rețeaua căilor ferate ruse menite să transporte grânele la Odesa. În cadrul acestei dezvoltări economice, pe lângă populația băștinașă de români s-au stabilit aici și numeroși ruși, ucraineni, armeni și evrei.
În anul 1897 în Imperiul Rus are loc primul recensământ general desfășurat pe întregul teritoriu. În orașul Bălți au fost numărați 9537 de bărbați și 8941 de femei, total - 18478 locuitori. Din punct de vedere lingvistic, în calitatea de limba maternă, 10323 persoane au indicat limba idiș, 3627 per. – limba rusă, 3157 pers. – limba română, 581 pers. – limba ucraineană, 533 pers. – limba poloneză, 103 per. – limba germane, 50 pers. – limba armeană, 25 pers. – limba tătară, 16 pers. – limba greacă, 12 pers. – limba belarusă, 7 pers. – limba bulgară, 6 pers. – limba țigănească, 3 pers. – limba turcă, 1 pers. – limba georgiană. Nu și-au declarant limba maternă 5 persoane și 29 vorbesc o altă limbă decât cele enumerate.

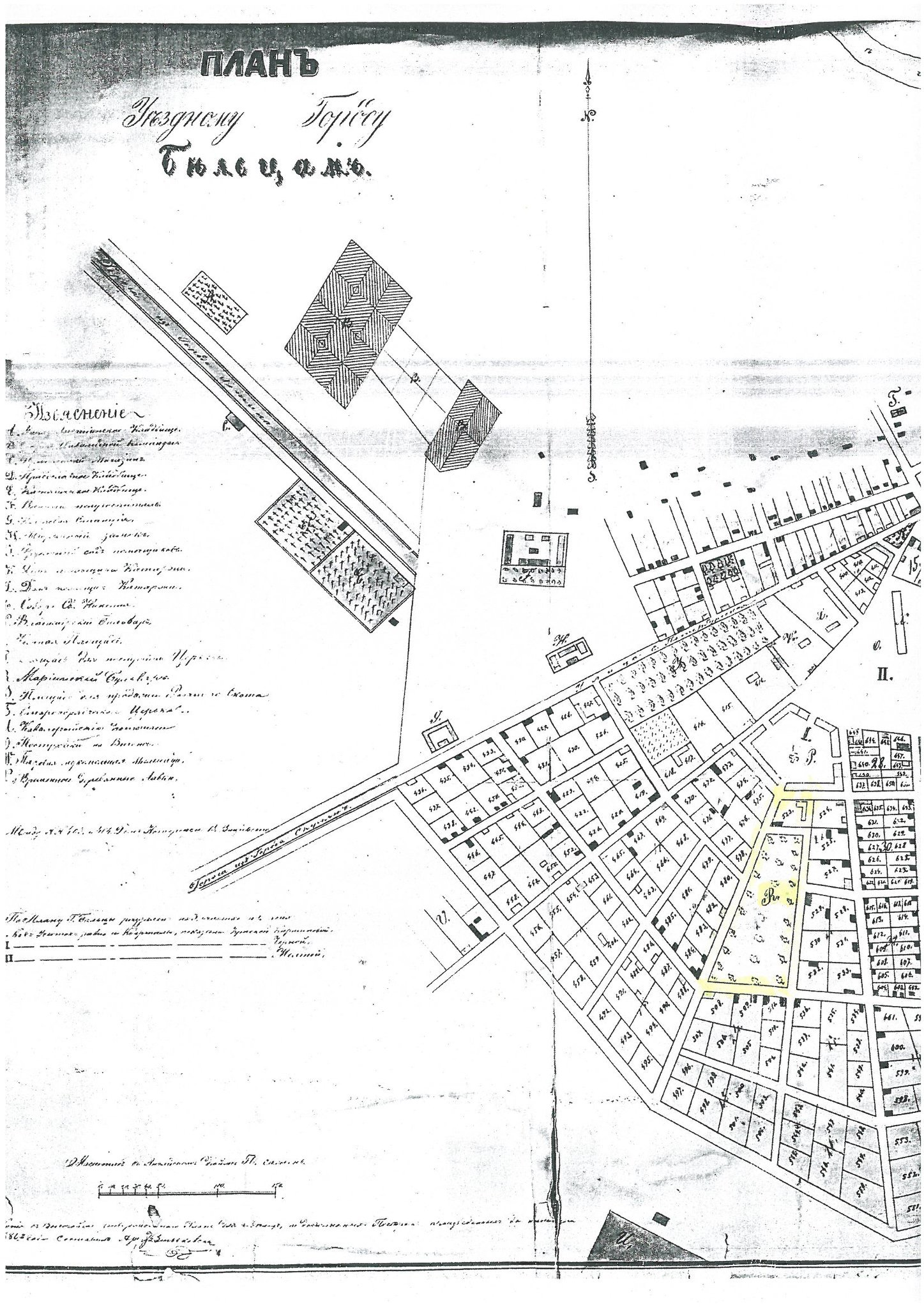
Primul plan general al orașului, 1845
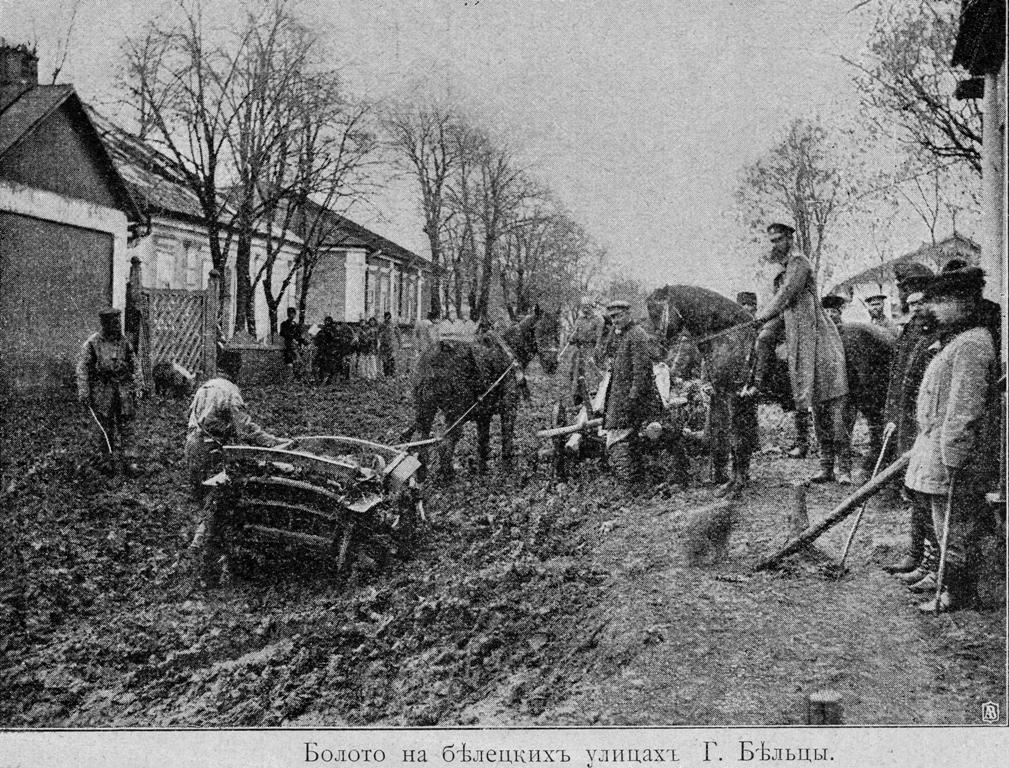
Drumurile din Bălți, la sf. secolului al XIX-lea
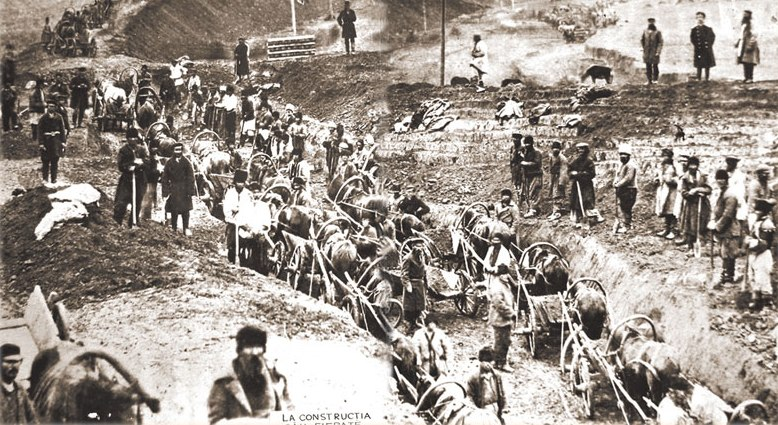
Constructia căii ferate Bălți-Ocnița la Slobozia-Bălți, 1892
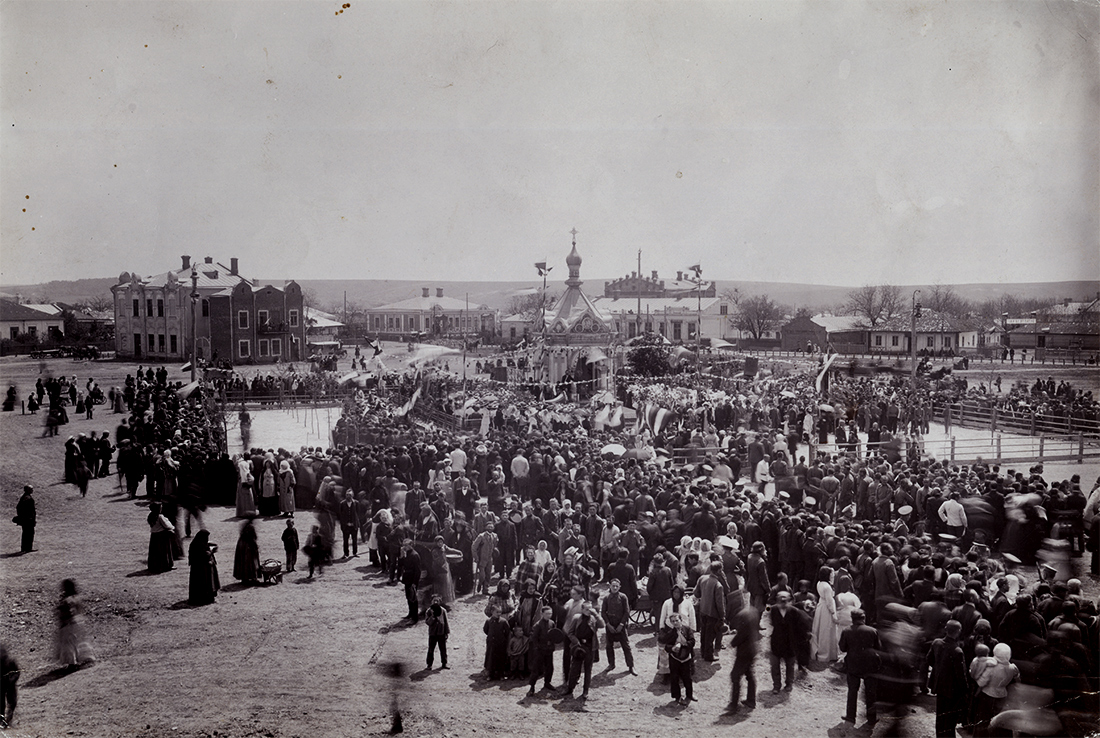
Procesiune religioasă la Bălți, 1910

Câteva dintre edificiile care s-au păstrat din perioada țaristă

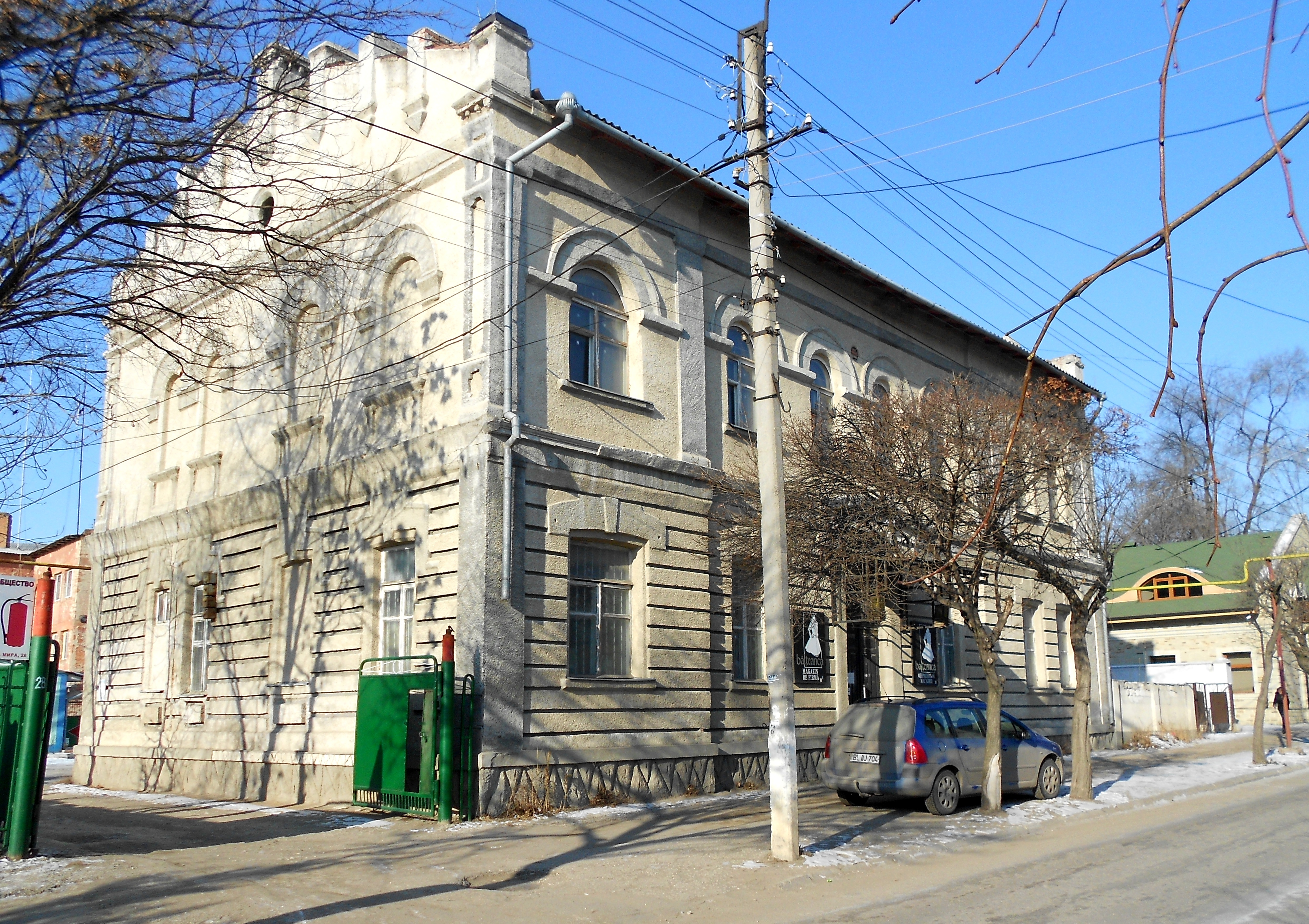
Casa Hagi Marcarov
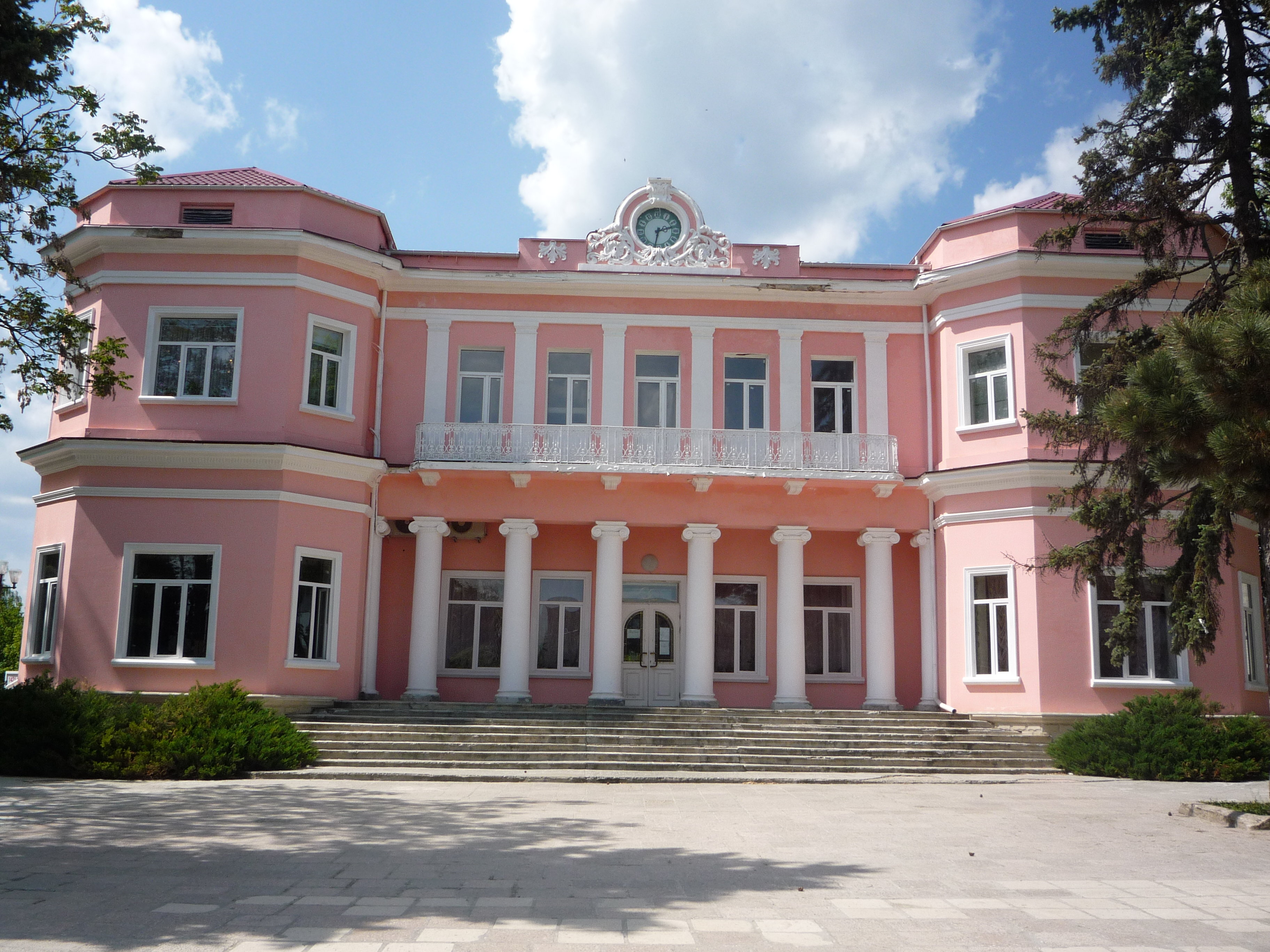
Casa Bodescu
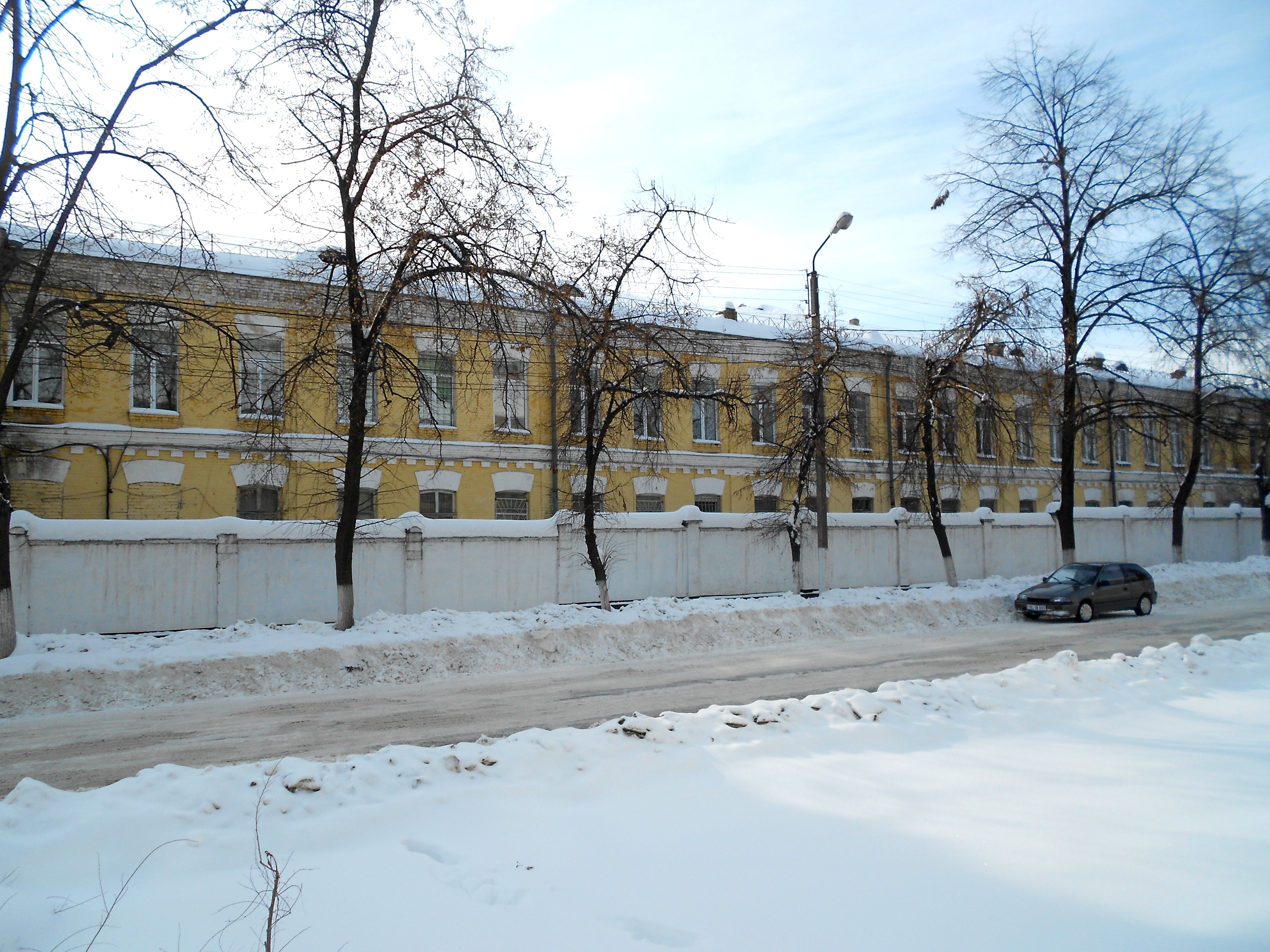
Cazarmele țariste, în prezent dețin aceeași funcție
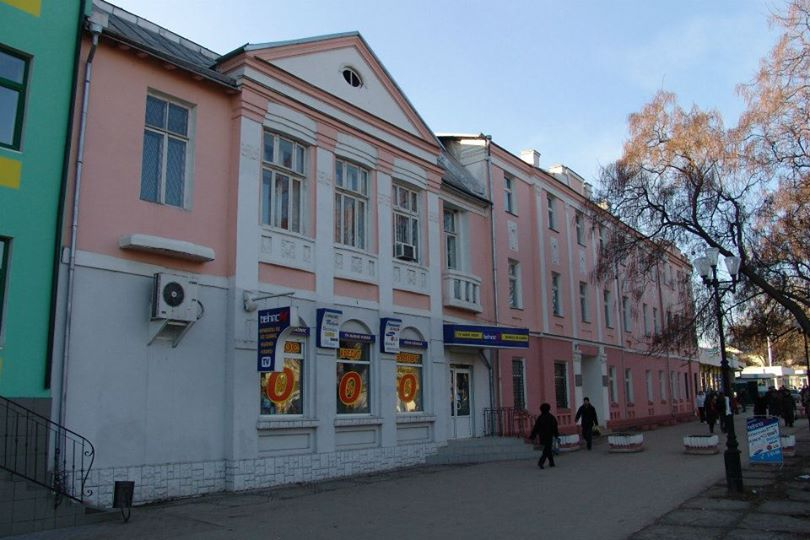

### Perioada românească

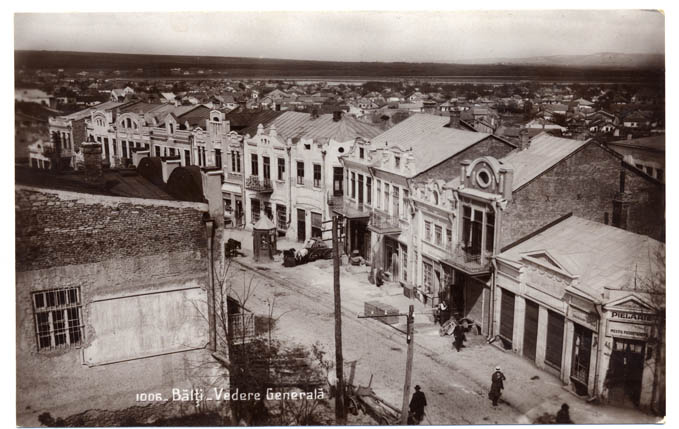
Str. Carol I în anii 1930 (în prezent str. Ștefan cel Mare)

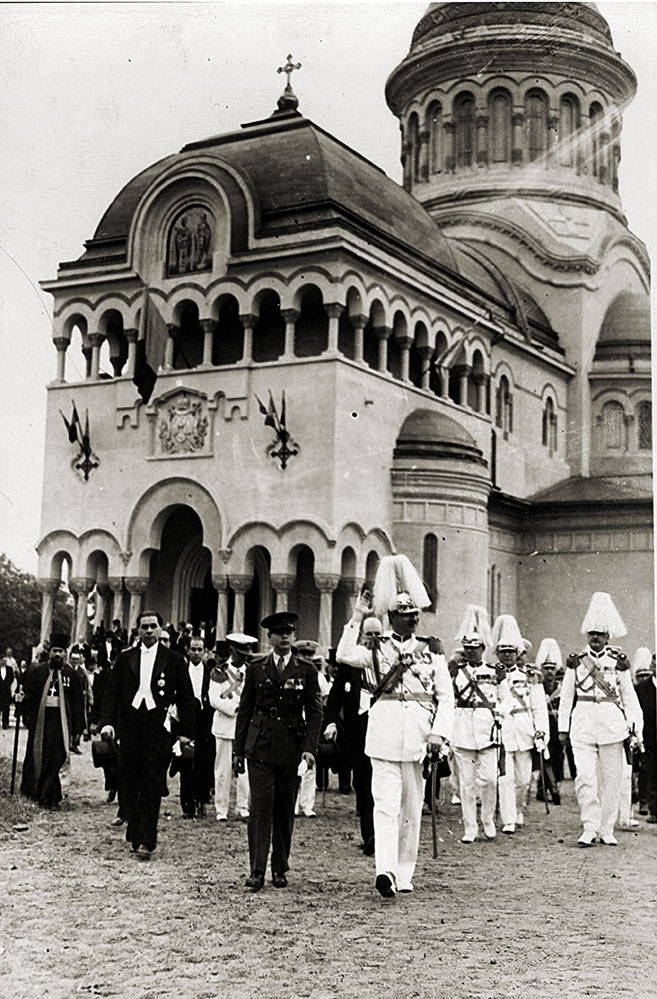
Regele Carol al II-lea, Mihai, Mare Voievod de Alba Iulia, și premierul Gheorghe Tătărescu, la sfințirea Catedralei „Sf. Constantin și Elena” (1935)

Populația rusească, ucraineană și evreiască a continuat să crească și după unirea primei Republici moldovenești (1917-1918) cu România, din pricina afluxului de refugiați care fugeau de dincolo de Nistru, pentru a scăpa de colectivizare, de marele Holodomor sau de urmărirea NKVD-ului. După unirea cu România, Bălți a fost reședința județului cu același nume. Potrivit recensământului României din 1930, în municipul Bălți locuiau 30.570 de persoane, dintre care 14.229 erau evrei, 8.868 români, 5.426 ruși, 981 polonezi, 1.066 din alte etnii.
Componența etnică a municipiului Bălți, potrivit recensământului României din 1930
     Evrei (46,6%)
     Români (29%)
     Ruși (17,7%)
     Polonezi (3,2%)
     Alte etnii (3,6%)
La 2 iunie 1935, regele României Carol al II-lea și prințul moștenitor Mihai participă la sfințirea Catedralei Sfinții Împărați Constantin și Elena, construită de Visarion Puiu, episcopul Hotinului. La eveniment au fost prezenți și prim-ministrul Gheorghe Tătărescu; ministrul cultelor Al. Lapedatu; ministrul internelor I. Inculeț; ministrul învățământului C. Angelescu; ministrul apărării Paul Angelescu; ministrul muncii I. Nistor; primarul orașului Bălți P. Vrabie; prefectul județului Bălți Emanoil Catelly, diverși funcționari centrali și locali precum și, desigur, numeroși reprezentanți ai bisericilor ortodoxe. În aceeași zi Carol al II-lea, împreună cu oaspeții veniți la sfințire, a semnat și a zidit pergamentul în temelia noului Liceu de fete „Domnița Ileana” (actualmente blocul administrativ al Universității Alecu Russo). După terminarea solemnității de la liceu, cortegiul regal a pornit spre cimitirul eroilor, unde are loc inaugurarea monumentului eroilor căzuți în primul Război Mondial. Apoi, regele și fiul său vizitează reședința episcopală și îl decorează pe episcopul Visarion Puiu cu Cordonul de „Mare Cruce” al ordinului Coroana României. La ora patru, regele și prințul moștenitor au pornit de la reședința episcopală spre a vizita cazărmile militare. Între regimentele vizitate a fost și regimentul 6 Vânători, în care Suveranul a fost ofițer cu gradul de locotenent, când această unitate militară era de gardă la castelul Peleș. Pe la orele 18, regele Carol al II-lea și prințul moștenitor Mihai împreună cu reprezentanții autorităților centrale din București au părăsit orașul.

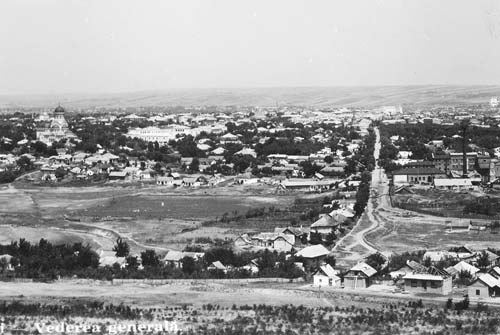
Vedere generală, 1937.
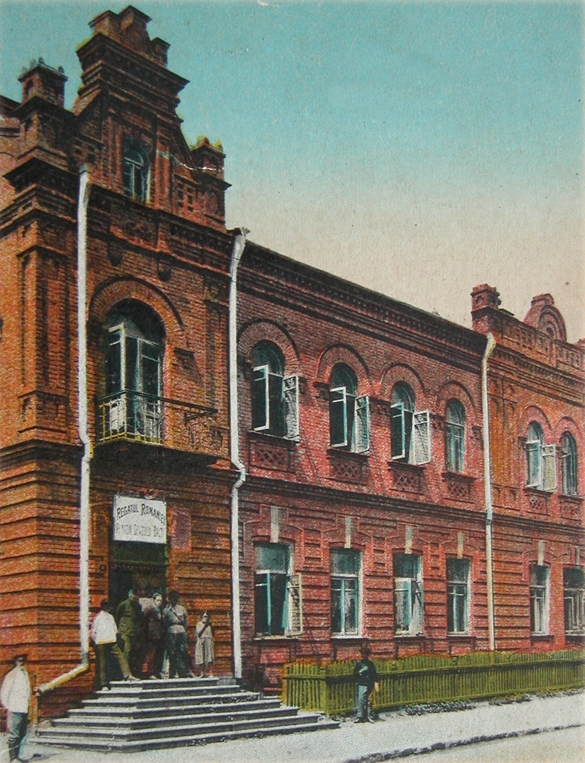
Primăria interbelică
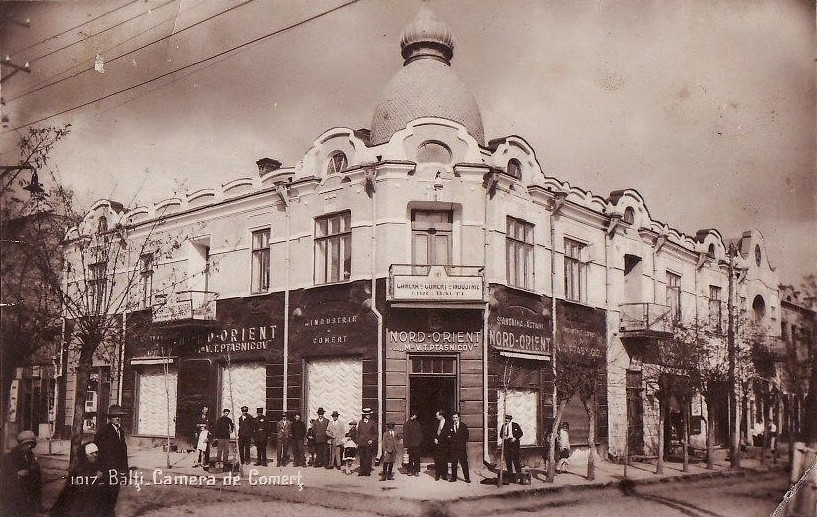
Camera de Comerț.
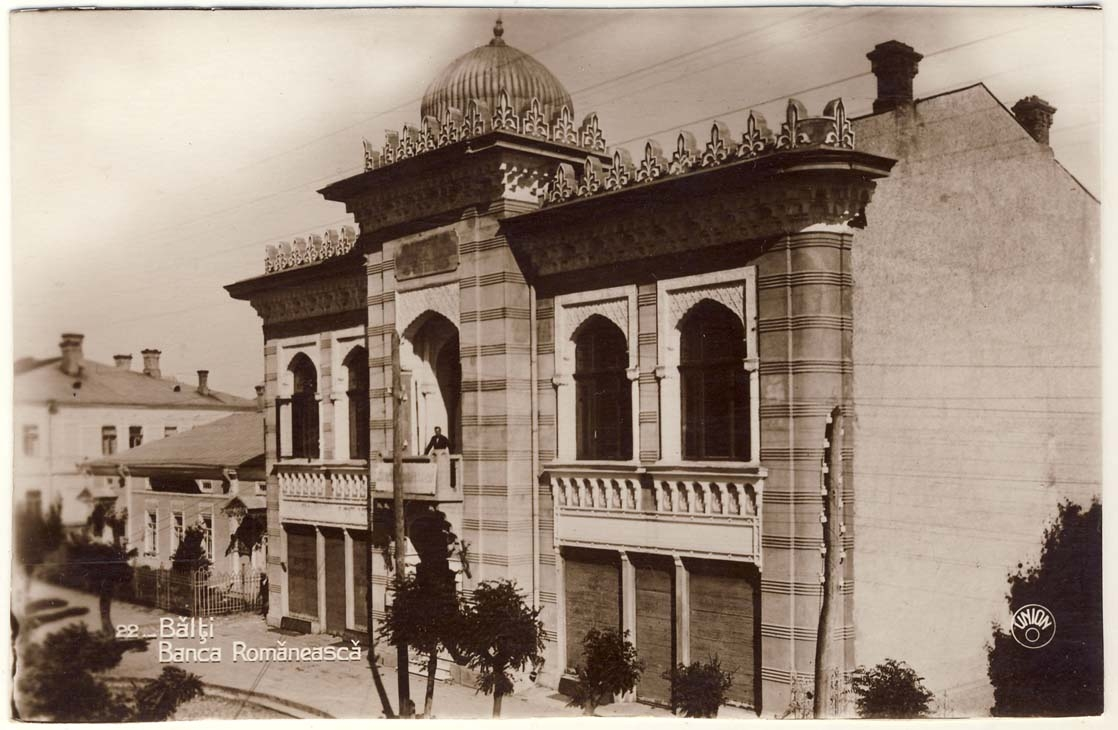
Banca românească.
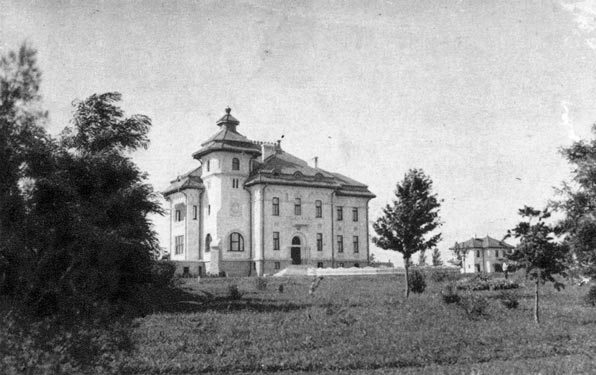
Episcopia de Hotin.
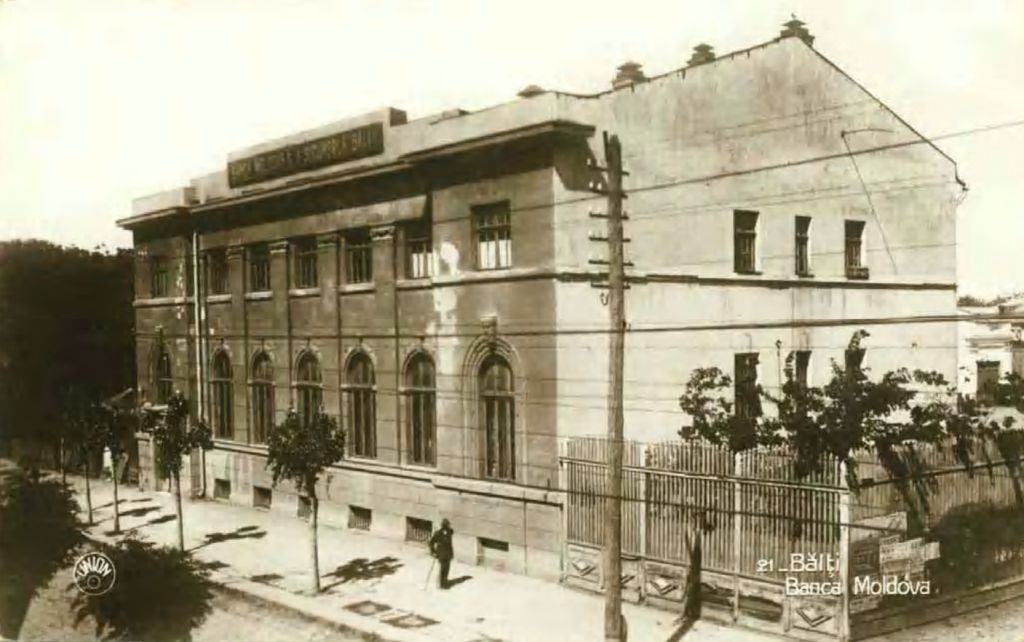
Banca „Moldova”
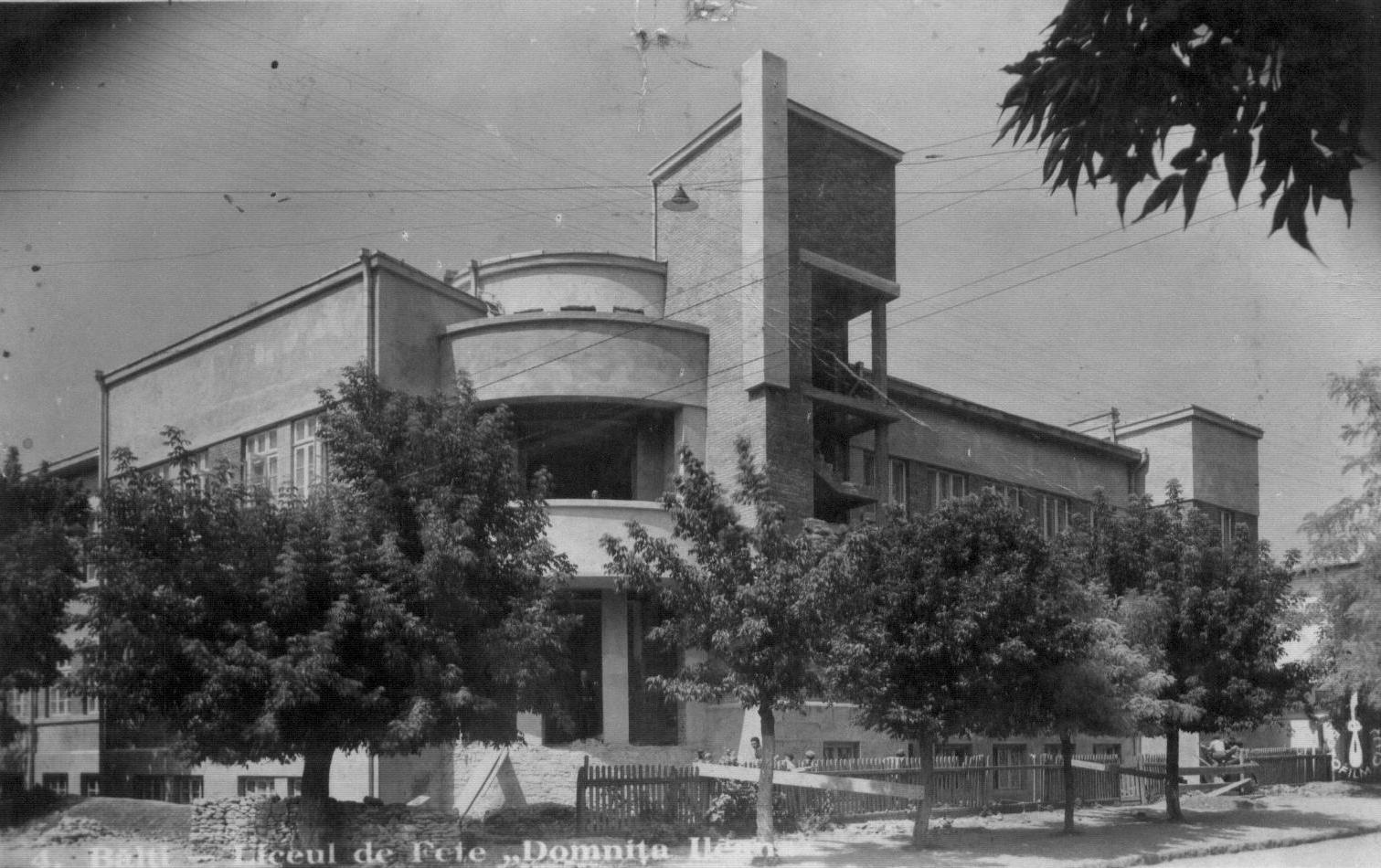
Liceul „Domnița Ileana”
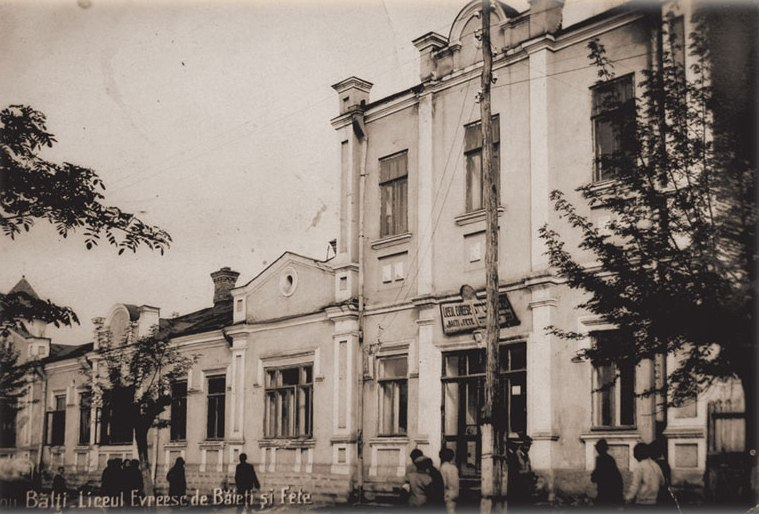
Liceul evreiesc
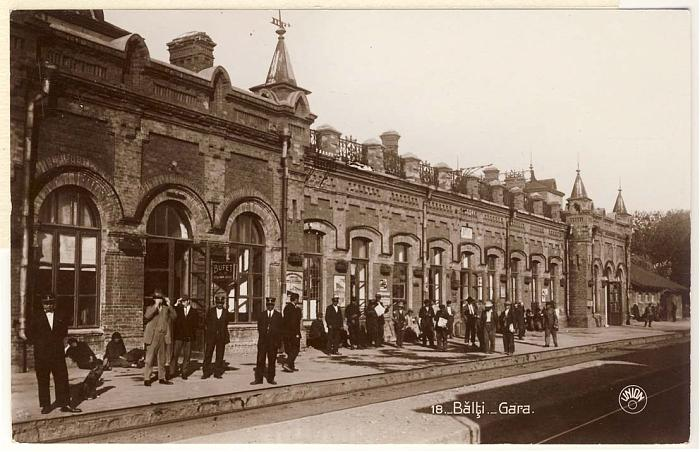
Gara Slobozia
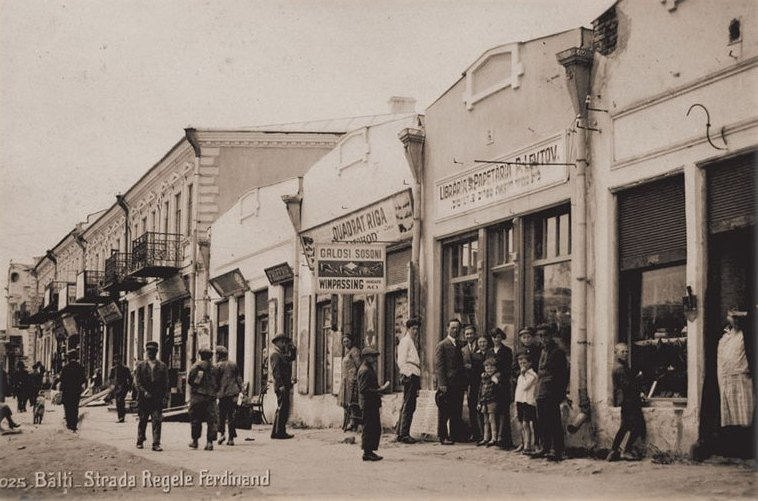
Strada Regele Ferdinand.
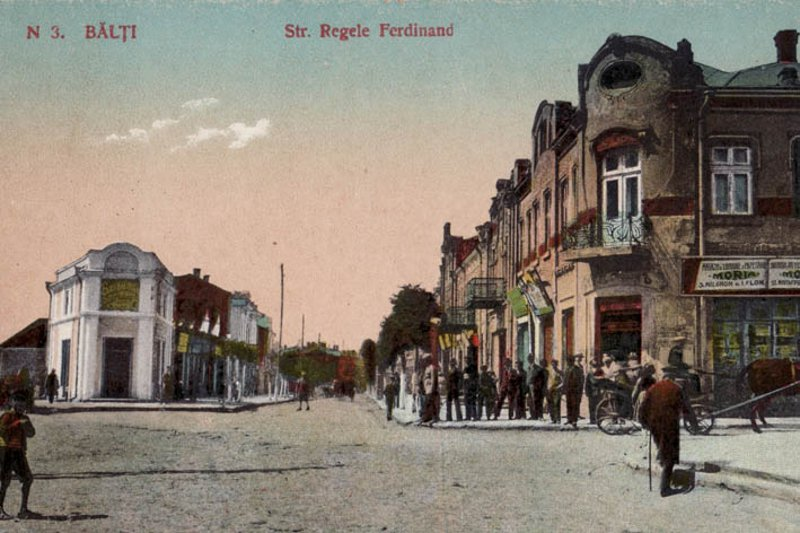
Aceeași stradă.
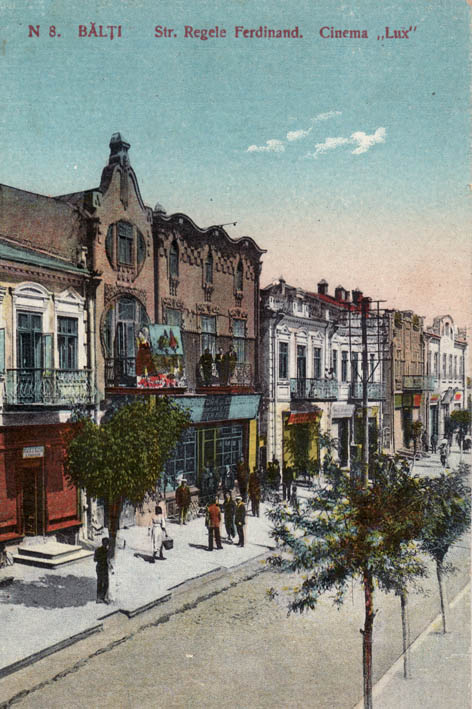
Cinematograful Lux, anii 1930 (clădirea a fost distrusă de sovietici la retragerea din 1941).
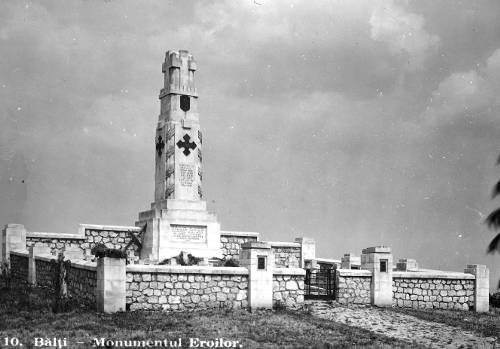
Monumentul Eroilor de lângă Bălți, aruncat în aer de către sovietici.
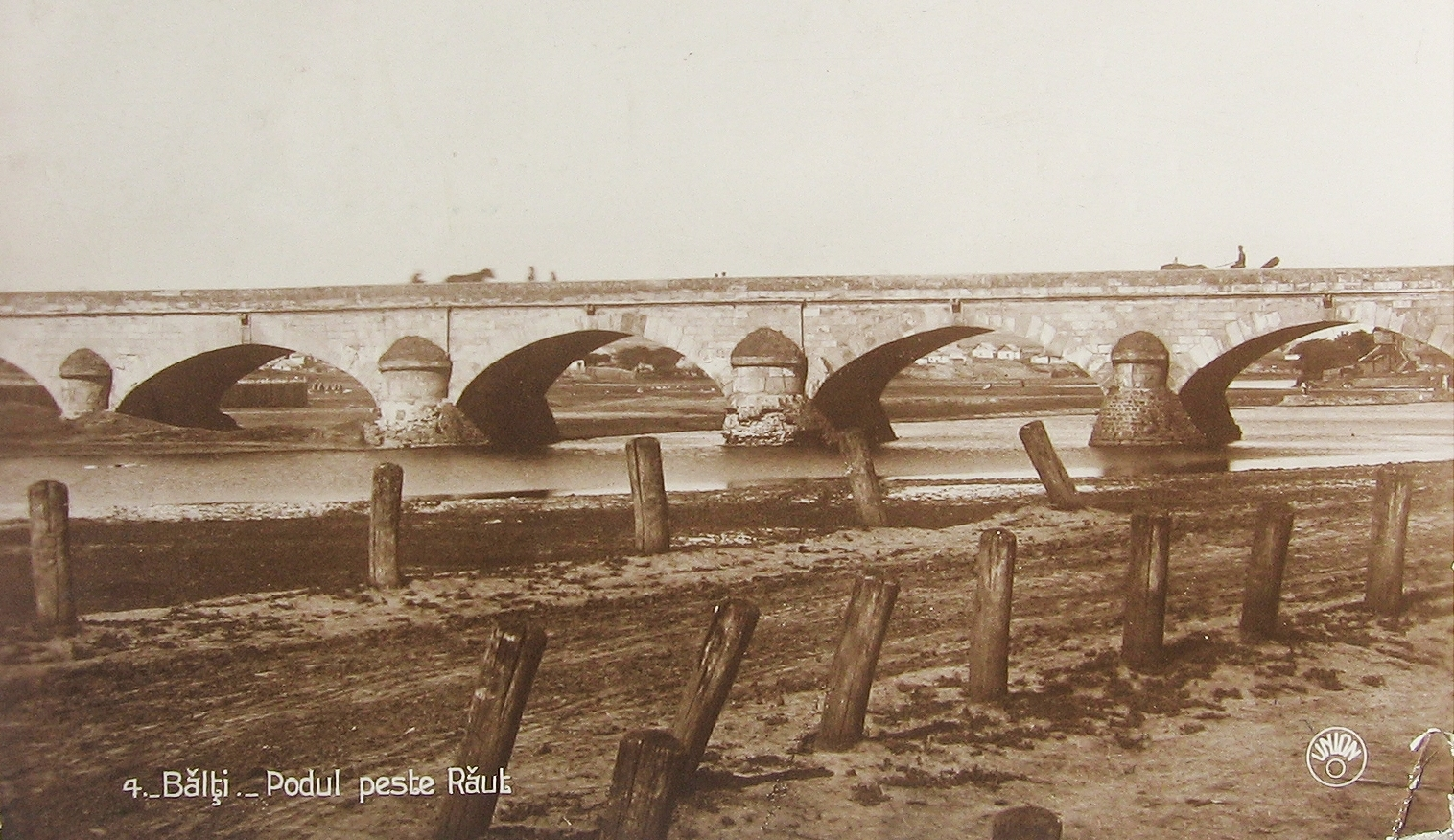
Podul peste Răut, aruncat de sovietici în aer în 1941.
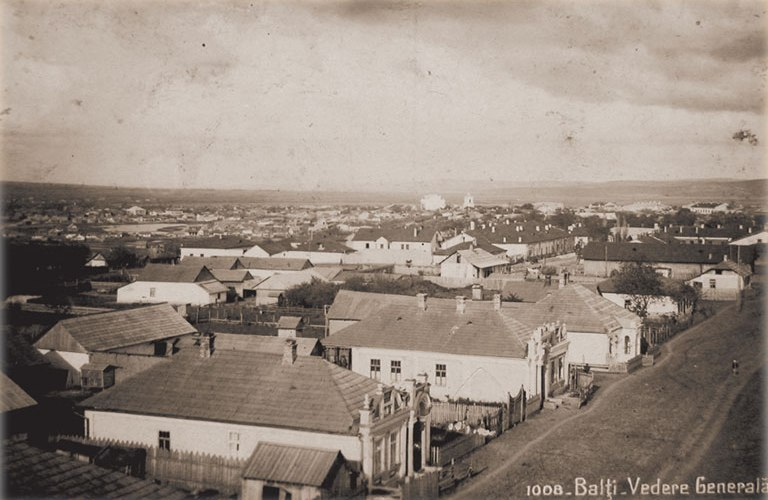
Vedere a cartierului Pământeni, anii 1930.

Printre puținele edificii care s-au păstrat din perioada respectivă

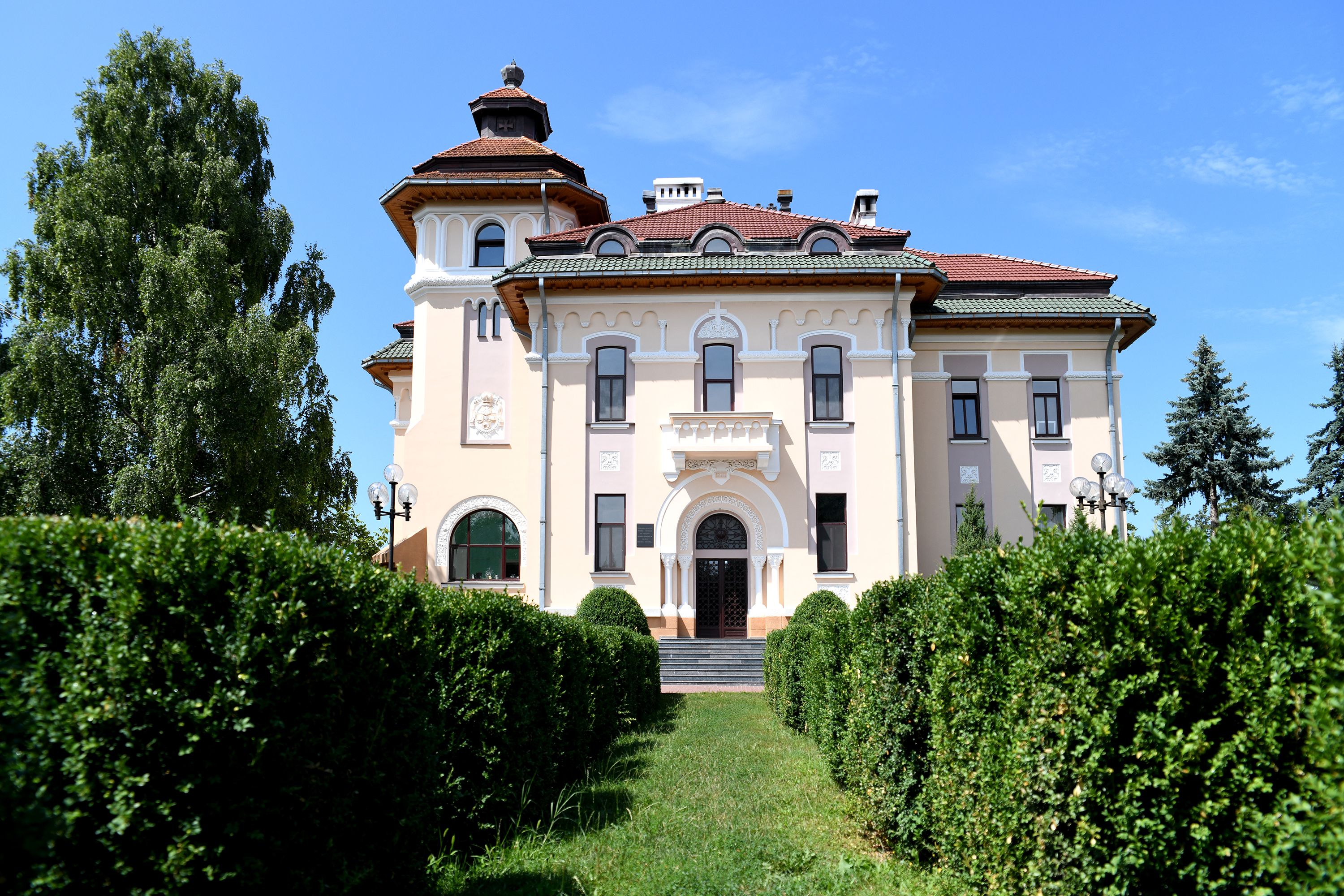
Reședința episcopului de Hotin
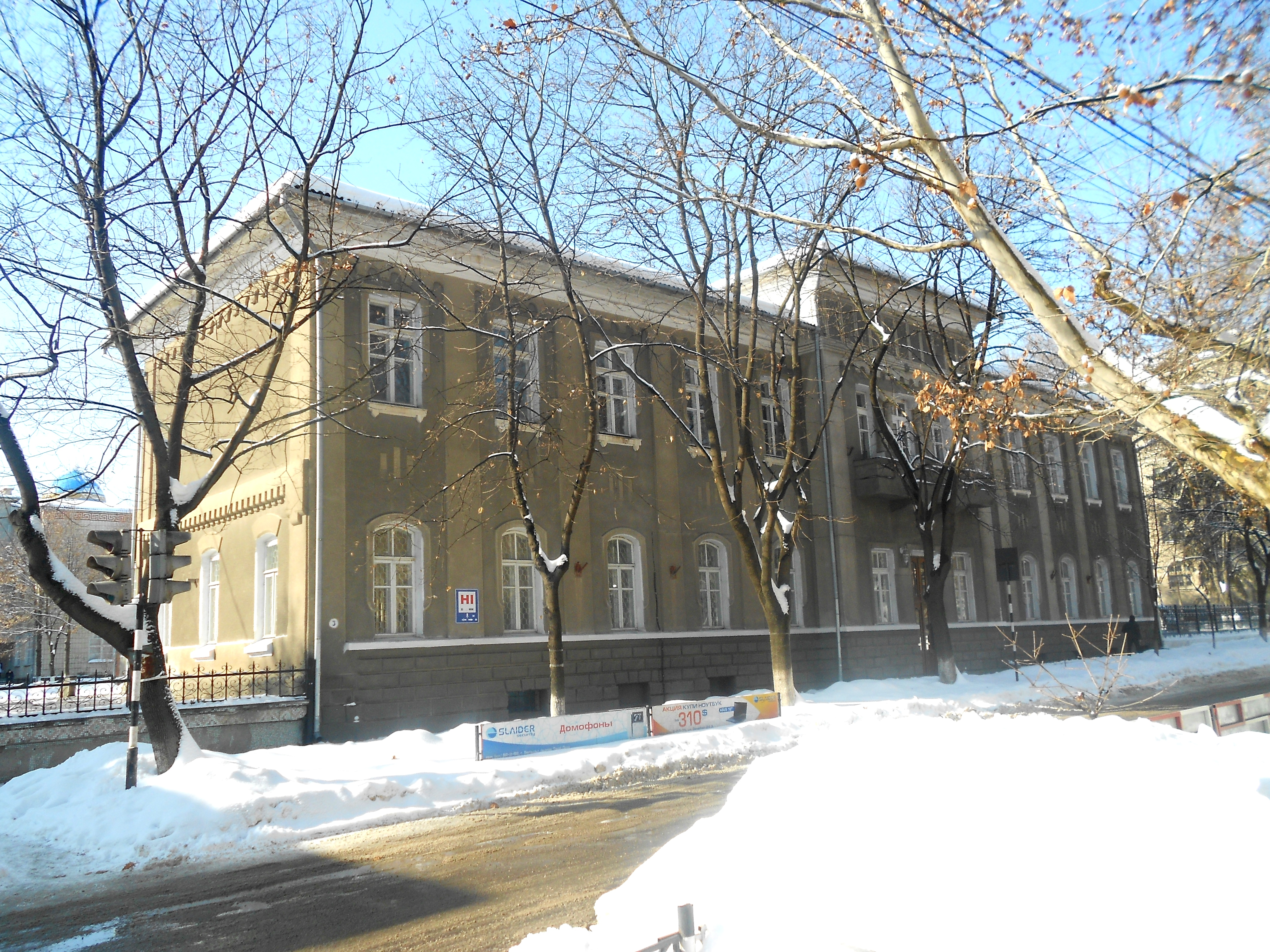
Bloc al Universității de Stat „Alecu Russo”
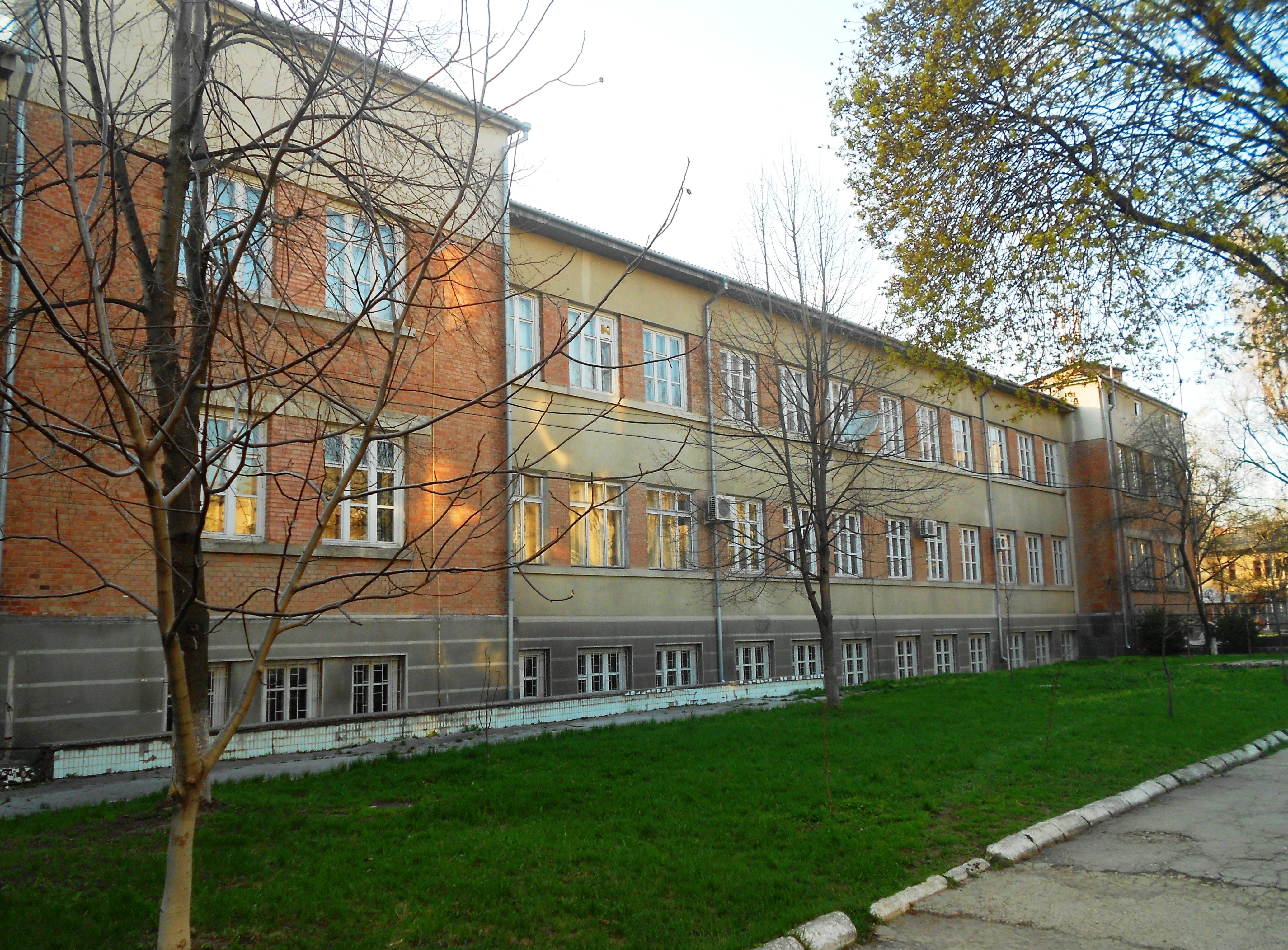
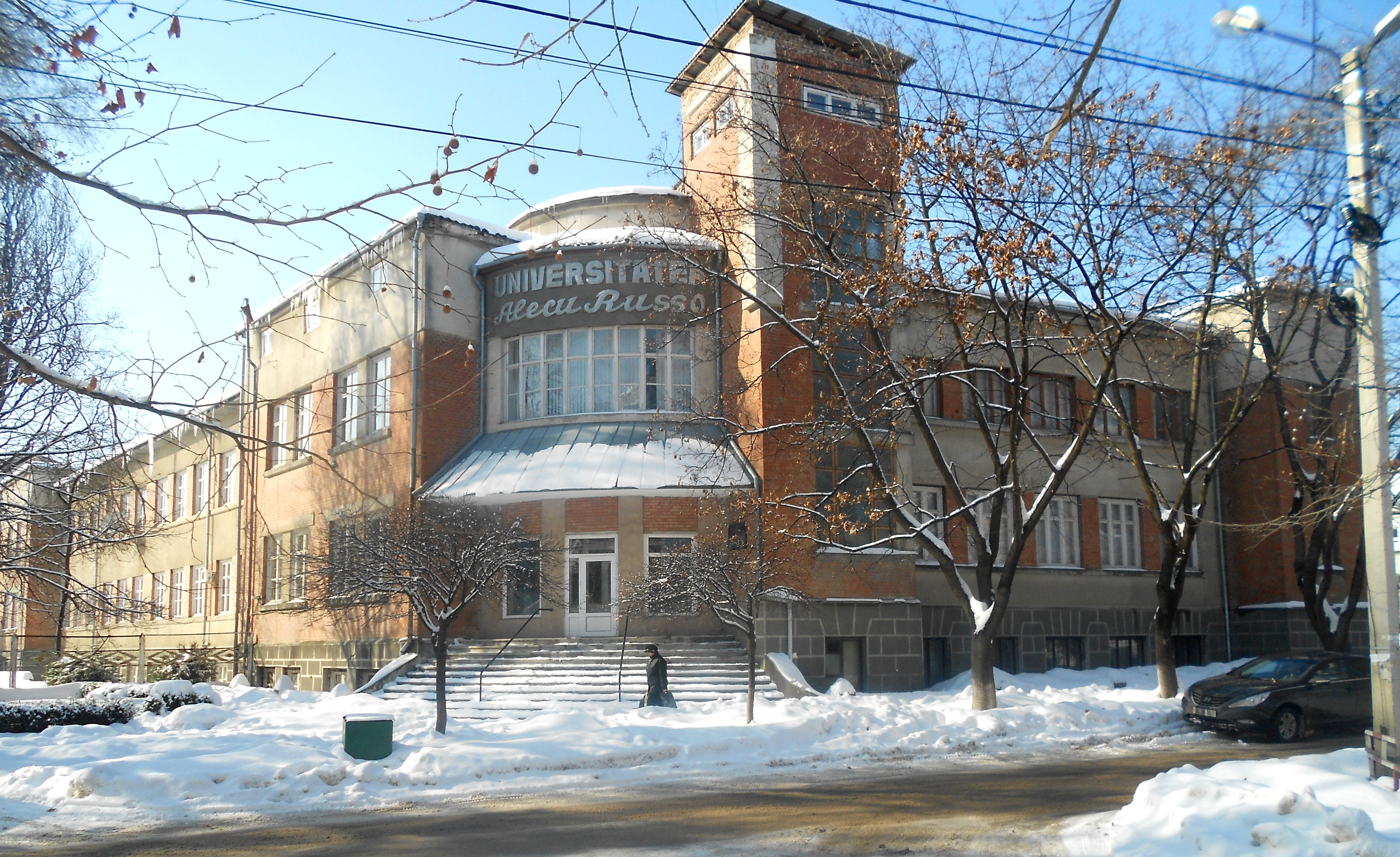
Clădirea fostului Liceu teoretic pentru fete „Domnița Ileana”
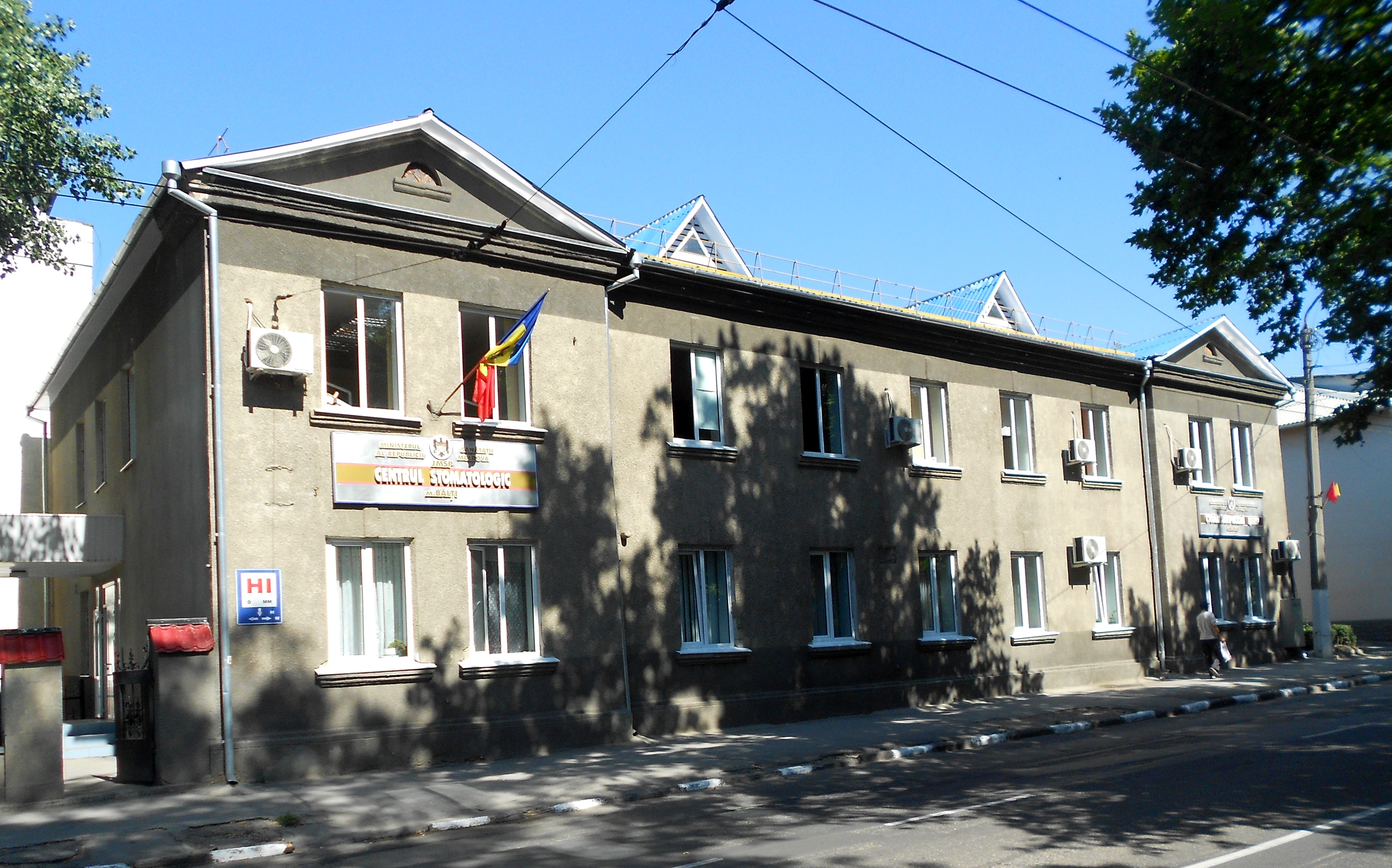
Casă de raport, în prezent Centru stomatologic
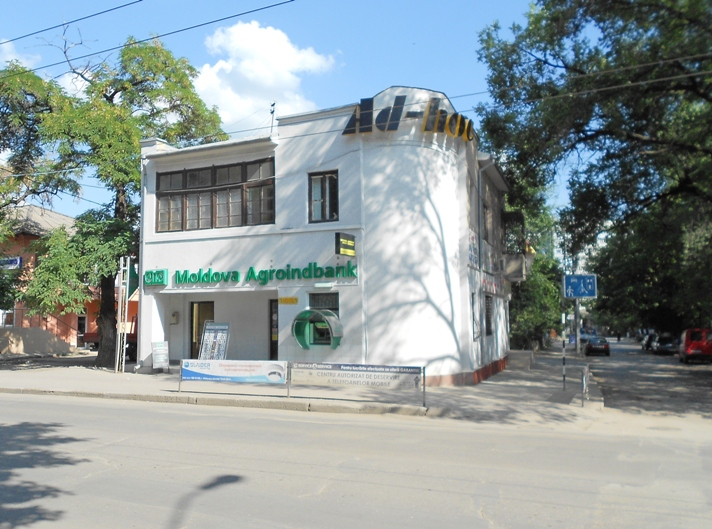
Casă de raport

### Perioada sovietică. Al doilea război mondial
Structura etnică a populației orașului Bălți în 1989
     Moldoveni/români (40,7%)
     Ucraineni (26%)
     Ruși (24,4%)
     Evrei (5,6%)
     Belaruși (2%)
     Găgăuzi (0,4%)
     Bulgari (0,3%)
     Romi (0,2%)
     Germani (0,1%)
În timpul celui de-Al doilea război mondial, orașul a suferit distrugeri și deportări de populație, sovieticii deportând și ucigând întâi (1940-1941) pe români băștinași care lucraseră pentru statul român (funcționari, juriști, profesori...), pe popi și pe refugiați, iar românii și germanii deportând apoi (1941-1944) pe evrei și pe toți cetățenii bănuiți că ar fi susținut sistemul criminal-comunist sovietic.
Deportările spre Kazahstan și Siberia au fost reluate între 1945 și 1954. Începând cu 6 iulie 1949, din gara feroviară Bălți-Slobozia au fost deportați în Siberia, zeci de mii de români-basarabeni în cadrul operațiunii "юг", adică "Sud". Operațiunea a fost desfășurată de către autoritățile sovietice, în cadrul căreia au fost ridicate circa 12-30 mii de familii basarabene. Ulterior, în timpul regimului comunist orașul a devenit un centru industrial important pentru nordul Moldovei, cu o populație în mare parte nouă, fie moldo-română venită de la sate, fie rusească sau ucraineană.
În anii 1944-1945 pe teritoriul Combinatului de blănuri de astăzi și al Unității militare exista un lagăr de concentrare în care erau deținuți prizonierii germani și români, aceștia din urmă capturați după actul din 23 august 1944 prin care România a declarat război Germaniei naziste, devenind o aliată a Uniunii Sovietice comuniste, care însă zăbovi până la 12 septembrie înainte de a înceta starea de război cu România. În decursul acestor trei săptămâni, armata română, care avea ordin să nu se opună nici-unei inițiative sovietice, a pierdut tot materialul și armamentul de care dispunea (integrat de Armata roșie) dar și zeci de mii de ostași luați prizonieri deși nu mai erau dușmani, ci aliați ai URSS. Mii de prizonieri români și germani au murit din cauza condițiilor inumane în care au fost ținuți (lipsă de igienă, de apă potabilă și mâncare), supraviețuitorii au fost uciși sau deportați spre gulagul siberian. Câteva sute din deținuții lagărului de la Bălți au rămas în viață și s-au întors acasă.
La ultimul recensământ realizat în cadrul Uniunii Sovietice, din 1989, în orașul Bălți au fost înregistrați 157.068 locuitori, inclusiv: moldoveni/români - 63.876 pers.; ucraineni - 40.804 pers.; ruși - 38.309 pers.; evrei - 8.903 pers.; belaruși - 1.257 pers.; găgăuzi - 534 pers.; bulgari - 426 pers.; romi - 305 pers.; germani - 177 pers. și 2.477 persoane de alte etnii.

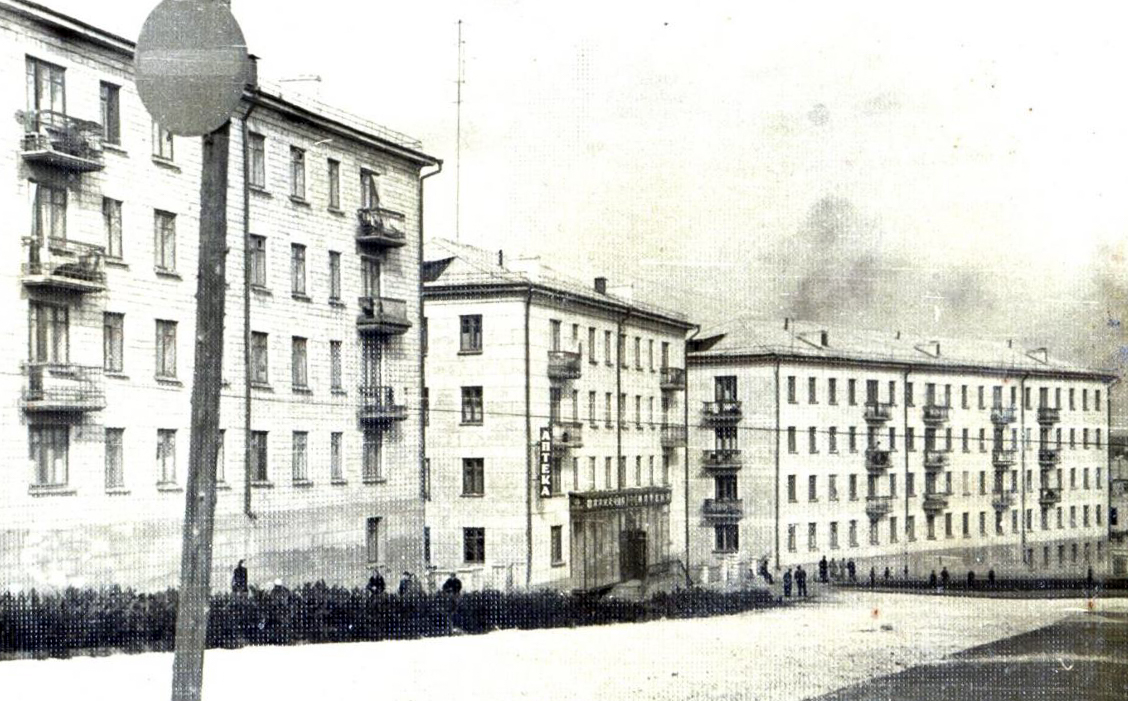
Str. Lenin, anii 1950. Blocurile tipice acelei perioade, cunoscute ca „Hrușciovki”.
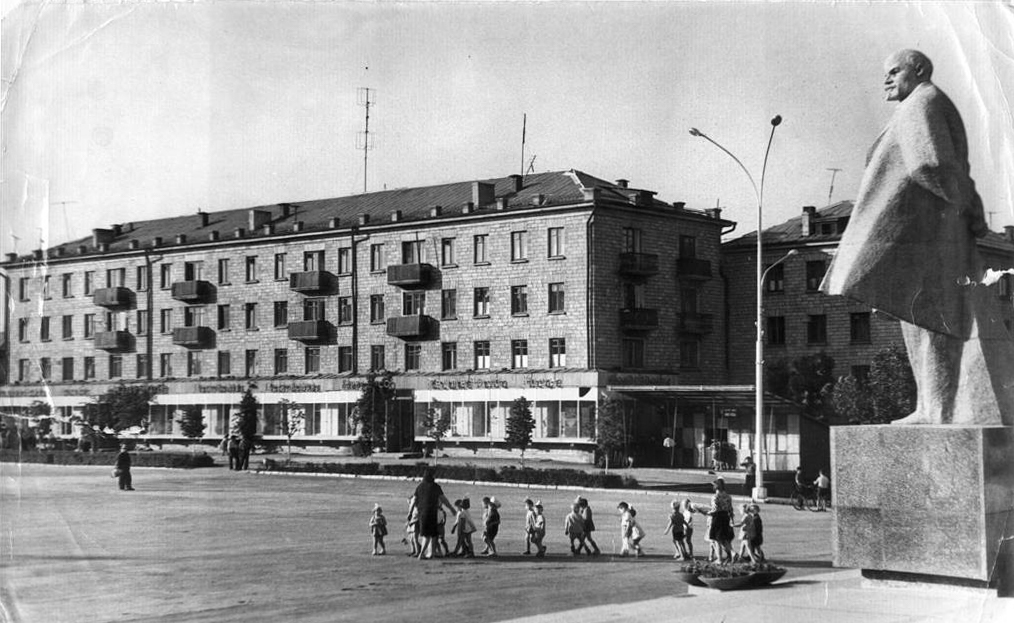
Monumentul lui Lenin din Bălți, anii 1950.
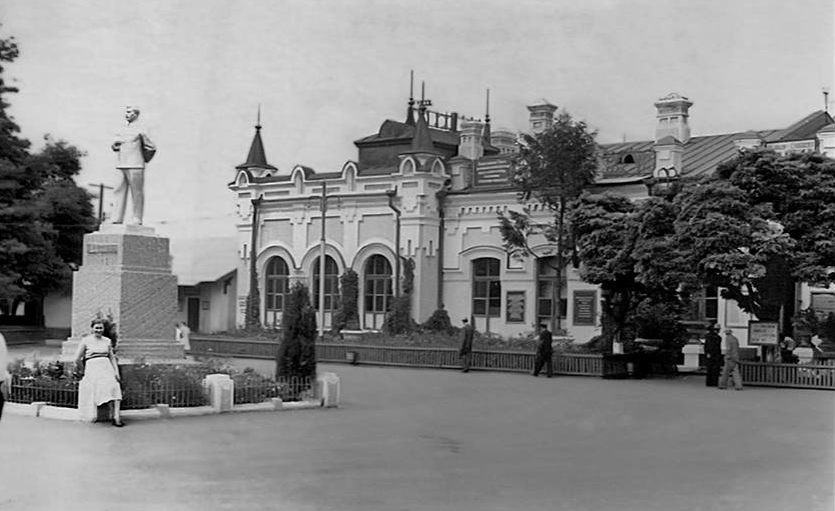
Monumentul lui Stalin, anii 1950.
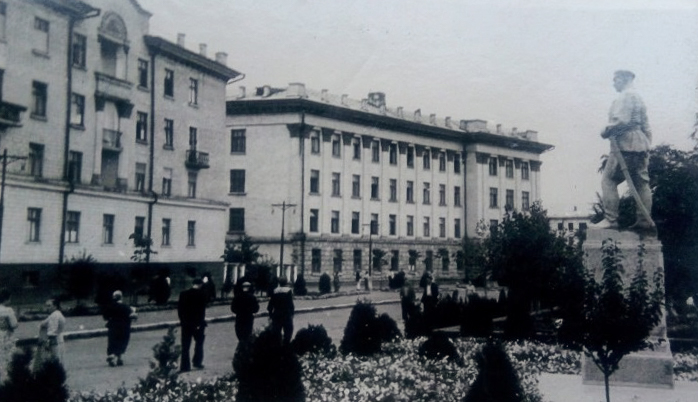
Monumentul lui Grigore Cotovschi.
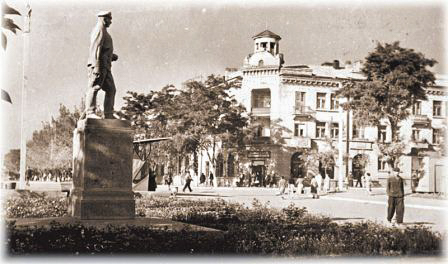
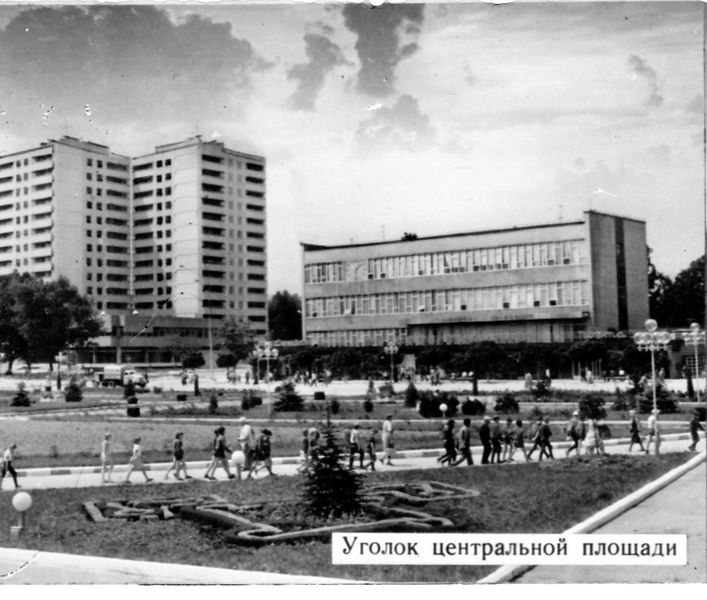
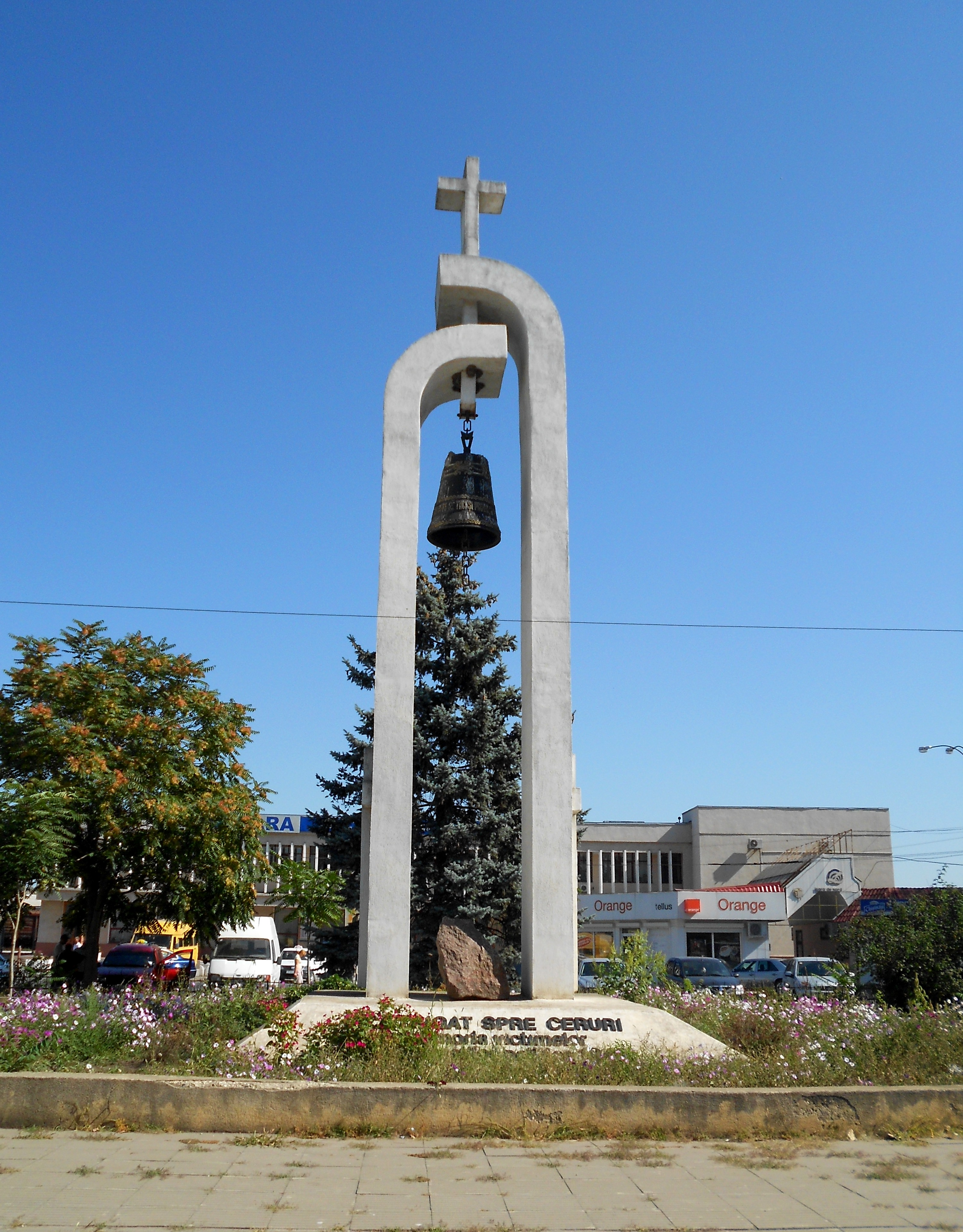
Monumentul represiunilor regimului comunist
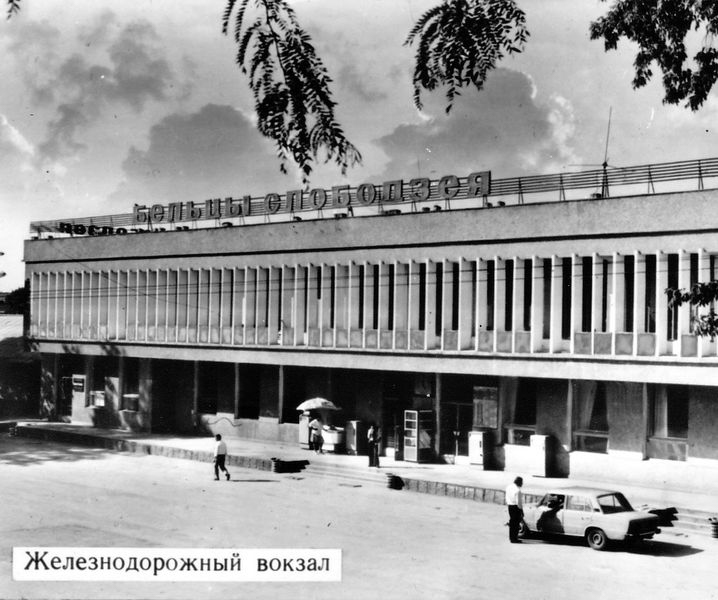
Gara Slobozia
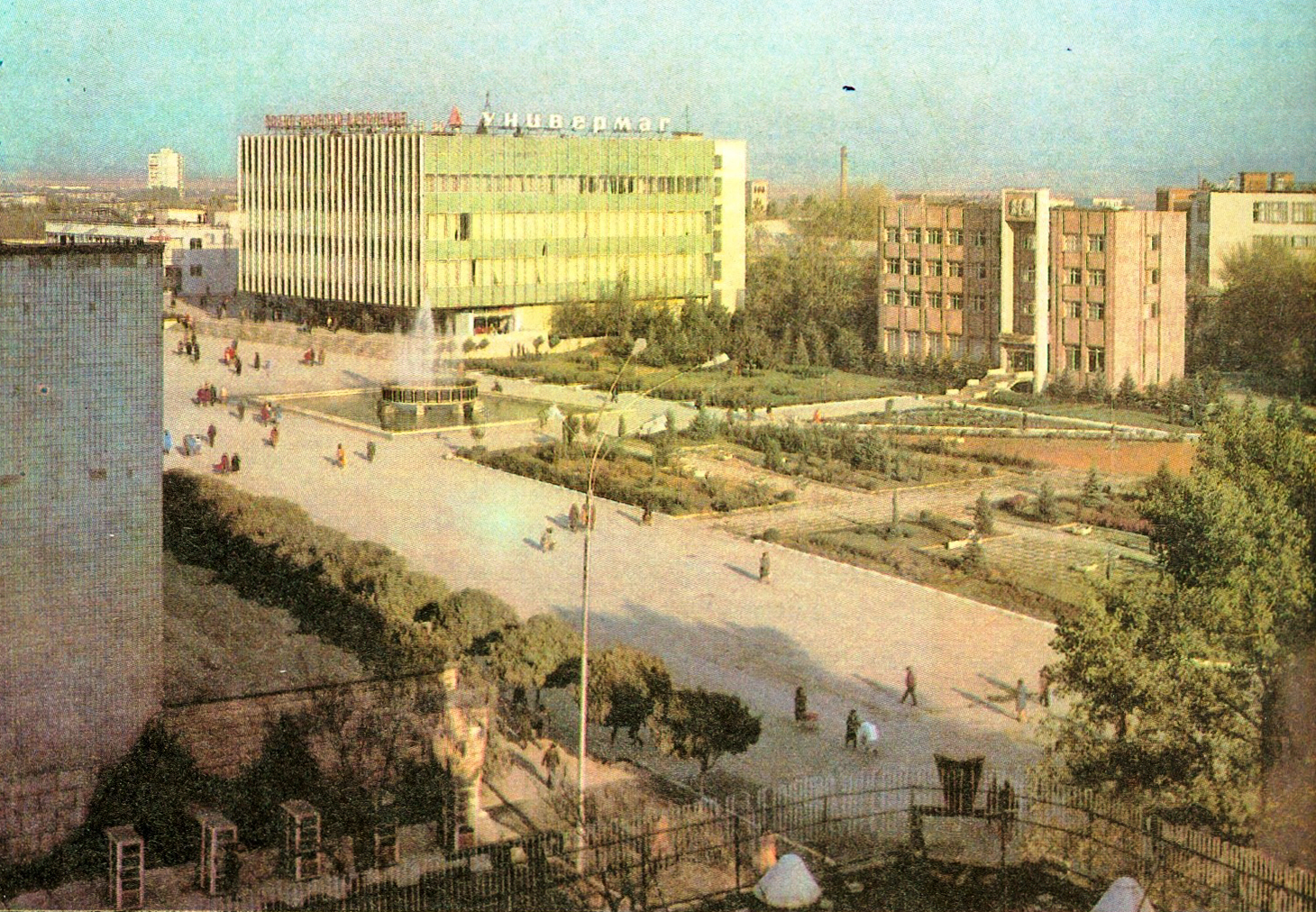
Piața centrală.
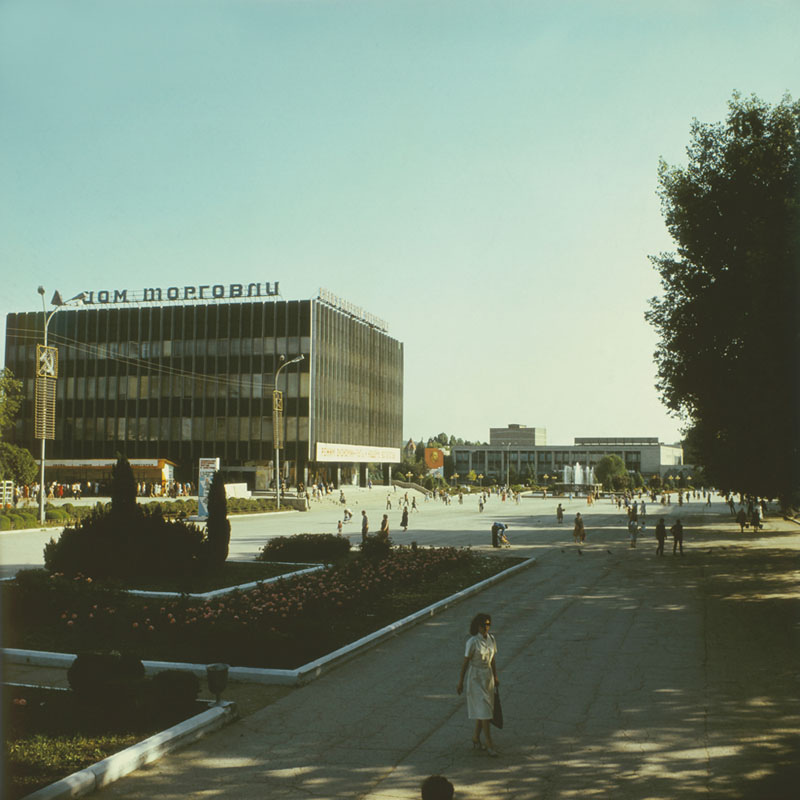
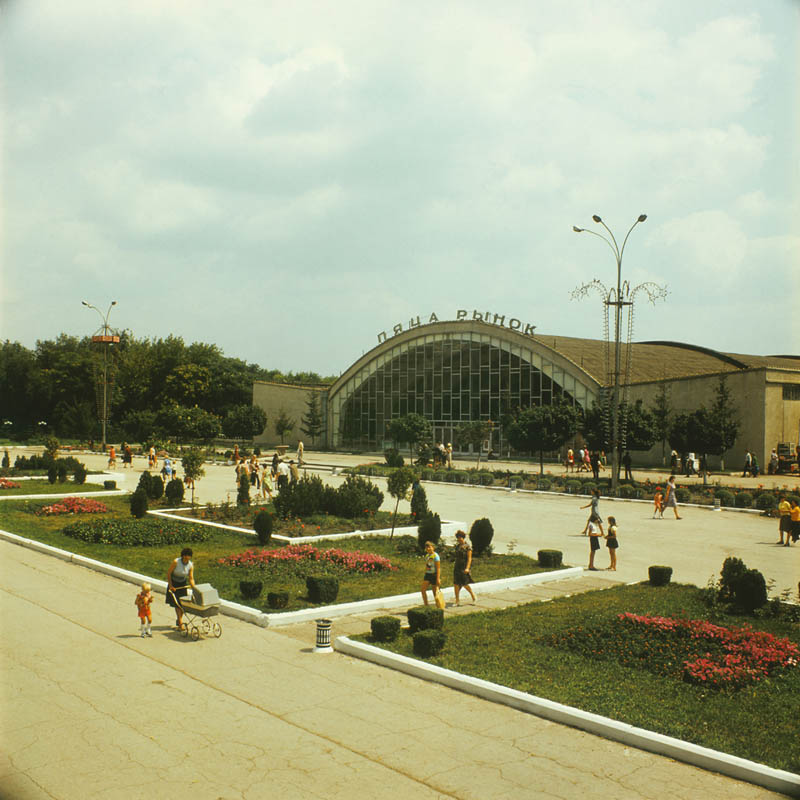
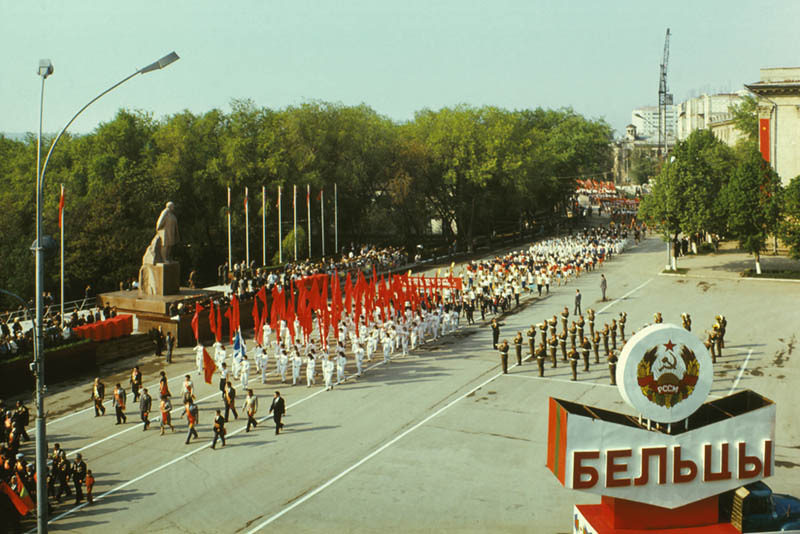
Paradă la Bălți. 1985.
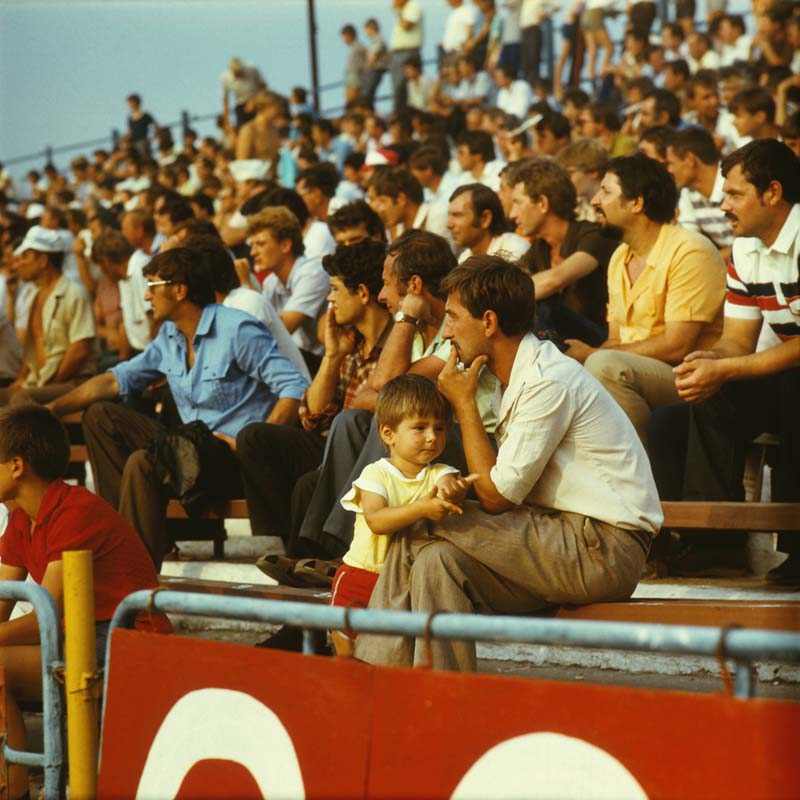
Același an.

### După proclamarea independenței
În războiul pentru apărarea integrității teritoriale și a independenței Republicii Moldova din anul 1992 și-au pierdut viața următorii bărbați mobilizați în Bălți: Babinschi Alexandru (n. 4 ianuarie 1972) - decedat la 20 iunie 1992 în Cocieri; Calmațui Anatol (n. 29 august 1950) - decedat la 20 mai 1992 în Cocieri și Macarciuc Valeriu (n. 16 septembrie 1958) - decedat la 20 iunie 1992 în Tighina și Ostaf Sergiu (n. 3 mai 1969) - decedat la 17 aprilie 1992 la Cocieri.
La 14 ianuarie 1995, odată cu publicarea legii privind organizarea administrativ-teritorială a Republicii Moldova, orașul Bălți își recapătă statul de municipiu, din care făcea parte și satul Elizaveta.
În anul 1998, în Republica Moldova se desfășoară o reformă administrativ-teritorială, prin care raioanele sunt desființate, fiind comasate în județe. Bălțiul devine reședința județului Bălți, alcătuit din teritoriul fostelor raioane Sângerei, Fălești, Glodeni, Râșcani, părți ale raioanelor Drochia și Telenești. Tot atunci în componența municipiului Bălți a fost inclus satul Sadovoe din raionul Glodeni.
În 2003, se revine la împărțirea în raioane a teritoriului Republicii Moldova, municipiul Bălți devine unitate administrativ teritorială de nivelul II (inclusiv satele Elizaveta și Sadovoe), și începând cu anul 2012 - unitate administrativ-teritorială de nivelul I.
Tradiția meșteșugărească legată de transport a vechiului târg de cai de la Bălți s-a preschimbat în una modernă, Bălții având astăzi o seamă de uzine și ateliere de întreținere și reparații pentru motoare și mașini. Stema cu capul de cal a fost înlocuită cu una nouă, în care apar de data aceasta doi cai. Orașul Bălți are o convenție de parteneriat în dezvoltare cu multe localități din România, Ucraina, Grecia, Belarus, SUA, Franța, Rusia etc.

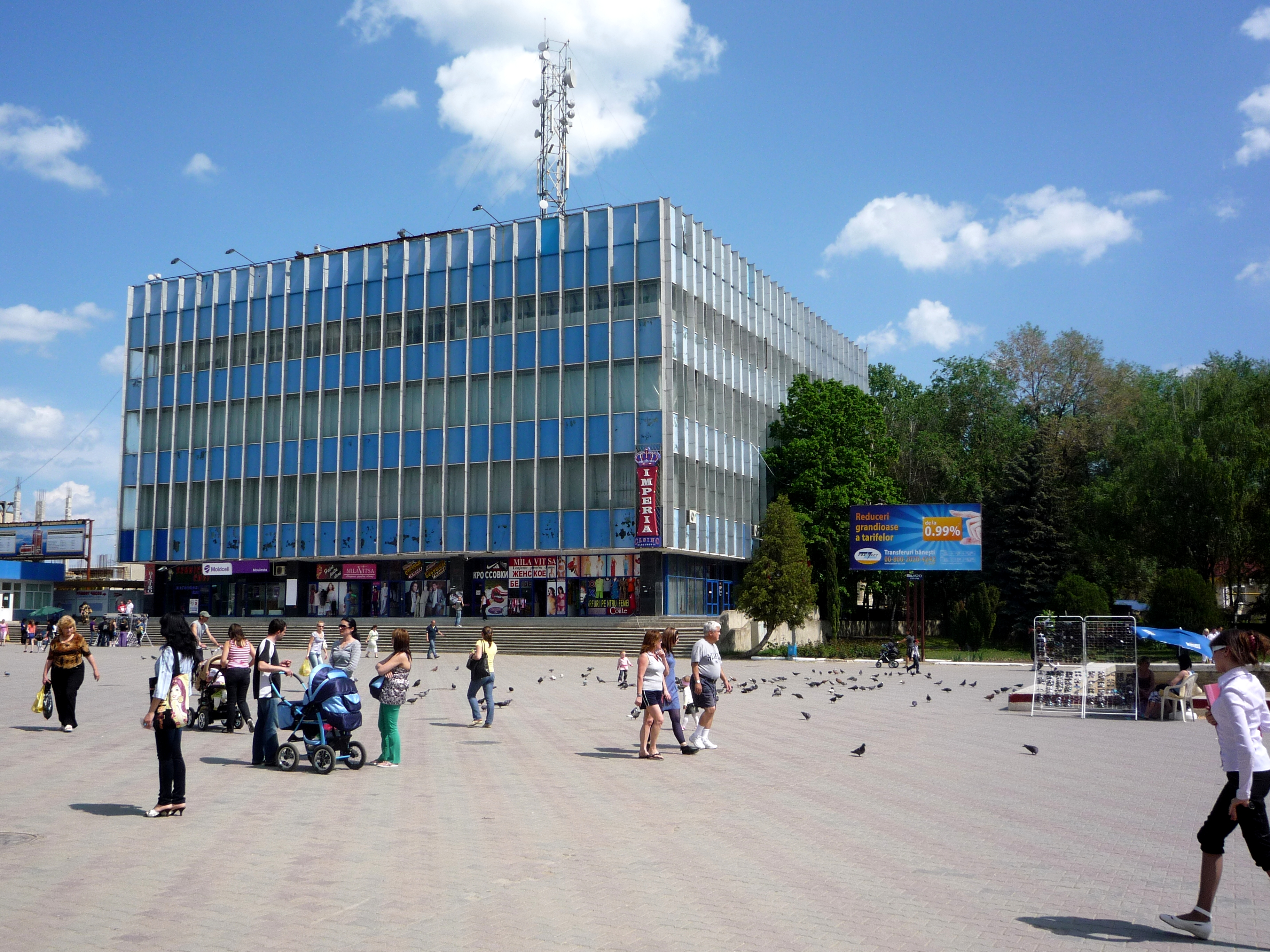
Piața centrală, în prim-plan magazinul UNIC (în trecut „Magazin universal”)
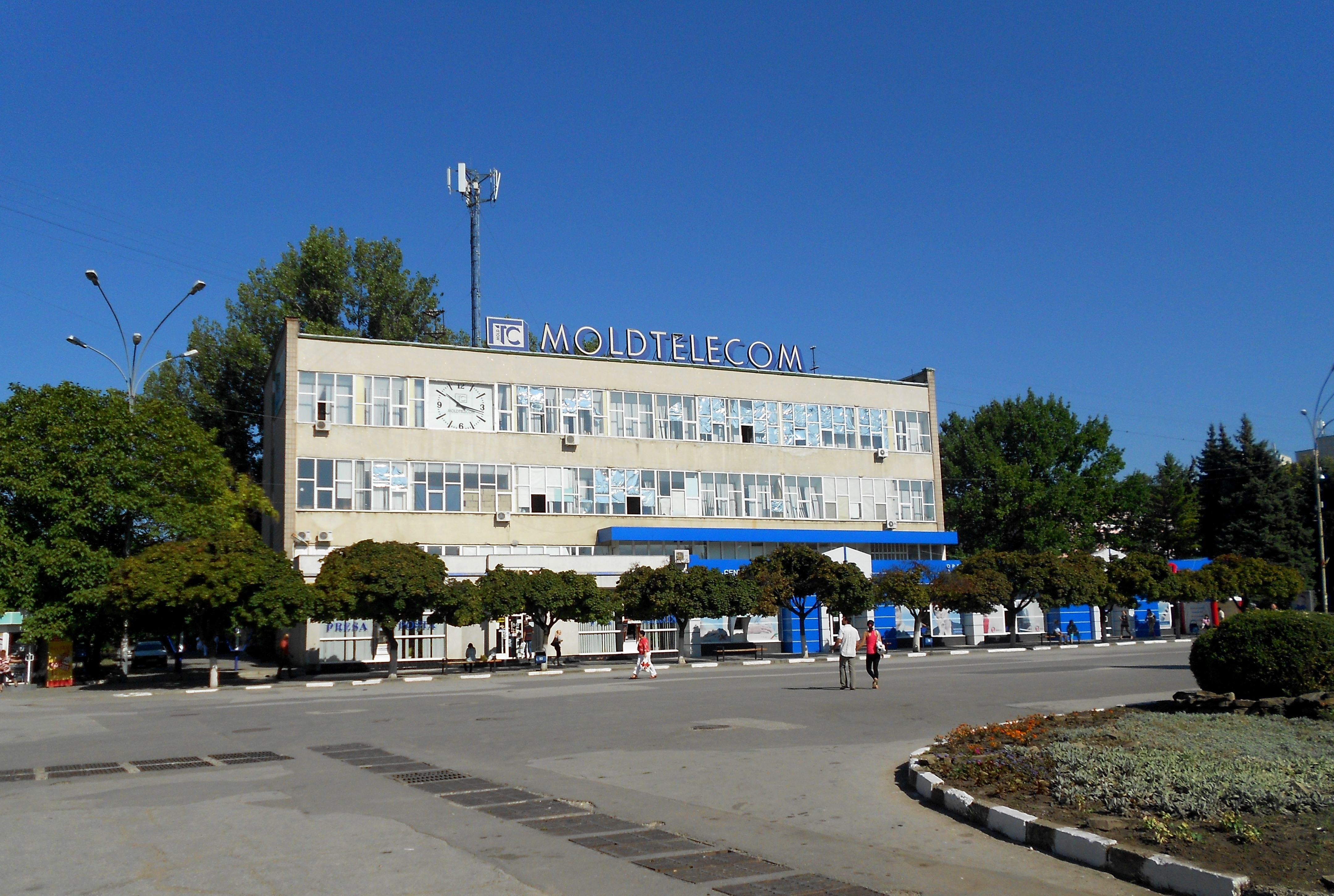
Sediul Moldtelecom
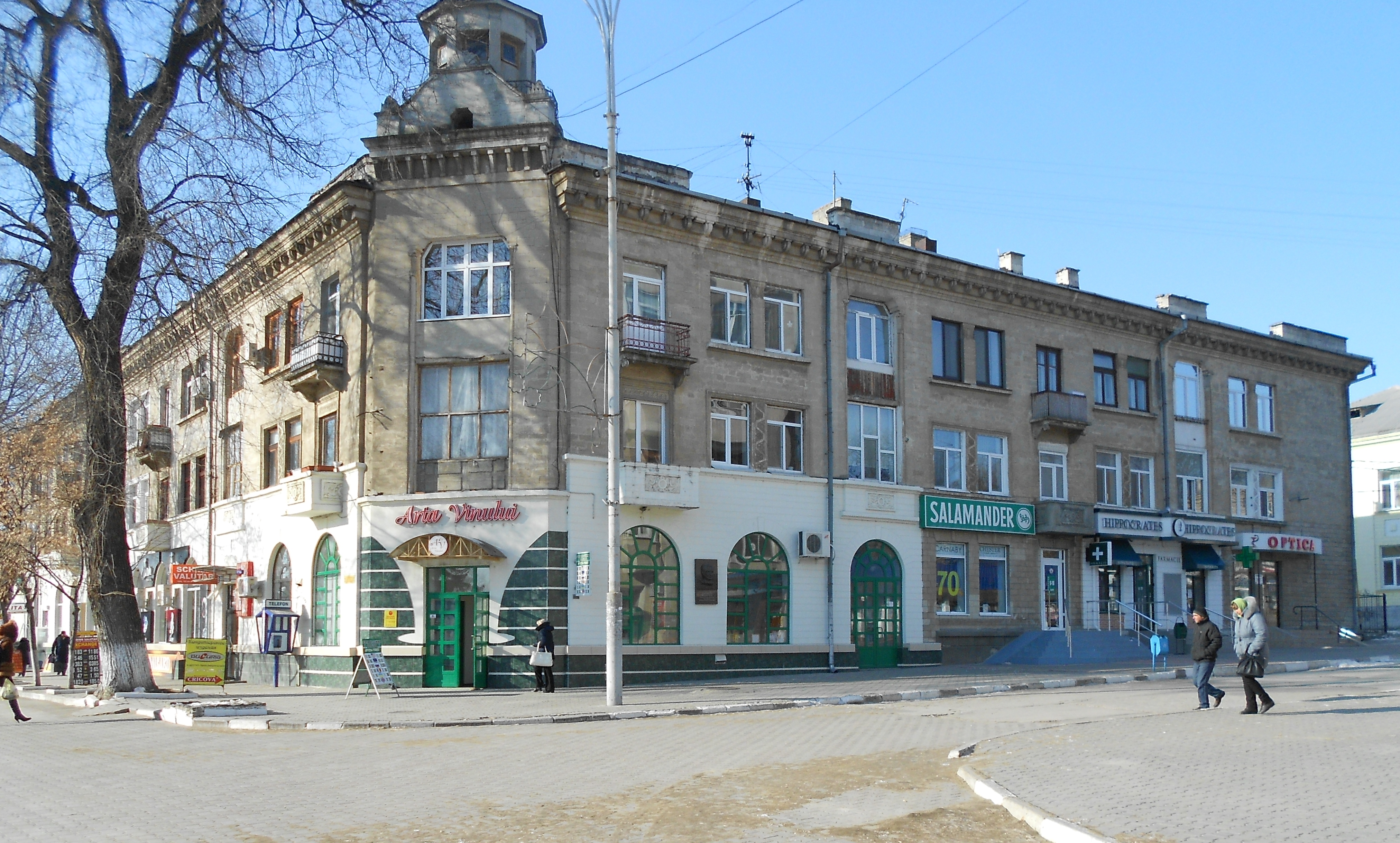
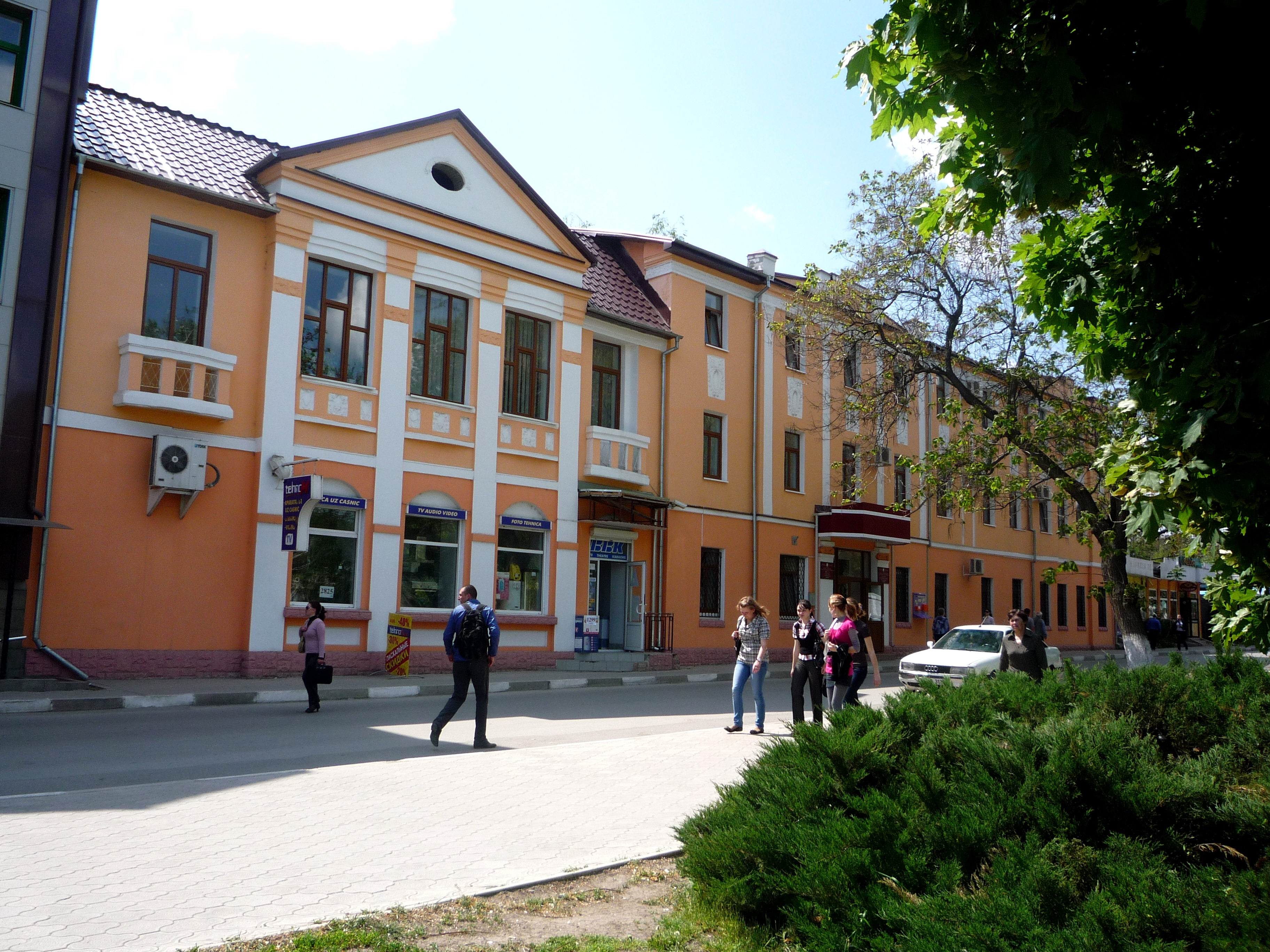
Str. Dostoevschi
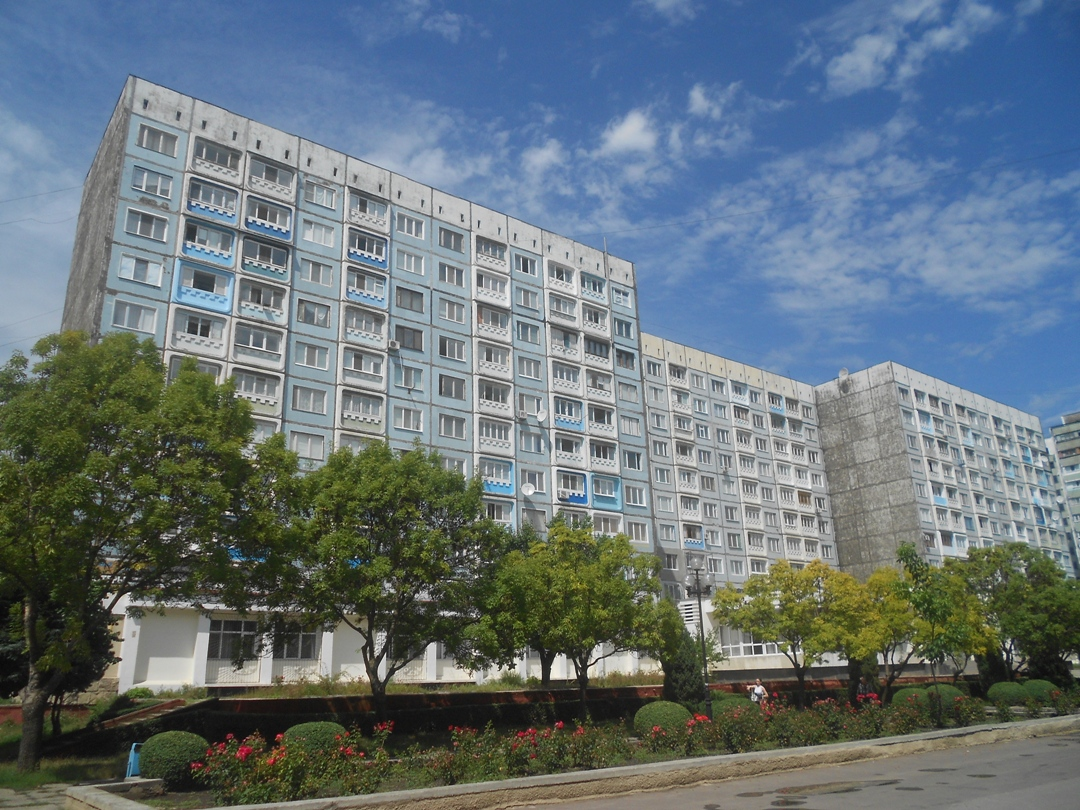
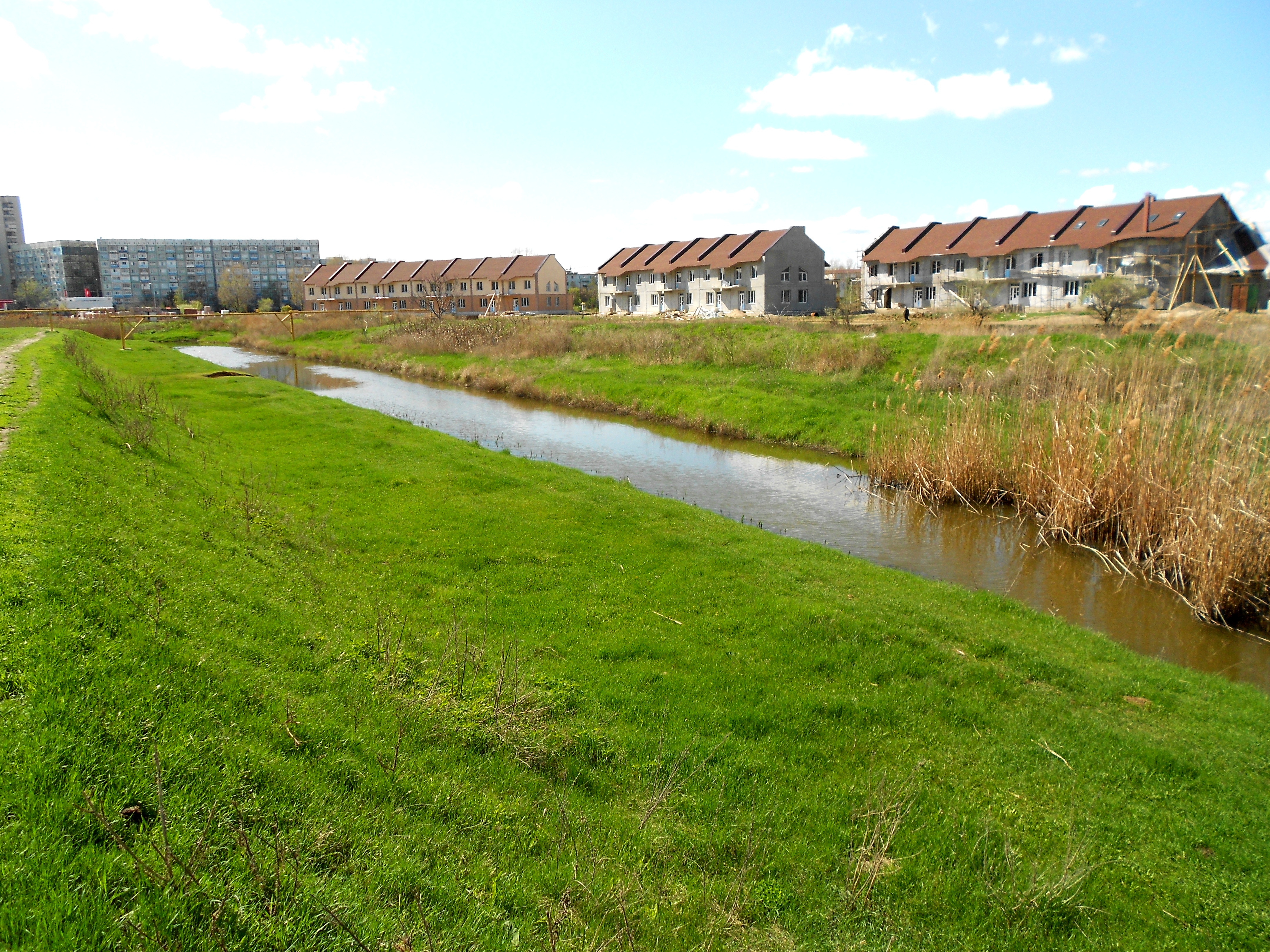

## Administrație

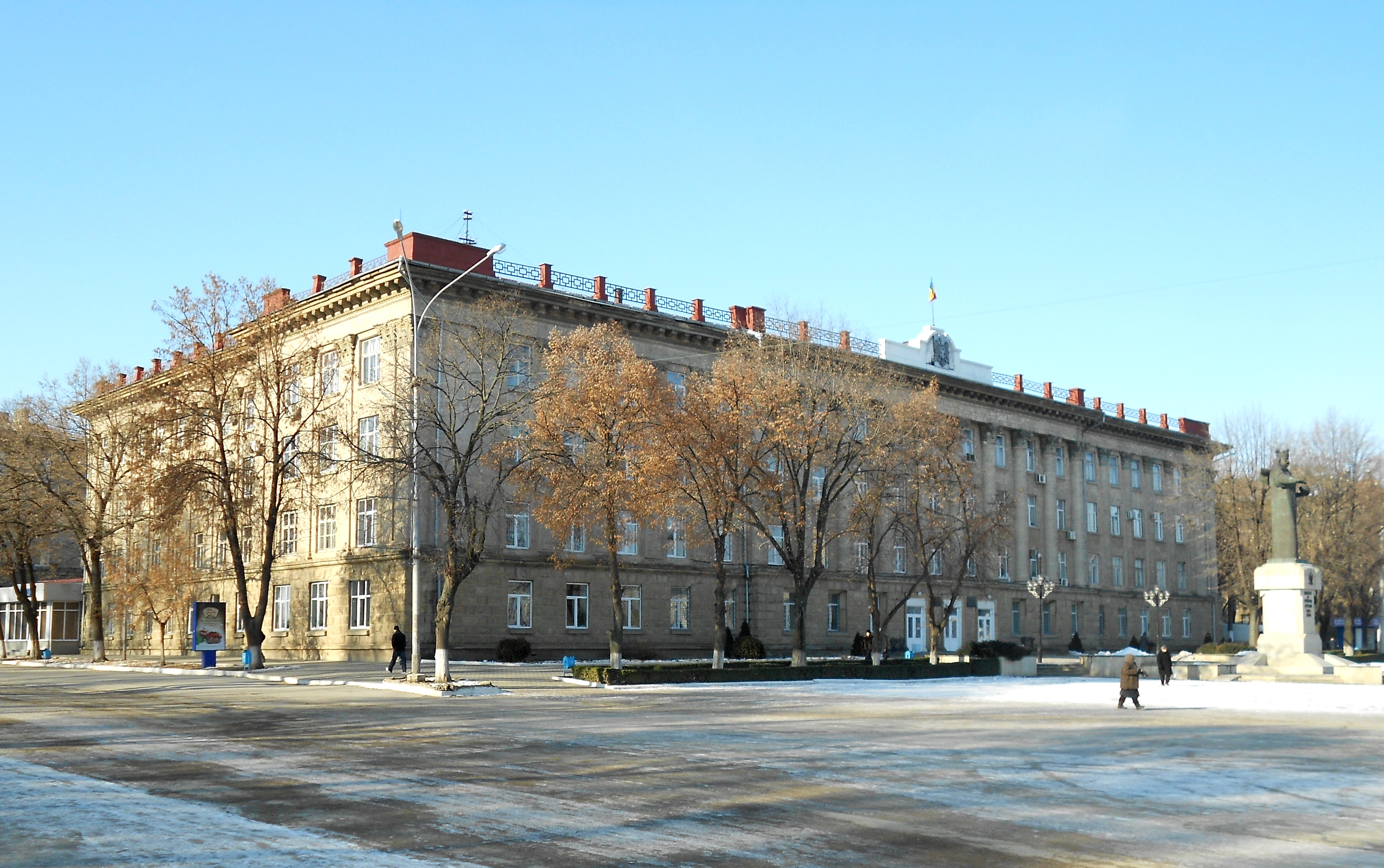
Primăria municipiului Bălți

La 1 ianuarie 1995 Bălțiul devine municipiu. Municipiul este administrat de Primărie și Consiliul Municipal Bălți (CMB). Atât primarul, cât și consilierii sunt aleși de populație pentru un mandat de 4 ani. În componența municipiului sunt incluse comunele Sadovoe și Elizaveta. La 25 octombrie 2012, municipiul Bălți a căpătat statut de unitate administrativ-teritorială de nivelul II. Administrarea publică a municipiului Bălți se efectuează de consiliul municipal, consiliile sătești ca autorități deliberative, și de către primarul municipiului Bălți și primarii satelor ca autorități executive.

### Primărie
Primăria este structura funcțională care asistă primarul în exercitarea atribuțiilor sale legale. Primarul are trei viceprimari, aleși și eliberați din funcție de către Consiliul Municipal Bălți, la propunerea sa. Viceprimarul se subordonează nemijlocit primarului și organizează activitatea în cadrul primăriei. Candidaturile pentru funcția de viceprimar sunt propuse consiliului de către primar.
Primarul municipiului Bălți este Alexandr Petkov, înaintat de partidul politic „Partidul Nostru”, care a acumulat 59,66% din numărul total de voturi în turul II, din 19 noiembrie 2023, al alegerilor locale. În primul tur, pe 5 noiembrie, acest candidat a obținut majoritatea voturilor - 22,69 %.

### Consiliul municipal

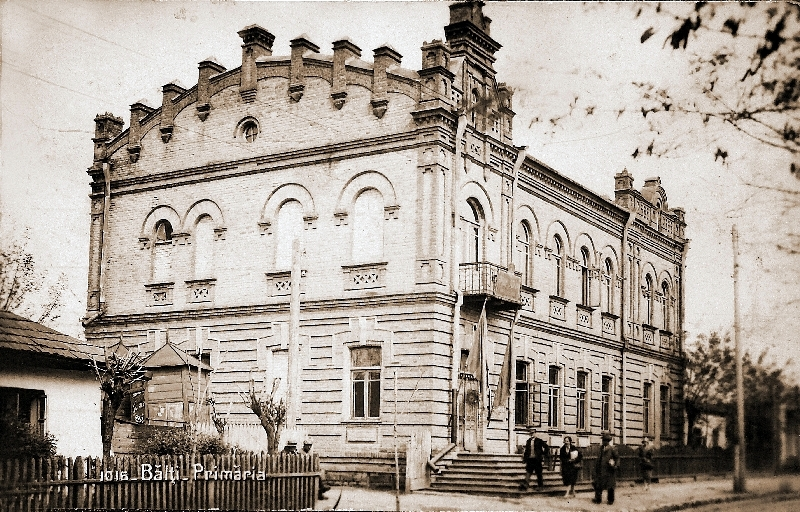
Primăria municipiului în perioada interbelică, Casa „Hagi Marcarov”

Consiliul Municipal Bălți este organ reprezentativ și legislativ al municipiului, alcătuit din 35 de consilieri. Ședința consiliului este deschisă de către primar, iar în cazul absenței primarului ședința consiliului este deschisă de primarul-interimar, viceprimar sau secretarul consiliului. Președintele este ales prin vot deschis doar pentru o singură ședință. Votarea este organizată de secretarul consiliului. Consilierii sunt aleși de către populație în cadrul alegerilor locale.
Conform rezultatelor alegerilor locale din 5 noiembrie 2023, componența Consiliului format din 35 de consilieri este următoarea:
|  | Partid                                       | Consilieri | Componență | Componență | Componență | Componență | Componență | Componență | Componență | Componență | Componență | Componență | Componență |
|  | -------------------------------------------- | ---------- | ---------- | ---------- | ---------- | ---------- | ---------- | ---------- | ---------- | ---------- | ---------- | ---------- | ---------- |
|  | Partidul Nostru                              | 11         |            |            |            |            |            |            |            |            |            |            |            |
|  | Partidul Socialiștilor din Republica Moldova | 9          |            |            |            |            |            |            |            |            |            |            |            |
|  | Partidul Acțiune și Solidaritate             | 6          |            |            |            |            |            |            |            |            |            |            |            |
|  | Forța de Alternativă și Salvare a Moldovei   | 4          |            |            |            |            |            |            |            |            |            |            |            |
|  | Partidul Schimbării                          | 2          |            |            |            |            |            |            |            |            |            |            |            |
|  | Partidul „Renaștere”                         | 2          |            |            |            |            |            |            |            |            |            |            |            |
|  | Partidul Comuniștilor din Republica Moldova  | 1          |            |            |            |            |            |            |            |            |            |            |            |

### Societatea civilă
Municipiul Bălți este o sursă importantă a dezvoltării societății civile locale și naționale ce are impact în întreagă Moldova. Aici își au sediile mai multe organizații neguvernamentale. Una din ONG-urile majore din Moldova pentru îngrijirea persoanelor în situații social vulnerabile Respirația a Doua, o cunoscută organizație de tineret Tinerii pentru dreptul la viață. Scopul Organizației obștești pentru copii și tineri cu dereglări funcționale „Stoicii” este socializarea și resocializarea copiilor și tinerilor cu dizabilități prin informare, instruire și incluziune. Asociația Obștească „Cutezătorul” contribuie pe toate căile legale la dezvoltarea procesului de democratizare a societății, informarea și educația civică a populației, apărarea drepturilor ei constituționale, creșterea gradului de participare activă a cetățenilor la soluționarea problemelor comunității. Una din cele mai active ONG-uri în Bălți este Organizația Obștească „Somato”, care activează în domeniul reabilitării psihologice și psihoterapii; ecologia sănătății și soluționarea problemelor persoanelor cu dizabilități. În apărarea drepturilor femeii este specializată organizația Onoarea și Dreptul Femeii Contemporane. Un impact mai mare în regiune are Organizația Obștească „Moștenitorii”, având misiunea de a facilita procesul de integrare socială a tinerilor din regiunea de nord a Republicii Moldova, prioritar din categoriile defavorizate, prin oferirea serviciilor de informare, consultanță, instruire și asistență.
La 30 martie 2007, în Bălți a fost lansat Centrul Interactiv European „Pro-Europa”, destinat să ofere un acces cât mai larg publicului la informații despre Uniunea Europeană, instituțiile, politicile și programele comunitare, precum și despre relațiile dintre UE și Republica Moldova, în special Politica Europeană de Vecinătate și Planul de Acțiuni UE-Moldova.

## Divizare teritorială
| Bălții Noi Berestecico Centru Dacia Jubiliar Microraionul III Molodova Pământeni Slobozia Soroca Teioasa Țigănia Cartiere din Bălți |

Sub aspect urbanistic, orașul s-a constituit prin valorificarea teritoriilor proprii de la partea centrală spre zonele periferice, precum și din contul alipirii localităților limitrofe. Această evoluție în dezvoltarea teritorială a urbei a determinat dezmembrarea acesteia în câteva componente esențiale. În context teritorial orașul se împarte în 3 sectoare planimetrice: Centru (inclusiv cartierele Țigănia, Teioasa, Berestecico); Pământeni (inclusiv cartierele Jubiliar și Dacia); Slobozia și două formațiuni locuibile Molodova, Bălții Noi. Fiecare din aceste prezintă o formațiune polifuncțională amenajată cu infrastructura respectivă. Sectoarele nu reprezintă unități administrative în cadrul municipiului și nu au personalitate juridică.
| Diviziune  | Suprafață | Suprafață | Populație | Populație |
| Diviziune  | km2       | %         | locuitori | %         |
| ---------- | --------- | --------- | --------- | --------- |
| Centru     | 15,50     | 37,4      | 36 960    | 25,2      |
| Slobozia   | 9,85      | 23.79     | 17 800    | 12,15     |
| Pământeni  | 7,1       | 17,14     | 30 430    | 20,77     |
| Dacia      | 3,72      | 8,98      | 32 370    | 22,09     |
| Bălții Noi | 1,09      | 2,64      | 5 100     | 3,48      |
| Molodova   | 1,49      | 3,42      | 1 880     | 1,28      |

### Centru

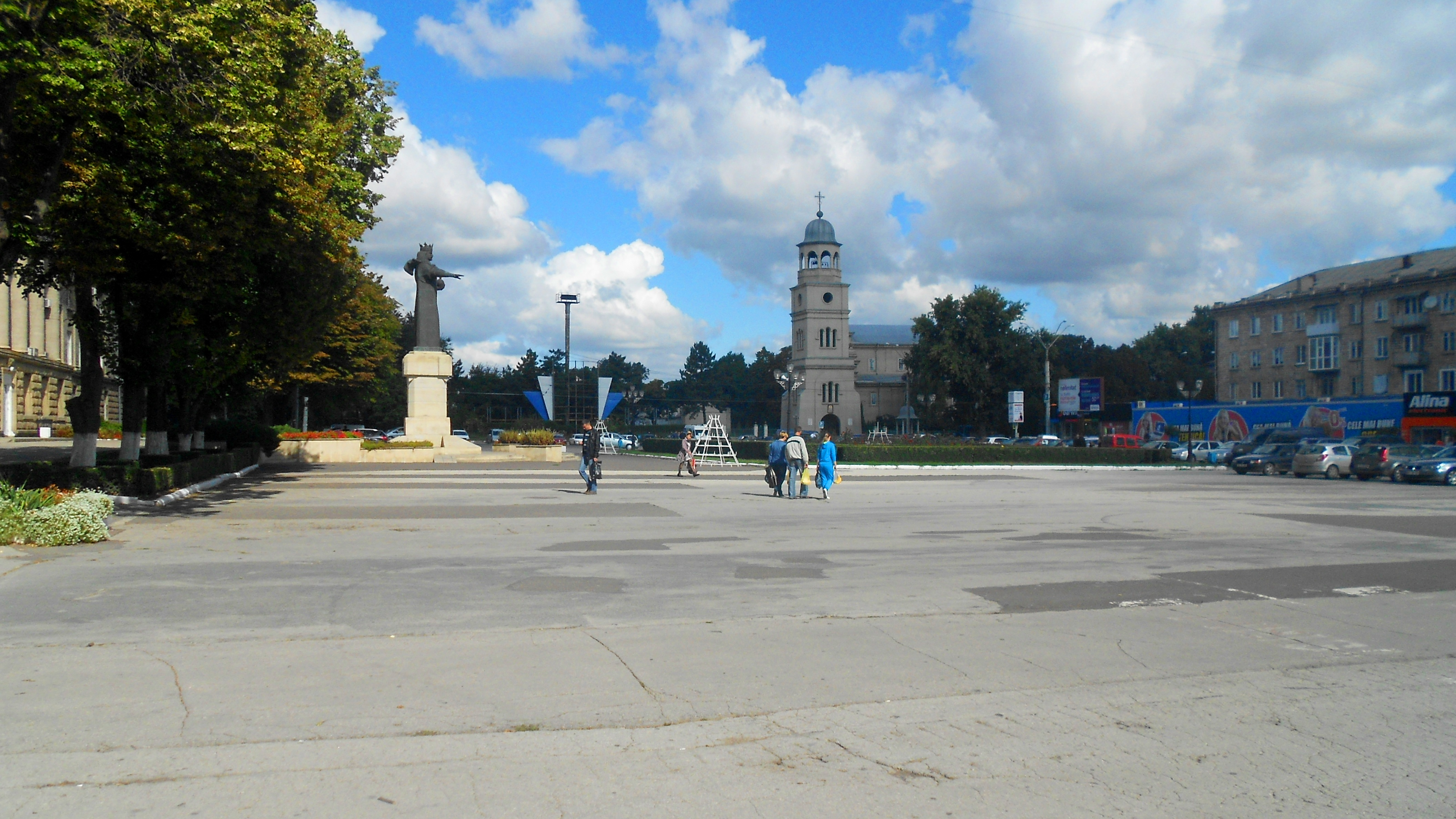
Piața Independenței

Sectorul „Centru” include câteva formațiuni locuibile – Centru, Teioasa, Țigănia, Berestecico, Podul Chișinăului, Microraionul III, și formațiunea industrială adiacentă str. Ștefan cel Mare și zona de parc în valea r. Răut. Teritoriul acestuia se delimitează de hotarul de sud al orașului, de calea ferată și râul Răut până la hotarele de est. Populația sectorului în 2003 constituia circa 58,9 mii locuitori. Aici sunt concentrate instituțiile administrative principale, autoritățile publice locale, cele mai importante întreprinderi din sfera serviciilor, precum și obiectivele științifice și culturale ale urbei.
Partea de sud a sectorului central este ocupată de fond construit evoluat istoric cu grad scăzut de amenajări. În partea nord-est riverană r. Răut, precum și în nucleul central, predomină fondul locativ cu 5-16 nivele cu nivel înalt de asigurare edilitară și densitatea peste 200 oameni la hectar.

### Slobozia

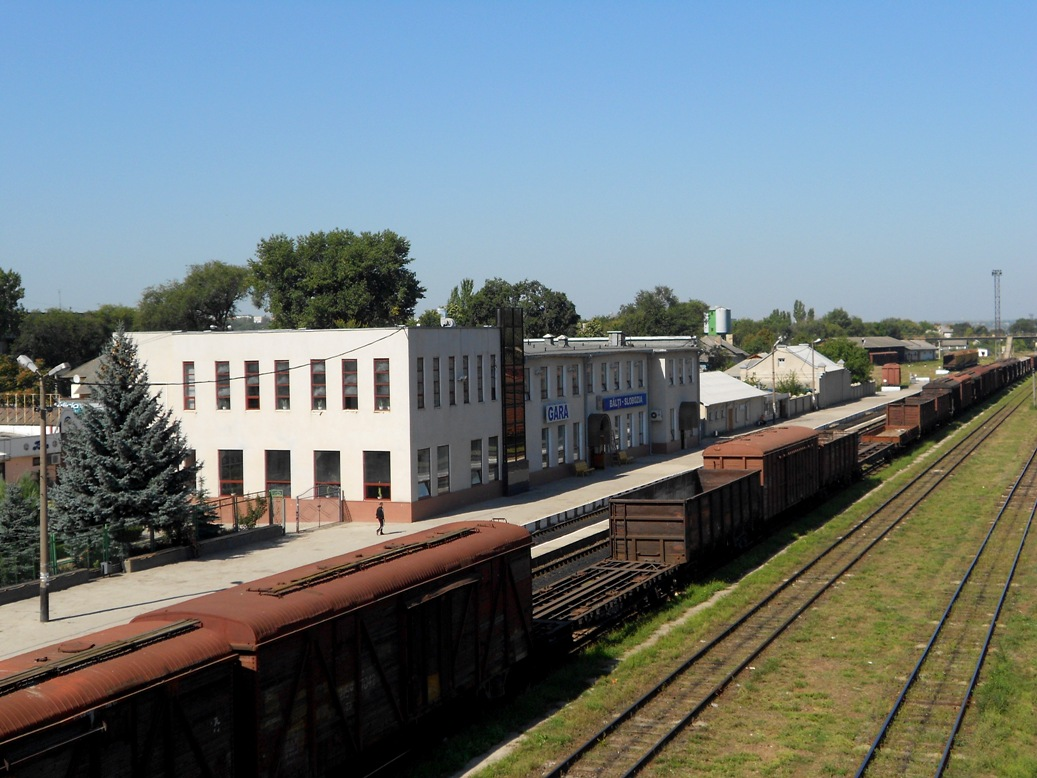
Gara Bălți-Slobozia

Sectorul „Slobozia” cuprinde: cartierul locuibil „Slobozia”, gara feroviară Bălți-Slobozia, formațiunea industrială „Slobozia”, teritoriul obiectelor gospodăriei comunale (stația de epurare ș.a.), noua formațiune locuibilă pe teritoriul fostului aeroport cu denumirea convențională „De Est”. Teritoriul sectorului se delimitează la vest și sud prin r. Răut, la est și nord prin hotarul administrativ al orașului. Populația este de aproximativ 19,0 mii locuitori.
Include teritoriu locuibil, care se caracterizează prin case de locuit cu număr redus de nivele, preferențial particulare cu nivel redus de confort și cu unele implantări de case tip „tronson”. Zona industrială, „Slobozia”, amplasată în acest sector include o serie de întreprinderi considerabile. Structura sectorului se determină, în general, de o parte de străzi și accese haotică, sistemică, constituită istoric, având parametri tehnici foarte reduși, ceea ce considerabil împiedică crearea unei scheme stradale și rutiere optime.
În trecut, Slobozia era un sat atestat documentar la 20 august 1766 într-un hrisov de Ghica Vodă.

### Pământeni

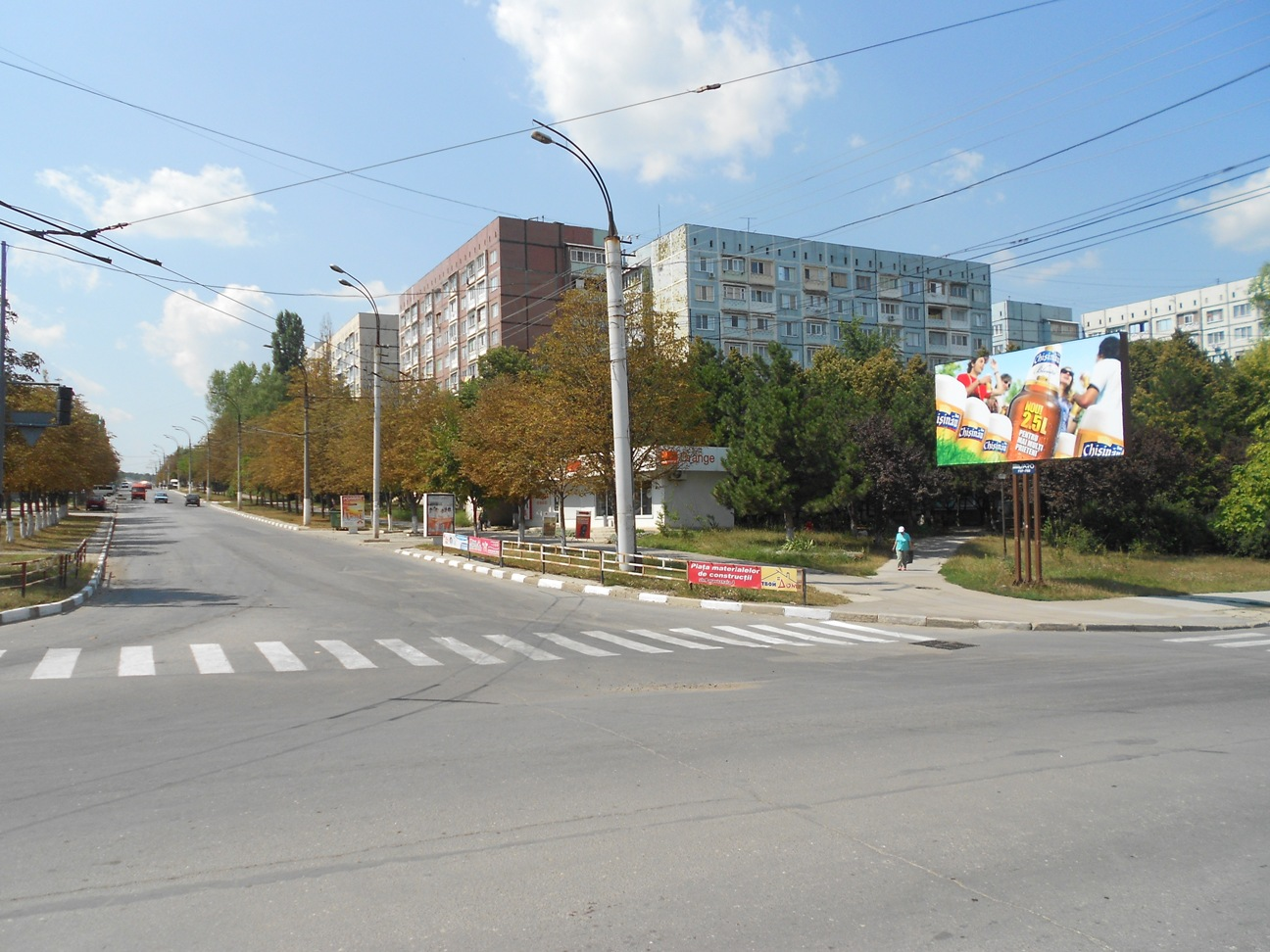
Intersecția străzilor Bulgară și Alexandru cel Bun

Sectorul „Pământeni” este compus din două formațiuni locuibile – Pământeni-I și Pământeni-II (Dacia) și una industrială - limitrofă str. Victoria. Teritoriul sectorului este mărginit în din partea de sud de către calea ferată, în est - albia r. Răut, iar în nord-vest – de hotarul orașului. Numărul total al populației constituie 62,4 mii locuitori.
Pământenii au început să se dezvolte din 1923, când episcopul Visarion Puiu obține de la primărie un teren în partea de nord-vest a orașului, pentru zidirea palatului de reședință a episcopiei. Locuitorii tot mai numeroși cer de la primărie, nu mult după aceea, teritoriul dintre calea ferată și noua reședință. În scurtă vreme, pe acest teren apare un cartier nou - Pământeni. În Pământeni se află Stația ecologică, sediul Biroului de Statistică Națională filiala Bălți, iar la hotarul de sud și vest - importante întreprinderi industriale. În perioada postbelică, cartierul s-a lărgit spre nord și vest construindu-se blocuri cu 5 etaje. În cadrul sectorului se află câteva întreprinderi industriale importante, Stația ecologică ș.a.

### Dacia

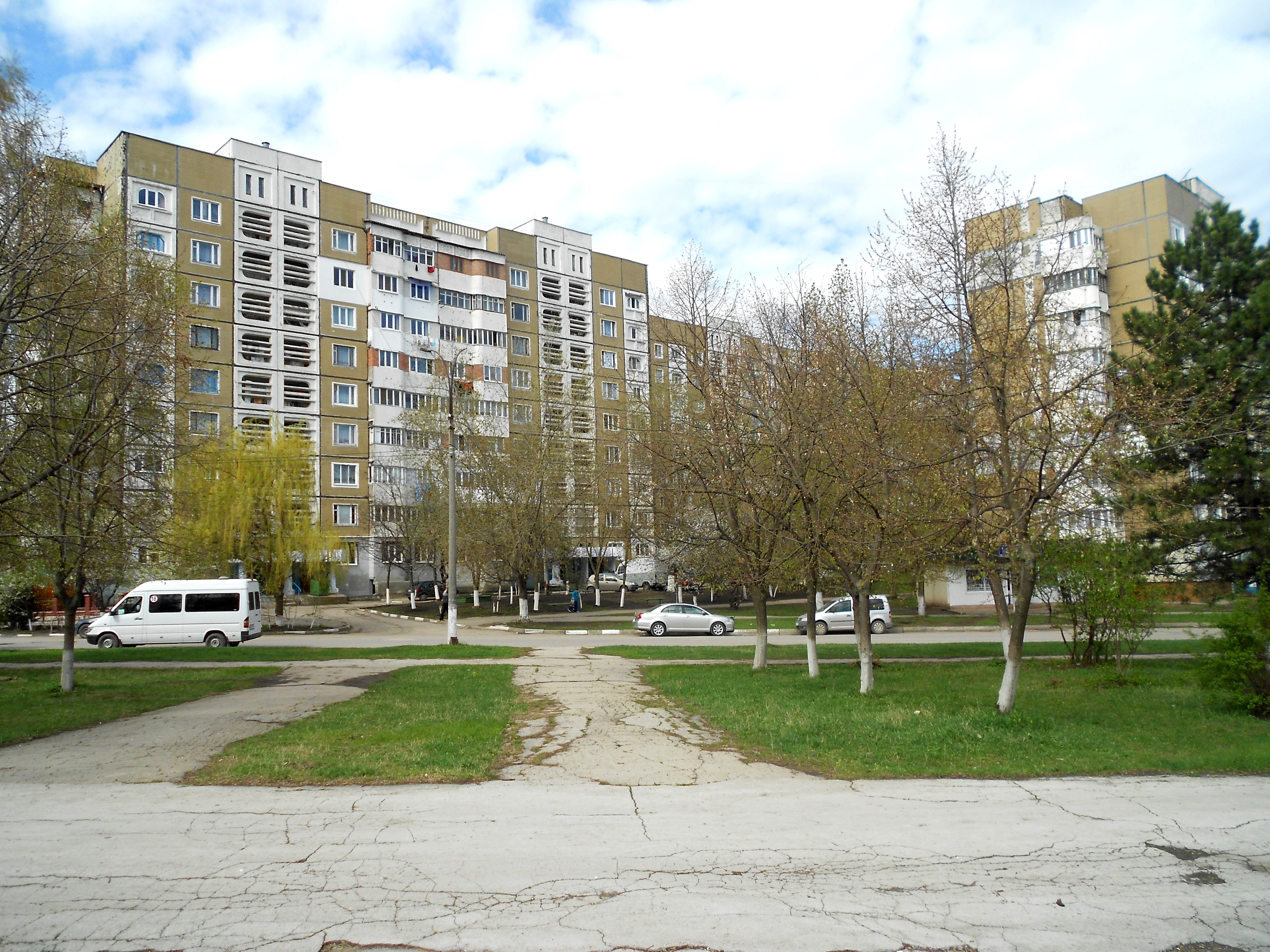
Blocurile locative sovietice tipice acestui cartier.

Cartierul Dacia este o zonă rezidențială constituită în special din blocuri de locuințe cu 3–5 sau 7–9 etaje. Cartierul este o zonă dezvoltată și dispune de o conexiune bună a transportului public. 
În perimetrul cartierului activează peste 22 obiective economice de diferite activități, dintre care majoritatea activează în domeniul serviciilor
tehnice auto, comunale și comerț. Suprafața totală ocupată de aceste întreprinderi constituie circa 20,00 ha. Principalele întreprinderi din această zonă sunt: 4-02 I.M. „DRCD Bălți”; Î.M. „Direcția de troleibuze Bălți”; Î.M. „Regia Apă Canal”; SA „Drumuri Bălți”;Atelier de mobilă.

### Bălții Noi

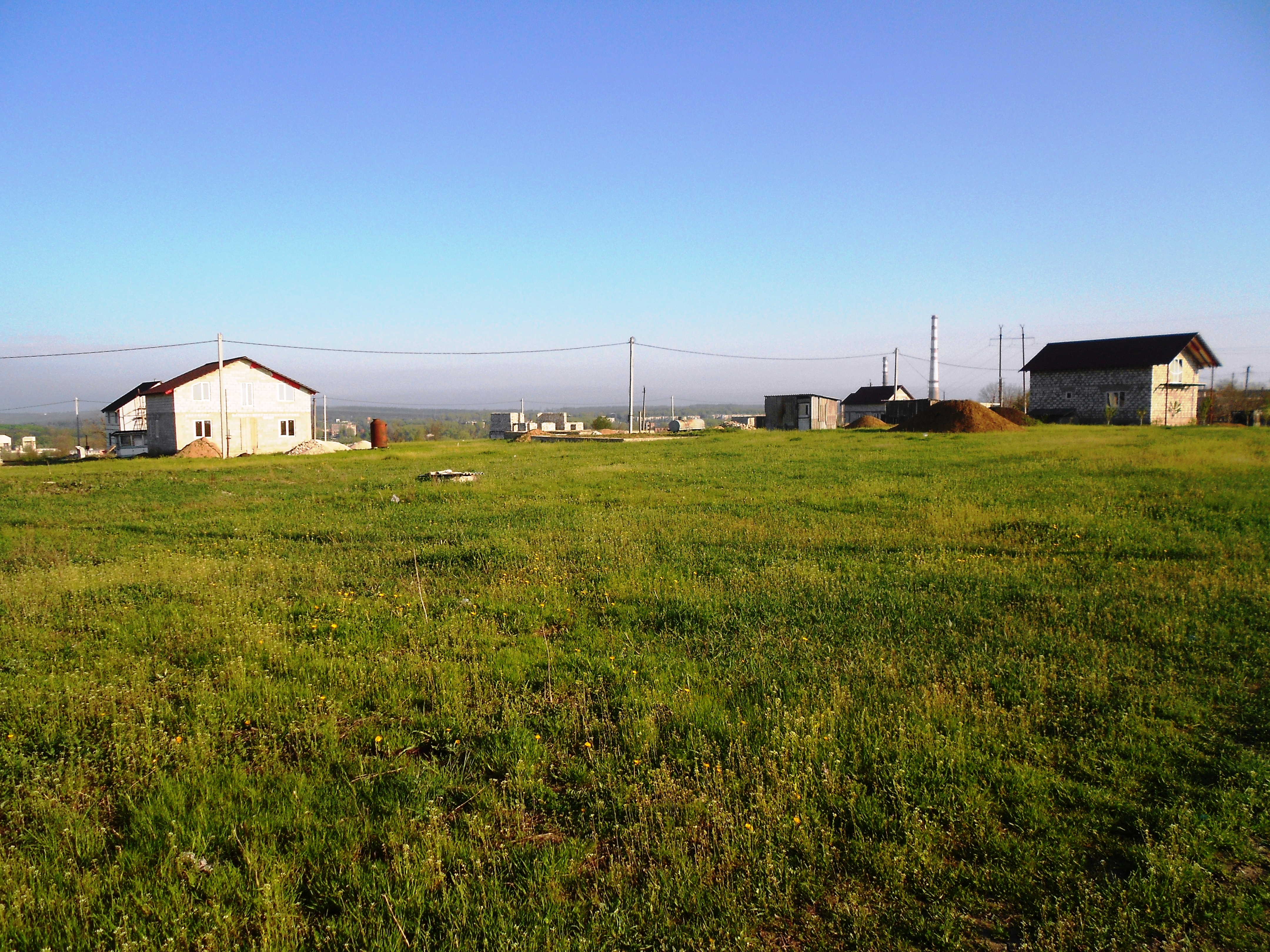
Bălții Noi, sector în dezvoltare.

Cartierul Bălții Noi este situată pe o colină cu altitudinea maxim de circa 154,2 m în regiunea sud-vestică a orașului. Fondul locativ al cartierului Bălții Noi este reprezentat de case particulare de 1-2 etaje. Agenții economici sunt reprezentați de magazine alimentare, gherete și frizerii. În sfera socială sunt amplasate instituțiile: Gimnaziul nr. 10 și Grădinița nr. 2.

### Molodova
Sectorul Molodova reprezintă zona cu cel mai mic număr al populației în cadrul municipiului Bălți. Totodată, suprafața pe care se întinde zona este, relativ, intensă. În cartierul Molodova infrastructura locativă este reprezentată de case particulare de 1-2 etaje (circa 75%), la care se adaugă câteva blocuri de locuințe cu 3–5 etaje. Cartierul Molodova este considerat o zonă industrială a orașului Bălți, datorită prezenței marilor întreprinderi industriale din oraș.

## Simboluri

### Stemă

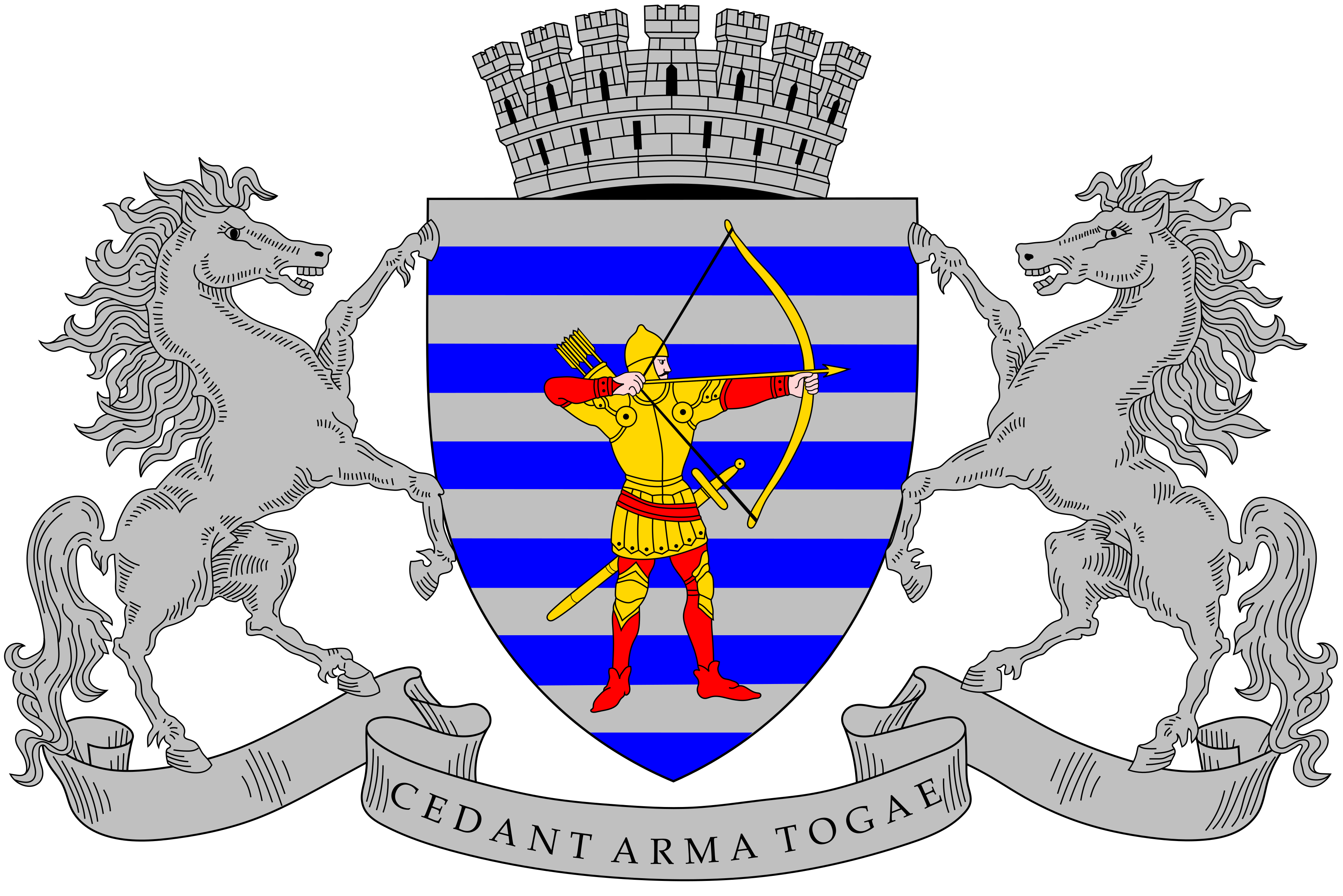
Stema municipiului Bălți adoptată în 2006

Actuala stemă a municipiului Bălți a fost adoptată în anul 2006. În iarna anului 2005 primarul municipiului, Vasile Panciuc, a lansat propunerea Comisiei Naționale de Heraldică de a reveni asupra stemei, de a o definitiva conform normelor. Proiectele stemelor și drapelelor, desenate de arhitectul dr. Sergius Ciocanu, au fost incluse în ordinea de zi a ședinței extraordinare a Consiliului Municipiului Bălți din 30 martie 2006, unde au trezit lungi dezbateri, solicitându-se refacerea lor. Proiectele deﬁnitivate ale stemei și drapelului au fost aprobate în ședința extraordinară a Consiliului Municipiului Bălți din 7 aprilie 2006, cu 20 de voturi pro și 3 contra. Tot atunci s-a aprobat și Regulamentul de utilizare a simbolurilor. Comisia Națională de Heraldică a aprobat cele două simboluri bălțene fără observații în ședința din 20 aprilie 2006. În ziua de 22 mai 2006, în cadrul festivităților prilejuite de Hramul orașului, stema și drapelul municipiului au apărut în public în toată splendoarea, prin sute de drapele aﬁșate, panouri, suvenire, plicuri poștale etc.
Stema municipiului Bălți reprezintă
„Scut dungat de douăsprezece piese de argint și albastru, peste care broșează un arcaș în picioare, cu fața și mâinile de carnație, purtând straie și încălțări roșii, armură de aur, spadă la șold și tolbă cu săgeți în spate, de același metal, și trăgând spre senestra dintr-un arc, de asemenea de aur. Scutul timbrat de o coroană murală de argint cu șapte turnuri. Suporți doi cai cabrați afrontați, de argint”.

Stema județului Iași (România)

Explicația noilor simboluri este următoarea:
Scutul dungat de douăsprezece piese de argint și albastru, simbolizează prin procedeul armelor grăitoare denumirea orașului, care reprezintă forma de plural a substantivului comun „baltă”. În heraldică, argintul este smalțul apei, iar albastrul culoarea cerului, în această stemă – a cerului reflectat în oglinda apei.
Arcașul, mobila principală a scutului heraldic, este păstrat din prima stemă municipală, aprobată la 31 iulie 1930. În stema de la 1930 arcașul simboliza „vechea strajă ostășească și luptele din această regiune a Moldovei”. Semnificația nu s-a schimbat nici în stema nouă. În noul blazon arcașul a fost îmbrăcat în straie și armură ca un arcaș din armata moldovenească din timpul lui Ștefan cel Mare. 
Coroana murală de argint cu șapte turnuri care timbrează scutul heraldic semnifică statutul de municipiu vechi pe care îl are orașul Bălți.
Suporții stemei – doi cai de argint afrontați – simbolizează unitățile administrativ-teritoriale istorice din care a făcut parte localitatea. Calul din dextra se referă la ținutul istoric Iași, cu capitala la Iași, a cărui stemă a fost un cal trecând. Calul din senestra se referă la ținutul/județul basarabean Iași/Bălți, a cărui reședință a fost întotdeauna la Bălți.

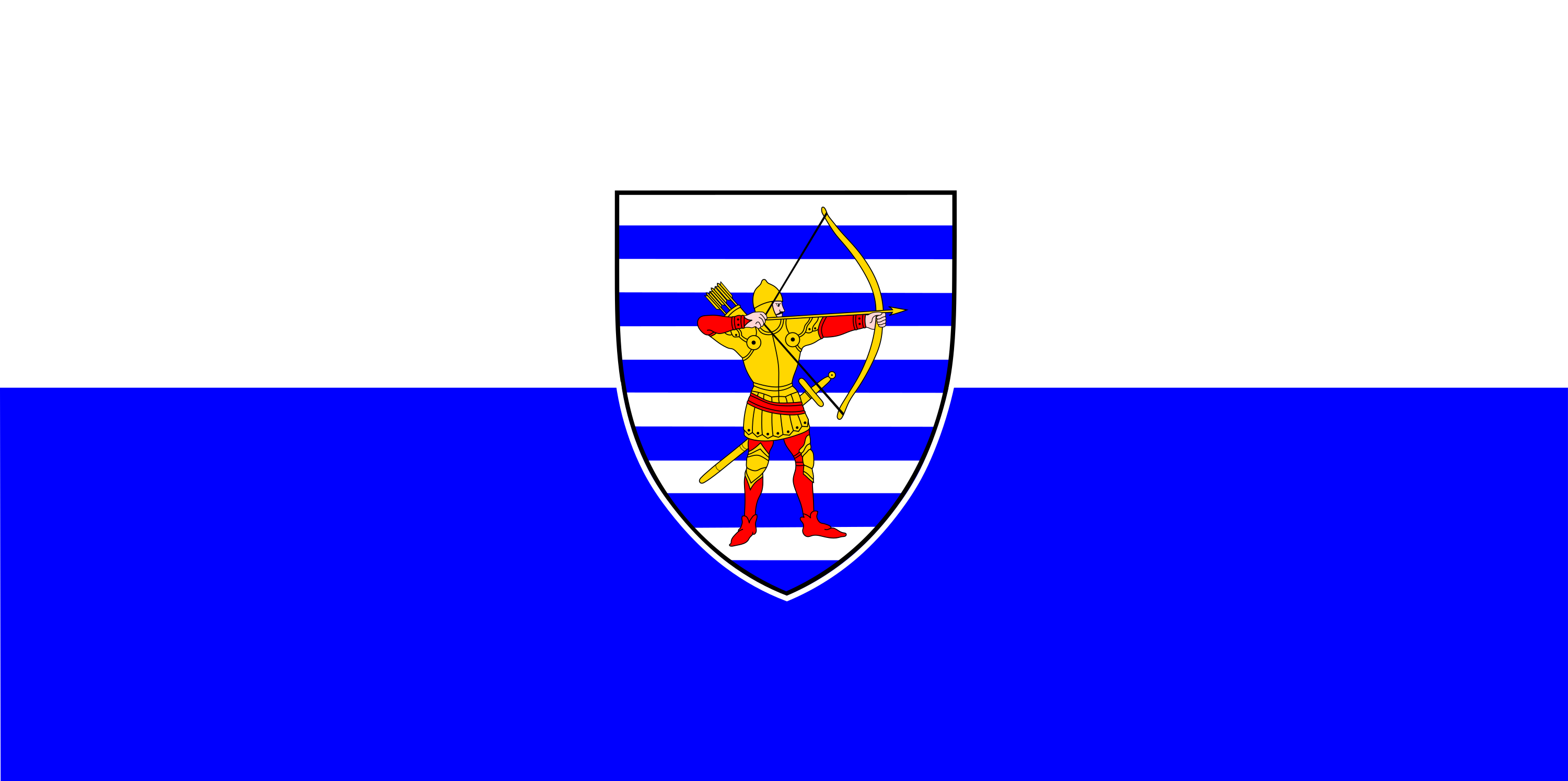
Primul drapel al Bălțiului, 2006

Deviza „Cedant arma togae” („Armele să cedeze locul togii”) este preluată din lucrarea „De oﬁciis” de Cicero (I, 22, 77). Ea pledează pentru o conducere civilă, consensuală a societății și constituie un îndemn la soluționarea pașnică a conflictelor și problemelor.

### Drapel
Concomitent a fost elaborat și adoptat drapelul municipiului Bălți, care este de fapt primul în istoria sa. Reprezintă: o pânză dreptunghiulară (1 x 2), tăiată alb și albastru și purtând în mijloc un scut heraldic (înalt de 1/2 din înălțimea a pânzei) cu stema mică a municipiului Bălți: dungat de douăsprezece piese, alb și albastru, peste care broșează un arcaș în picioare, cu fața și mâinile de carnație, purtând straie și încălțări roșii, armură galbenă, spadă la șold și tolbă cu săgeți în spate, de aceeași culoare, și trăgând spre senestra dintr-un arc, de asemenea galben.

### Imn
Imnului orașului, cântecul „Orașul meu” - versuri și muzică de Vasile Chironda, a fost aprobat prin decizia Consiliului Municipal Bălți nr. 8/6 din 09 septembrie 2006:
Un dangăt de clopot ne răsună
Peste Bălți, orașul meu sfânt
Și-n sunetul lui se adună
Divina chemare din cer spre pământ
Un clopot ce sună unire-ntre oameni
Unire în cuget și în simțiri
Slăvit să ne fii s-ajungi a da țări
Oșteni de-a lui Ștefan, puternice firi
Refren:
Orașul meu drag, doină și baladă,
Ca dintr-un mit cu chinuri și ruine
Ai renăscut spre-a deveni un martor
Ai scurtei treceri prin destin.

## Armată

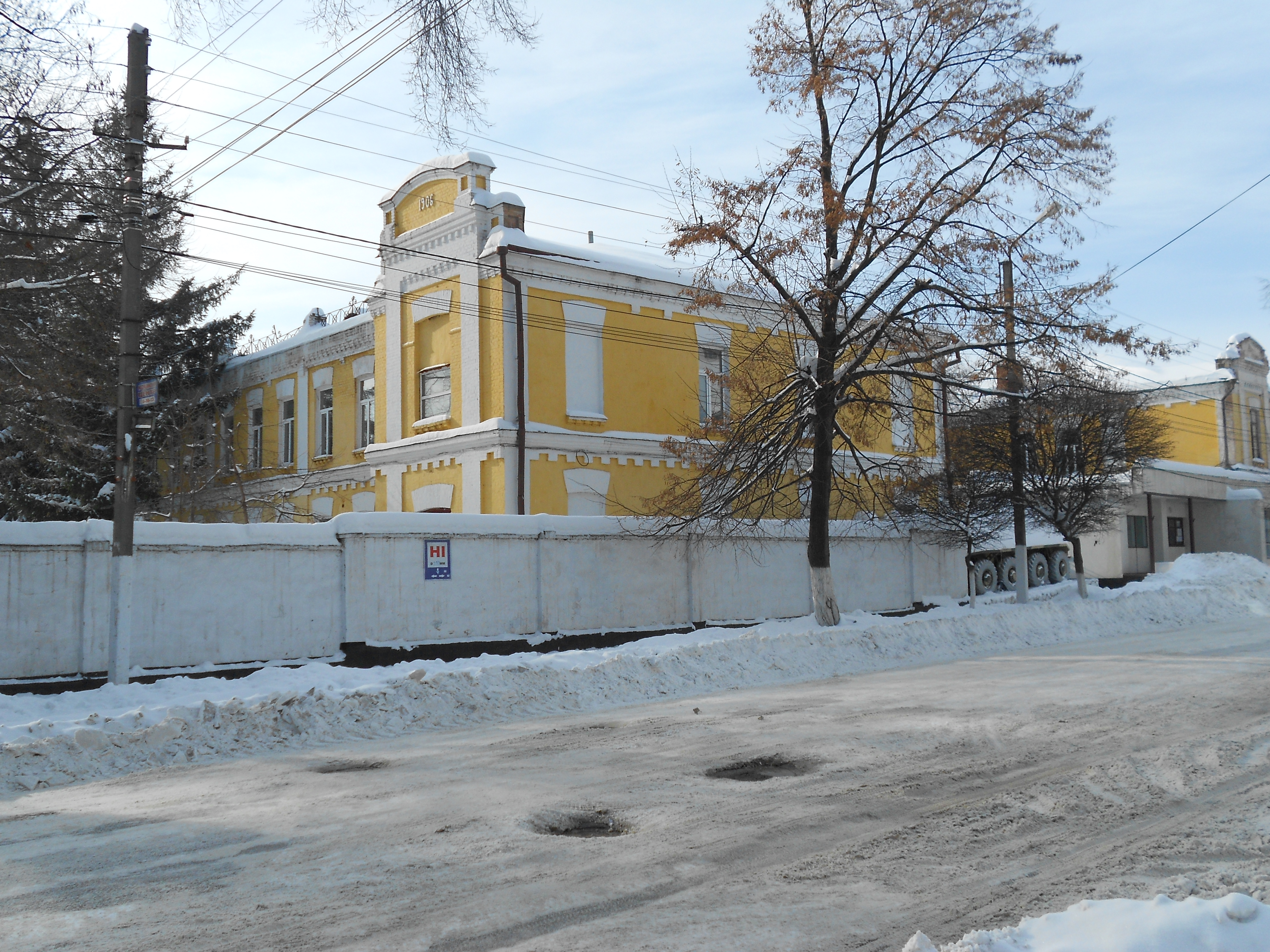
Cazarmele din Bălți

La Bălți este dislocată Brigada nr. 1 Infanterie Motorizată „Moldova”, fiind prima unitate a Armatei Naționale, constituită la 10 aprilie. La războiul pentru integritatea țării au participat circa 400 de militari ai brigăzii bălțene. Doi au decedat pe data de 20 iunie 1992: locotenentul major Vladimir Macarciu în vârstă de 34 de ani și căpitanul - Valeriu Nazarco în vârstă de 37 de ani.
Numele de „Moldova” i s-a acordat în august 1993 conform ordinului ministrului apărării. La 11 august, efectivului unității i-a fost înmânat Drapelul de luptă. Ostașii brigăzii bălțene au participat la aplicații militare ce s-au desfășurat atât în țară, cât și peste hotare. Brigada nr. 1 Infanterie Motorizată „Moldova” a participat la aplicații militare internaționale în Ucraina (1996), Macedonia (1998), Rusia (1999). Au fost organizate aplicații și în interiorul țării împreună cu militari americani, germani și ucraineni la Centrul de Instrucție de lângă Elizaveta. În 2006 ostașii brigăzii participă la aplicații de la Centrul de Instrucție al Armatei Naționale de la Bulboaca, la care au fost prezenți militari din 27 de state.

## Arhitectură

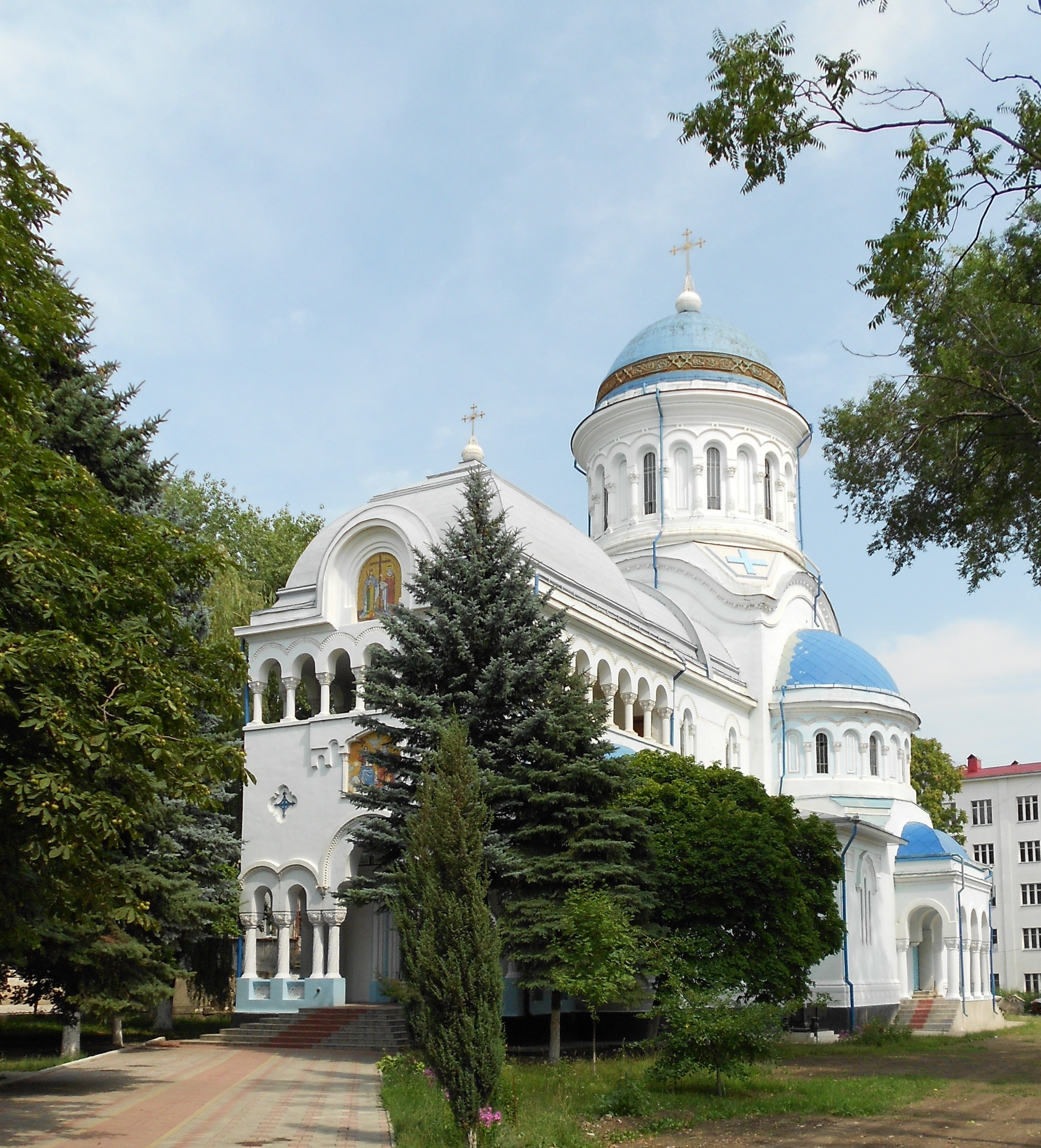
Catedrala "Sfinților Constantin și Elena" din Bălți

### Dezvoltarea arhitecturală
Drumurile mari care legau între ele capitala țării, Suceava și Iașii cu Hotinul, Soroca și cu Orheiul sau trecătoarele de la Prut Cotești-Ștefănești și Țoțora-Zagarancea, treceau pe locurile mai ridicate ale stepei din această zonă, intersectându-se pe promontoriul cu așezarea Bălți. Direcția acestor drumuri s-a întipărit în trama stradală și toponimia urbană a localității. Orașul s-a format în partea superioară a promontoriului, densitatea clădirilor în partea centrală, acolo unde s-au format piețele și străzile comerciale era foarte mare, iar la periferii localitatea avea o structură afânată, proprietățile fiind amplasate rar.
Structura urbană apărută în mod firesc: era radiar-concentrică, străzile concentrice „ocolesc” promontoriul, iar cele radiare erau perpendiculare cotelor, cu traseele în pantă oportună. Construcțiile se făceau la întâmplare, străzile înguste și strâmbe aminteau de un labirint încurcat.
Primul planul de sistematizare urbană, sau plan urbanistic, a fost elaborat în 1839 de arhitectul K.A. Pomorțev, fiind confirmat abia la 9 februarie 1845. Orașul a fost supus sistematizării urbane, în spiritul structurii sale create în mod firesc. Conform planului, teritoriul urban a fost extins spre sud și sud-vest de Catedrală Sf. Nicolae, a cărei clădire a concentrat ca un focar străzile sistemului radial-evantai, cele mai importante dintre acestea continuând direcția străzilor vechi. Cea mai importantă stradă și-a păstrat direcția drumului Iași (Sculeni) -Soroca; trecea printre catedrală și piață - astăzi strada Ștefan cel Mare, ce continuă spre podul peste Răut.

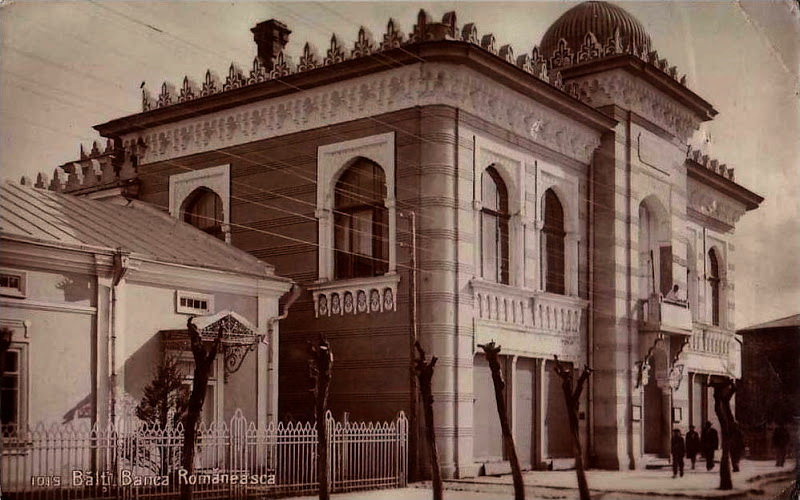
Sediul Băncii Românești - clădire construită în stil mauritan de Angelo de Vecchi (a fost distrusă în timpul regimului comunist, chiar dacă figura în lista monumentelor arhitecturale)

Perpendicular acestei artere, orientată spre Catedrala Sf. Nicolae este strada care poartă denumirea drumului spre Chișinău, orientată spre podul peste Răuțel. Raza orientată spre sud-est făcea legătura între catedrală și conacul proprietarilor orașului (Panaite, Catargi, Bodesu). Pe această rază s-au format câteva piețe comerciale și publice, cu un spațiu curgător similar sistemului vaselor comunicante: piața cu alimente, piața de cai, centrul comercial de formă pentagonală - Tarabele comerciale. Pe direcția sudică un enorm sector reprezenta oborul pentru vite cornute.
În conformitate cu proiectul din 1839 a avut loc sistematizarea orașului și construcția spitalului militar (1826), a poștei, a penitenciarului (1828) și amplasarea conacului urban al proprietarilor și a oborului, obiective încadrate perfect în structura urbană, realizată după confirmarea proiectului în 1845, în total în oraș 1516 clădiri.
În așa mod, centrul arhitectural al Bălțiului s-a format pe teritoriul din apropierea Catedralei, în jurul nucleului vechi al urbei în partea centrală. Aplicarea proiectului s-a realizat, însă, în mod mecanic. Au fost comasate în cartiere trapezoidale parcelele private și au fost divizate alte parcele, mai mari, prin trasarea străzilor-raze și străzilor concentrice. Străzile-raze din partea de vest a orașului erau orientate spre Catedrala Sf. Nicolae, iar cele dinspre sud și est, unde orașul era dens populat, orientarea străzilor a întâmpinat dificultăți, fiind realizate fără a respecta faptul că în vizor era proiectată Catedrala. În partea de nord-est a orașului, spre Soroca și Hotin și în regiunea oborului de vite, s-a păstrat parcelarea veche, cu străzile inițiale, cu un contur neregulat. 

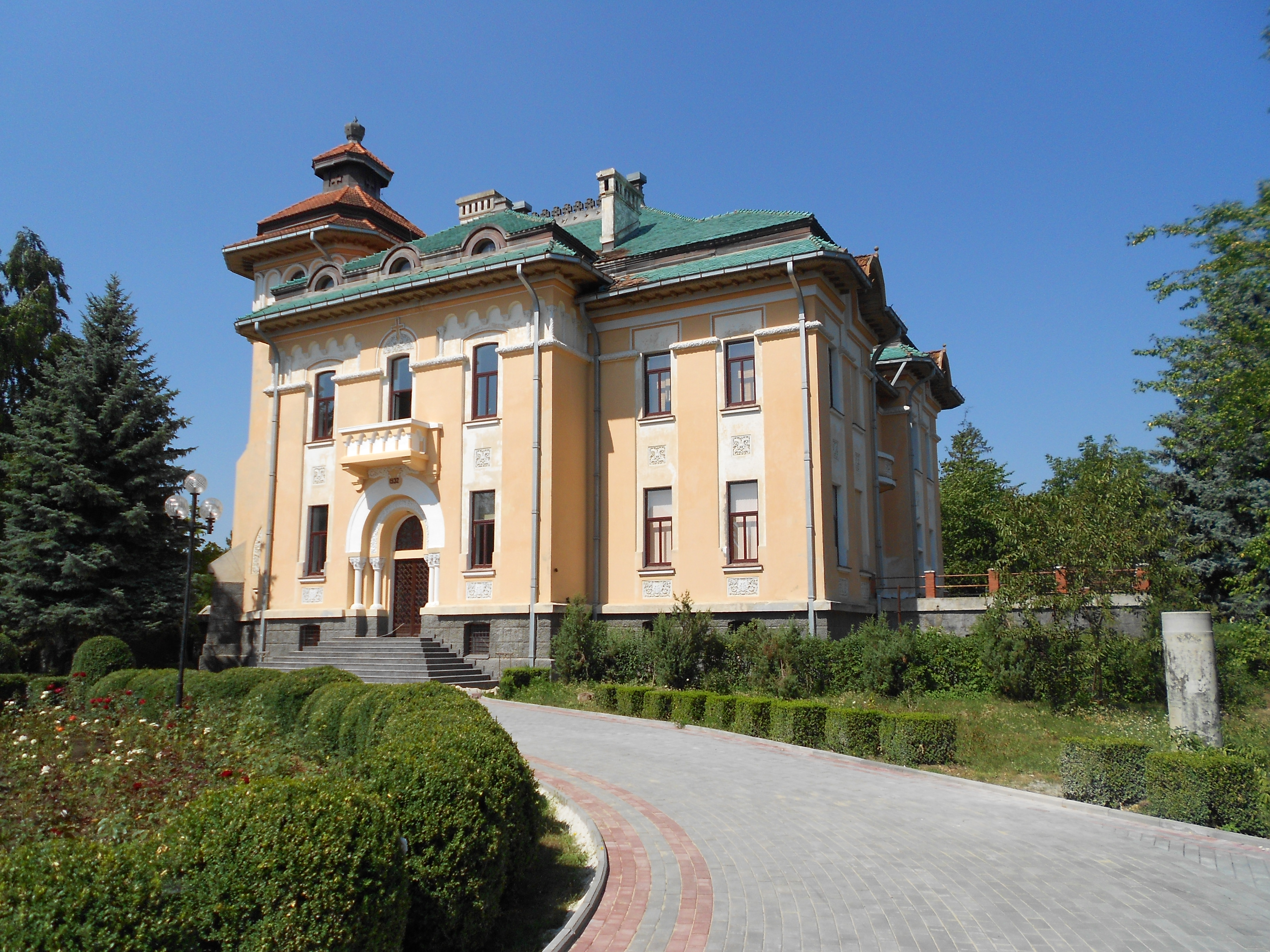
Reședința episcopală

În Bălți erau puține spații verzi, remarcându-se doar grădina conacului Catargiu din centru, în care erau plantați peste 2000 mii de pomi fructiferi și decorativi. Abia în 1856 este amenajată prima grădină publică Parcul Maria (astăzi monument național ocrotit de stat), care ocupă un sector în apropierea conacului lor, denumită inițial în onoarea împărătesei Maria Alexandrovna. Ulterior este cunoscută în perioada interbelică «Regina Maria», din anul 2022 numele oficial este „Scuarul Maria”. Primul plan arhitectural a devenit punct de pornire a dezvoltării orașului. Planul urbanistic din 1845 se reflectă și în prezent în trama stradală a orașului Bălți.
În perioada interbelică se construiește intens în partea de apus a orașului, unde se ridică catedrala nouă, stabilimente școlare, mai multe case de raport și vile cu unul-două etaje. Este valorificată suburbia Pământeni unde se construiește gara de pasageri la tronsonul de cale ferată Bălți-Ungheni, complexul edilitar al reședinței episcopale. În partea centrală au fost păstrate piețele comerciale, separate între ele prin edificarea unor clădiri cu arhitectură modernă. În 1923 fondul locativ constituia 106 mii m². Deoarece terenurile din centrul orașului erau scumpe, se folosea construcția pe perimetru a cartierelor locative.

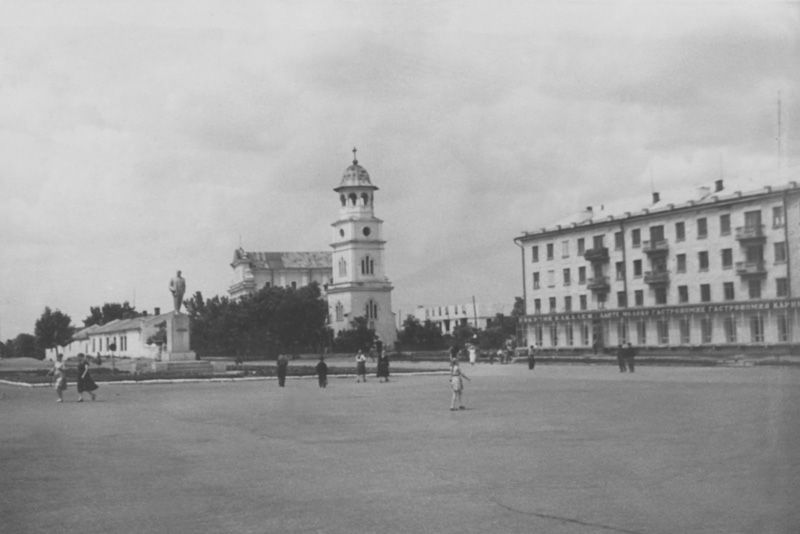
Piața Lenin în perioada sovietică

Edificiile publice și casele de locuit au cunoscut o arhitectură bazată pe două orientări stilistice: neoromânesc și modern românesc. Din Bălți, stilul neo-românesc s-a răspândit la răsărit de Prut. Nicăieri în altă parte a Basarabiei n-au fost construite atât de multe și strălucitoare edificii în spirit național ca în Bălți. În această perioadă la Bălți se înregistrează cele mai rapide tempouri de dezvoltare economică și arhitecturală dintre toate centrele urbane din Basarabia. Orientarea neoromânească a arhitecturii orașului arată adevărata sa măsură în cadrul programelor eclesiastice. Apariția lor datorează, în special, episcopului Visarion Puiu care invită la construcție arhitecți cu renume. Primul exemplu de stil neoromânesc în Basarabia îl constituie biserica “Sﬁnții Apostoli Petru și Pavel” (arhitect A. Ivanov), terminată în 1929.
În anii 1924-1935 este ediﬁcată catedrala episcopală “Sﬁnții Împărați Constantin și Elena” (arhitecți A. Gabrielescu și A. Ivanov). Acest ediﬁciu de cult prezintă un exemplu semnificativ pentru categoria programelor religioase realizate în stilul neoromânesc. Procedeele decorative utilizate denotă inﬂuența arhitecturii brâncovenești. O lucrare valoroasă – replică la vestita biserică a mănăstirii Argeșului – este biserica “Sfânta Cuvioasa Parascheva”, construită în anii 1924-1935. Autorul proiectului, arhitectul A. Gabrielescu se manifestă ca promotor al arhitecturii eclesiastice muntenești, probabil, pentru a comemora locul anterior de activitate a episcopului Visarion Puiu – mănăstirea Argeșului.

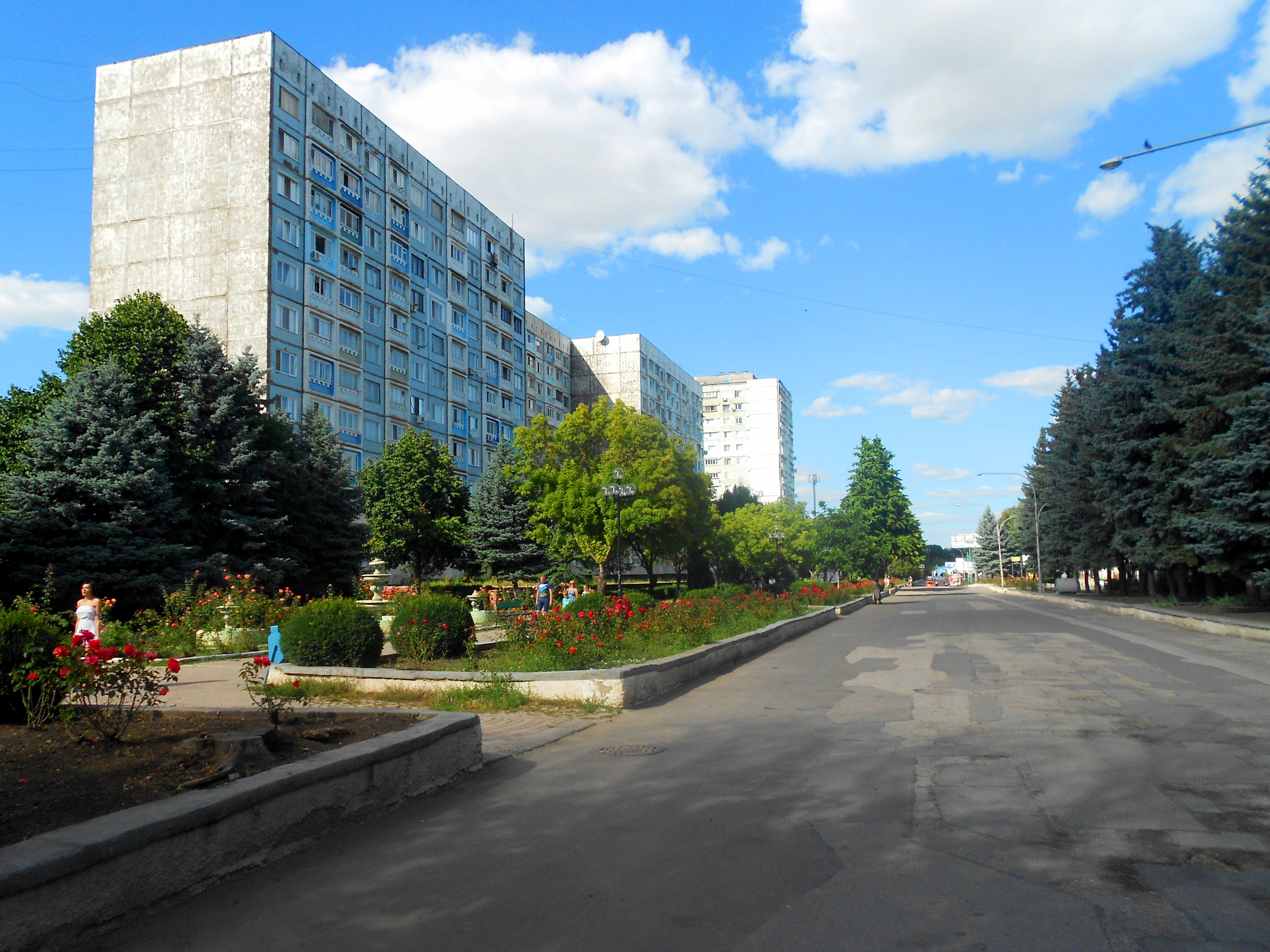
Strada Independenței

Una din cele mai strălucite opere de arhitectură în spiritul stilului neoromânesc este palatul reședinței episcopului Visarion Puiu, fondată pe pământ viran, în suburbia Pământeni, pe drumul Glodenilor. Arhitecții A. Gabrielescu, N. Mihăiescu și R. Mihăiescu adoptă o soluție speciﬁcă arhitecturii neoromânești interbelice, utilizând detalii de origine brâncovenească și un joc al învelitorilor înalte din țiglă verde smălțuită.
În perioada interbelică, locuințele orășenilor erau construite în spiritul modernismului românesc, cu calități estetice noi, bazat pe scoaterea în evidență a cromaticii și facturii materialelor de construcție, pe raporturi simple, clare, din elemente de forme geometrice. Aceste construcții au constituit opera arhitectei Etti-Rosa Spirer, singurul arhitect cu licență la acel timp, care activa în cadrul Primăriei Bălți. Din cauza densității mari a centrului urban, casele de locuit aveau fațadele înguste, cu volumul dezvoltat în adâncul parcelelor de pământ, fiecare având prevăzută o curte.
În orașul Bălți, după criza economică, apar noi case de locuit, realizate și în maniera constructivismului, ne mai vorbind de modernismul românesc devenind tradițional pentru localitate. Exemple de valoroasă arhitectură interbelică prezintă complexul de clădiri al actualei Universității “Alecu Russo”: Liceul teoretic pentru fete “Domnița Ileana” (1936, arhitect E.R. Spirer), Liceul teoretic pentru băieți “Ion Creangă” (1938, arhitect E.R. Spirer); Liceul evreiesc ș.a. Aceste ediﬁcii marchează extinderea arhitecturii constructiviste, moderniste și funcționaliste în domeniul instituțiilor de învățământ. În 1936-1938 interiorul casei de locuit a lui Hagi Marcarov au fost refăcute pentru Primăria Bălților (arhitect E.R. Spirer).
Întreprinderile industriale – fabricile de ulei, de zahăr, morile - erau amplasate cu precădere la marginea orașului, mai ales în partea de vest și de sud ale orașului, în apropiere de râul Răuțel.

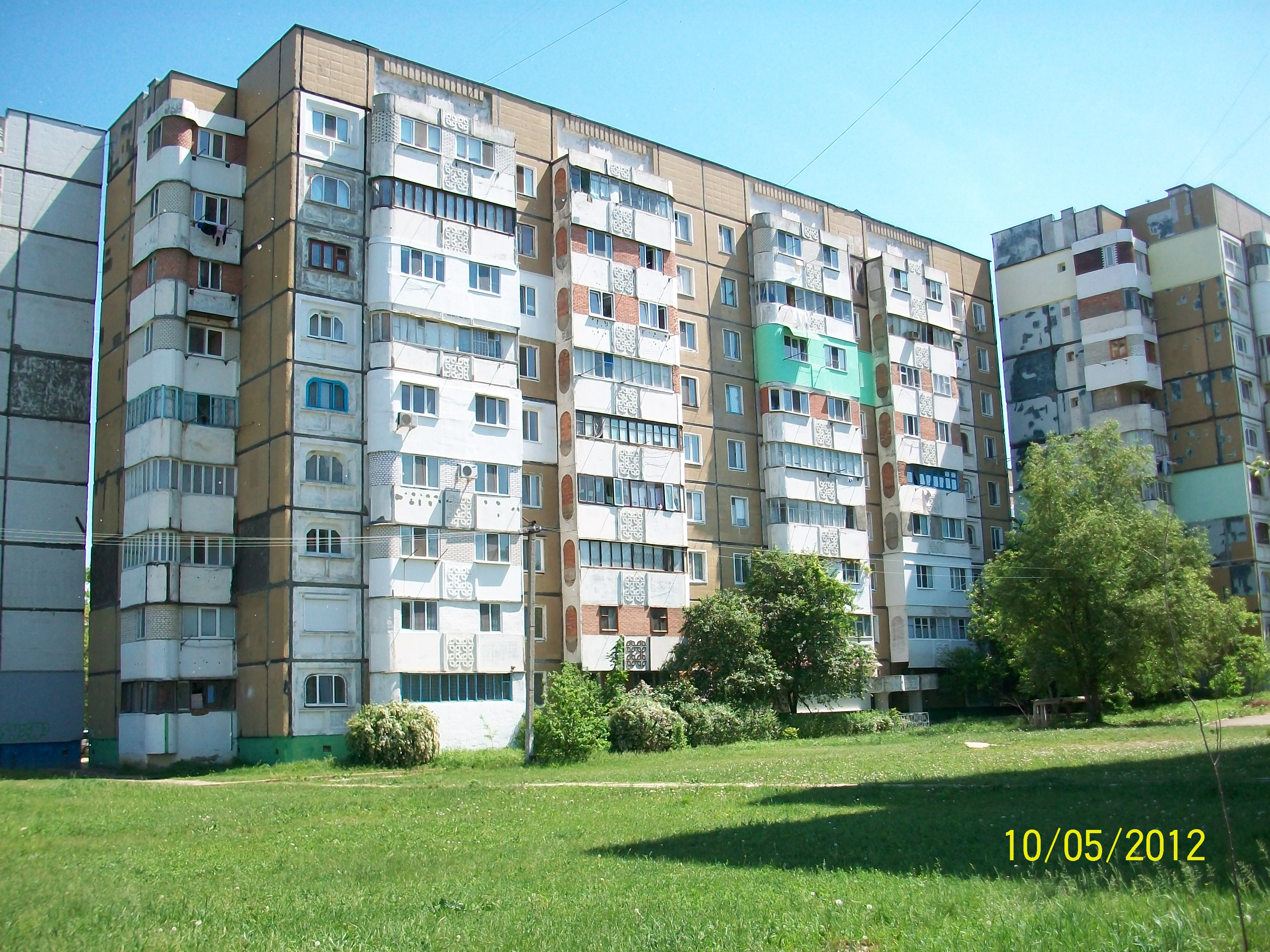
Bloc locativ construit în anii '80 din cartierul Dacia

În timpul războiului, partea centrală a orașului a fost distrusă și în locul cartierelor distruse a fost amenajată o grădină publică, Parcul central. Locuințele distruse din partea veche a orașului au fost înlocuite cu un scuar, iar clădirile construite în stilul modern românesc care s-au păstrat au fost demolate pentru formarea pieței centrale gigantice (Piața Vasile Alecsandri din Bălți), cu spațiu exorbitant; unele clădiri au fost păstrate izolat, într-un raport adecvat cu imobilele cu apartamente de 5-9 etaje din centrul orașului. Astfel, a început înlocuirea arhitecturii românești cu cea sovietică. Aproape tot centrul urban a fost reconstruit și s-au ridicat clădiri importante din punct de vedere urban: sediul Sovietului orășenesc de deputați (în prezent Primăria municipală), Școala nr. 6, imobile de locuințe cu 3 etaje de-a lungul străzilor Independenței Ștefan cel Mare), cu compoziția fațadelor după schema obișnuită pentru imperiul sovietic.

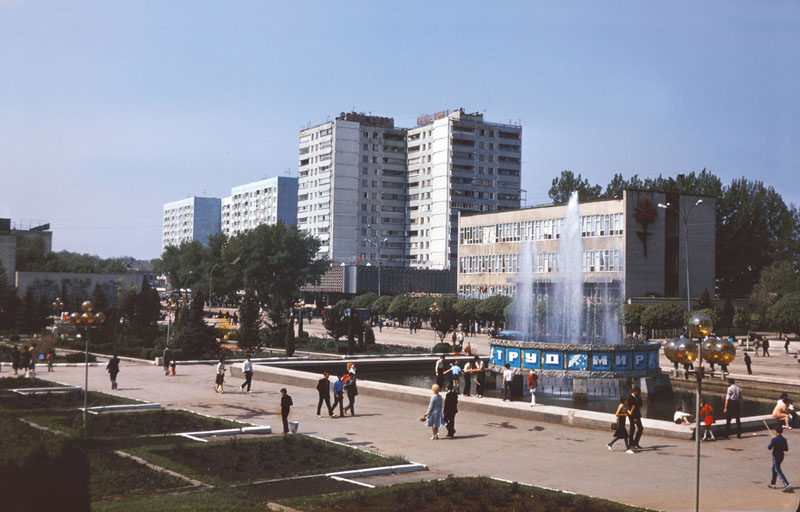
Centrul orașului în anii 1980

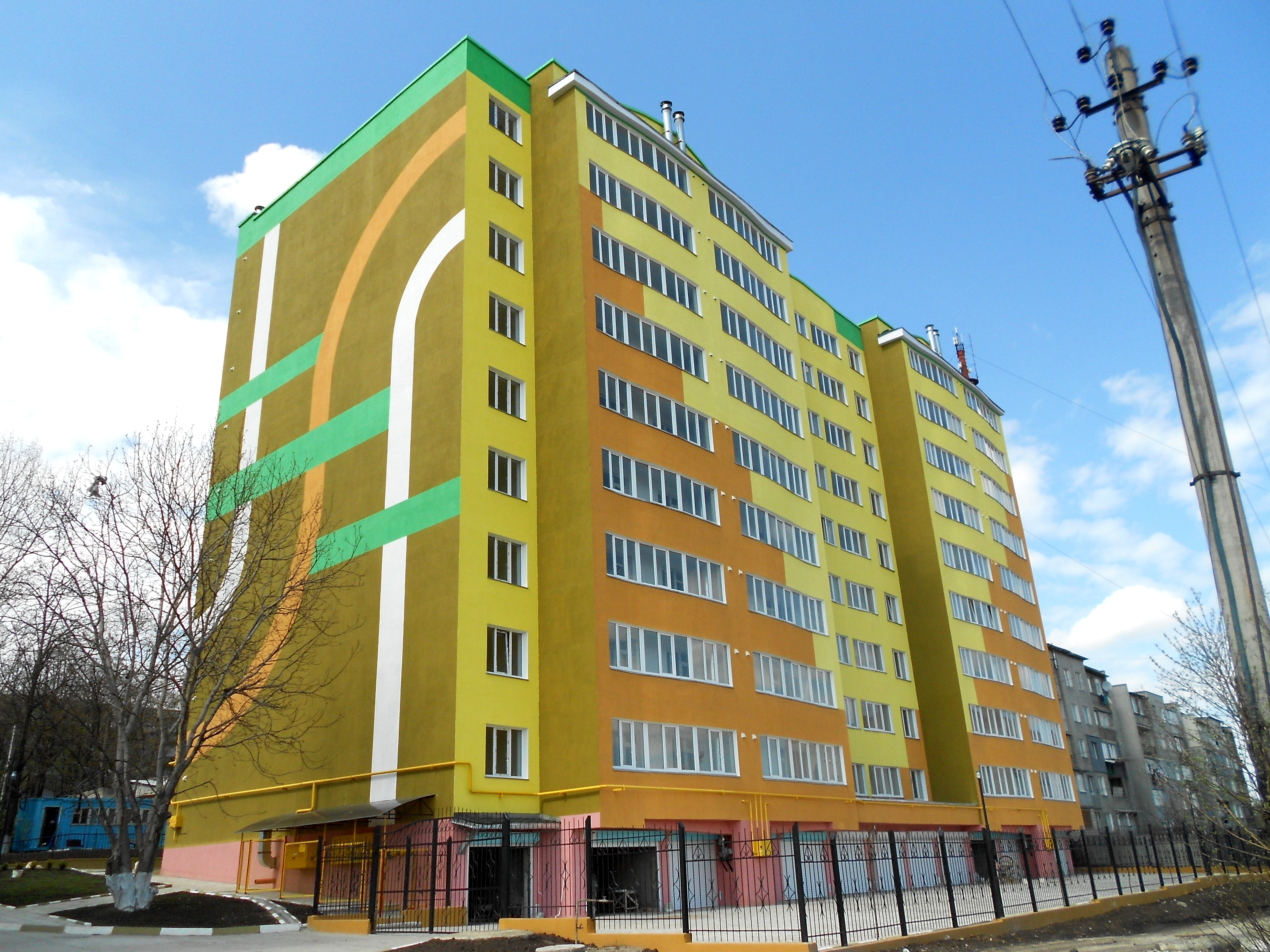
Blocuri noi din Bălți

În perioada sovietică s-au construit case blocuri monolit fără vreo valoarea arhitecturală. Planurile de resistematizare din perioada sovietică continuă ideea locuirii în comun. Aspectul arhitectural era excesiv de tipizat în tot spațiul ex-sovietic, ceea ce ducea la dispariția tradițiilor naționale și locale. În anii `80 s-a înregistrat cel mai mare ritm de creștere a fondului locativ. În 1988 volumul construcțiilor a atins 118 mii m². Începând cu anul 1962 construcția de case particulare a fost interzisă, fiind reluată abia în 1988. Orașul Bălți a fost pionierul în construcția caselor particulare mari. Astfel, are loc repartizarea terenurilor libere din cartierele limitrofe Bălții Noi și Dacia  Ultimul plan urbanistic a fost efectuat cu încălcarea Legii cu privire la protecția monumentelor de istorie și cultură. În plan se promovează aceeași tendință: demolarea caselor individuale sau cu unul-două etaje și înlocuirea lor cu imobile cu multe apartamente, de nouă etaje, amplasate lejer, cu spațiu liber în jur. Este evidentă acum disproporția dintre planul orașului, al tramei stradale, realizată pentru o anumită scară umană, și formele uriașe ale noilor clădiri. În efect, multe străzi dispar, înglobate în mijlocul cartierelor comasate.
După proclamarea independenței, obiectivele cu rol socio-cultural noi au fost edificate în proporție de 90% în baza proiectelor individuale, ceea ce a contribuit la schimbarea aspectului extern al Bălțiului. În 2000 fondul locativ al orașului este alcătuit din 1.562 clădiri (26.918 apartamente), dintre care 1.003 clădiri sunt cu un singur nivel. Restul clădirilor sunt repartizate astfel: cu cinci niveluri – 242, cu două niveluri – 162, cu nouă niveluri – 70 și 85 de clădiri sunt cu diferite niveluri, inclusiv o clădire cu 16 nivele.
În 2008 este sfințită Biserica Tuturor Sfinților din preajma cartierelor Podul Chișinăului și Microraionul III, primul lăcaș ortodox de după 1935. Clădirea bisericii este construită după proiectul arhitectului Valeriu Postolachi, în stil moldovenesc.

### Monumente istorice și arhitectonice
Municipiul Bălți posedă un patrimoniul istoric unicat. Importanța considerabilă a monumentelor istorice în evoluția orașului se dovedește prin necesitatea păstrării și revitalizării potențialului cultural și ideologico-patriotic unicat, care s-a creat și acumulat pe parcursul istoriei. În registrul Direcției cultură a mun. Bălți sunt introduse 42 monumente, din care 10 – de istorie, 18 – de arhitectură, 7 – de arheologie, 7 – de cultură. Majoritatea monumentelor existente sunt amplasate în zona centrală a urbei.
- Catedrala "Sfântul Nicolae" (1795)
- Complexul de clădiri al hotelului Basarabia (sec. XIX)
- Casa "Hagi Marcarov" (sf. sec. XIX)
- Casa "Bodescu" (înc. sec. XX, în prezent Palatul Oficiului Stării Civile)
- Complexul cazarmelor militare (1902-1904)
- Biserica "Sfântul Grigore", (biserica Armenească) (1916)
- Biserica "Sf. Apostoli Petru și Pavel" (1929)

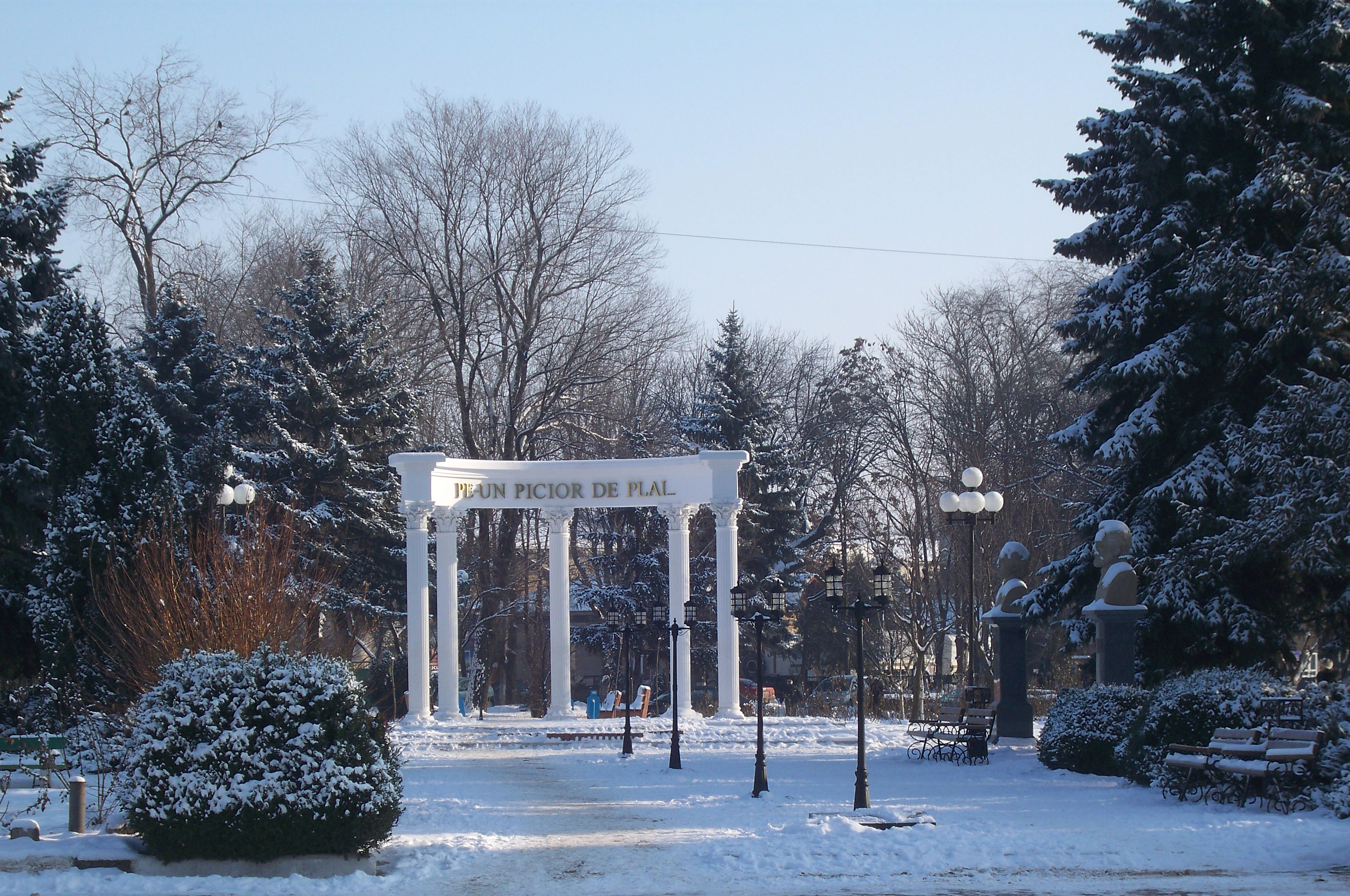
Aleea Clasicilor din Bălți

- Biserica "Sfânta Cuvioasă Parascheva" (1933)
- Catedrala "Sfinții Împărați Constantin și Elena" (1933)
- Episcopia Hotinului (1934)
- Complexul clădirilor Universității "Alecu Russo" (1924-1938)
- Clădirea fostului Liceu evreiesc
- Clădirea Primăriei municipale (1958)
- Statuia lui Ștefan cel Mare (2003)
- Fondul construit al străzii Păcii
- Fondul construit al străzii Șmidt

### Alte obiective de importanță arhitecturală
- Aleea Clasicilor (2010)
- Biserica Tuturor Sfinților (2008)
- Monumentul lui Taras Șevcenko (2001)

## Demografie

### Dinamica populației

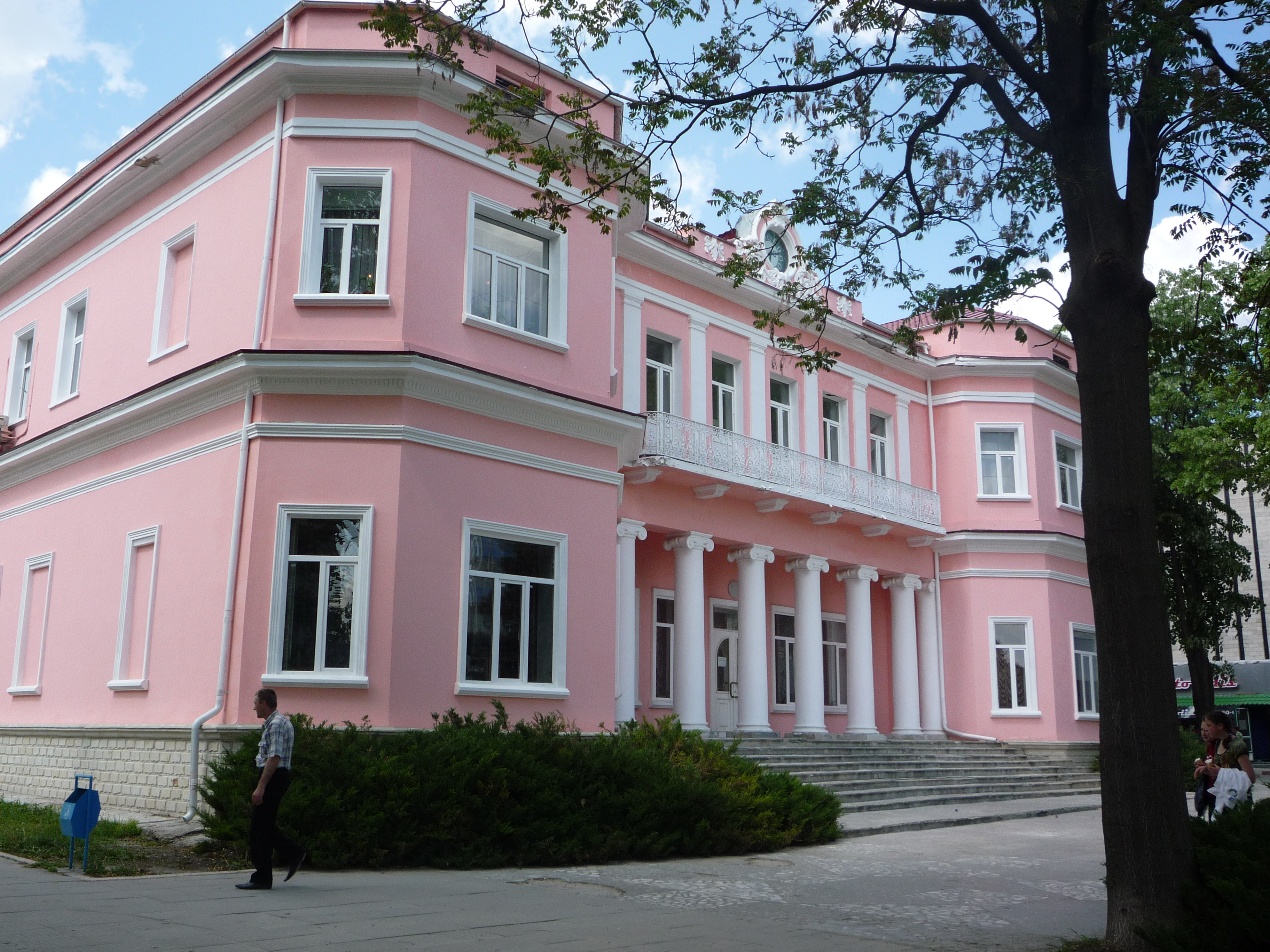
Oficiul Stării Civile

Numărul populației stabile a municipiului Bălți, înregistrat la recensământul din 5-12 octombrie 2004, a fost de 127561 locuitori, inclusiv 122669 locuitori în mediul urban și 4829 locuitori în mediul rural. La sfârșitul secolului al XX-lea numărul locuitorilor urbei a scăzut din cauza înrăutățirii situației social-economic, multe persoane emigrând. În comparație cu anul 1989, la recensământul din 2004 populația municipiului Bălți s-a redus cu 33 914 persoane, sau cu aproximativ 21%.
Din totalul populației urbei Bălți, de 122 669 loc., 56 031 reprezintă populația masculină și 66 638 cea feminină, sau 45,67% - bărbați și 54,33% – femei. Din numărul locuitorilor satelor Elizaveta și Sadovoe 2387 sunt bărbați și 2505 - femei. Circa 50,1% din populația orașului Bălți trăiau în localitatea de recenzare de la naștere.
| An   | Populație |
| ---- | --------- |
| 1774 | 775       |
| 1819 | 1.600     |
| 1828 | 4.460     |
| 1862 | 8.202     |
| 1875 | 8.871     |
| 1897 | 18.478    |
| 1923 | 22.000    |
| 1930 | 30.570    |
| 1941 | 18.236    |
| 1959 | 67.114    |
| 1969 | 101.447   |
| 1979 | 125.069   |
| 1989 | 158.517   |
| 2004 | 122.669   |
| 2014 | 97.930    |

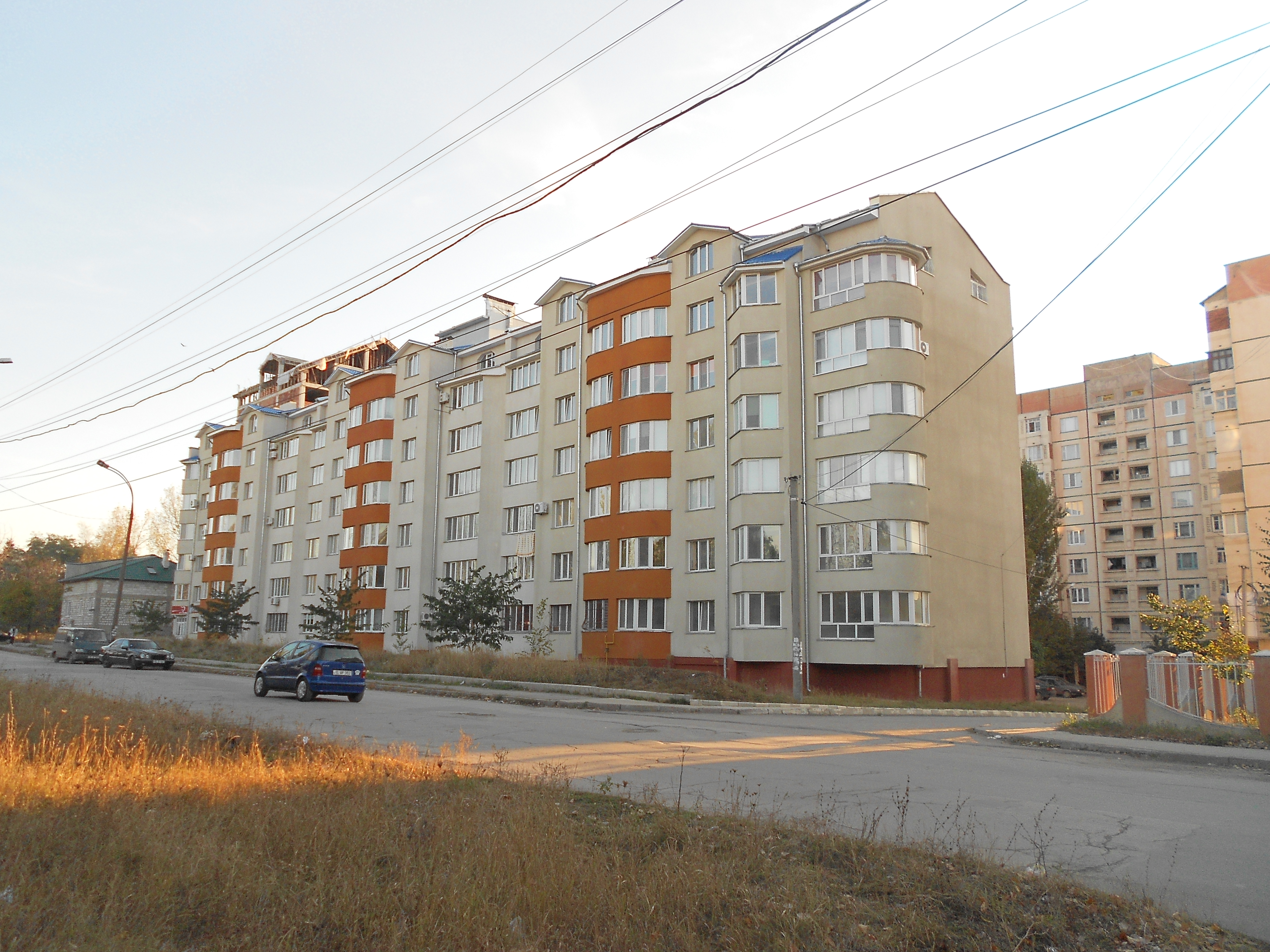
Bloc locativ din municipiu

Din numărul total de 107 018 de locuitori cu vârsta de peste 15 ani în municipiului Bălți, 58 197 persoane erau căsătorite, inclusiv 53 915 oficial și 4282 - neoficial; necăsătoriți – 29 000 persoane, văduvi – 9 865 persoane; divorțați – 8231 persoane; despărțiți – 1 701 persoane. În mediul urban erau 103 057 de persoane ce au atins vârsta de 15 ani, dintre care 54,16% sunt căsătoriți, inclusiv 50,21% oficial și 3,95% neoficial. Ponderea celibatarilor era de 27,19%. Văduvii constituie 9,18% din populația orașului Bălți. Aproximativ 7,85% din locuitori erau divorțați și 1,54% - despărțiți.
În 2008 au fost înzestrate 1143 de cupluri noi și 573 divorțuri, rata nupțialității fiind de 7,7‰ și a divorțialității de 3,9‰.
Demografia municipiului Bălți se află într-un declin, nu doar din cauza emigrărilor. Nivelul natalității înregistrat pe parcursul anilor 2005-2008 oscilează între 9,2‰ și 9,9‰, mortalitatea între 10,2‰ și 10,5‰. În așa situație, bilanțul populației era negativ, fiind cuprins între -0,6‰ și -1,1‰. Totuși, în 2009 s-a înregistrat un bilanț natural pozitiv, de 1,1‰, natalitatea de 11,0‰ și mortalitatea de 9,9‰.
La 1 ianuarie 2011, populația stabilă a municipiului Bălți constituia 149,1 mii persoane, inclusiv 144,2 mii urbană și 4,9 mii rurală.

### Structura pe grupe de vârstă și sexe
Structura populației urbane (satele Sadovoe și Elizaveta nu sunt incluse) a municipiului Bălți pe grupe de vârstă și sexe este indicată în tabelul de mai jos (datele recensământului din 2004):
| Grupa de vârstă, ani | Total locuitori | Total locuitori | Total locuitori | Structura în % | Structura în % | Structura în % | Bărbați la 1.000 de femei |
| -------------------- | --------------- | --------------- | --------------- | -------------- | -------------- | -------------- | ------------------------- |
| Grupa de vârstă, ani | ambele sexe     | masculin        | feminin         | ambele sexe    | masculin       | feminin        | Bărbați la 1.000 de femei |
| 0 - 4                | 5.680           | 2.918           | 2.762           | 4,63           | 5,21           | 4,14           | 1.056                     |
| 5 - 9                | 5.680           | 2.844           | 2.836           | 4,63           | 5,08           | 4,26           | 1.003                     |
| 10 - 14              | 8.252           | 4.183           | 4.069           | 6,73           | 7,47           | 6,11           | 1.028                     |
| 15 - 19              | 14.627          | 6.869           | 7.758           | 11,92          | 12,26          | 11,64          | 885                       |
| 20 - 24              | 11.298          | 5.272           | 6.026           | 9,21           | 9,41           | 9,04           | 875                       |
| 25 - 29              | 9.424           | 4.636           | 4.788           | 7,68           | 8,27           | 7,19           | 968                       |
| 30 - 34              | 8.726           | 4.031           | 4.695           | 7,11           | 7,19           | 7,05           | 859                       |
| 35 - 39              | 8.312           | 3.849           | 4.463           | 6,78           | 6,87           | 6,7            | 862                       |
| 40 - 44              | 9.968           | 4.524           | 5.444           | 8,13           | 8,07           | 8,17           | 831                       |
| 45 - 49              | 10.058          | 4.518           | 5.540           | 8,2            | 8,06           | 8,31           | 816                       |
| 50 - 54              | 8.915           | 3.899           | 5.016           | 7,27           | 6,96           | 7,53           | 777                       |
| 55 - 59              | 5.528           | 2.391           | 3.137           | 4,51           | 4,27           | 4,71           | 762                       |
| 60 - 64              | 4.614           | 2.000           | 2.614           | 3,76           | 3,57           | 3,92           | 765                       |
| 65 - 69              | 4.191           | 1.629           | 2.562           | 3,42           | 2,91           | 3,84           | 636                       |
| 70 - 74              | 3.097           | 1.109           | 1.988           | 2,52           | 1,98           | 2,98           | 558                       |
| 75 +                 | 4.099           | 1.268           | 2.831           | 3,34           | 2,26           | 4,25           | 448                       |
| nedeclarată          | 200             | 91              | 109             | 0,16           | 0,16           | 0,16           | 835                       |
| Total din Bălți      | 122.669         | 56.031          | 66.638          | 100            | 100            | 100            | 841                       |

La 1 ianuarie 2010, ponderea copiilor (0-14 ani) era de 14,0%; adulților (15-59 ani) –72,4% și persoanele vârstnice (60+) alcătuiau 13,6%.

### Structura etnică
Componența etnică a orașului Bălți, conform recensământului din 2014
     Moldoveni/români (57,2%)
     Ucraineni (17,3%)
     Ruși (15,2%)
     Nedeclarat (8,1%)
     Alte etnii (2,2%)
Conform recensământului populației din 2014 , populația orașul Bălți constituie 97.930 de locuitori, în scădere față de recensământul anterior din 2004, când se înregistraseră 122.669 de locuitori. Majoritatea locuitorilor sunt moldoveni/români - 56.078 persoane. Principalele minorități sunt ucrainenii - 16.976 pers., rușii - 14.982 pers., bulgarii - 187 pers. romii - 154 pers., găgăuzi - 126 pers, alte etnii - 1.423, nedeclarată - 8.004.
„Asociația organizațiilor evreiești din Bălți” a fost fondată în 1989 ca Societatea Bălțeană de Cultura Evreiască și a fost reorganizată în asociația în 1998. Scopul comunității constă în păstrarea și dezvoltarea culturii evreiești în oraș, apărarea drepturilor civile, culturale, sociale ale membrilor comunității și acordarea ajutorului social precum și implicarea în diferite proiecte de comemorare a memoriei istoriei evreiești bălțene. Printre organizațiile evreiești la Bălți se numără anume Hesed și Joint.
„Comunitatea rusă din Bălți” a fost fondată la 18 septembrie 1997. Scopul comunității constă în păstrarea și dezvoltarea limbii ruse în oraș, apărarea drepturilor civile, culturale, sociale ale membrilor comunității și acordarea ajutorului doritorilor de a se repatria în Rusia.

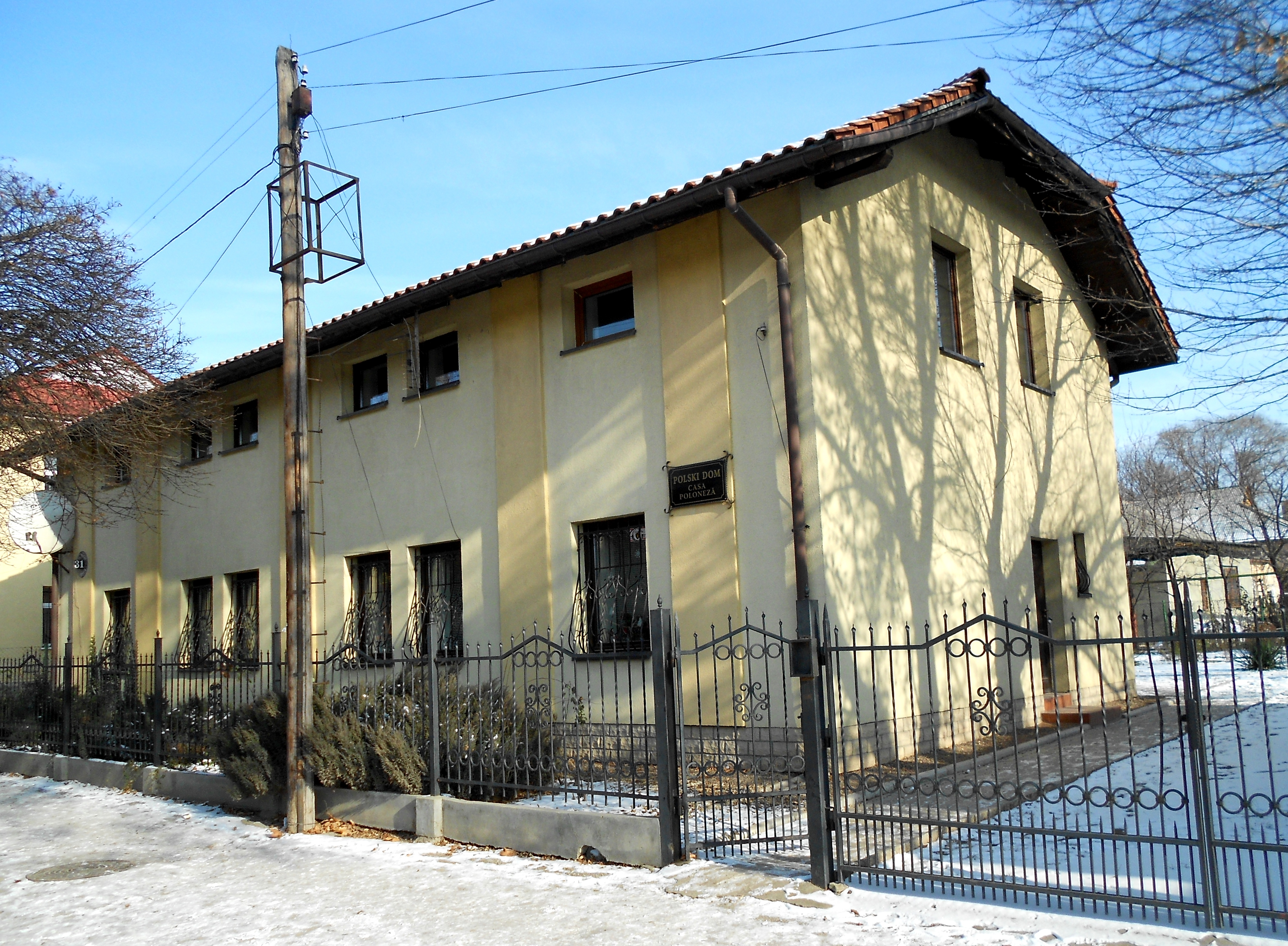
Sediul „Casei poloneze” din Bălți

Diasporei poloneze din Bălți îi aparține meritul de a fi un centru important care orientează activitatea etnicilor polonezi spre consolidarea relațiilor economice și culturale între Republica Moldova și Polonia. La începutul secolului XXI comunitatea poloneză din Bălți număra aproximativ 3 mii de oameni. La 20 august 1994 a fost înregistrată „Casa poloneză” (Polski Dom) în Bălți - centrul etnocultural a polonezilor din oraș cât și a celor din nordul țării. Una din direcțiile principale ale activității etnoculturale este menținerea și dezvoltarea limbii poloneze. „Casa poloneză” a devenit un centru, considerat nucleu al culturii poloneze în Republica Moldova. Aici lucrează profesori veniți din Polonia, sunt create diverse scenarii pentru activități instructiv-educative. Lecțiile se țin pentru doritorii de toate vârstele. Tineretul studiază după o programă intensivă a limbii și literaturii poloneze, la aceste cursuri studiindu-se istoria și geografia Poloniei. În 2003, cursurile sistematice erau frecventate de peste 150 de copii. În fiecare an „Casa poloneză” ajută tinerii cu perfectarea actelor pentru admiterea la instituțiile din Polonia. Pentru însușirea mai bună a tradițiilor și datinilor naționale s-au înființat ansamblul vocal de tineret „Lastocika” și cel de dansuri populare „Krokus”. O atenție deosebită este acordată veteranilor din armata poloneză, constituiți în Cercul Combatanților Polonezi. Casa Poloneză din Bălți a fondat 9 filiale în raionale adiacente.
În 1999 a fost dat în exploatare un nou sediu al Casei Poloneze. La această festivitate oaspeți de onoare au fost ambasadorul Poloniei în Republica Moldova, parohul bisericii poloneze, primarul orașului. Casa Poloneză colaborează cu diverse structuri și organizații de oficiale și neguvernamentale precum Asociația Medicală Poloneză „Caritas”, Ambasada Republicii Polone în Chișinău, Fundația „Wspolnota Polska”, „Ajutor pentru Polonezii din Est” și alte organizații poloneze din România și Ucraina.
La Bălți sunt înregistrate două societăți etnoculturale rrome: „Baht Romala” și „Șatro”. La societatea „Șatro” s-a organizat și Ansamblul de dans „Luludi” - în traducere din rromani - floare.
Comunitatea germană din Bălți „Renaștere” (Wiedergeburt) a fost fondată în 1999. Cu ajutorul Ambasadei Republicii Federative Germane din Chișinău a fost organizat un Centru cultural. În cadrul centrului se studiază limba germană, cultura germană, se editează buletinul „Wiedergeburt”.

### Structura lingvistică
Română (42,04%)
     Rusă (47,76%)
     Ucraineană (1,03%)
     Nedeclarată (8,85%)
     Altă limbă (0,32%)
Deși, din punct de vedere statistic, predomină numărul populației vorbitoare de limba română, mediul lingvistic în Bălți este dominat de limba rusă. Majoritatea populației băștinașe vorbitoare de limbă română cunoaște și rusa, pe când vorbitori de rusă preferă să nu învețe româna. În majoritatea instituțiilor de stat, informația este plasată în două limbi, rusă și română.  Etnicii români, probabil din motiv că s-a creat la un obicei, aleg uneori să vorbească mai mult în rusă. Totuși, în unele familii, unde părinții care vorbesc limba rusă, înscriu copii la școlile și liceele cu predare în limba română, ca să cunoască și limba de stat pentru că ar fi bine pentru viitorul lor.  Cele mai recente date statistice privind limba maternă și limba vorbită de obicei au fost înregistrate la recensământul populației din 2004.
| Naționalitatea     | Nr. total | Limba vorbită de obicei (2004) | Limba vorbită de obicei (2004) | Limba vorbită de obicei (2004) | Limba vorbită de obicei (2004) | Limba vorbită de obicei (2004) | Limba vorbită de obicei (2004) | Limba vorbită de obicei (2004) | Limba vorbită de obicei (2004) | Limba vorbită de obicei (2004) | Limba vorbită de obicei (2004) | Limba vorbită de obicei (2004) | Limba vorbită de obicei (2004) | Limba vorbită de obicei (2004) | Limba vorbită de obicei (2004) |
| Naționalitatea     | Nr. total | limba română                   | limba română                   | limba rusă                     | limba rusă                     | limba ucraineană               | limba ucraineană               | limba găgăuză                  | limba găgăuză                  | limba bulgară                  | limba bulgară                  | Altă limbă                     | Altă limbă                     | Nedeclarată                    | Nedeclarată                    |
| Naționalitatea     | Nr. total | pers.                          | %                              | pers.                          | %                              | pers.                          | %                              | pers.                          | %                              | pers.                          | %                              | pers.                          | %                              | pers.                          | %                              |
| ------------------ | --------- | ------------------------------ | ------------------------------ | ------------------------------ | ------------------------------ | ------------------------------ | ------------------------------ | ------------------------------ | ------------------------------ | ------------------------------ | ------------------------------ | ------------------------------ | ------------------------------ | ------------------------------ | ------------------------------ |
| Români             | 65.079    | 48.679                         | 74,8                           | 16.180                         | 24,8                           | 161                            | 0,24                           | 2                              | 0,003                          | 6                              | 0,007                          | 50                             | 0,07                           | 0                              | 0                              |
| Ucraineni          | 29.668    | 1.169                          | 3,94                           | 24.986                         | 84,21                          | 3.495                          | 11,78                          | 8                              | 0,02                           | 0                              | 0                              | 10                             | 0,03                           | 0                              | 0                              |
| Ruși               | 24.341    | 479                            | 1,96                           | 23.812                         | 97,82                          | 42                             | 0,17                           | 0                              | 0                              | 0                              | 0                              | 8                              | 0,03                           | 0                              | 0                              |
| Bulgari            | 296       | 34                             | 11,48                          | 255                            | 86,14                          | 1                              | 0,33                           | 0                              | 2,02                           | 6                              | 0                              | 0                              | 0                              | 0                              | 0                              |
| Găgăuzi            | 234       | 23                             | 9,82                           | 194                            | 82,9                           | 7                              | 3,29                           | 10                             | 4,27                           | 0                              | 0                              | 0                              | 0                              | 0                              | 0                              |
| Alte naționalități | 2.868     | 173                            | 6,03                           | 2.406                          | 83,89                          | 55                             | 1,91                           | 1                              | 0,03                           | 0                              | 0                              | 212                            | 7,39                           | 21                             | 0,73                           |
| Nedeclarată        | 183       | 0                              | 0                              | 0                              | 0                              | 0                              | 0                              | 0                              | 0                              | 0                              | 0                              | 1                              | 0,54                           | 182                            | 99,45                          |
| Total              | 122.669   | 50.588                         | 41,23                          | 67.833                         | 55,29                          | 3.761                          | 3,06                           | 21                             | 0,01                           | 12                             | 0,009                          | 281                            | 0,22                           | 203                            | 0,16                           |

### Religie
Componența confesională a municipiului Bălți
     Ortodocși (82,55%)
     Baptiști (1,48%)
     Martorii lui Iehova (0,98%)
     Romano-catolici (0,52%)
     Penticostali (0,35%)
     Atei (0,43%)
     Nedeclarată (13%)
     Alte religii (0,69%)
Din totalul populației de la recensământul din 2014, religia și-au exprimat-o 89.129 de persoane. Sub aspect religios cea mai mare parte a bălțenilor sunt ortodocși – 84.577 locuitori, adepți ai bisericii baptiste s-au declarat 1.523 locuitori; martori ai lui Iehova sunt 1.002 locuitori; romano-catolici – 537 locuitori; penticostali – 367 locuitori; adventiști de ziua a șaptea – 195 locuitori; aparțin Bisericii Evanghelică de Confesiune Augustană (Luterană) – 156 locuitori; creștini după Evanghelie s-au declarat 106 locuitori; islamul este practicat de către 71 de persoane și iudaismul de 47 de persoane, creștini de rit vechi - 31 locuitori. Alte grupări religioase sunt reprezentate de către 15 locuitori, atei sunt 447 persoane, agnostici - 14 persoane. Locuitorii care nu și-au declarat religia din diverse motive numără 13.328 persoane.
În Bălți activează: 10 biserici și 2 catedrale din cadrul eparhiei de Bălți și Fălești (Mitropolia Moldovei), o parohie romano-catolică, 5 biserici ale Uniunii Creștinilor Evangheliști-Baptiști, 3 comunități ale Adventiștilor de Ziua a Șaptea, 18 comunități ale Martorilor lui Iehova, 8 biserici ale Credinței Evanghelice, o comunitate iudaică și o biserică armeană.

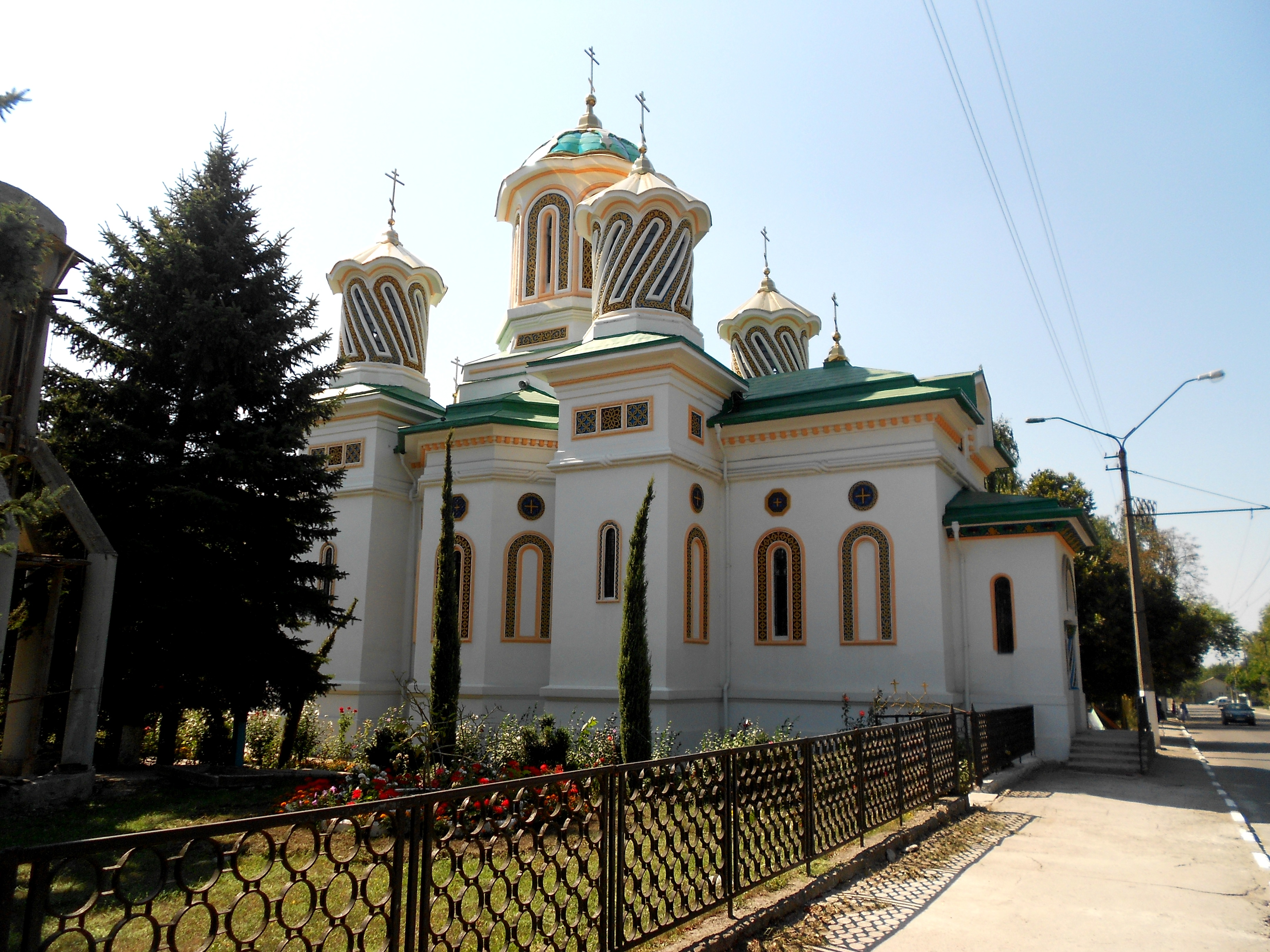
Biserica „Sfânta Cuvioasă Parascheva”
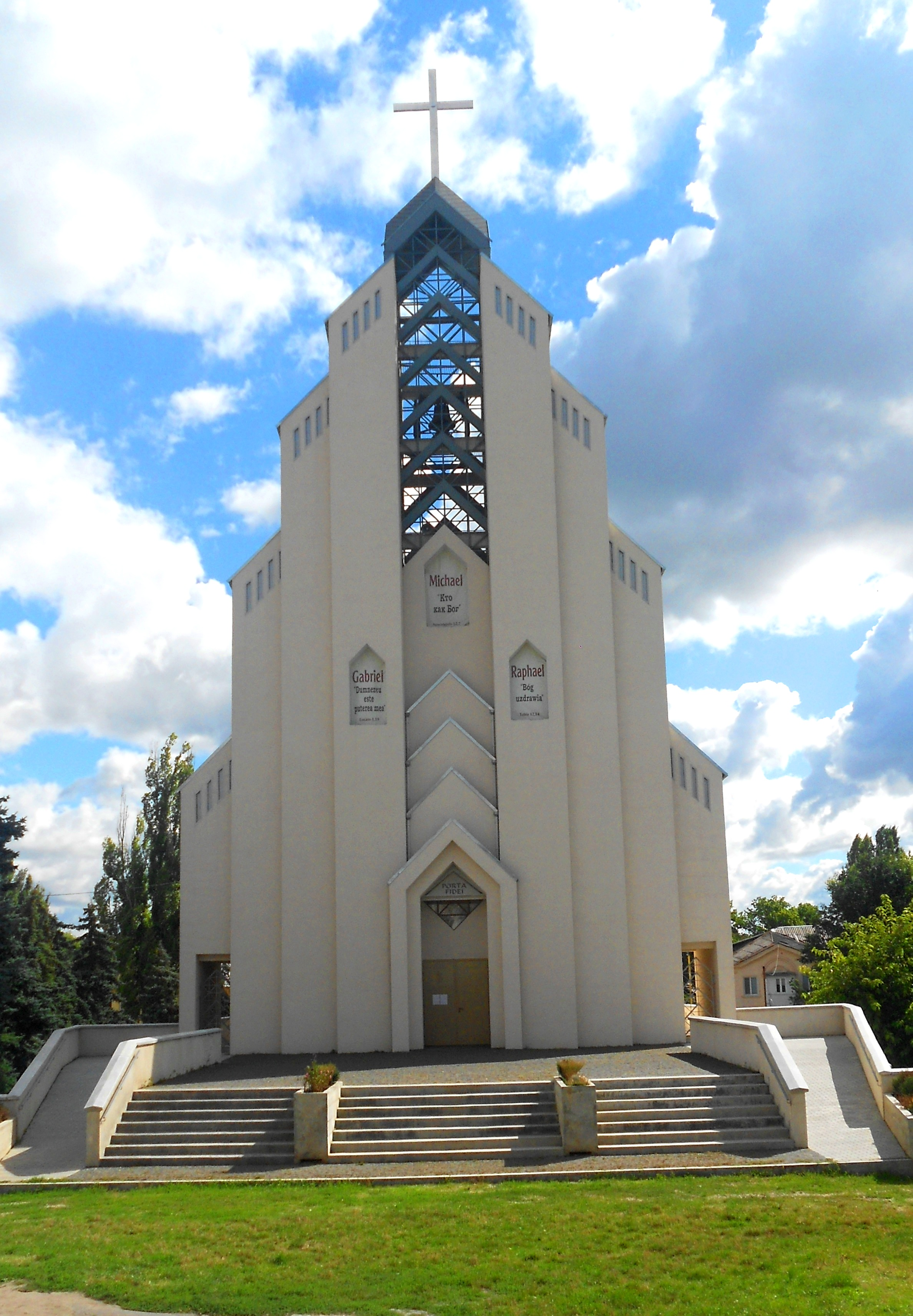
Biserica romano-catolică
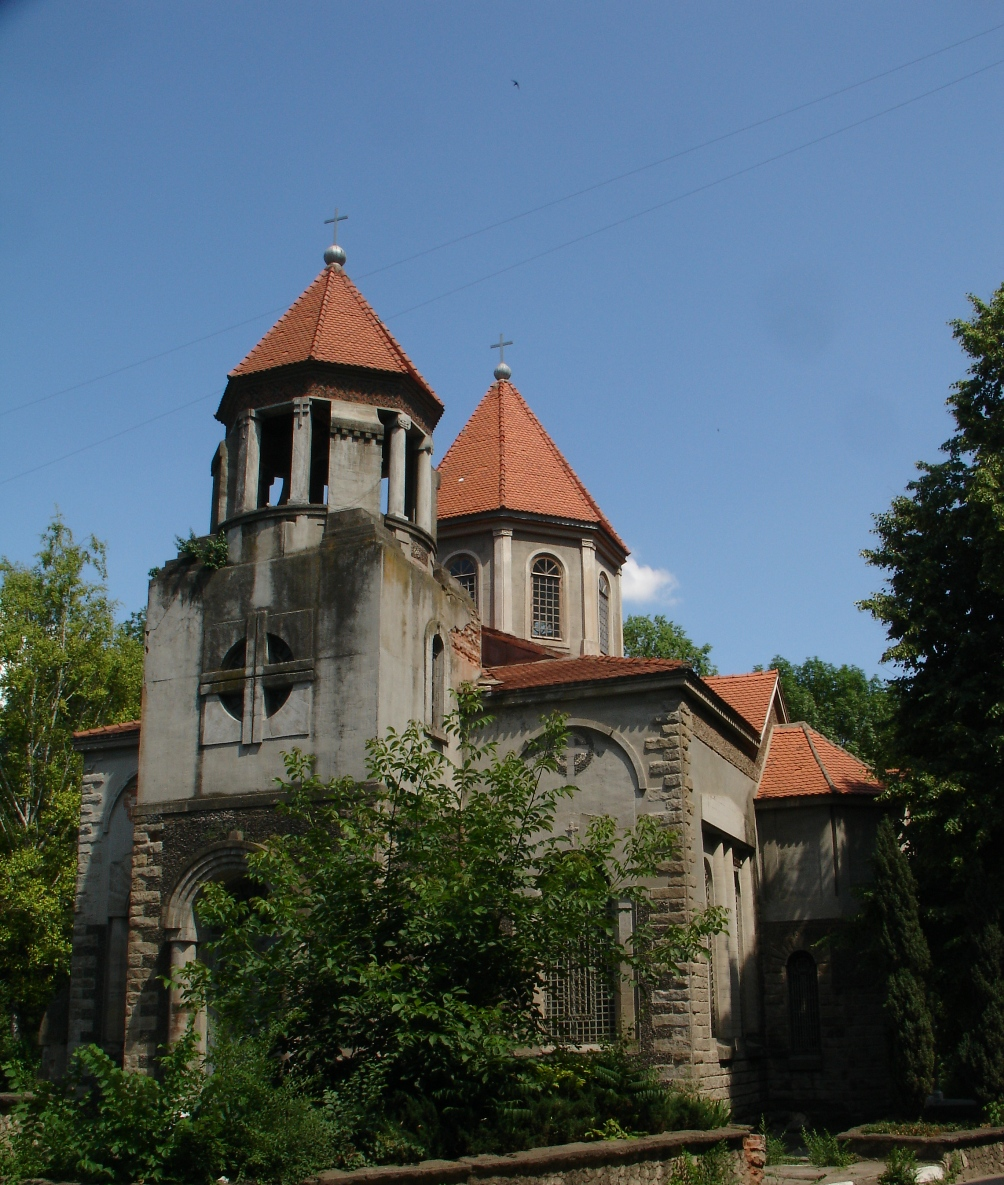
Biserica armenească
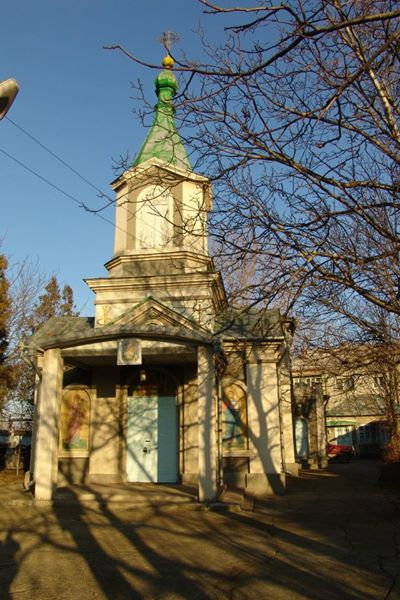
Biserica „Adormirea Maicii Domnului”
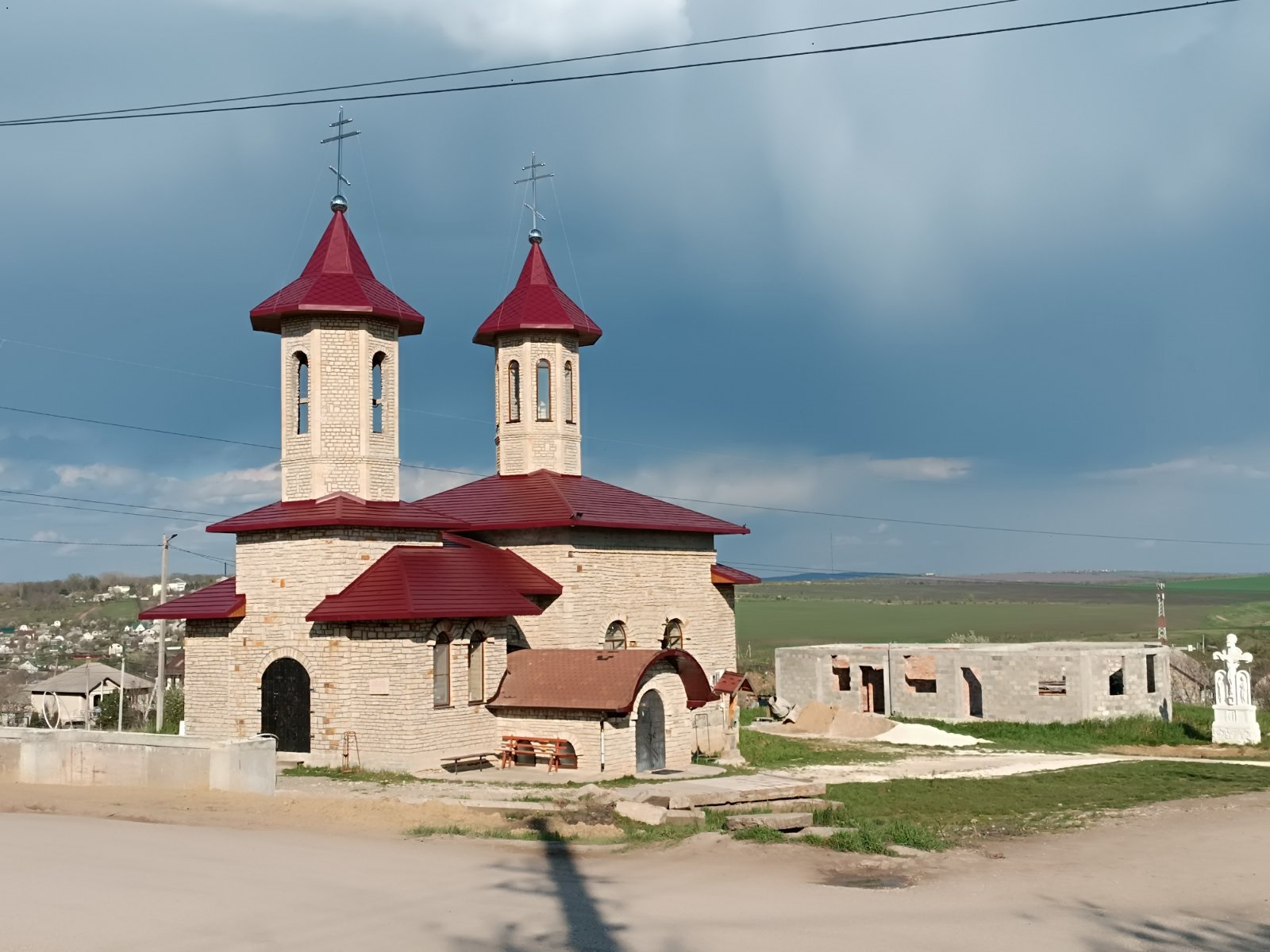
Biserica „Sf. Ilie”
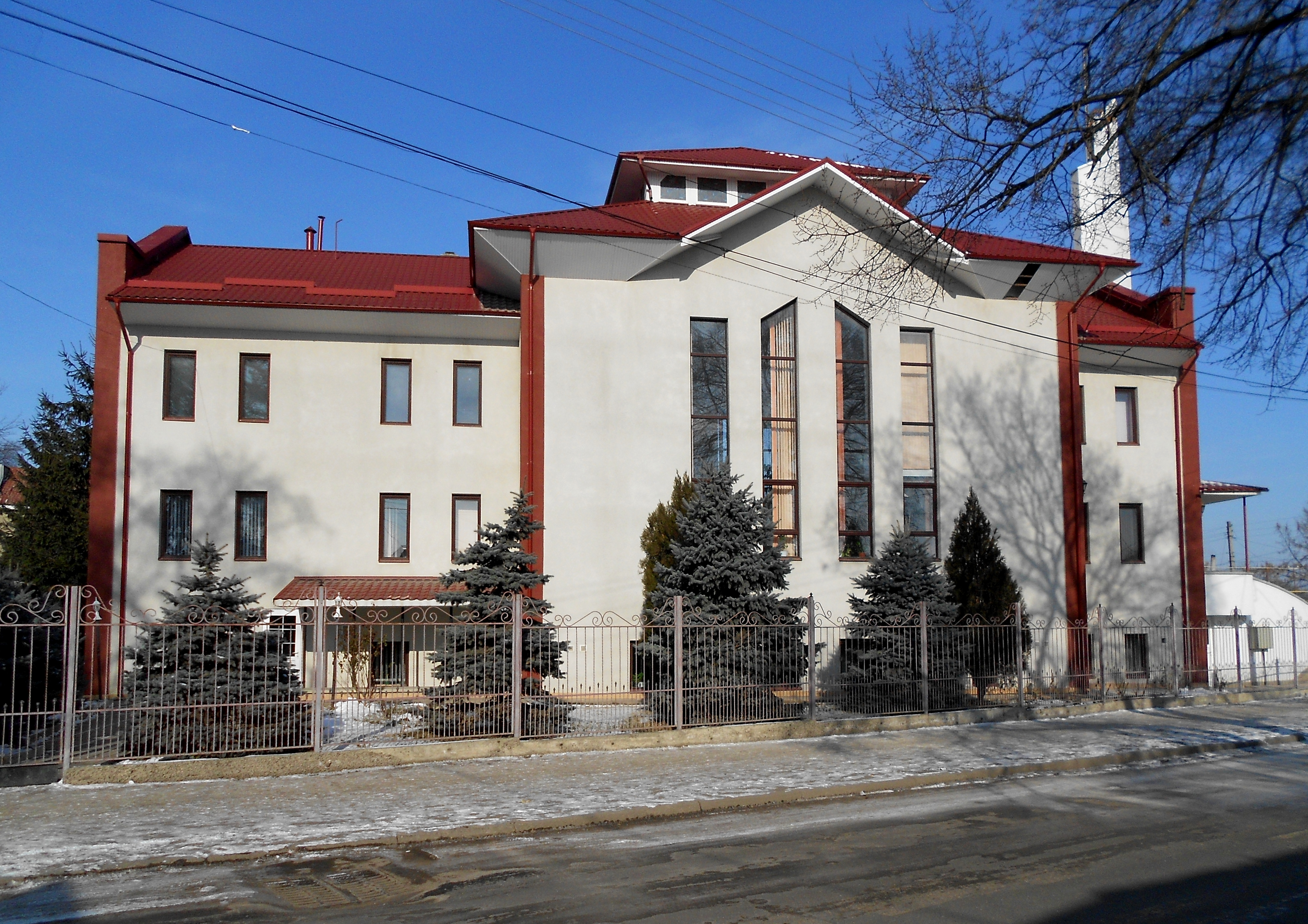
Biserica neoprotestantă „Emanuel”

### Structura economică a populației
Numărul populației încadrate în diferite ramuri economice în 2003:
| Nr. d/o | Denumirea sectorului economic               | Cantitatea    | Cantitatea |
| Nr. d/o | Denumirea sectorului economic               | mii de oameni | %          |
| ------- | ------------------------------------------- | ------------- | ---------- |
| 1       | Populația aptă de muncă                     | 99,2          |            |
| 2       | Populația totală amplasată în câmpul muncii | 44,2          |            |
| 2.1     | În sector producător                        | 16,8          | 38,01      |
| 2.1     | *industrie                                  | 15,9          | 35,97      |
| 2.1     | *agricultură                                | 0,9           | 2          |
| 2.2     | Sectorul neproductiv                        | 27,4          | 61,99      |
| 2.2     | *comerț                                     | 7,2           | 16,29      |
| 2.2     | *prestarea serviciilor                      | 20,2          | 45,7       |
| 3       | Invalizi                                    | 4,3           |            |
| 4       | Șomeri                                      | 50,7          |            |

## Cultură

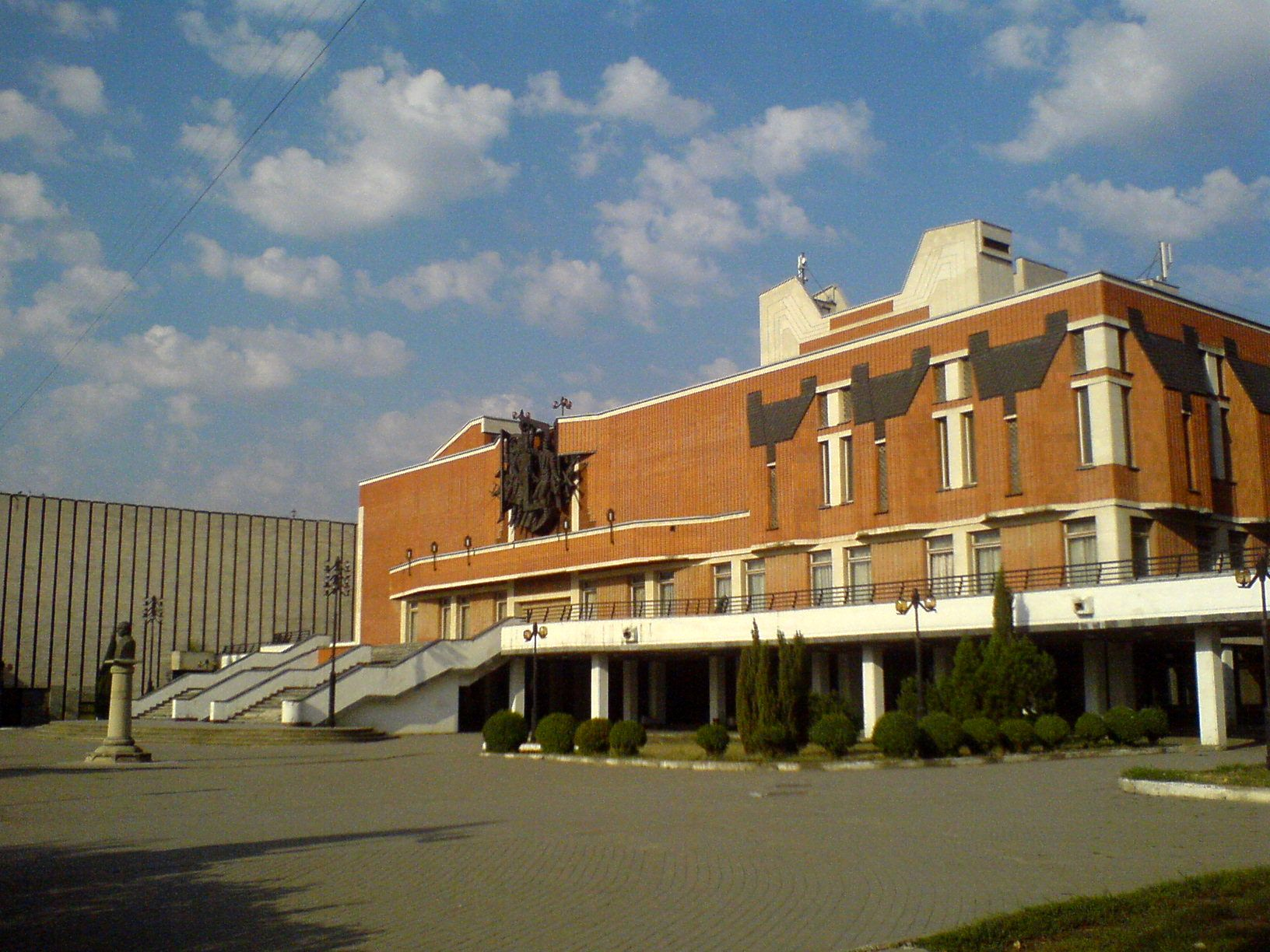
Teatrul Național „Vasile Alecsandri”

Rețeaua de instituții culturale este formată din 10 subunități: Palatul municipal de cultură, 2 case de cultură din satele care intră în componența municipiului, 4 cluburi, o galerie de artă și o bibliotecă publică cu 3 filiale - Biblioteca Municipală „Eugeniu Coșeriu” Bălți. În domeniul cultural, în oraș funcționează 65 de cercuri și secții de amatori, inclusiv 46 pentru copii. Din numărul total de colective, 15 au titlul onorific de „colectiv model”. Colectivele artistice din municipiu au participat la diverse manifestații culturale în mai multe țări ca Ucraina, Rusia, România, Germania, Ungaria, Franța etc. În fiecare an în municipiu se organizează peste 350 manifestații culturale.
Galeria de artă „Antioh Cantemir” a fost deschisă în anul 1975 și anual prezintă câte 10 expoziții de artă a artiștilor din municipiu, organizează concerte, întâlniri de creație, concursuri etc.
Palatul de cultură al Municipiului Bălți este cunoscut printr-o activitate dinamică. În cadrul palatului actual funcționează zeci de colective artistice, cercuri etnografice, cluburi pe interese etc. În fiecare din cele 8 centre de cultură își demonstrează măiestria artistică ansamblurile de dansuri populare „Vântuleț” și „Flori de tei”, orchestra de muzică populară „Barbu Lăutaru”, colectivele teatrale „Dialog” și „Baștina”, precum și alte colective artistice.
Pe lângă aceasta, în municipiu se desfășoară reprezentații dramatice la Teatrul Național „Vasile Alecsandri”.
Ziua orașului și Hramul au început să se sărbătorească concomitent la 22 mai din 1993.
Busturi din Bălți

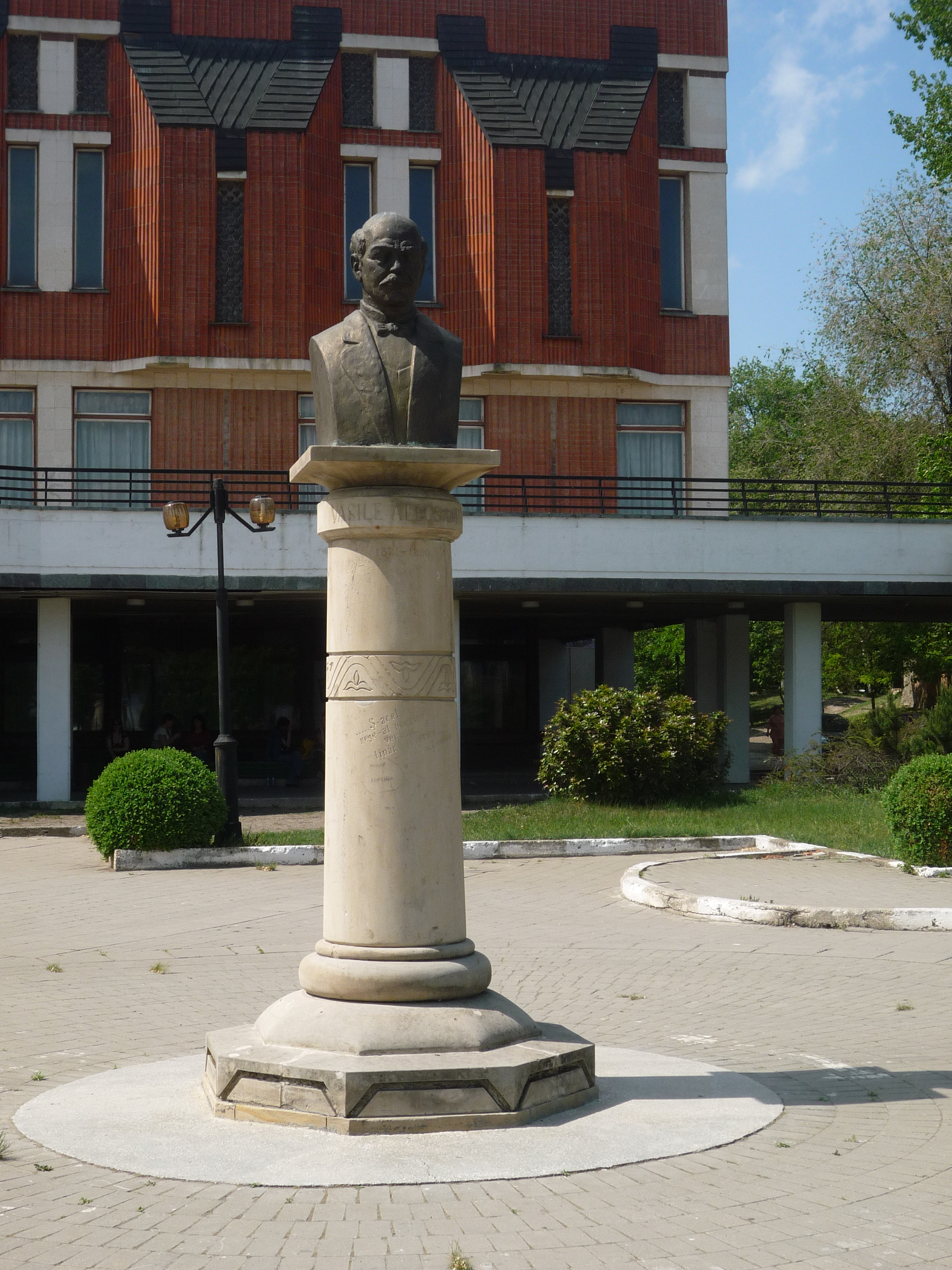
Vasile Alecsandri
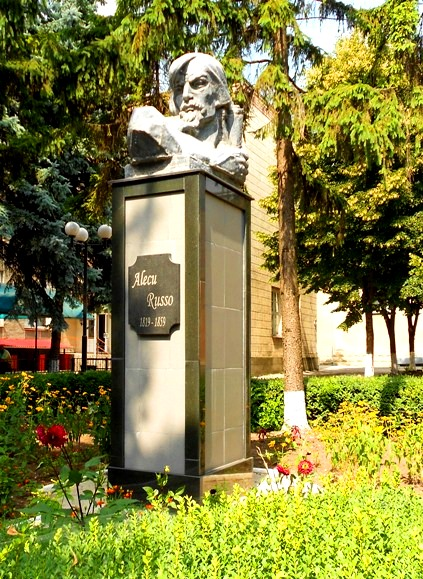
Alecu Russo
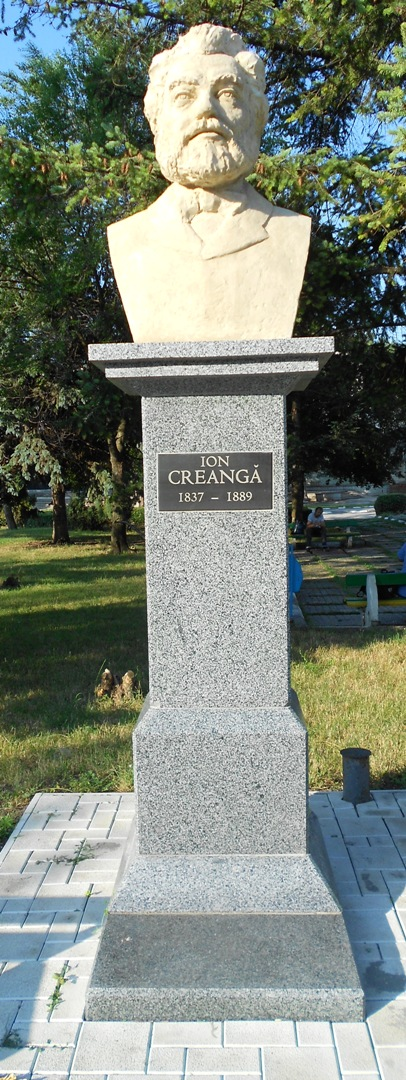
Ion Creangă
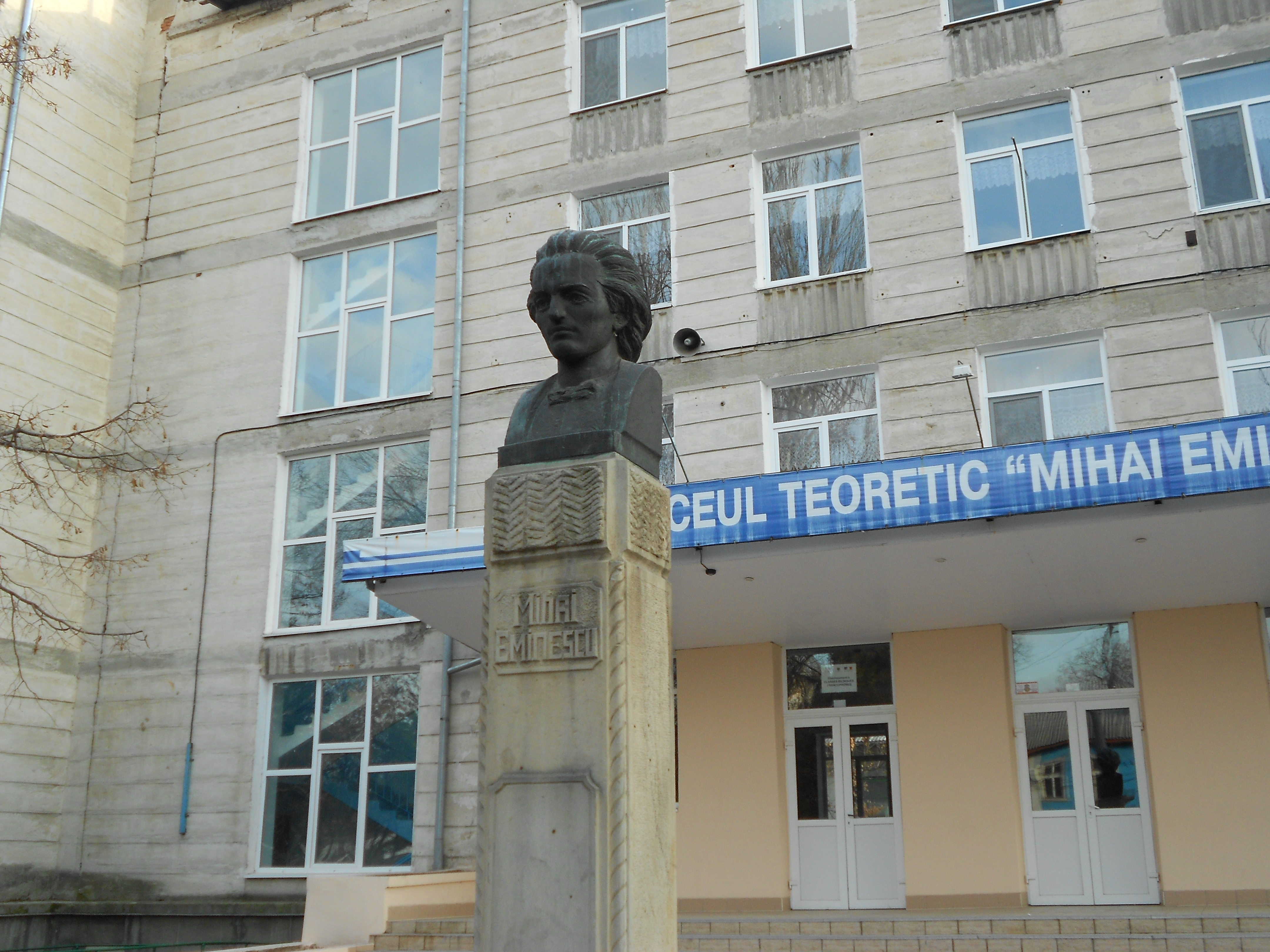
Mihai Eminescu
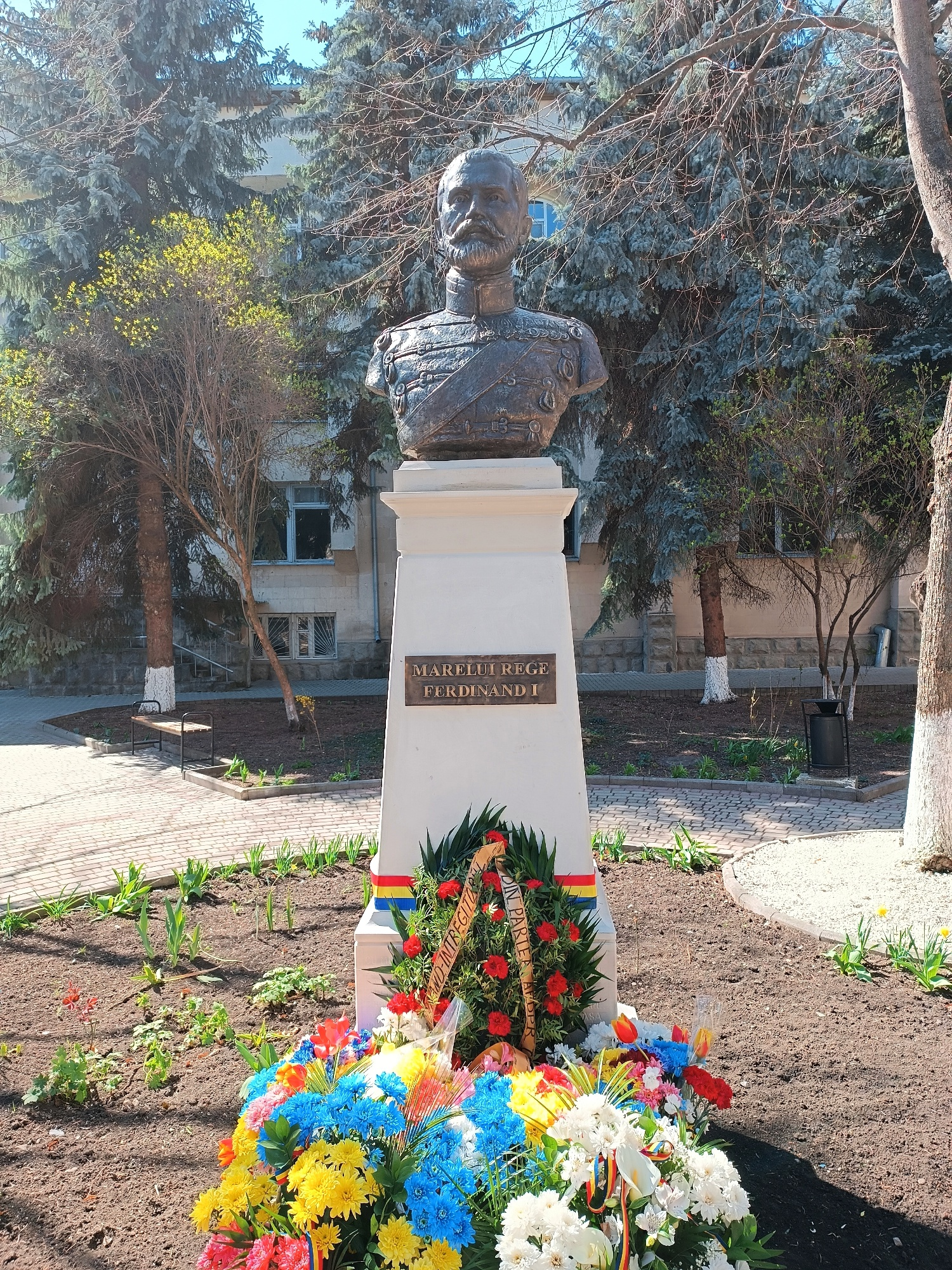
Regele Ferdinand I
Taras Șevcenko
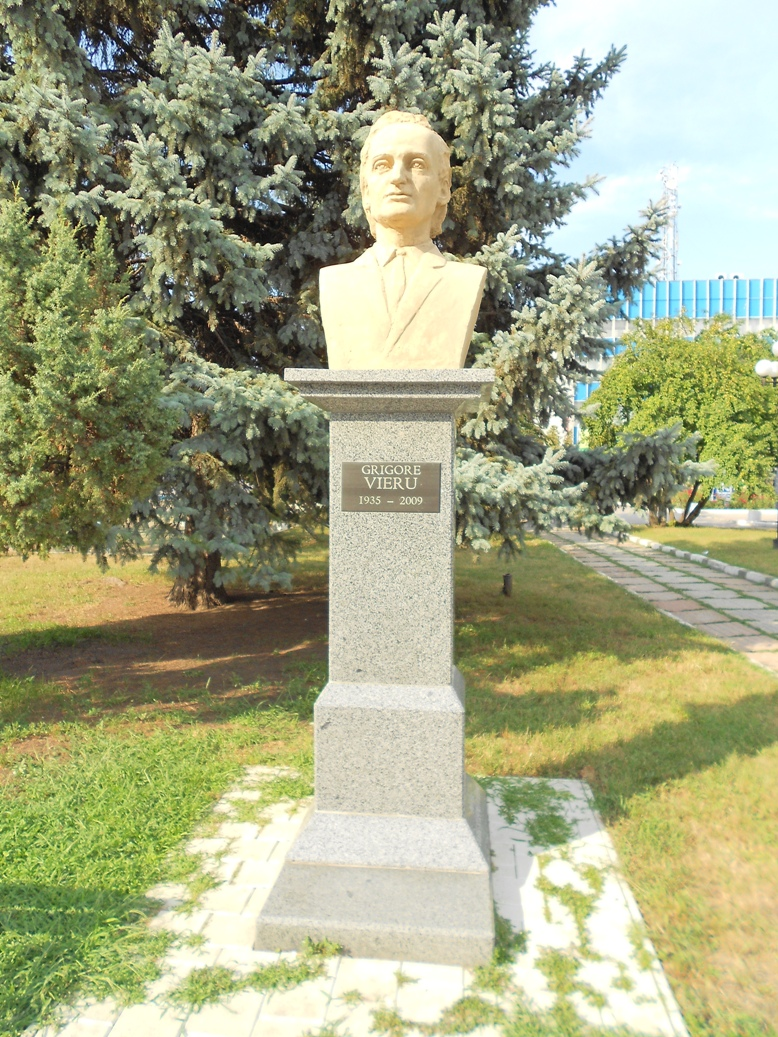
Grigore Vieru

## Mass-media

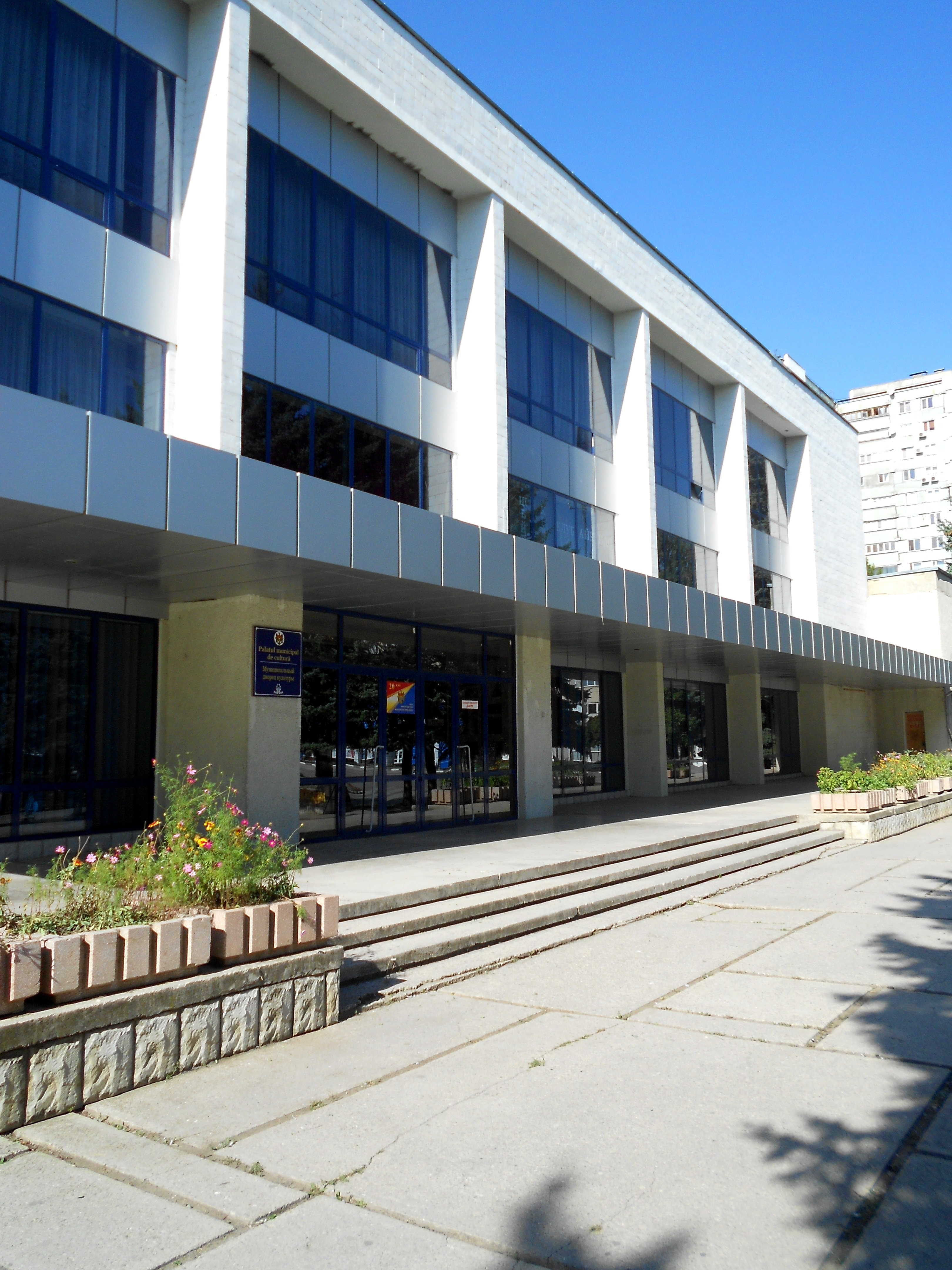
Palatul municipal de cultură

Mass-media locală este la un nivel mediu de dezvoltare. Unicul post de televiziune din Bălți, care a activat aproape un deceniu, fusese lichidat. Cele mai răspândite surse de informare sunt ziarele. Pe lângă acestea, La Bălți activează Agenția de știri DECA-press, care administrează și portalurile de știri HotNews.md și Comunicate.md. Există și puncte de corespondenți ale celor mai importante posturi TV din Moldova, cum ar fi fostul Publika TV.

### Ziare
Ziarele locale reprezintă surse importante de informații privind viața orașului. Numărul ziarelor editate la Bălți este extrem de mic, doar 4 publicații. Discriminarea publicațiilor private în raport cu cele publice este destul de evidentă. Administrația publică locală editează propriul ziar oficial - „Golos Bălți”, fondat în 1947 și denumit până în 1991 „Comunist”. „Golos Bălți” este un ziar bisăptămânal, apare în limba română și rusă, marți, în volum de 4 pagini, și vineri, în volum de 8-16 pagini; tirajul nu este divulgat. În limba română ziarul se numește „Vocea Bălțiului” – apărut în 2004, fiind unicul ziar în română în municipiul Bălți. Ambele publicații sunt finanțate din buget. Ziarul Golos Bălți favorizează cel mai frecvent, direct sau indirect, Partidul Comuniștilor, în special în perioadele de companie electorală.
În iulie 1996, jurnalista Ludmila Gorbul fondează publicația periodică de limba română „Cugetul”. Dar, în 1999, din cauza situației financiare grea, editarea ziarului a încetat. În 1994, la Bălți, este fondat ziarul „SP” - un săptămânal de limbă rusă cu un tiraj de circa 4500 exemplare în 2010 . În perioada anilor 2000, „SP” a publicat mai multe articole critice la adresa unor funcționari publici locali, exponenți ai Partidului Comuniștilor . În timpul alegerilor locale generale din 2007, ziarul SP a fost supus unor intimidări, fiindu-i arestat tirajul, jurnaliștilor li s-a îngrădit accesul la întrunirile electorale cu Vladimir Voronin ce au avut loc în localitate etc.
Din 2007 apare ziarul Gazeta.MD - publicație săptămânală de limba rusă.

### Televiziune

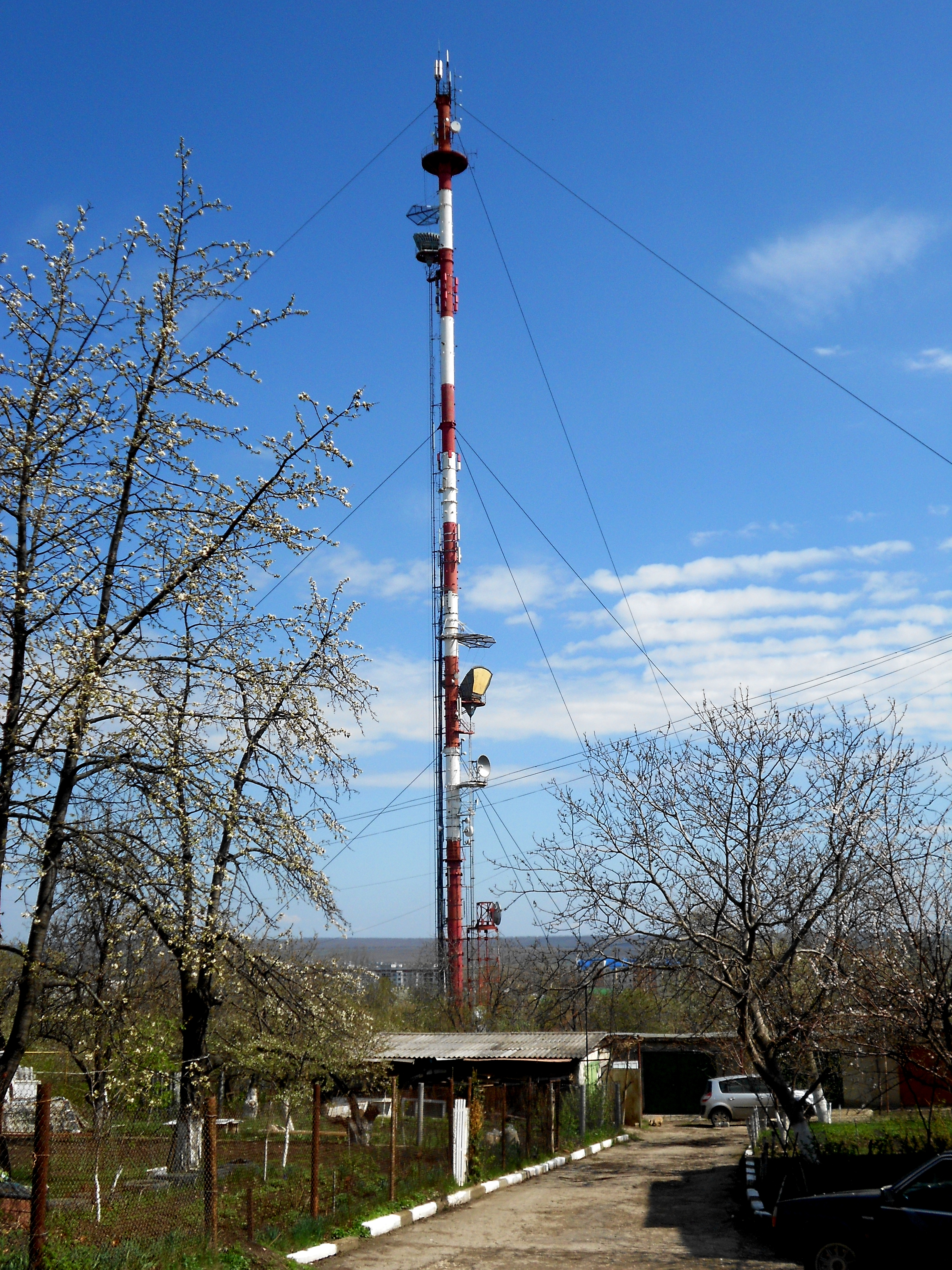
Turn de televiziune

Municipiul Bălți dispune de un post local de televiziune - BTV, înființat în 1993 de investitori privați și aparținea companiei SA Teleradio Bălți. În cele din urmă, de la mijlocul anilor '90, pachetul de acțiuni al S.A. „Teleradio Bălți” este deținut de Primăria municipiului Bălți. În 2006 este aprobat noul Cod al audiovizualului care prevede reorganizarea instituțiilor audiovizuale deținute de autoritățile administrației publice locale, urmând ca acestea să emită în termen de 3 luni deciziile respective. Consiliul Municipal Bălți a aprobat decizia privind privatizarea „Teleradio-Bălți” cu o întârziere semnificativă - abia la 5 martie 2008. La 30 noiembrie 2009, Primăria municipiului Bălți și-a asumat angajamentul să înstrăineze S.A. „Teleradio Bălți” până la 1 februarie 2010, organizând licitații. În luna decembrie a aceluiași an, Consiliul Municipal Bălți a decis lichidarea „Teleradio Bălți”, după ce la 9 noiembrie 2010 CCA a interzis BTV să mai emită din cauza expirării licenței. În cele din urmă concursul pentru frecvență a fost câștigat de compania SRL „TV Bălți”. La 27 februarie 2012 televiziunea bălțeană a reînceput emisia într-un format nou.
Operatorii TV prin cablu „SUN Communications” și Moldtelecom au lansat și în municipiul Bălți televiziunea în format digital (DTV). La Bălți sunt disponibile 34 de canale prin cablu, dintre care: 4 în limba română, 12 în limba română și în rusă (sau parțial cu subtitrare în română), 16 în limba rusă, 2 în ucraineană, 1 în engleză și 1 în franceză; și 12 canale prin spațiu.

### Radio
În anul 1994 la Bălți a fost fondată compania Blue Star SRL care a deținut licență de emisie pentru postul de radio „FM 103.5” începând cu anul 1997, fiind primul post de radio autohton care a apărut în afara Chișinăului. Postul de radio „FM 103.5” și-a format un auditoriu considerabil și constant, fapt confirmat prin sondajele de opinie efectuate. În toamna anului 2006, firma „Marketing Media Index”, reprezentanta TNS din Ucraina, a efectuat un sondaj privind audiența posturilor de radio. Astfel, 65% din populația zonei de nord a republicii s-a pronunțat pentru „FM 103.5”, care difuza sută la sută emisiuni de producție autohtonă, în limbile română și rusă, fără a se implica politic. A participat la mai multe proiecte ale societății civile cu impact socio-uman, iar programele postului FM 103.5 au obținut distincții și premii la concursurile naționale în domeniu. Cu aceste date la activ, la 19 ianuarie 2007, Blue Star SRL a depus dosarul de participare la concursul anunțat de CCA, încadrându-se în termenii prevăzuți de legislația în vigoare.
La 13 februarie, CCA i-a refuzat postului de radio bălțean „FM-103,5” prelungirea licenței, motivând prin nerespectarea de către FM 103,5 a volumului de emisie în limba de stat, fapt constatat în timpul unei monitorizări de 12 ore. Pe de altă parte, alte trei posturi de radio emit la Bălți în limba rusă, retransmițând stații de radio rusești, și în niciun caz CCA nu a „depistat” încălcări ale Codului Audiovizualului. Licența de emisie pe care emitea postul de radio FM 103.5 a fost dată postului de radio City-FM al companiei „Divaserv media” SRL, protejată de viceprimarul de Bălți, Andrei Ciornâi, fost secretar comsomolist. Astfel, puterea locală și-a consolidat controlul asupra spațiului informațional.
Lista stațiilor de radio în FM (87,5 - 108 MHz cu o rată de 50 kHz) și VHF (65,81 - 74 MHz cu o rată de 30 kHz)
- 90 - "Ploaia de Argint/Серебряный дождь"
- 90,5 - "Antena-C"
- 92 - "Retro Moldova"
- 100,7 - "Radio Micul Samaritean" (Mândreștii Noi)
- 101 - "Vocea Basarabiei" (Pelinia)
- 101,5 - "City Radio"
- 102,1 - "Radio Alla" (în curând)
- 102,9 - "BBC" (Mândreștii Noi)
- 103,5 - "City Fm"
- 103,9 - "Fresh FM"
- 104,9 - "Radio Moldova" (Mândreștii Noi)
- 105,6 - "Megapolis FM"
- 106,2 - "PoliDisc/Русское Радио"
- 107,2 - "NOROC"
- 107,6 - "Hit FM" (Mândreștii Noi)

## Știință

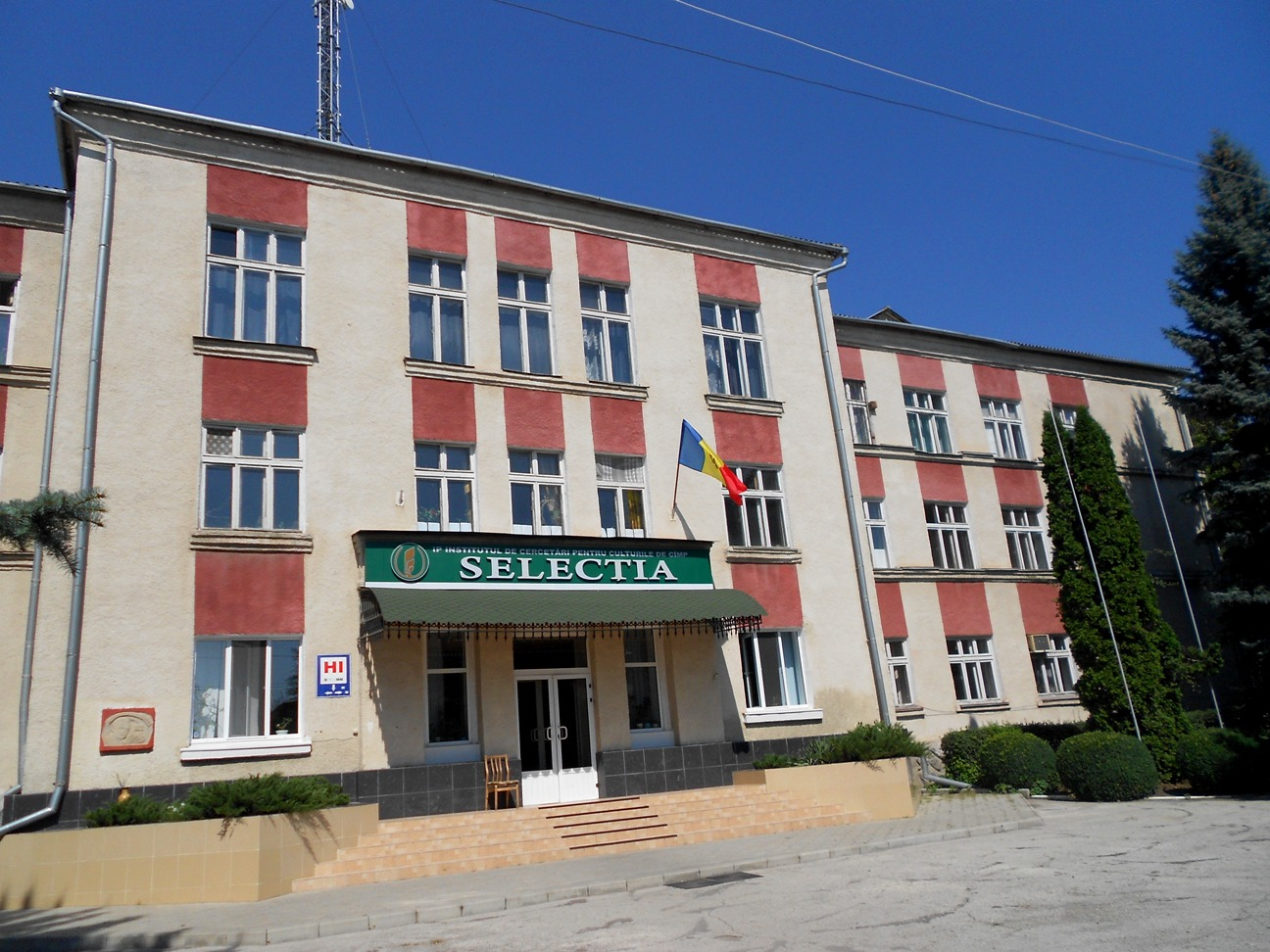
Institutul de Cercetări pentru Culturile de Câmp „Selecția”

La Bălți activează Institutului de Cercetări de Câmp „Selecția” specializat în ameliorarea și selecția culturilor agricole, elaborarea sistemelor de agricultură durabilă, perfecționarea tehnologiilor de cultivare a culturilor de câmp. Pe câmpurile Republicii Moldova se cultivă 79 soiuri și hibrizi creați la ICCC „Selecția”, inclusiv: 16 soiuri de grâu de toamnă; 5 soiuri de orz de toamnă; 2 soiuri de orz de primăvară; 9 soiuri de soia; 8 soiuri de fasole; 5 soiuri de mazăre; 4 soiuri de lucernă; 4 soiuri de măzăriche de toamnă; 5 soiuri de măzăriche de primăvară; 12 hibrizi de floarea-soarelui și 4 de sfeclă de zahăr . 
ICCC „Selecția” este deținătorul celui mai mare număr de brevete pentru invenții în Republica Moldova. Către AGEPI au fost înaintate 54 cereri de brevet. Printre deținătorii celui mai mare număr de brevete de autor se numără: I. Nișcii, I. Procofiev, V. Corobco, I. Untila, I. Tcacenco, L. Telega, I. Covalischi ș.a .
La 14 februarie 2006 a fost inaugurată filiala Academiei de Științe a Moldovei în cadrul Universității Alecu Russo și Institutului de Cercetări de Câmp „Selecția”, având drept scop extinderea cercetărilor fundamentale și aplicative în diferite domenii ale științei în nordul țării.
În cadrul Filialei AȘM funcționează trei Centre de cercetare interinstituționale de colaborare dintre AȘM (Filiala Bălți) – Universitatea de Stat din Bălți – Centrul Științifico-Practic „Selecția” și Institutul de Cercetări Științifice „Rif AcvaAparat”, și anume: Centrul de Cercetări Umanistice, Centrul de Cercetări în Științele Exacte și Economice și Centrul de Cercetări în Științele Naturii. Pe parcursul anului 2010 a fost efectuată evaluarea potențialului uman al centrelor și s-a creat baza de date a doctorilor habilitați/doctorilor în științe care activează la Universitatea de Stat „Alecu Russo”, Centrul Științifico-Practic „Selecția”, Institutul de Cercetări Științifice „Rif AcvaAparat”, Centrul de Medicină Preventivă din Bălți.

## Educație

### Învățământ
Vezi și: Lista instituțiilor de învățământ din Bălți

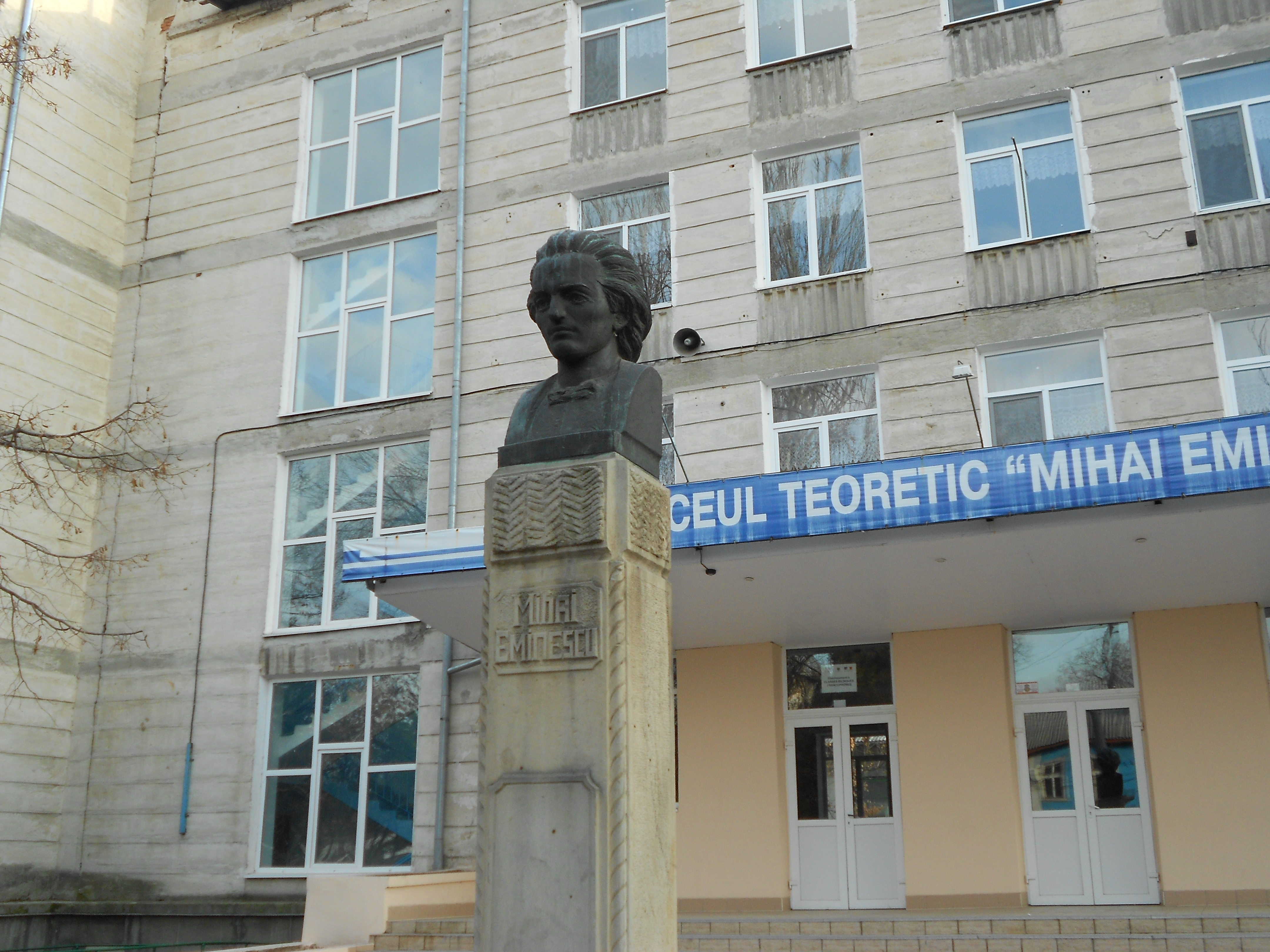
Liceul Teoretic „Mihai Eminescu” din Bălți

În municipiul Bălți își au sediul multe instituții de învățământ superior, mediu de specialitate și profesional-vocaționale. Acestea pot servi ca o bază excelentă pentru dezvoltarea resurselor umane, cu impact asupra dezvoltării economice a întregii RD Nord, nu doar asupra municipiului. În 2004 în sistemul educațional din municipiu erau antrenați 1.448 pedagogi dintre care 968 lucrează în școli.
Învățământul preșcolar constituie o etapă incipientă pentru încadrarea copiilor în sistemul educațional. La Bălți, funcționează 35 de instituții preșcolare (grădinițe), dintre care un sanatoriu și 5 instituții speciale. În sistemul preșcolar de învățământ se numără circa 232 grupe de copii cu un contingent de peste 5.000 copii.
Învățământul primar și secundar general este reprezentat 30 de instituții, inclusiv o școală primară, 5 gimnazii, 13 licee teoretice și un liceu teoretic regional, 6 școli medii de cultură generală și o școală serală. Învățământul special cuprinde 2 instituții, Școala internat auxiliară și Școala internat pentru slab-văzători, și este organizat pentru copiii cu deficiențe în dezvoltarea intelectuală sau fizică. La Bălți activează și Gimnaziul-internat pentru copii orfani și rămași fără îngrijirea părinților. Numărul elevilor din instituțiile de învățământ primar și secundar general constituie aproximativ 14-15 mii persoane .
PCRM a propus ca începând cu 1 septembrie 2008 obiectul limba română să fie înlocuit cu „limba moldovenească” în toate școlile din Bălți,, în pofida protestelor profesorilor , însă fără realizare.
Un rol deosebit în pregătirea cadrelor calificate pentru satisfacerea pieței de muncă regionale îi revine învățământului secundar profesional. Rețeaua unităților municipale din învățământul secundar profesional este formată din 5 școli profesionale și o școală de meserii, cu peste 3.200 de elevi, atât din Bălți, cât și alte localități din țară. Anual, la școlile profesionale sunt înmatriculați peste 1.600 de elevi, ajungând uneori la 2000.

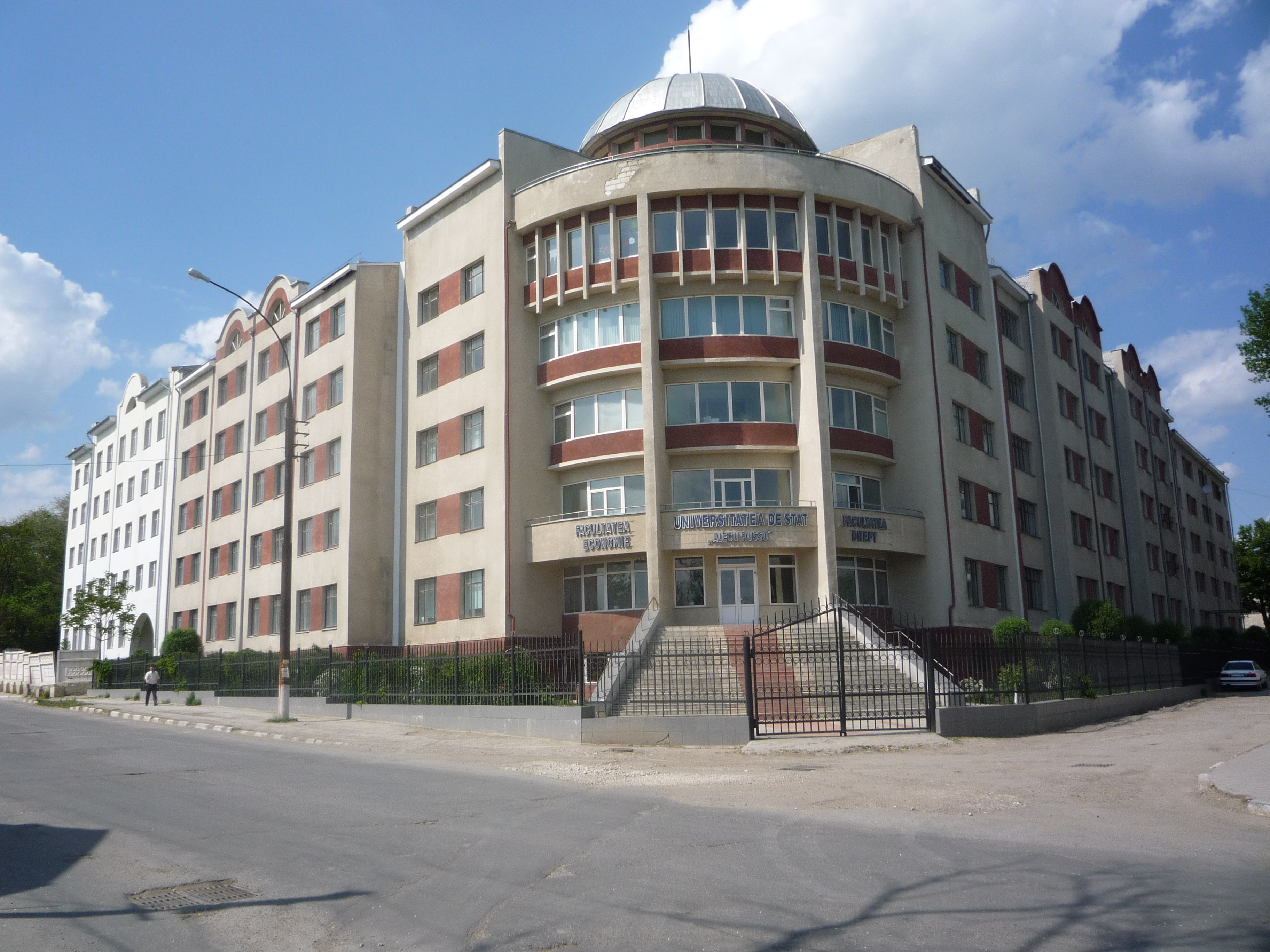
Facultatea de Economie și Drept a Universității de Stat „Alecu Russo”

În domeniul învățământului mediu de specialitate funcționează 6 colegii: Colegiul Pedagogic „Ion Creangă”, Colegiul de Medicină, Colegiul de Industrie Ușoară, Colegiul Tehnic Feroviar, Colegiul Politehnic și Colegiul de Muzical-Pedagogic. Colegiile reprezintă o treaptă intermediară între învățământul secundar profesional și cel superior. După absolvirea colegiului, studenții obțin diplomă de studii medii de specialitate, care le oferă titularilor calificarea de specialist cu nivel mediu de pregătire (tehnician, tehnolog) în profilul și specialitatea studiată. La colegiile bălțene învață aproximativ 3,5 mii de studenți, dintre care 35% în bază de contract.
La Bălți își desfășoară activitatea 3 instituții de învățământ superior: Universitatea de Stat "Alecu Russo" (fondată în 1945 ca Institut învățătoresc), Institutul Nistrean de Economie și Drept, filiala Institutului Baltic de Ecologie, Politică și Drept (din Sankt-Petersburg) și centrul de instruire al filialei Institutului Umanistic Contemporan din Republica Moldova. În ultimii ani numărul total al studenților s-a micșorat de la 10.898 persoane în anul 2006 până la 7.836 în 2010. La Bălți își fac studiile circa 8% din numărul total de studenți din Republica Moldova. Pe lângă aceasta, sistemul de învățământ din municipiu cuprinde și organizarea lucrului de odihnă a copiilor în perioada de vară, care este asigurat de 4 tabere de odihnă cu o capacitate totală pe sezon de 1.000 locuri.

### Biblioteci

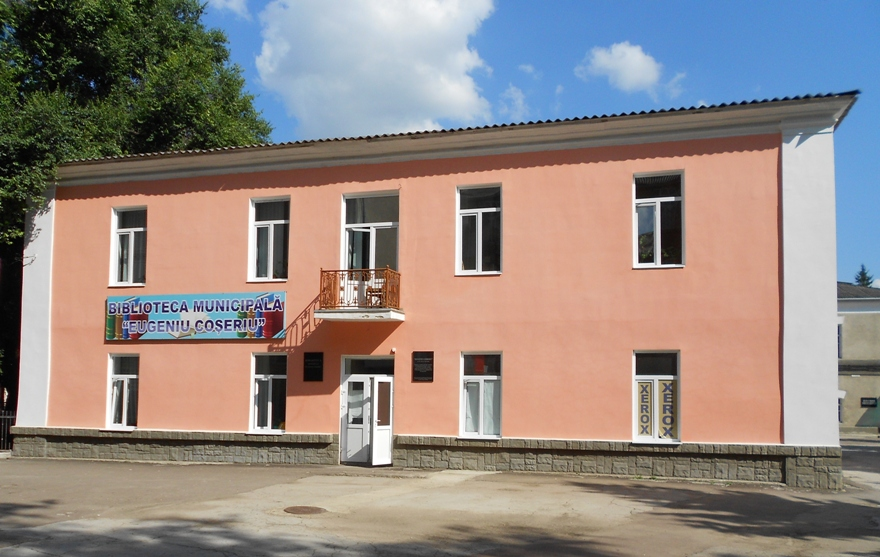
Biblioteca „Eugeniu Coșeriu”

Biblioteca Științifică a Universității de Stat „Alecu Russo” este una dintre cele mai mari biblioteci universitare din Europa de Est, numărând peste un milion de volume în 42 de limbi: 46% din acest număr reprezintă cartea științifică, 31% - cea didactică și 20% - beletristică. De la începutul anilor 2000, are loc informatizarea și automatizarea Bibliotecii Universitare. Cu cele 37 de calculatoare incluse în rețeaua locală (3 servere, 10 calculatoare, cu server performant) se oferă azi accesul la baze de date proprii (circa 140.000 informații, carte, periodice, analitice), ceea ce reprezintă 35% din toate titlurile deținute. Integral este cuprinsă în catalogul electronic colecția de carte în limba română.
Schimbări rapide au loc în evoluția colecției bibliotecii, diversificându-se suporturile informaționale (CD și DVD). Un salt calitativ în acest sens îl avem datorită susținerii Fundației SOROS .
Biblioteca Municipală „Eugeniu Coșeriu” Bălți este o instituție de cultură care include în sine Biblioteca centrală, Filiala pentru copii „Ion Creangă”, Filiala nr. 1, Filiala nr. 2, Filiala nr. 3 și 2 biblioteci comunale situate în suburbia Bălțiului. În Biblioteca municipală activează 32 de bibliotecari și 26 de persoane auxiliare. Frecvența zilnică constituie mai bine de 800 de cititori.
Filiala pentru Copii „Ion Creangă” a Bibliotecii Municipale „Eugeniu Coșeriu” deservește anual 6000 de copii, oferindu-le pentru consultare și împrumut mai bine de 110 000 de volume. Din 2006 Filiala pentru copii „Ion Creangă” a inițiat un program de colaborare cu liceele din municipiu. La bibliotecă se organizează Ore literare, prin intermediul cărora sunt popularizate operele scriitorilor pentru copii.

## Sport

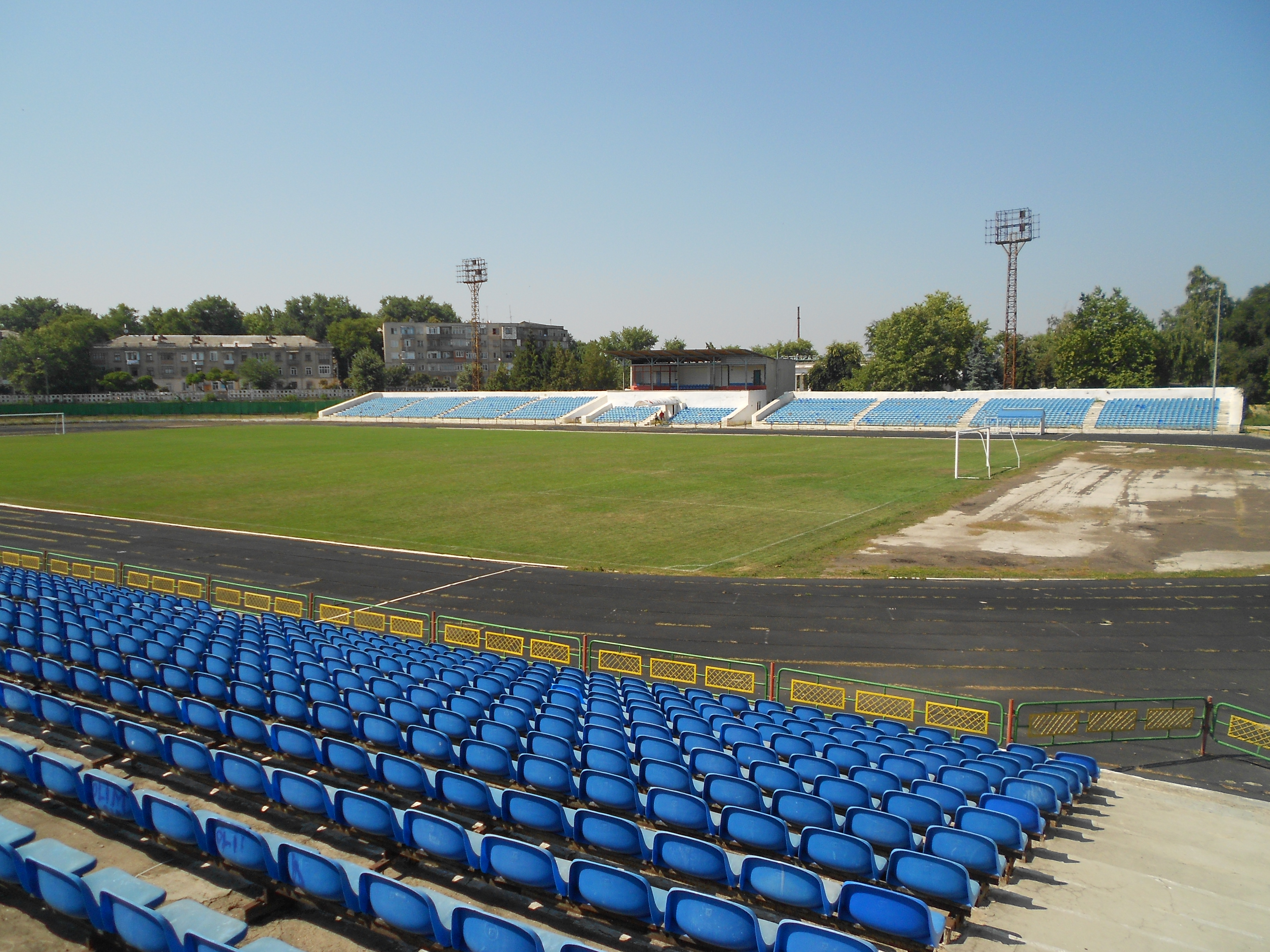
Stadionul echipei „FC Olimpia Bălți”

Sportul a început să se dezvolte în masă în anii '20-'30 ai sec. XX, când a activat Societatea Sportivă „Macabi”. Inițial, cele mai preferate erau luptele greco-romane și fotbalul, apoi au devenit atractive și baschetul, voleiul, boxul, gimnastica etc. După cel de-al Doilea Război Mondial, în Bălți au fost organizate școli sportive pentru copii și echipe profesionale de fotbal, baschet, canotaj ș.a. Bălțenii au acces la un set de edificii sportive: 2 bazine de înot, 3 stadioane, 45 de săli sportive, 60 de terenuri și câmpuri sportive.
În primii ani sovietici au fost formate echipele de fotbal „Lokomotiv”, „Spartak”, „Burevestnik”, „Urojai”, mai târziu „Trud”, „Stroiteli”, „Pișcevik”, „Zarea”. Dintre antrenori, de cea mai mare popularitatea se bucura Petr Gorbaci, de la Lokomotiv. În 1958 echipa lui P. Gorbaci a fost deținătoarea cupei RSSM. În prezent, CF Locomotiv evoluează în Divizia „A” și a fost premiată de către FMF cu titlul de Campioană a diviziei pentru sezonul 2010-2011.

## Sănătate

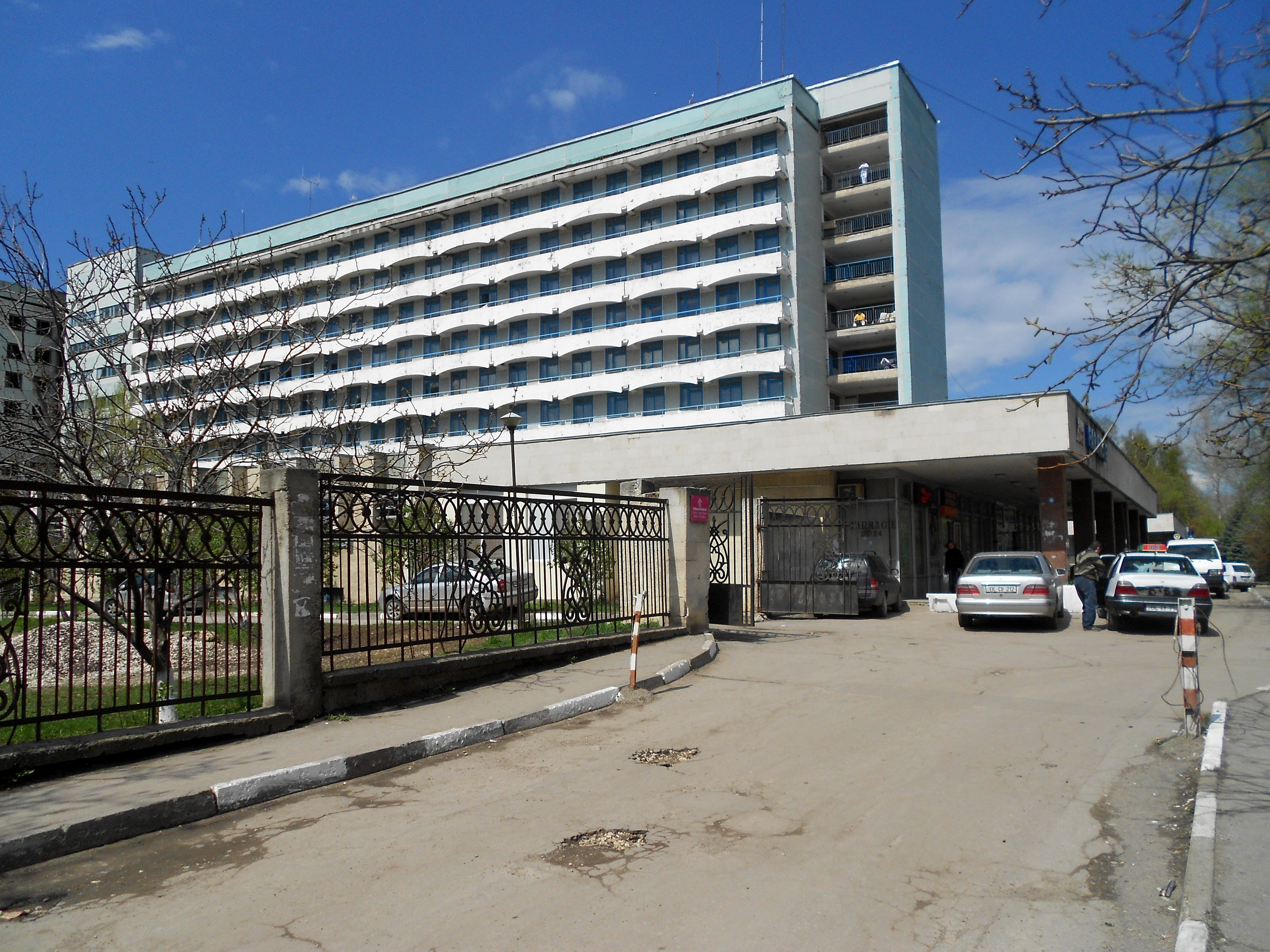
Spitalul Clinic Municipal

Odată cu implementarea sistemului cu asigurări medicale obligatorii la Bălți s-a fondat Agenția Teritorială Bălți ce deservește atât municipiul cât și raioanele adiacente: Fălești, Râșcani, Sângerei și Glodeni.
Instituții medicale:
- Spitalul Clinic Municipal
  - Departamentul Pediatrie
  - Centrul Perinatologic
  - Centrul de Plasament temporar și Reabilitare
  - Spitalul feroviar de circumscripție
  - Centrul de Transfuzie a Sângelui
  - Centrul de sănătate prietenos „Atis”
  - Dispensarul Pneumoftiziolog
- Centrul Medicilor de Familie
- Incomed, SRL
- Centrul de Stomatologie
- Stația Zonală de Asistență Medicală Urgentă „Nord”

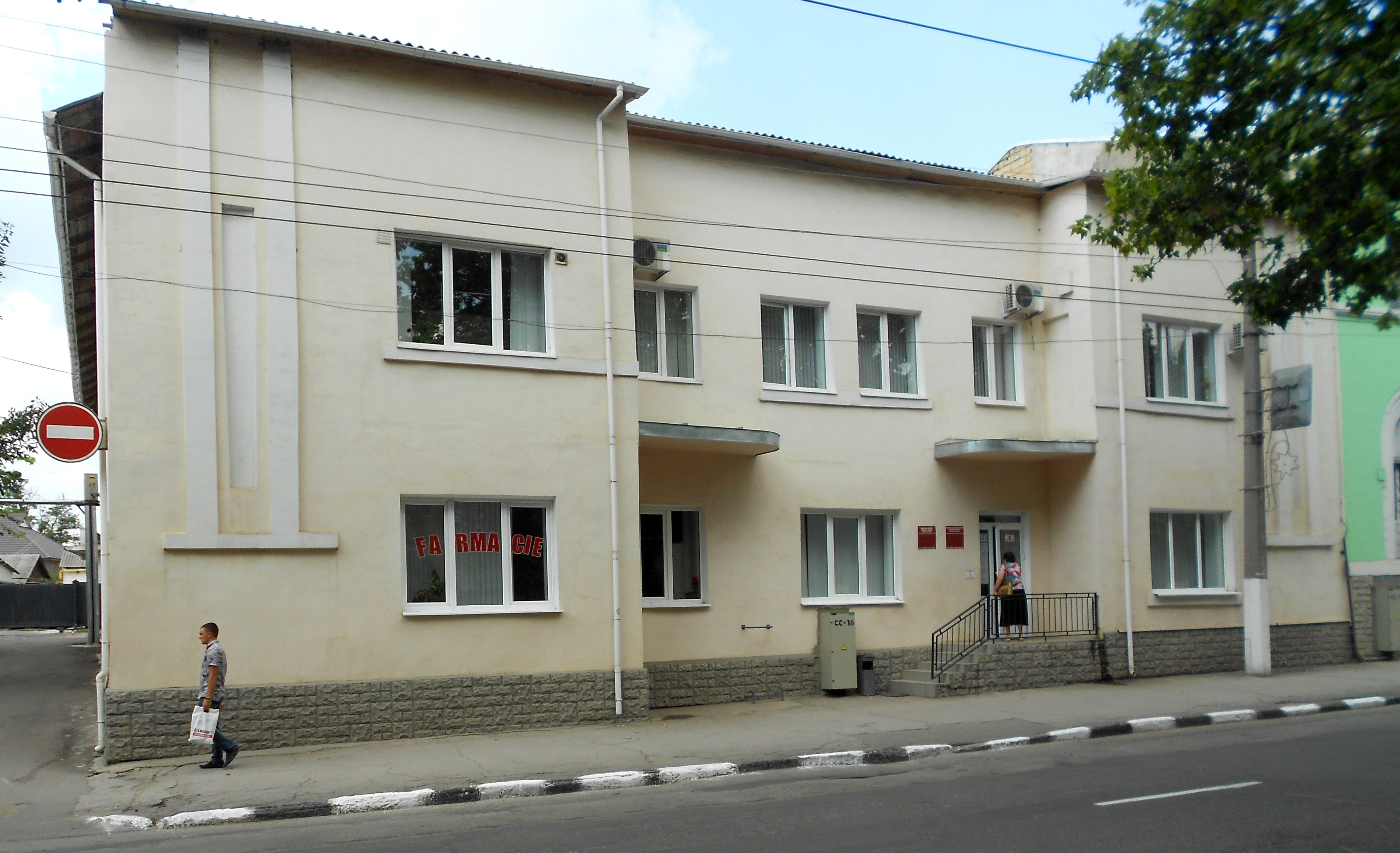
Centrul de sănătate nr. 2

Asistența medicală primară este acordată de către colaboratorii IMSP „Centrul Medicilor de Familie Municipal Bălți” pe 91 de sectoare de deservire în 5 Centre de Sănătate amplasate în oraș, Centrul de Sănătate satul Elisaveta și Oficiul Medicilor de familie satul Sadovoe. Centrele de sănătate dispun de cabinete ale medicilor de familie, laboratoare specializate: de proceduri, vaccinări, fizioproceduri, diagnostică funcțională, de sănătate a reproducerii ș.a. În Centrul de Sănătate nr. 1 funcționează cabinete de gimnastică, endoscopie, radiografie și radiofotografie. Completarea medicilor de familie constituie 90%, cu asistente medicale - 74% (2007). Anual numărul vizitelor efectuate în centrele de sănătate este de 350-450 mii persoane.
Internatul Psihoneurologic activează din 1980, având o capacitate de 550 locuri. În competența acestei instituții întră doar spitalizarea persoanelor cu probleme psihice și deficiențe intelectuale cronice fără tulburări psihice acute sau posibile acutizări și tulburări grave de comportament.
Spitalul de Psihiatrie oferă tratament și îngrijirea persoanelor cu probleme psihice și deficiențe intelectuale în condiții de staționar. În cadrul instituției activează 45 de medici și 255 asistente medicale.

### Medicină veterinară
În domeniul veterinar activează Serviciul veterinar de stat care dispune de trei secții: Bacteriologie, Serologie și Chimică. Aceste secții se ocupă de probleme legate de analiza probelor preluate de la animale, bazine acvatice, verificarea concentratelor cu care se hrănesc animalele, examinarea și stabilirea cauzei decesului la animale, depistarea infecțiilor. La Serviciul veterinar sunt angajați 40 de specialiști.
Tot în sistem lucrează Serviciul sanitar veterinar care asigură securitatea alimentară. Această instituție examinează condițiile sanitar-veterinare ale întreprinderilor ce produc, exportă, importă, comercializează produse alimentare animaliere: carne, lapte, ouă etc. Sub controlul Serviciul veterinar se află cele trei piețe comerciale ale orașului, fiecare dispunând de un laborator.

## Economie

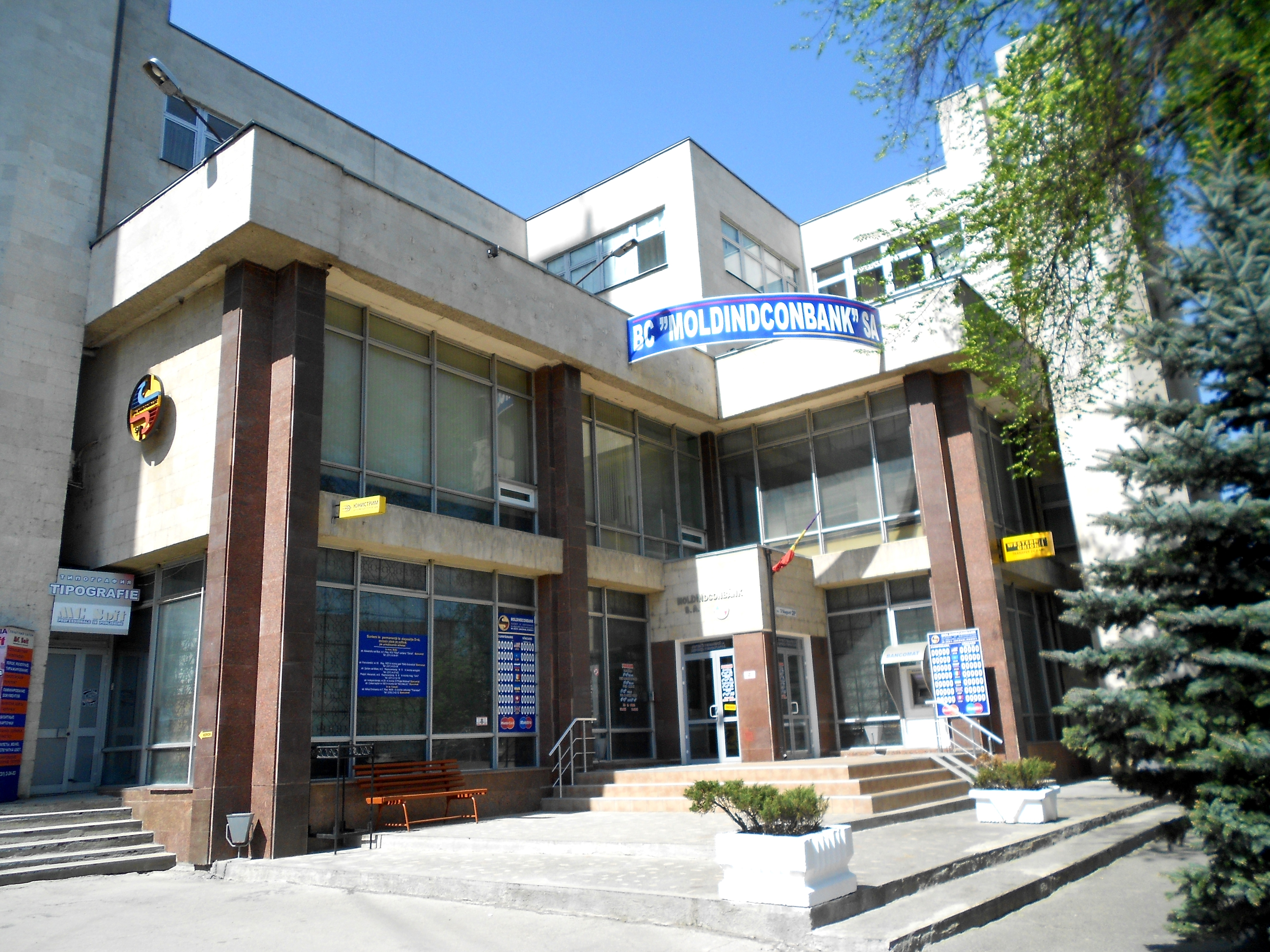
Moldinconbank, agenție

Municipiul Bălți este principalul centru industrial al Regiunii de Dezvoltare Nord. În municipiu sunt înregistrate 28,9% din totalul întreprinderilor mari și 53,3% din totalul volumului de producție industriale din regiune. Cu o populație de 4% din totalul pe țară, generează 14% din producția industrială, 9% din vânzările cu amănuntul și acumulează 6% din investițiile în capital fix.
Așezarea geografică centrală în nordul țării este extrem de avantajoasă. Dificultățile municipiului de ordin economic sunt: necesitatea surselor investiționale pentru reconstrucția anumitor întreprinderi principale și infrastructurii orașului, deficitul de resurse acvatice.
Pe parcursul anilor 2004–2008 municipiul Bălți a beneficiat de un flux continuu de investiții, atât ca volum de credite din partea companiilor afiliate, cât și ca aporturi în capitalul social. Însă din cauza crizei, în 2009 suma investițiilor a fost de 466,4 mil lei, cu 47% față de anul 2008. În 2010 suma investițiilor nu s-a schimbat mult față de anul precedent, fiind de 494,7 mil lei. Printre principalele motive invocate de întreprinzători sunt reducerea capacității de cumpărare a cetățenilor și a volumului de servicii prestate atât persoanelor fizice, cât și celor juridice, dar și lipsa unor strategii de dezvoltare a anumitor sectoare economice. 

Salariu mediu lunar în municipiul Bălți

Salariul mediu lunar în 2010 a atins valoarea de 3179,5 lei, cu 9,6% mai mare față de 2009 . În municipiul Bălți sunt înregistrați 6,3% din totalul salariaților pe țară.
În anul 2008 în Bălți au activat 321 micro-întreprinderi, 419 întreprinderii mici, medii – 60, mari - 48 și în total – 1848 întreprinderi. Numărul întreprinderilor cu capital străin - 67. Cota întreprinderilor din Bălți în totalul vânzărilor realizate de întreprinderile din Republica Moldova este de 5,6% (2008).

### Industrie

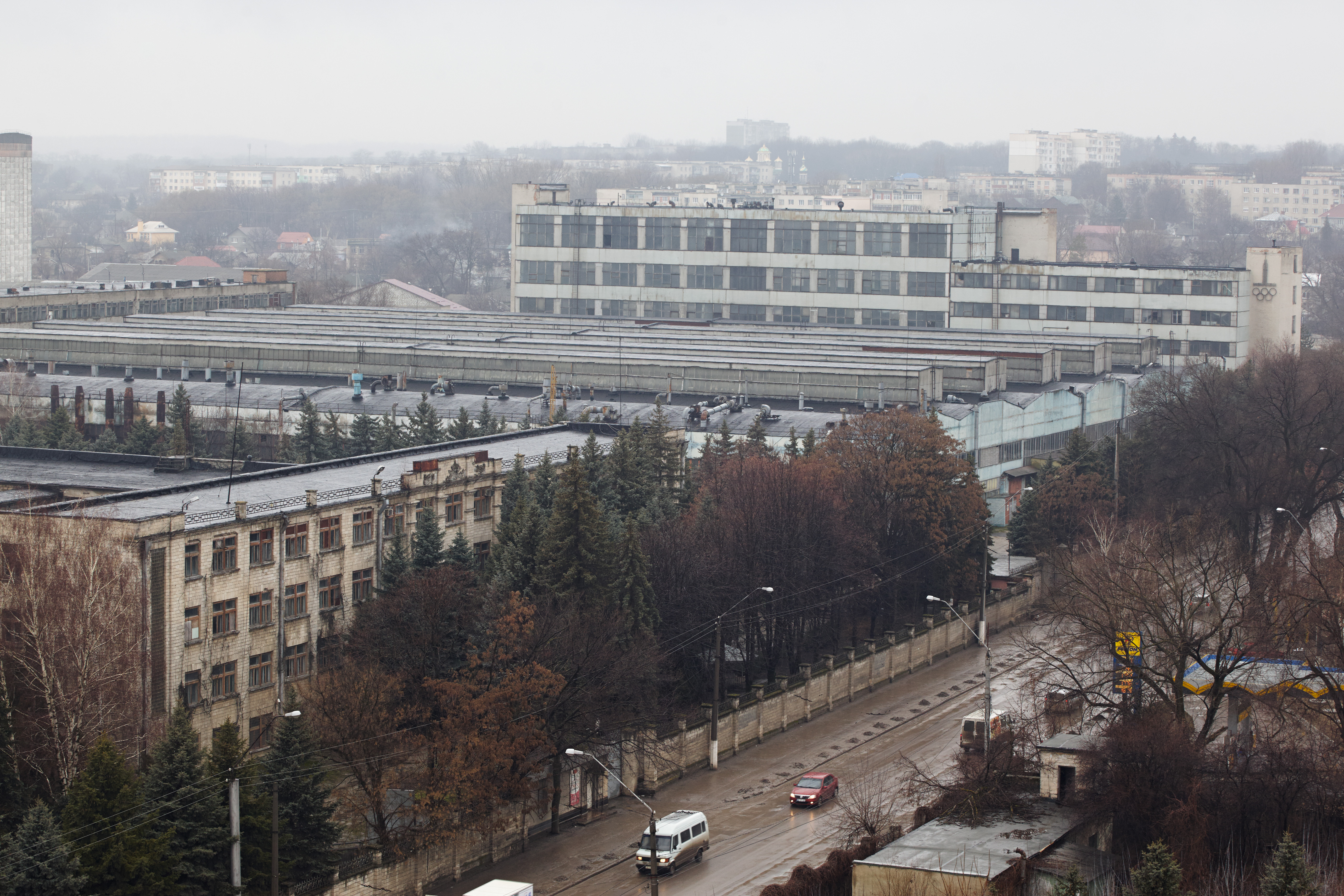
Parcul industrial „Răut”

Industria municipiului este reprezentată de 322 de întreprinderi și unități de producere care au produs în anul 2015 marfă în valoare de 4203,5 mii lei, ceea ce constituie 9,6% din totalul pe republică. Ramura de bază a municipiului este industria alimentară. Industria ușoară, industria constructoare de mașini, energetica au o contribuție relativ egală. Restul ramurilor sunt nesemnificative.
Aprovizionarea cu energie termică în municipiu este asigurată în mare parte de Centrala Termoelectrică la care sunt instalate 2 turbogeneratoare cu o capacitate totală de producere a energiei electrice de 24 MW, 7 cazane cu aburi cu o capacitate de 420 tone aburi pe oră și 4 cazane cu o capacitate de 400 GCal pe oră.
În industria alimentară activează cele mai multe întreprinderi medii și mari din municipiu. „Floarea Soarelui” S.A. este unica întreprindere din Republica Moldova specializată în rafinarea de calitate superioară și dezodorizare a uleiului vegetal. Întreprinderea „Barza Albă” S.A. este specializată în producerea băuturilor alcoolice, „Incomlac” S.A. este una dintre cele mai mari întreprinderi din republică, specializată în prelucrarea și producerea întregii game de produse lactate.
Industria ușoară cuprinde întreprinderile SA „Moara”, SA „Falutex”, SA „Bălțeanca”, SA „Rada” ș.a.
Cea mai mare fabrică ce activează în industria materialelor constructoare din Bălți este „CMC-Knauf”, care produce amestecuri din ghips.
Industria prelucrării metalelor este reprezentată de „Moldagrotehnica” SA, cel mai mare producător de mașini agricole din Republica Moldova, și de fabrica deschisă de către concernul german Draexlmaier, care produce componente și echipamente electronice pentru automobile: panouri de comandă, cabluri și componente electrice pentru automobile.

### Agricultură
Deși este localitate urbană, municipiul Bălți dispune și de un mic sector agricol, amplasat în cele două localități rurale care fac parte din municipiu (Sadovoe și Elizaveta). Agricultura municipiului se specializează în culturi cerealiere și cultivarea legumelor. Zootehnia este slab dezvoltată. Sectorul agricol este slab integrat în economia Bălțiului. Asigurarea cu materie primă a întreprinderilor din industria alimentară se bazează și pe furnizorii din raioanele adiacente .
În domeniul floriculturii activează două întreprinderi, S.A. „Codru Nord” și SRL „Floribel”, care asigură populația republicii cu plante-flori decorative,destinate pentru amenajarea spațiilor verzi (parcuri, scuaruri, bulevarde, cartiere locative etc.) și oferă flori pentru buchete, compoziții, coșuri, și ghivece cu flori.

### Zona economică liberă „Bălți”

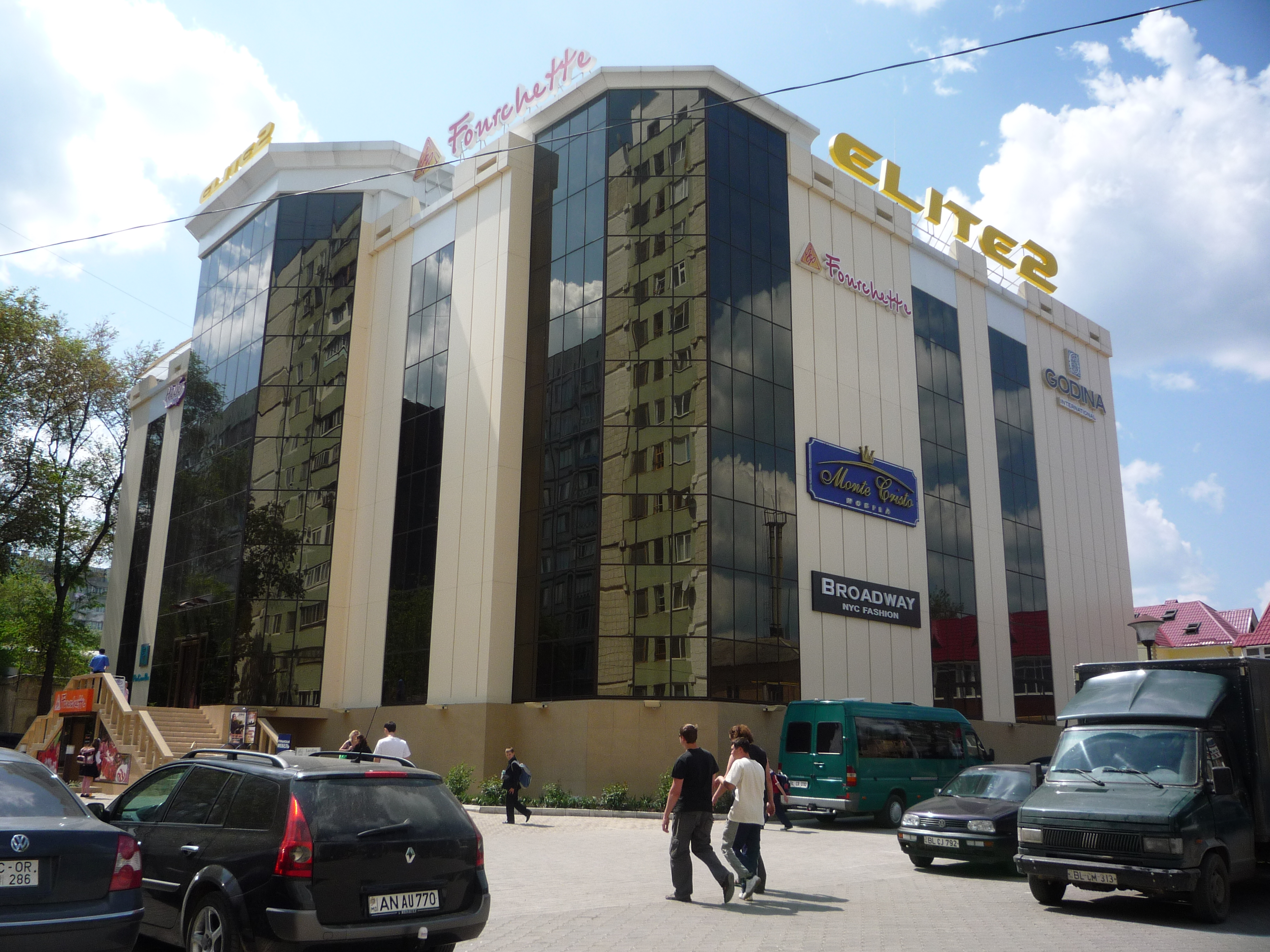
Centru comercial modern

Zona economică liberă „Bălți” a fost lansată la 26 mai 2010 la inițiativa companiei moldo-germane ÎCS „Draexlmaier Automotive” SRL, și reprezintă a șaptea zonă economică liberă din Moldova. ZEL „Bălți” contribuie esențial la realizarea următoarelor sarcini: atragerea investițiilor străine majore; sporirea potențialului de export al RM cu produse competitive; dezvoltarea infrastructurii existente și crearea unei infrastructuri industriale de transport și comunale noi; crearea unui număr mare de noi locuri de muncă și perfecționarea cadrelor existente; ameliorarea situației social-economice în municipiul Bălți. La fel ca și celelalte zone, zona liberă de la Bălți beneficiază de un set de facilități, prevăzut de legea cadru privind zonele antreprenoriale libere, de Codul Vamal și de cel Fiscal.
În 2010 erau înregistrați 7 rezidenți specializați în construcții; domeniul serviciilor de alimentație publică; prestarea de servicii de arendă. Cel mai mare este compania Draexlmaier, care fabrică diverse cabluri pentru gigantul automobilistic german BMW. 
Inițial, ZEL „Bălți” cuprindea două subzone cu suprafețe de 1,5 ha și respectiv 10,35 ha în care activează ÎCS „Draexlmaier Automotive” SRL. La sfârșitul anului 2010 a fost creată subzona nr.3, cu o suprafață de 136,4 ha, pentru a spori potențialul investițional disponibil atât al zonei libere, cât și al municipiului Bălți în ansamblu.

### Infrastructură
Lungimea totală a drumurilor din municipiu este de 220,7 km cu o suprafață de 1.478,5 m². Cea mai mare parte a drumurilor au acoperire rigidă – 181 km, dintre care 105,3 km sunt acoperite cu asfalt. Pe teritoriul orașului sunt 32 de poduri.
Aprovizionarea cu energie electrică este efectuată de filiala din Bălți a „Red-Nord”. Lungimea totală a liniilor deservite este de 868 km, inclusiv: 425 km linii în aer și 443 km de cablu. Cea mai mare parte a municipiului este conectată la stația electrică „Centrală” de 110/10 KW. În 2004 erau conectate la rețeaua de gaze 26.479 apartamente sau aproape 100% din spațiul locativ. Lungimea totală a conductelor de gaze este de 144,27 km.
Aprovizionarea cu apă a municipiului este efectuată din râul Nistru prin intermediul conductei de apă „Soroca-Bălți” și fântânilor arteziene. Lungimea conductei de apă până în oraș este de 65 km și are o capacitate de 900 mii m3 pe zi. Însă datorită faptului că în prezent această sursă nu funcționează, pe moment municipiul este aprovizionat cu apă din 58 fântâni arteziene. Lungimea totală a conductelor de apă din raza orașului este de 267 km. Rețelele de canalizare au o lungime de 140 km și densitatea rețelei - 185 km/100 km².

## Turism

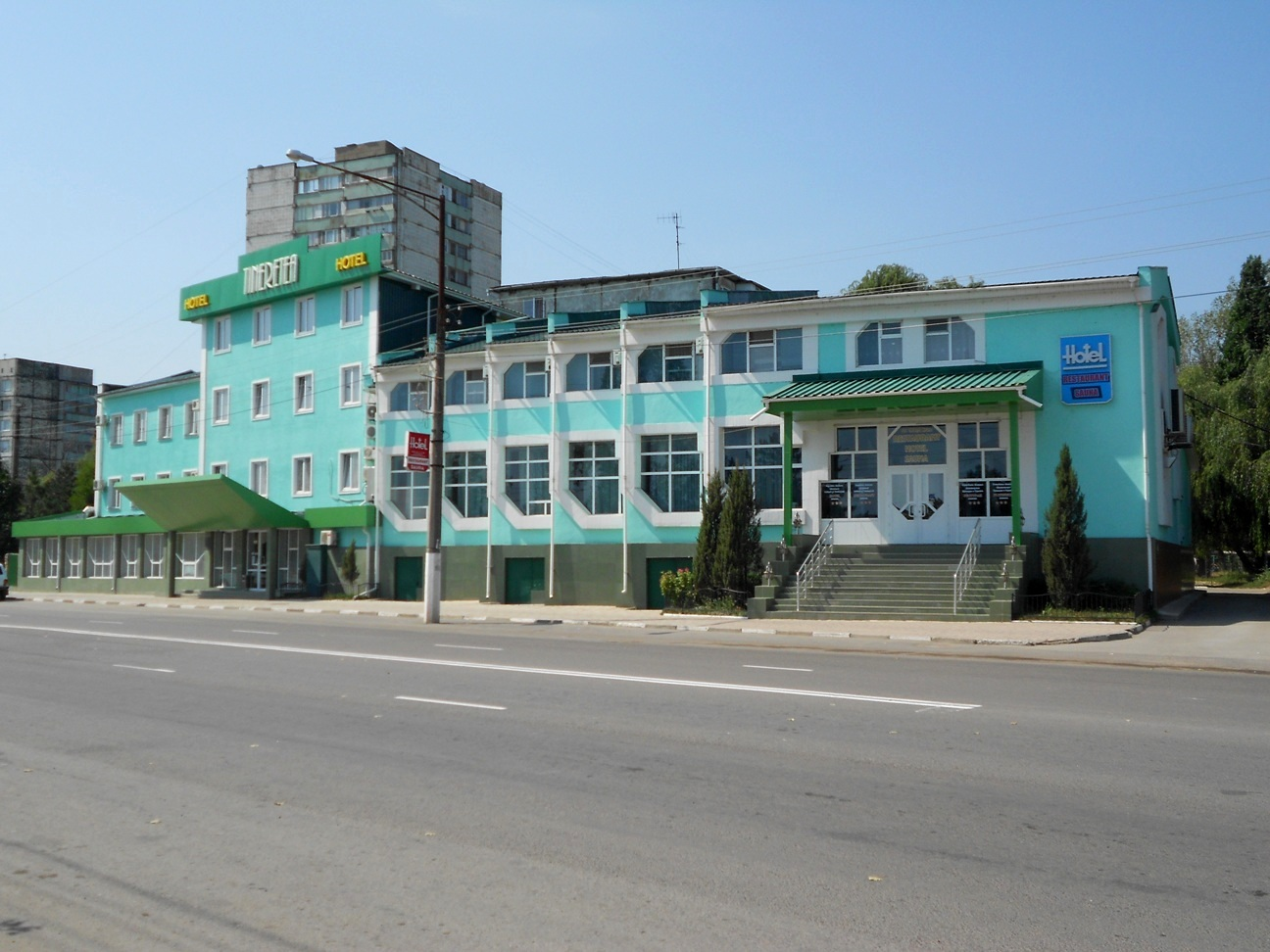
Hotelul „Tinerețea”

Impulsionarea acestui domeniu este una din opțiunile prioritare ale dezvoltării socio-economice a orașului. În prezent, sectorul turismului este slab reprezentat în economia locală. Cauza rezidă în nivelul jos al cererii, capacităților subdezvoltate de organizare a ofertei, abilităților manageriale joase și lipsei unor planuri de amenajare turistică teritorială; nu se valorifică patrimoniul cultural-istoric și nu se realizează investiții mari pentru dezvoltarea turismului. Este necesară crearea complexului turistic modern de o eficacitate și capacitate concurențială înaltă pentru asigurarea posibilități enorme pentru satisfacerea solicitărilor țării și turiștilor străini prin propunerea unui spectru larg de servicii turistice.
Actualmente în republică a fost elaborat proiectul rutelor turistice „Drumul vinului în Republica Moldova” (inclusiv: Chișinău-Orhei-Bălți-Orhei-Chișinău) cu antrenarea unor întreprinderi și instituții din Bălți SA „Barza Albă”, Bisericii „Sf. Nicolae”, Catedralei „Sf. Împărăți Constantin și Elena”, Muzeul de Istorie și Etnografie ș. a.

## Transport

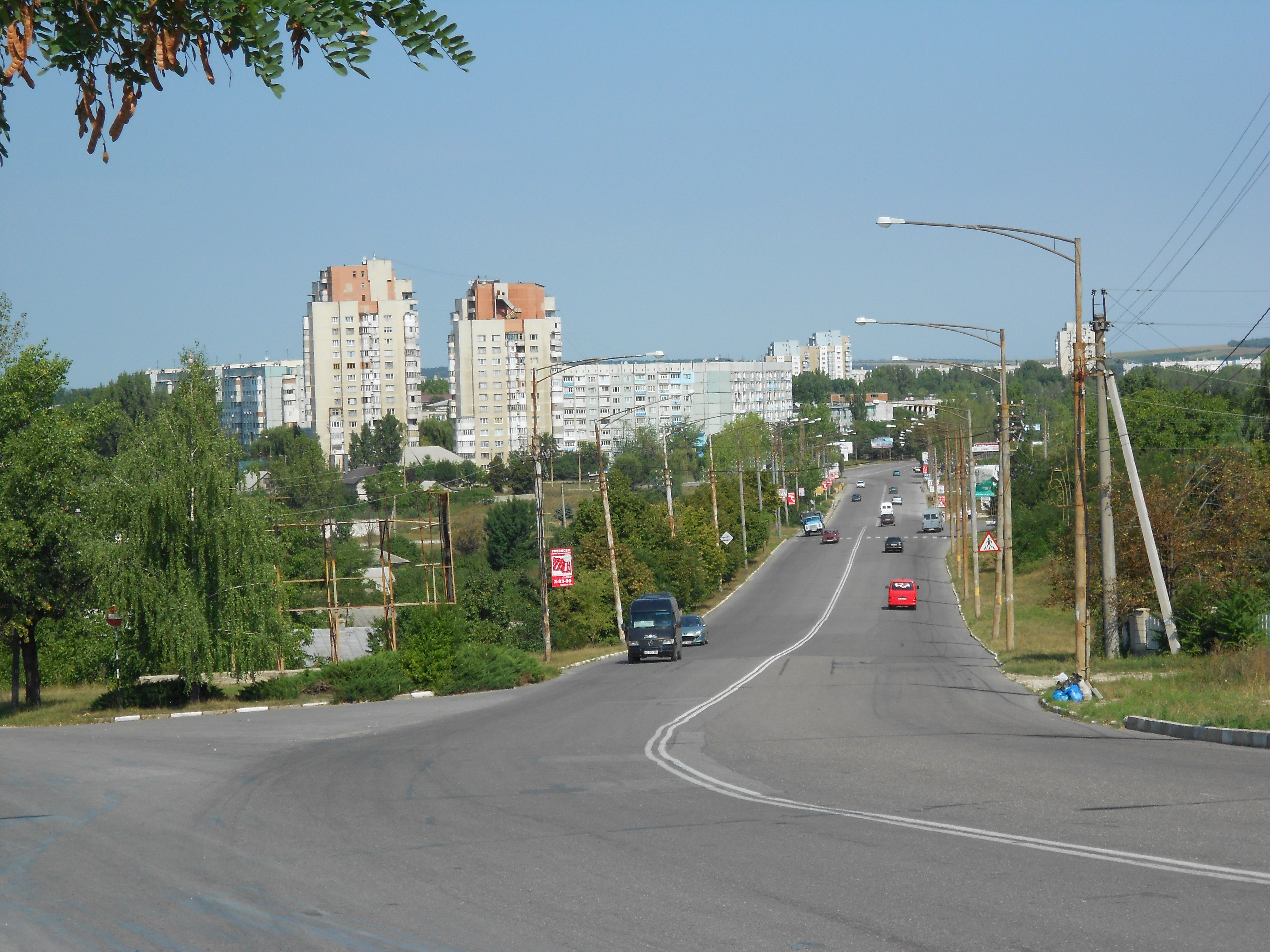
O importantă arteră, str. Gagarin

Bălțiul este un important nod de transport din nordul republicii cu o infrastructură de transport dezvoltată, care asigură legături rutiere, feroviare și aeriene cu toate regiunile republicii și alte țări. În localitate se intersectează importante artere de transport național și internațional rutiere și feroviare. Municipiul Bălți este traversat de drumul european E583, care leagă România cu Ucraina prin Republica Moldova. Drumul republican R16 leagă municipiul Bălți, prin orașul Fălești, cu punctul de trecere a frontierei dintre Moldova și România la Sculeni. Drumul R13 Bălți - Șoldănești - Râbnița (Sectorul de drum Bălți - Gura Camencii) leagă Bălțiul și orașul Florești și continuă spre est către intersecția cu M12.. Prin drumul internațional M14 municipiul face legătura cu Cernăuți (Ucraina). De capitala Republicii Moldova, Bălțiul este unit prin drumul republican R14 care la Sărăteni se intersectează cu magistrala M2 (Chișinău - Soroca). Aeroportul Internațional Bălți este accesibil 9 km de la limita nord a orașului cu Drumul european E583.

### Transportul aerian

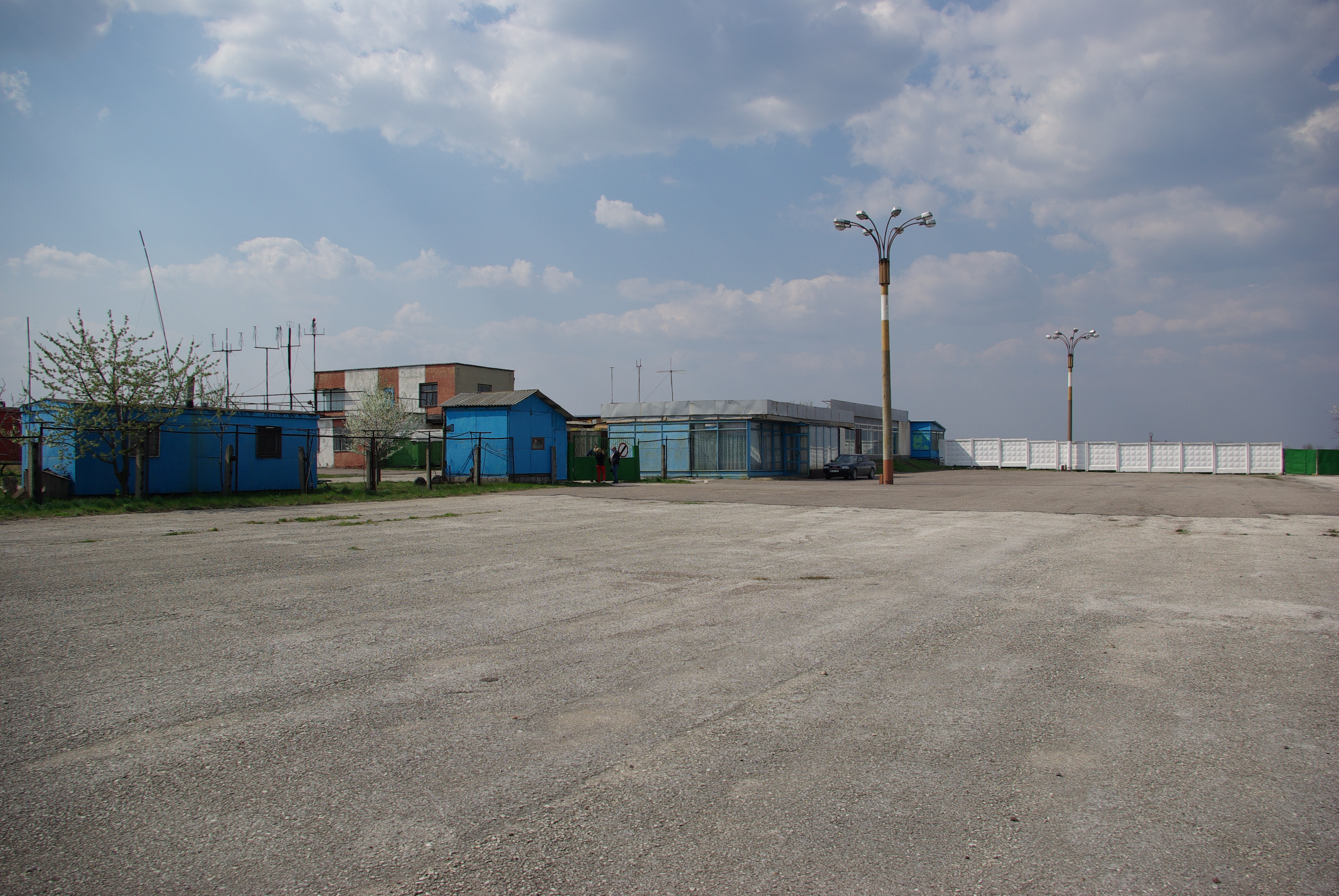
Aeroportul Internațional Bălți

Municipiul Bălți are acces aerian prin două aeroporturi – Aeroportul Bălți-Oraș și Aeroportul Internațional Bălți cu cele mai bune condițiile meteo în comparație cu aeroporturi Chișinău, Iași, Odesa și Kiev. Însă Aeroportul Internațional Bălți a fost utilizat după 1994 la capacități minime, oferind totodată până 2015 servicii de transport internațional de pasageri private și charter și mărfuri.
Aeroportul Internațional Bălți este operațional, dar se folosește doar pentru curse neregulate. În prezent, aeroportul este nefuncțional din punct de vedere al zborurilor comerciale. Operatori aerieni s-au arătat interesați în operarea de pe acest aeroport. Această situație este dictată și de absența condițiilor necesare de operare în aeroport, dat fiind faptul că guvernările precedente precum și autoritățile aeriene din Moldova au contribuit la monopolizarea pieței aeroportuare din Moldova de către aeroportul Chișinău din Republica Moldova. Ceea ce reprezintă în continuare impedimente pentru relansarea acestui aeroport. Adesea teritoriul aeroportului este folosit pentru organizarea concertelor și a unor curse de automobile, conform Ziarului de Gardă, autorul acestui raport "Ex–directorul general al Companiei "Air Moldova", Dorin Timciuc, împreună cu subalternii săi, directorul financiar Radu Bezniuc și șeful Departamentului financiar, Alexandru Crigan, au fost arestați, fiind suspectați de "însușirea în proporții deosebit de mari din avutul public"(art. 195, al. 2), infracțiune și mai gravă decât cea incriminată lui Pasat, care prevede detenție de până la 25 ani. Cei trei sunt anchetați penal de majorarea comisioanelor la biletele de călătorie pe rutele companiei "Air Moldova" și pe rutele combinate."
Municipiul dispunea și de Aeroportul Bălți-Oraș, utilizat pentru zboruri locale, servind agricultorii, gospodăria comunală. Însă a fost desființat, iar teritoriul fusese alocat Zonei economice libere „Bălți” pentru crearea subzonei nr. 3. Timpul, 24 septembrie 2010. Accesat 11 iulie 2011. Pe parcursul celui de al doilea război mondial Aeroportul „Bălți-Oraș” a fost unul din cele mai importante aeroporturi din regiune. Aeroportul Bălți-Oraș, împreună cu pistele pentru elicoptere, a fost folosit în domeniul serviciilor publice, al agriculturii, cât și pentru zboruri ocazionale și de scurtă durată între raioanele Republicii Moldova. Aeroportul avea o suprafață de 136,49 ha și era administrat de ÎS „Moldaeroservice”, fondat de către Ministerul Transporturilor și Infrastructurii Drumurilor. 
Prin Hotărîrea Guvernului nr.983 din 19 octombrie 2010 „Cu privire la transmiterea unor bunuri imobile”, tot terenul aeroportul s-a transmis în gestiunea Ministerului Economiei pentru utilizare în vederea extinderii activității ZEL „Bălți”. Pe terenul primit va fi creat un Parc Industrial și un Business Incubator 
La 29 octombrie 2010, Guvernul Republicii Moldova a adoptat Decizia nr. 983, în temeiul căreia a obligat Zona economică liberă Bălți să construiască bunuri imobiliare pe teritoriul Aeroportului Internațional Bălți în schimbul proprietății imobiliare bunurile transferate în Zona Economică Liberă Bălți din fostul Aeroportul Bălți-Oraș. Până în ziua de astăzi Zona economică liberă Bălți nu a început lucrări de construcții pe teritoriul Aeroportului Internațional Bălți, deși Zona Economică Liberă Bălți a construit deja active imobiliare în scopuri de afaceri pe parcelele de teren primite de la Aeroportul Bălți-Oraș.

### Transportul feroviar

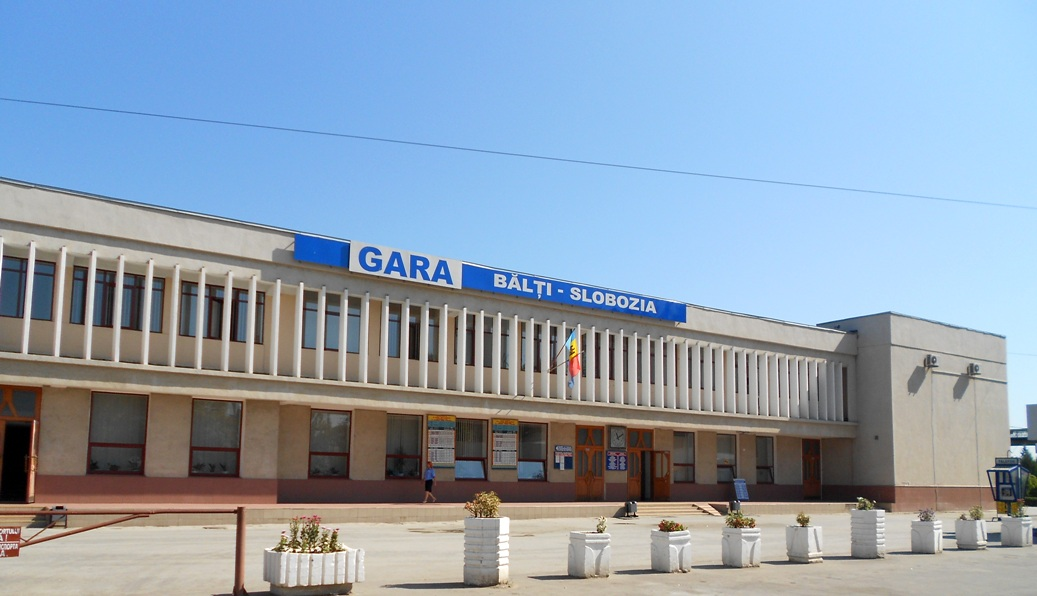
Gara „Slobozia”

Bălți este cel mai important nod feroviar din nordul republicii. Aici are loc intersecția a trei linii feroviare: Bălți – Râbnița (Mateuți), Bălți – Ungheni și Bălți – Ocnița. Bălțenii au la dispoziție două gări. Principala este Gara Bălți-Slobozia, cea de a doua - Gara Bălți-Oraș - este un punct de tranzit al curselor internaționale care vin din Chișinău. Rutele de cale ferată internațională sunt: Chișinău – Ungheni – Bălți – Ocnița (punct de control și trecere a frontierei). Rutele de importanță regională sunt ramificațiile: Bălți–Râbnița și Bălți–Glodeni. Prezența căii ferate pe teritoriul municipiului prezintă avantaj, deoarece reprezintă o cale de acces către Ucraina, Rusia, Belarus și UE.. Transportul feroviar este utilizat preponderent pentru traficul de mărfuri și de pasageri la nivel internațional 

### Transportul public intern
Transportul public este asigurat de troleibuze, autobuze și maxi-taxi. Serviciile de transport sunt oferite de 16 întreprinderi private și una municipală - „Direcția troleibuze”. Circulația transportului public începe la 6:00 și se termină la orele 20:00 - autobuze, 22 - troleibuze și 24:00 - unele maxi-taxi. La Bălți există mai mult de 5 companii de taxi.

#### Autobuze
În municipiu circulă 45 autobuze pe 8 rute cu o lungime totală de 125,7 km, serviciul de maxi-taxi este asigurat de 250 microbuze, dintre care zilnic lucrează circa 100 pe 12 rute. Două rute de autobuze circulă în cele două suburbii, Elizaveta și Sadovoe, ce le conectează de centrul municipiului (rutele 16 și 22).

#### Troleibuze

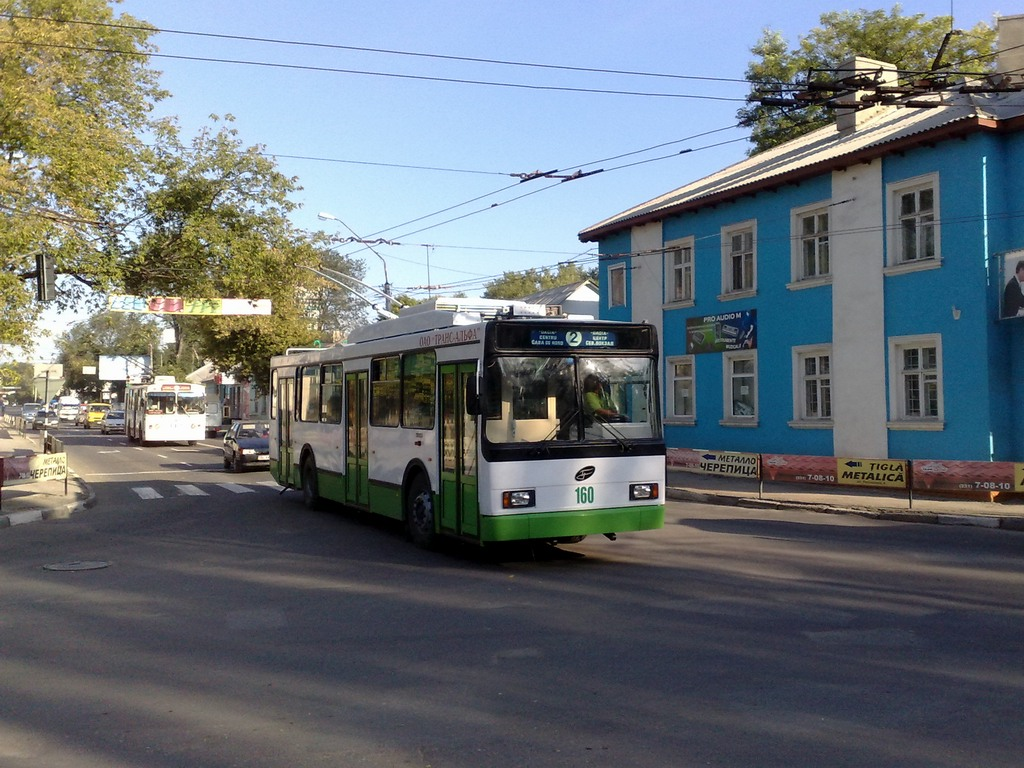
Troleibuz la intersecția străzilor Ștefan cel Mare și Decebal

În municipiu, la moment sunt exploatate 3 rute de troleibuze. În 2010 numărul inventar a troleibuzelor pentru pasageri constituia 37, inclusiv: 26 troleibuze de modelul „ZIU-682"; 3 troleibuze de modelul AKSM-20101, produse în Belarus; 1 - Škoda 14Tr13/6M; 7 - VMZ-5298.00 fabricate la Uzina mecanică SA «Trans-alfa» din Vologda. Troleibuzele reprezintă principalul transport public urban și cel mai ieftin mijloc de deplasare.
Prima rută de troleibuze fost dată în exploatare în 1972 în direcția cartierul Molodova - Autogară, având o lungime de 15 km. În acea perioadă la întreprindere activau cca. 100 de angajați și 20 de unități de transport. La începutul anilor `90 deja circulau 90 de troleibuze pe 3 rute, însumând 40 de km. În 2011 pe prima rută circulau 5 troleibuze, pe a doua rută - 15 și pe a treia - 7 troleibuze.
| Ruta    | Ruta                                               | Lungimea | În exploatare | Numărul de stații (tur/retur) | Numărul de vehicule |
| ------- | -------------------------------------------------- | -------- | ------------- | ----------------------------- | ------------------- |
| Line 1  | Cartierul Molodova – Aeroport                      | 16,8 km  | din 1972      | 30                            | 5                   |
| Line 2  | Cartierul „Dacia” - Aeroport                       |          | din 1975?     |                               |                     |
| Line 2A | Gara de Nord – Cartierul „Dacia”                   | 17 km    | din 1975?     | 32                            | 17                  |
| Line 3  | S.A. Basarabia Nord – Aeroport                     | 14,0 km  | din 1979?     | 28                            | 8                   |
| Line 4  | Cartierul Dacia – Statuia „Ospitalitate„ (Țigănia) |          | din 2014      |                               |                     |
| Line 5  | Stadionul Orășenesc - S.A. Basarabia Nord          |          | din 2014      |                               |                     |
| Line 6  | Gara Bălți-Slobozia - S.A. Basarabia Nord          |          | din 2014      |                               |                     |

Notă: în weekend ruta nr. 3 își prelungește traseul până la Aeroportul Bălți-Oraș.

## Relații externe

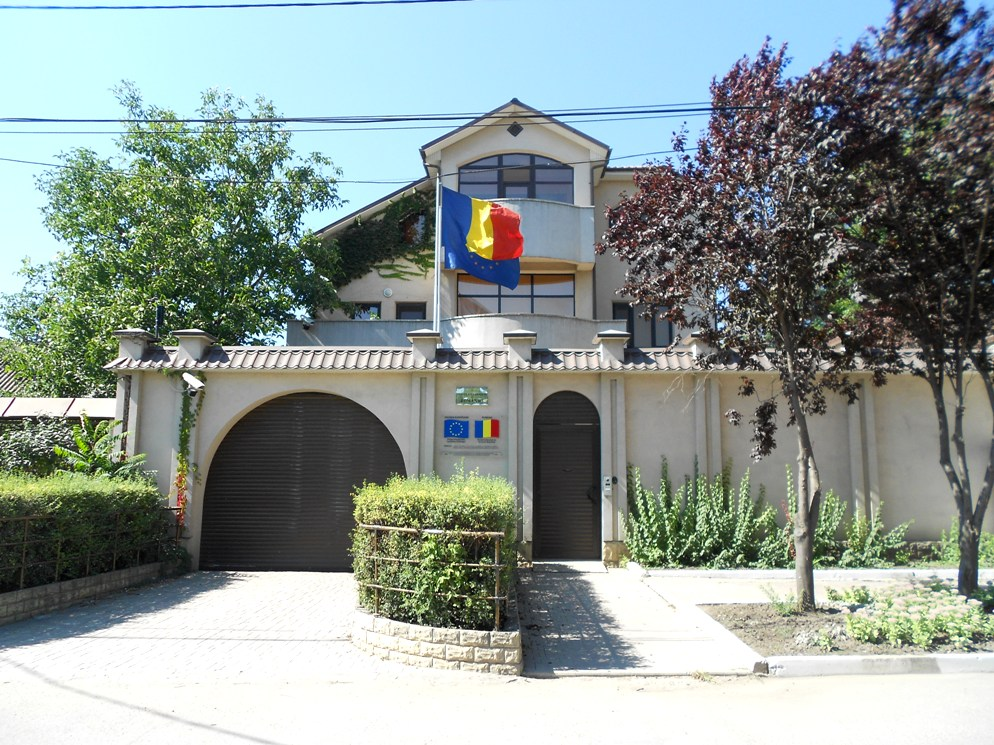
Consulatul României

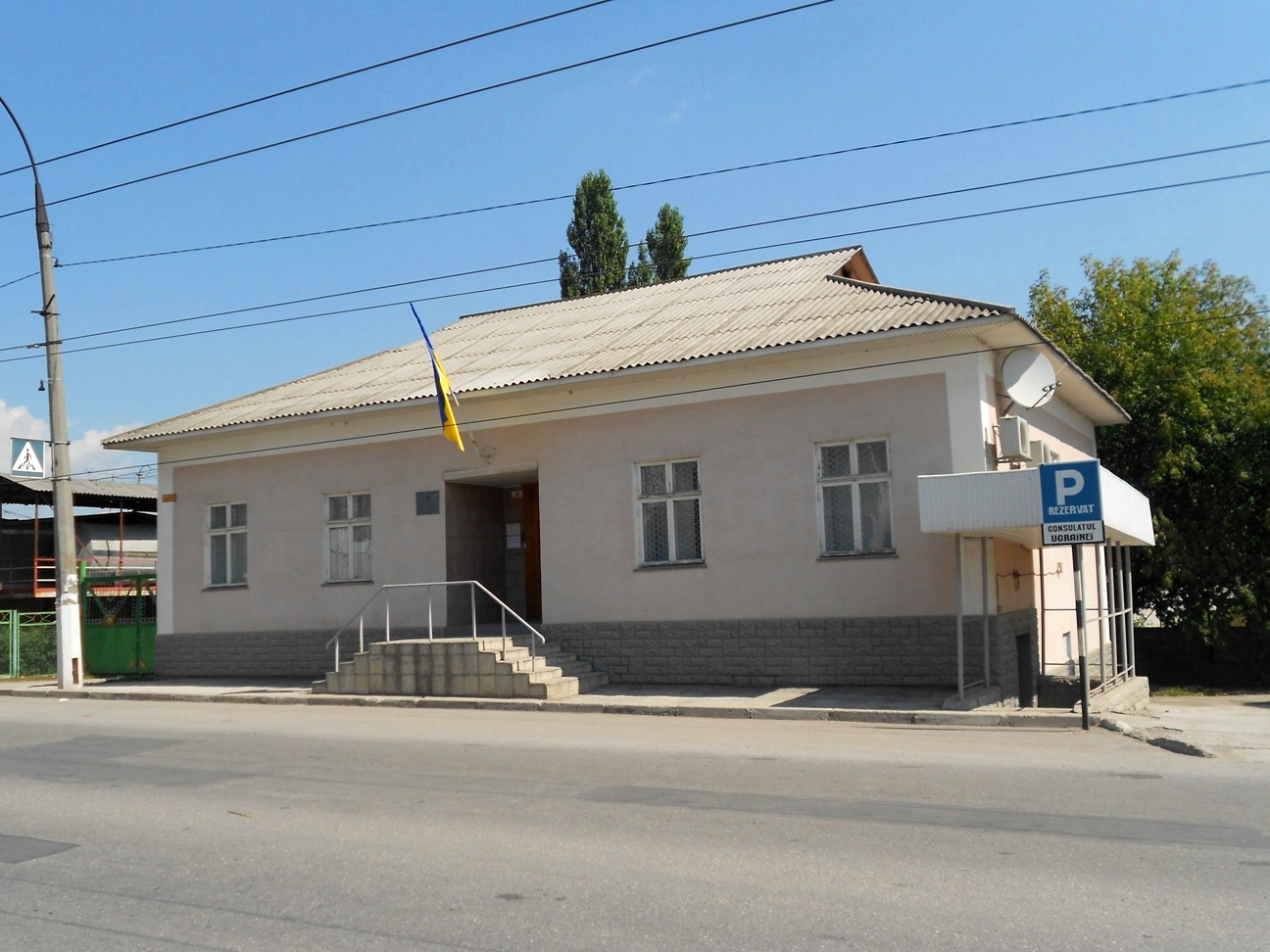
Consulatul Ucrainei

### Orașe și comunități înfrățite
- Strîi, Ucraina din  1968
- Larisa, Grecia din  1985
- Smolian, Bulgaria din  1985
- Miercurea-Ciuc, România din  1993
- Giula, Ungaria din  1995
- Orșa, Belarus din  1996
- İzmir, Turcia din  1997
- Kaesong, Coreea de Nord din  1997
- Hmelnițki, Ucraina din  1997
- Lakeland, Statele Unite din  1997
- Milies, Grecia
- Vitebsk, Belarus din  2002
- Recița, Belarus din  2005
- Iași, România din  2023
- Reșița, România din  2024

### Consulate
- Consulatul Onorific al Austriei
- Consulatul General al României
- Consulatul Ucrainei

## Personalități

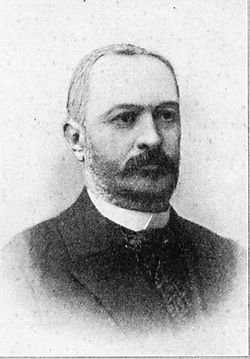
Carol Schmidt, primar de Chișinău.

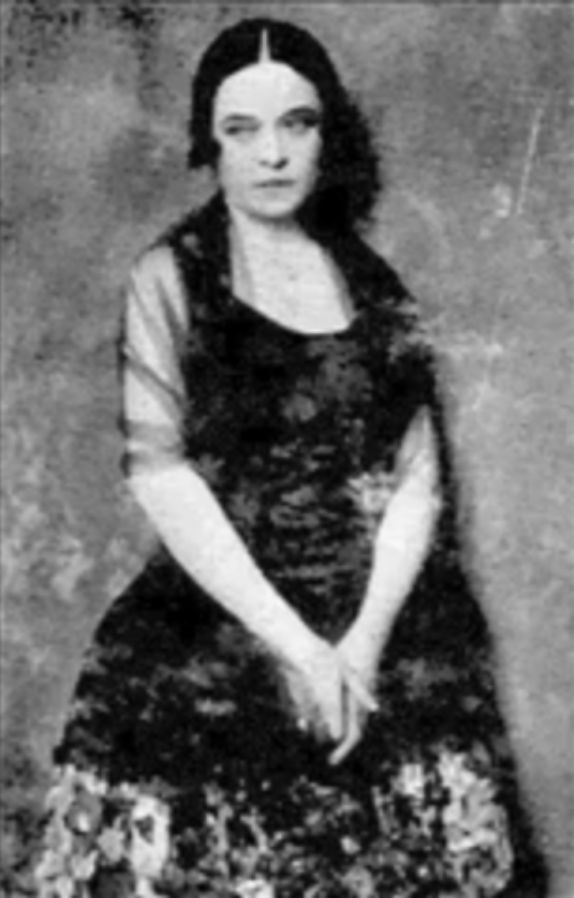
Iza Kremer, soprană americană.

Nicolae Testemițanu, medic emerit.

- Lotis Dolënga (n. 1905 – d. 1961) - poetă și prozatoare română de origine basarabeană
- Traian Ataman (născut Răileanu) - profesor doctor universitar, medic O.R.L., actualmente stabilit în București
- Geta Burlacu - interpretă, reprezentantă a Republicii Moldova la Concursul muzical Eurovision, ediția 2008
- Natalia Barbu - interpretă, reprezentantă a Republicii Moldova la Concursul muzical Eurovision, ediția 2007
- Ianina Baicalov - medic emerit al Republicii Moldova, fondatoarea serviciului Asistența Medicală Urgentă din Bălți
- Nisn Belțer (n. 1824 - d. 1906) - cantor și autor de muzică liturgică evreiască, care a locuit la Bălți
- Valentin Belousov (n. 1925 - d. 1988) - matematician, membru corespondent al Academiei de Științe Pedagogice din URSS
- Gheorghe Briceag - al șaptelea premiu Homo Homini din lume
- Emanoil Catelli - deputat în Sfatul Țării, senator și președinte al Senatului României, prefect al județului Bălți
- Eugen Coșeriu (n. 1921 - d. 2002) - Doctor honoris causa al aproape 50 de universități din întreaga lume.[necesită citare] Doctor în filologie și filosofie, membru de onoare al Academiei Române
- Vadim Crețu - pictor, membru al Uniunii Artiștilor Plastici din România
- Nicolae Filip (n. 1926 - d. 2009) - academician, rector al Universității de Stat "A. Russo"
- Elena Gorohova (n. 1972) - biatlonistă și schioare fondistă, participantă la patru jocuri olimpice de iarnă
- Aurel Istrati (n. 1942 - d. 2020) - pictor, critic de artă și muzeograf
- Iza Kremer (n. 1887 - d. 1956, Cordoba) - muzician, cântăreață de operă
- Efim Krimerman (n. 1923) - poet-textier și jurnalist radio basarabean de origine evreiască
- Marian Lupu - președintele Partidului Democrat; președintele parlamentului
- Lia van Leer - fondatoarea și directoarea Cinematecii și a Festivalului Internațional de film din Ierusalim
- Vadim Pirogan - scriitor și deținut politic, fondator al Asociației Foștilor Deținuți Politici și Veteranilor Armatei Române
- Ion Pelivan - creatorul primei grupări naționale din Bălți (în 1917), a dus o activitate febrilă împotriva rusificării Basarabiei de către imperiul țarist, deținut politic
- Stela Popescu - actriță de teatru și film
- Visarion Puiu - Episcop al Hotinului
- Colea Răutu - actor
- Nicolae Testemițanu - reputat medic-chirurg și om politic din Republica Moldova
- Mircea Soțchi-Voinicescu - actor
- Etti-Rosa Spirer - arhitectul Bălțiului în perioada interbelică
- Mihai Volontir - actor
- Vadim Vacarciuc - halterofil, campion mondial în 1997, deputat al parlamentului Republicii Moldova (Partidul Liberal)
- Lidia Noroc-Pînzaru (1942-2021) - actriță de teatru, muzeograf
- Boris Grițunic, arhitect, ”Om Emerit!” al RM, ”Cetățean de Onoare al municipiului Bălți”, autorul  proiectelor ”Monumentului represiunilor staliniste” - din preajma gării feroviare ”Bălți-Slobozia ” (2000 - fotografia nr.63/181), complexul ”Aleea Clasicilor Culturii Naționale” din piața Centrală (2010 - fotografia 95/1810) cu instalarea busturilor lui Mihai Eminescu, Ion Creangă, Grigore Vieru și Mihai Volontir,  Autorul cărților ”Amintirile arhitectului principal” - 2012, ”Arhitectura orașului Bălți - cronică în piatră” -2015, ”Din amintiri” și ”Versuri” - 2018; "Мы вместе работали" - 2020..

## Galerie de imagini

### Atracții turistice
Reședința episcopului de Bălți (Hotin)

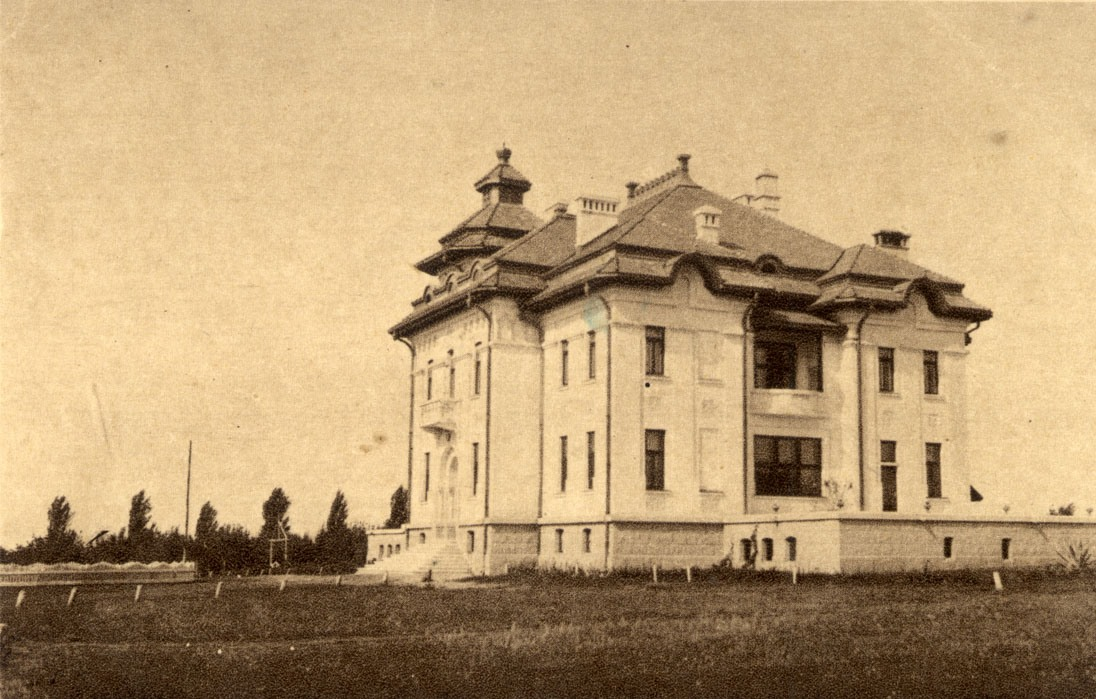
Perioada interbelică.
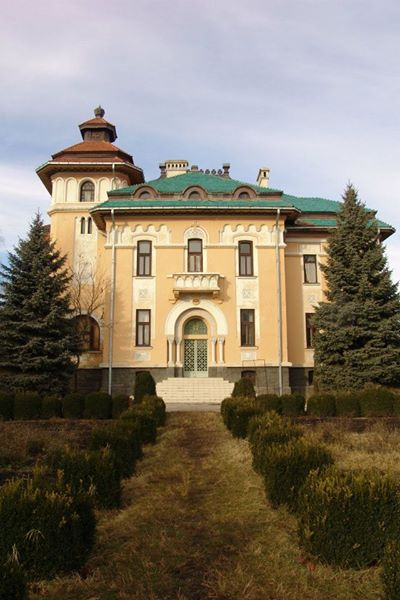
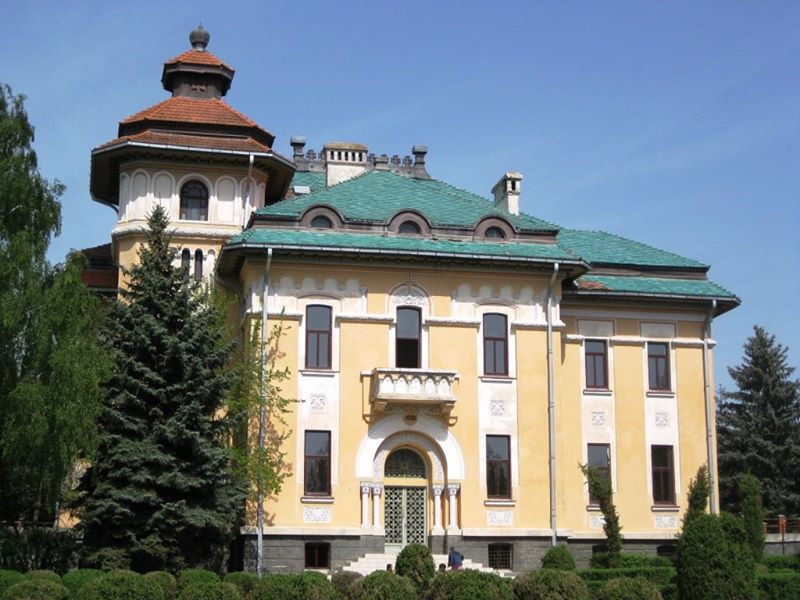
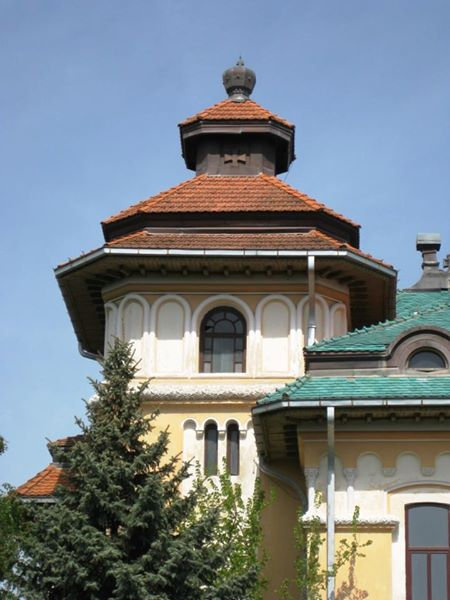
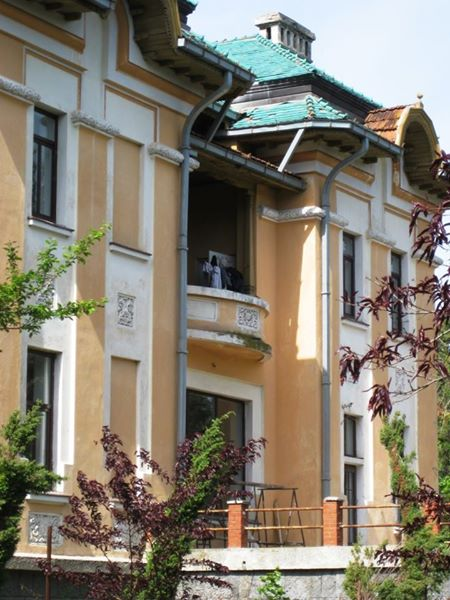
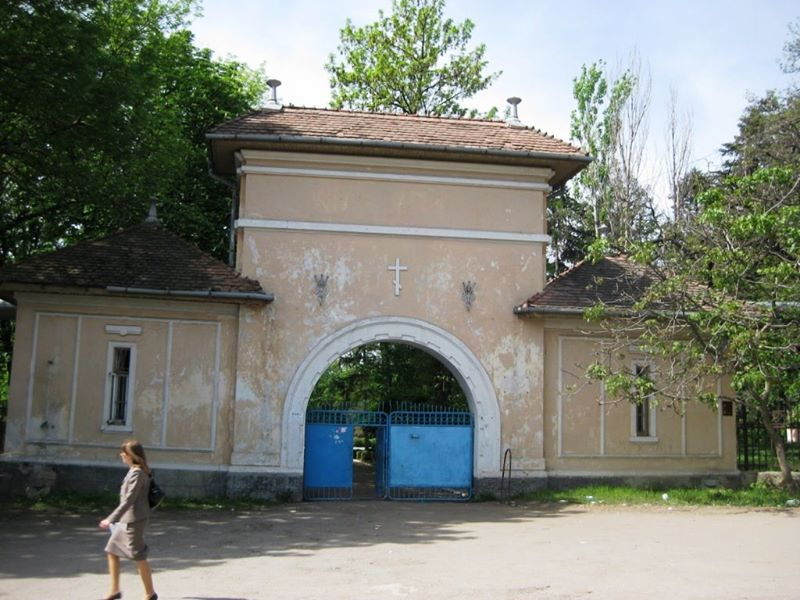

Catedrala Sfântul Nicolae

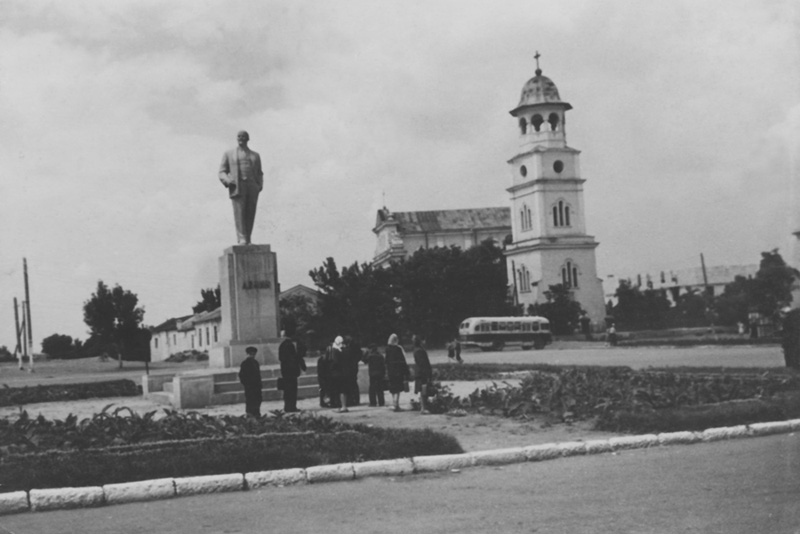
Perioada sovietică.
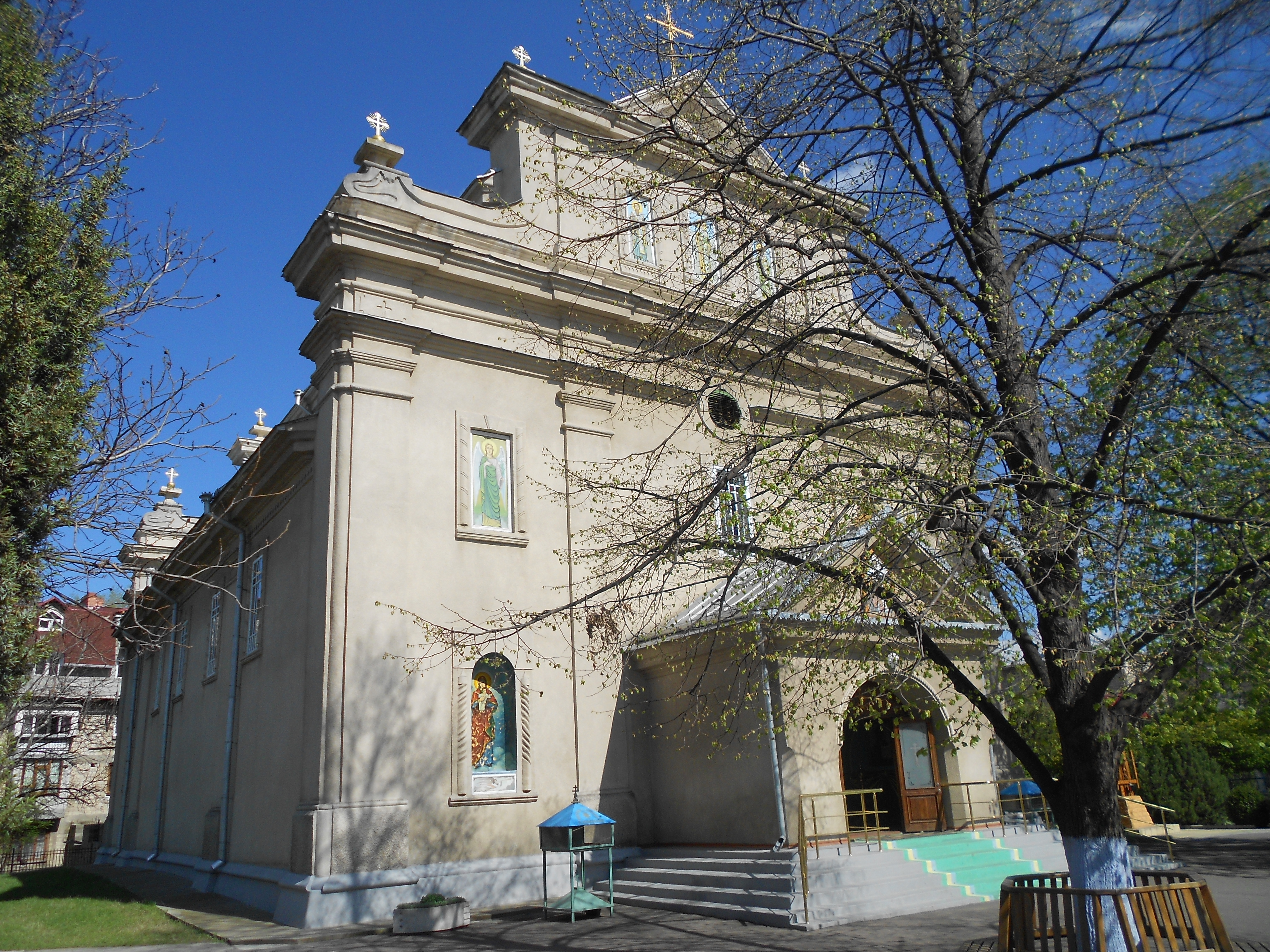
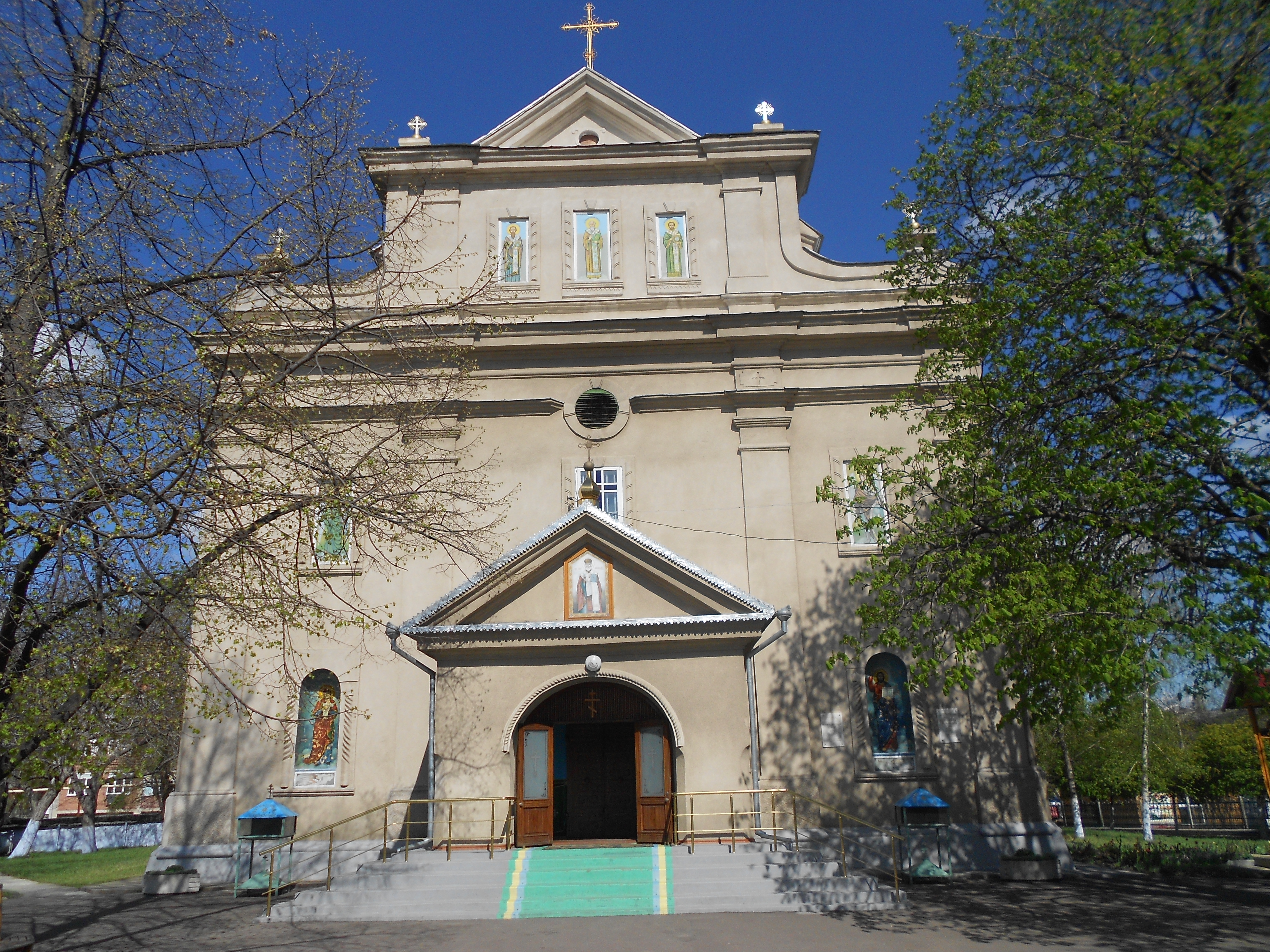
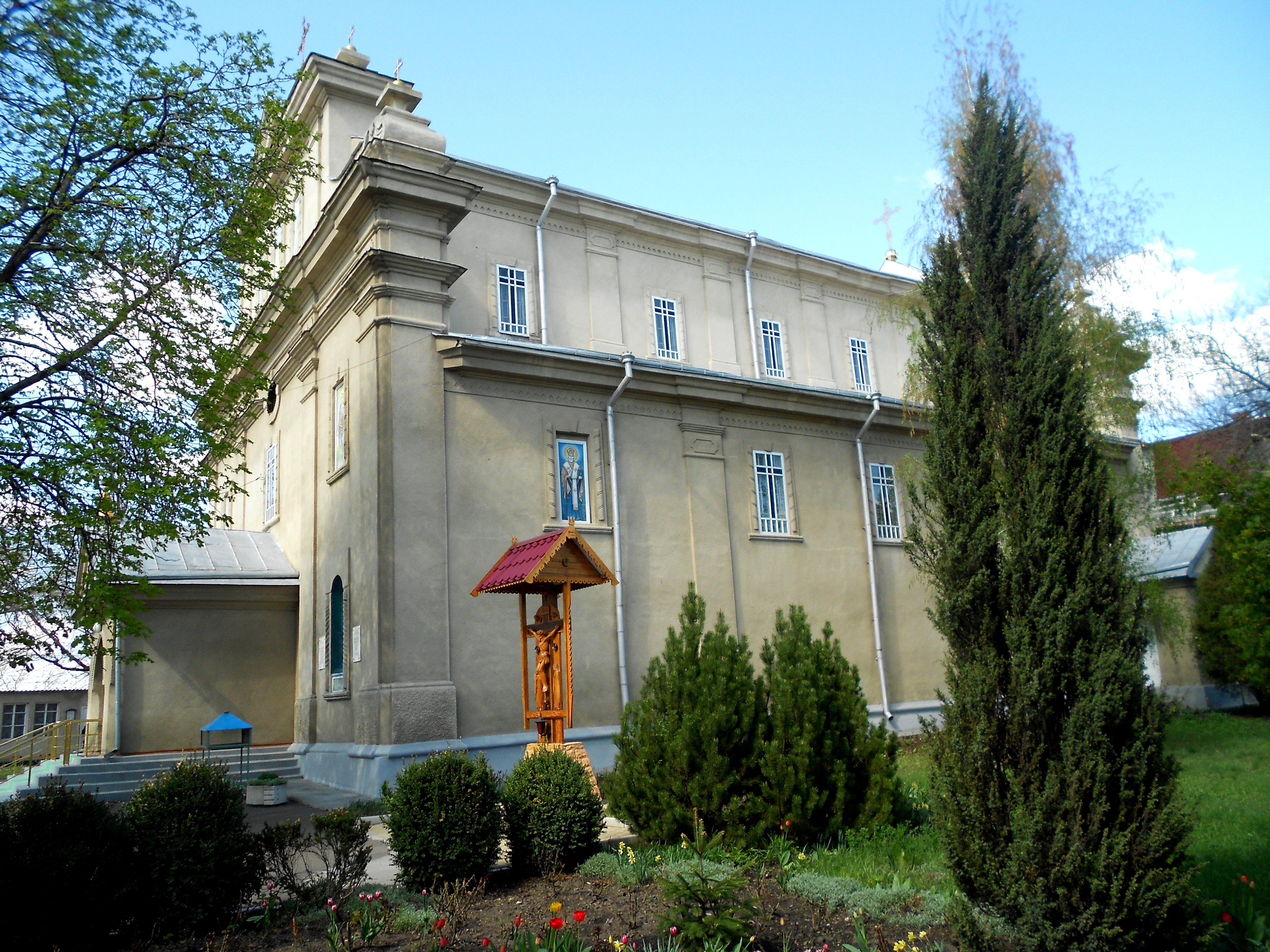
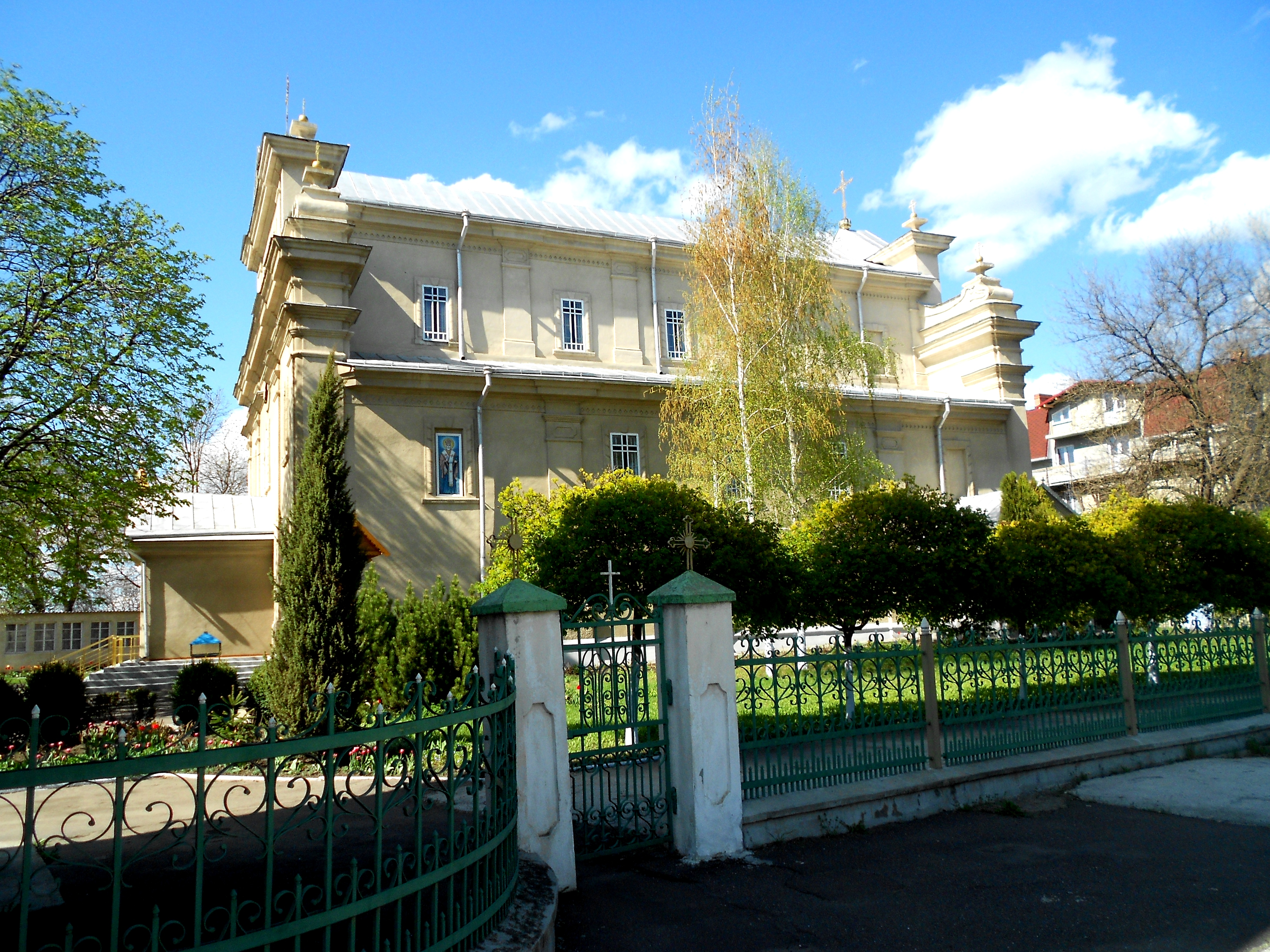
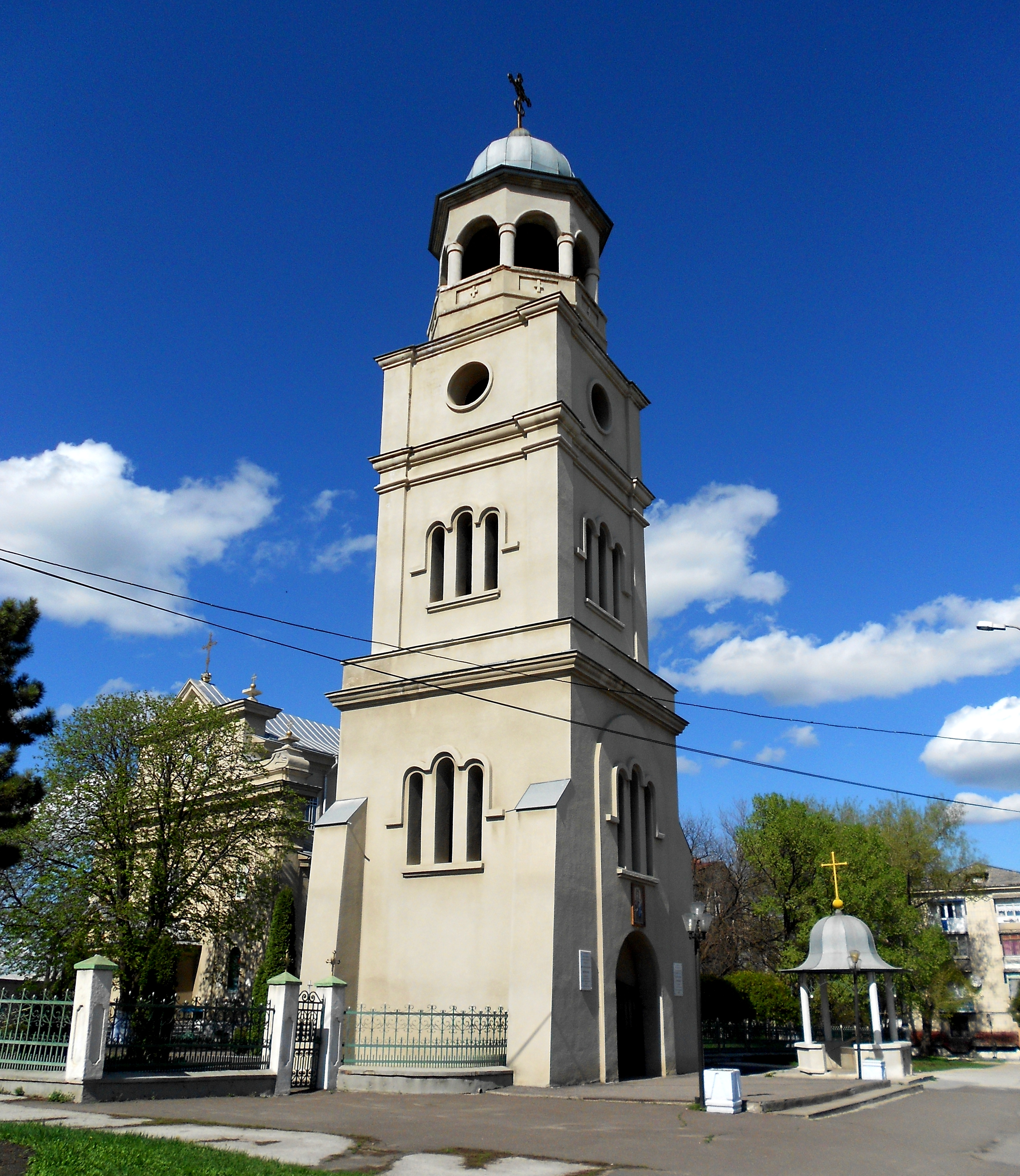
Clopotnița

Catedrala Sfinții Împărați Constantin și Elena

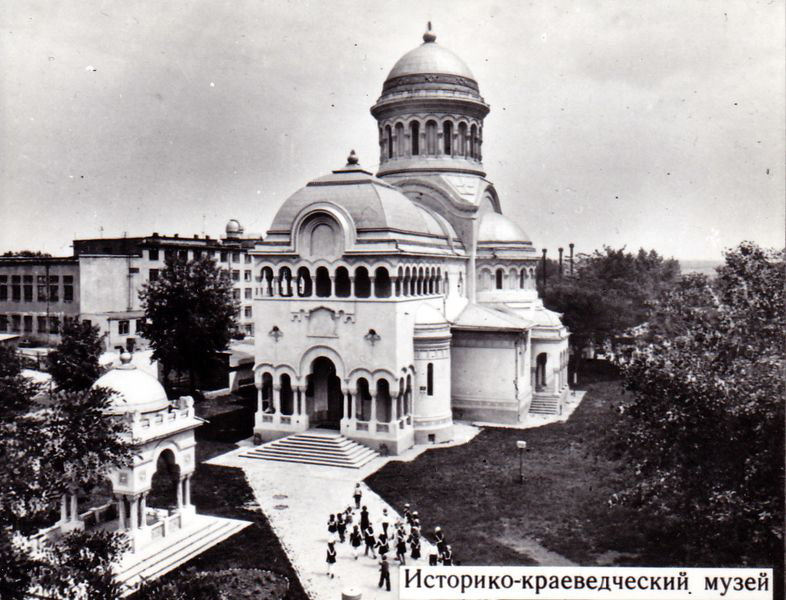
În perioda sovietică a activat ca muzeu.
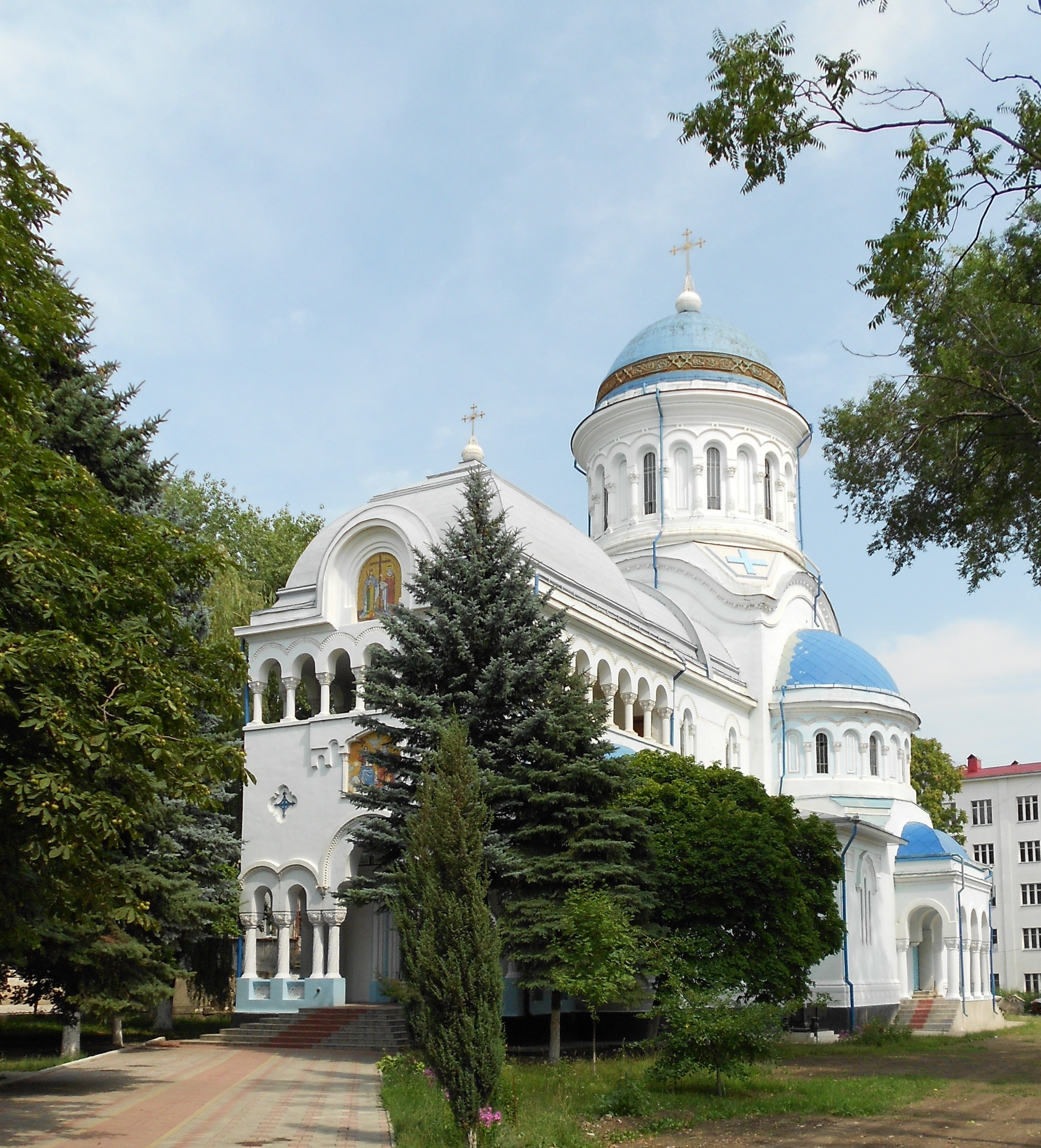
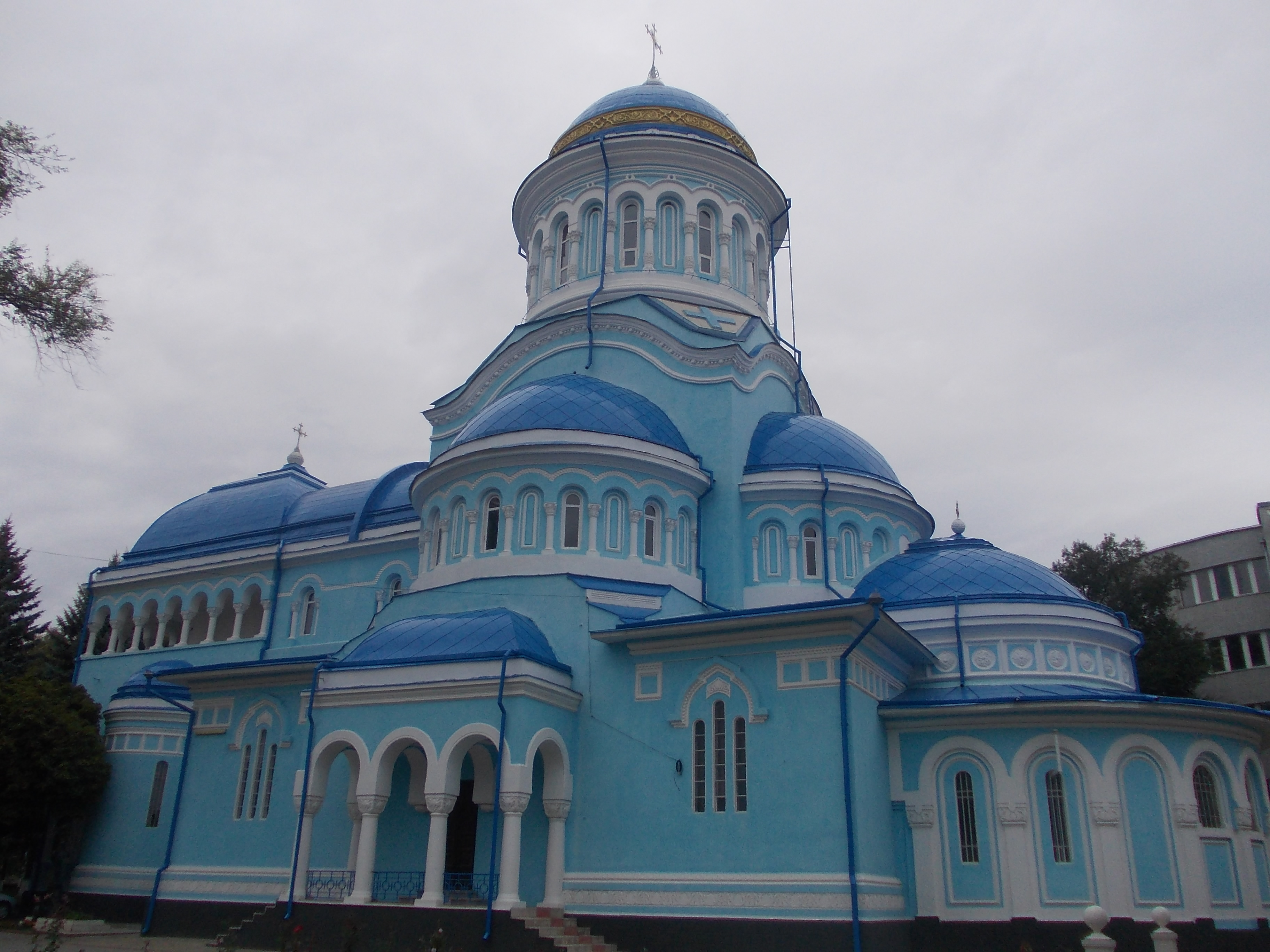
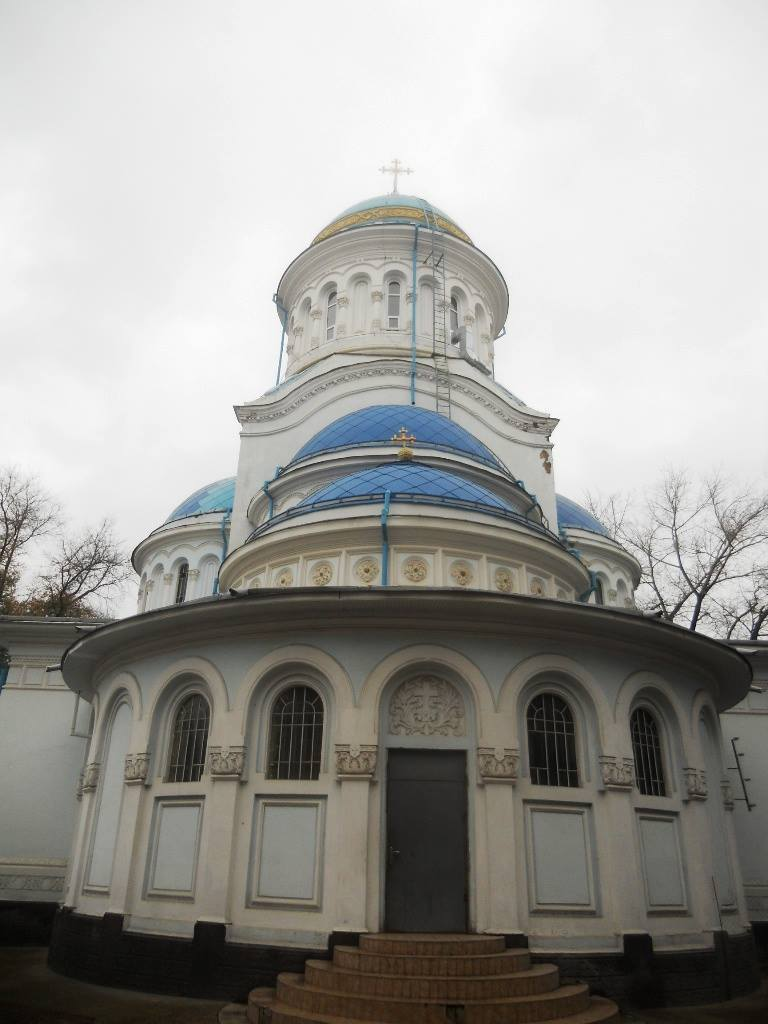
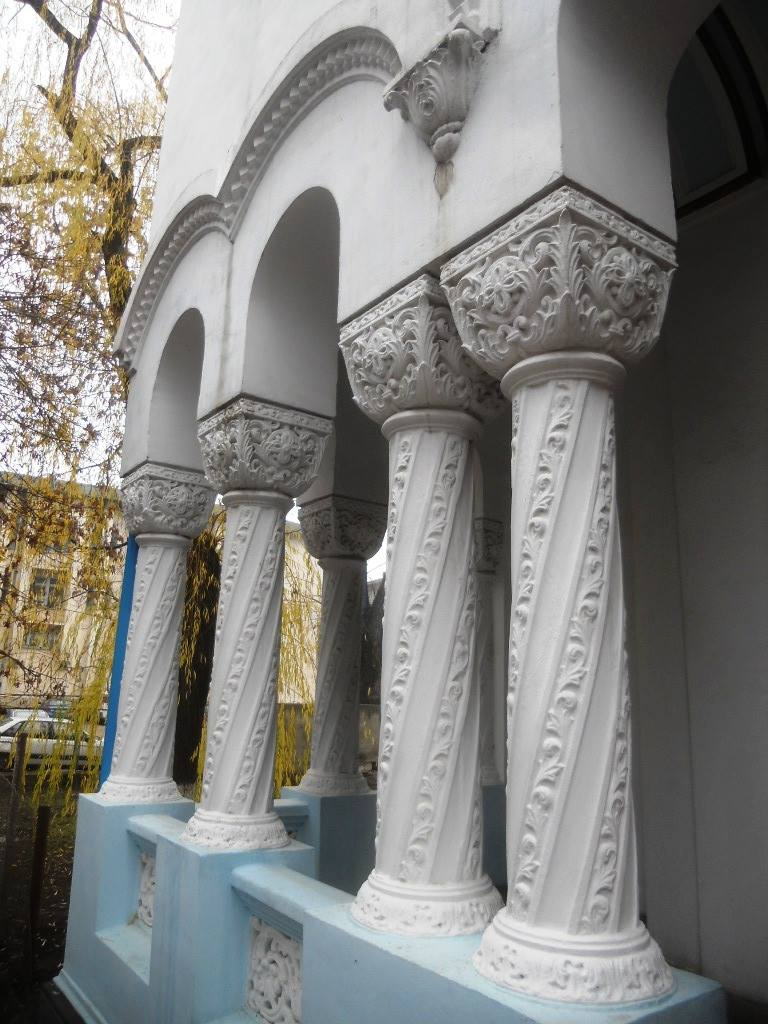
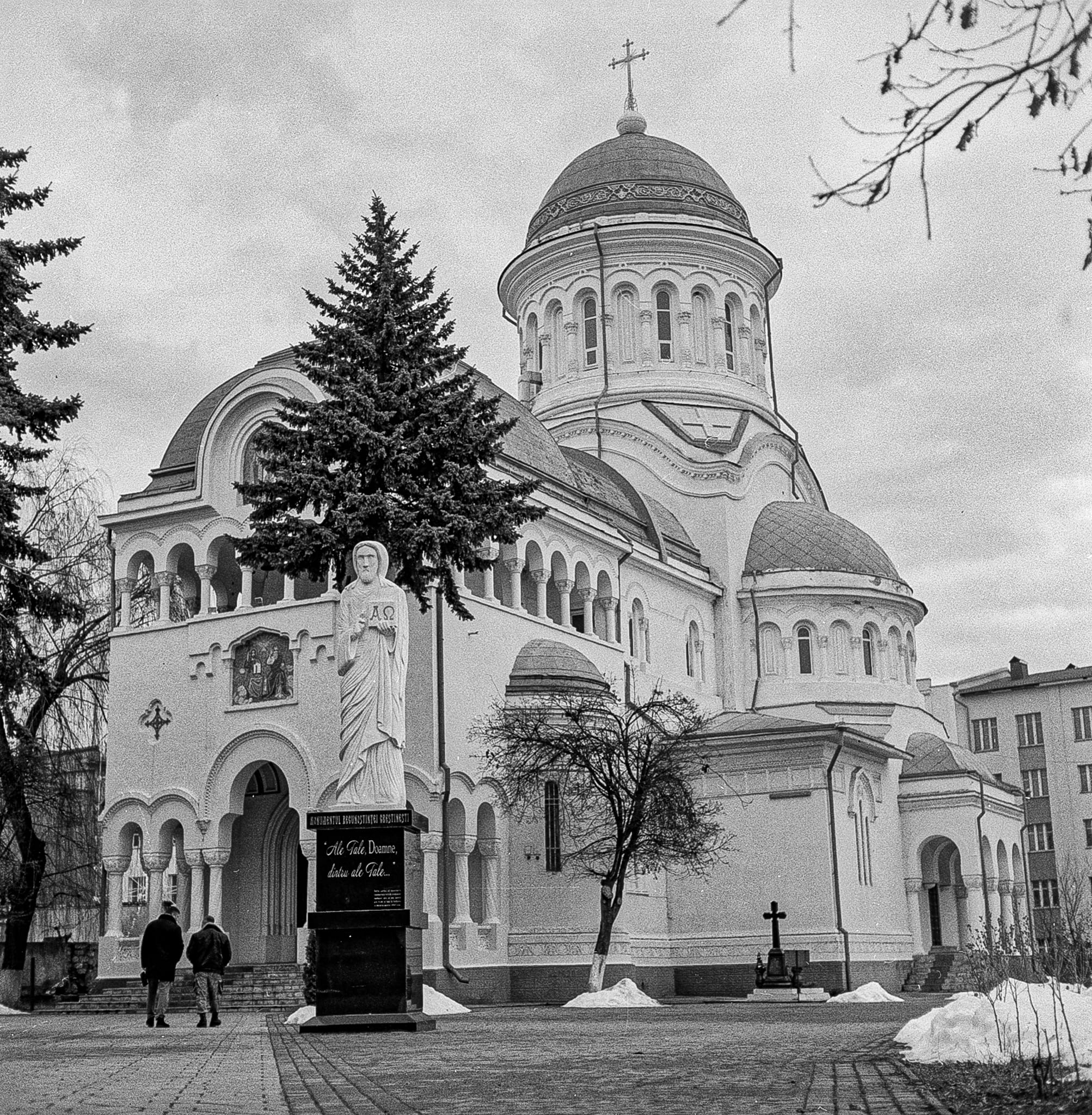
Prezent.

Biserica Sfânta Cuvioasă Parascheva

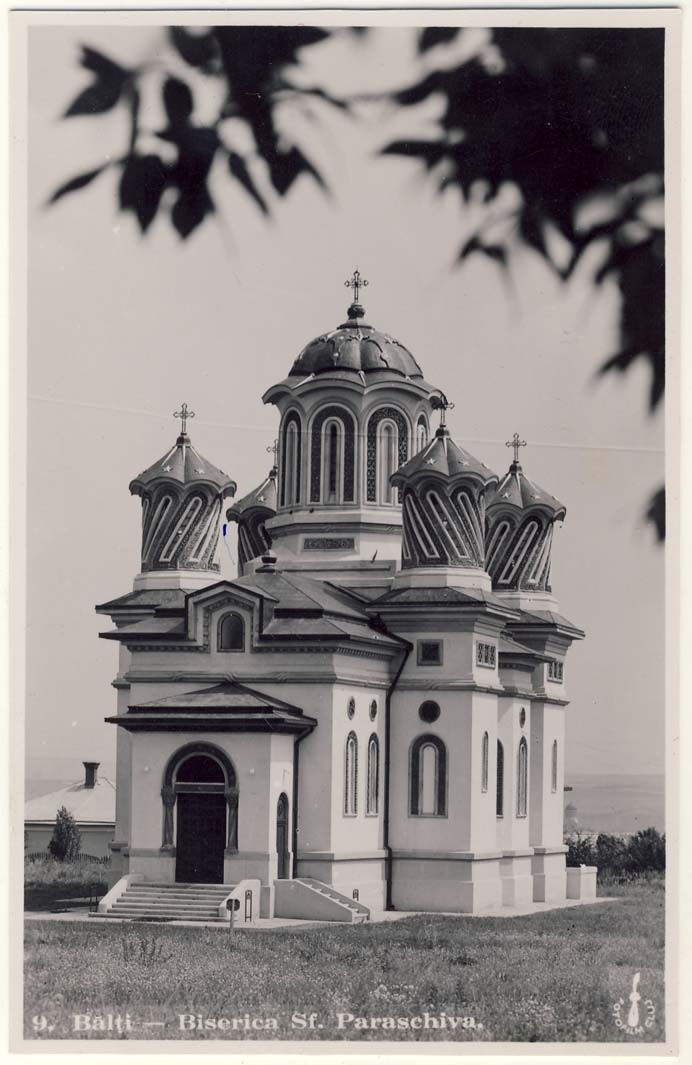
Perioada interbelică.
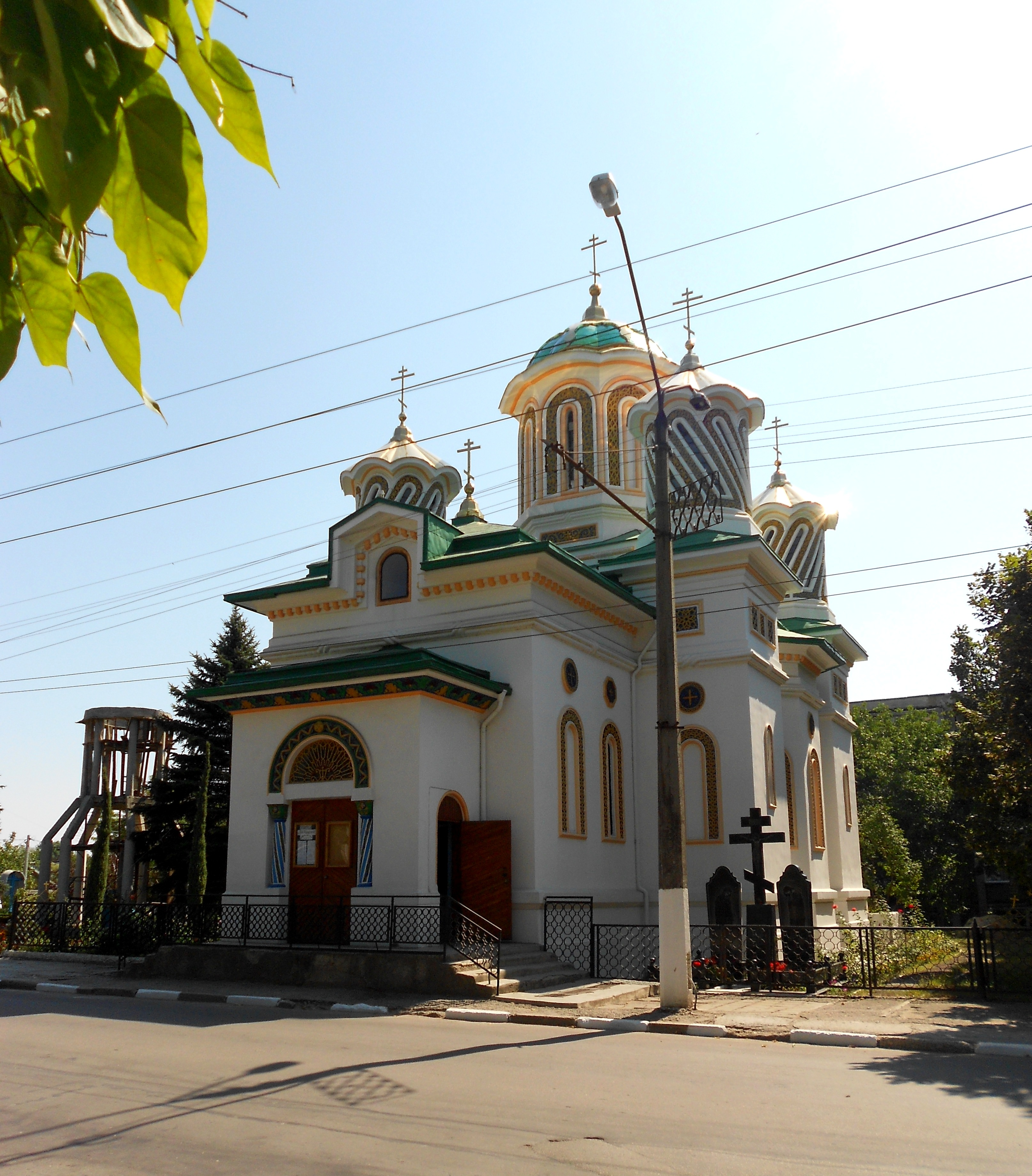
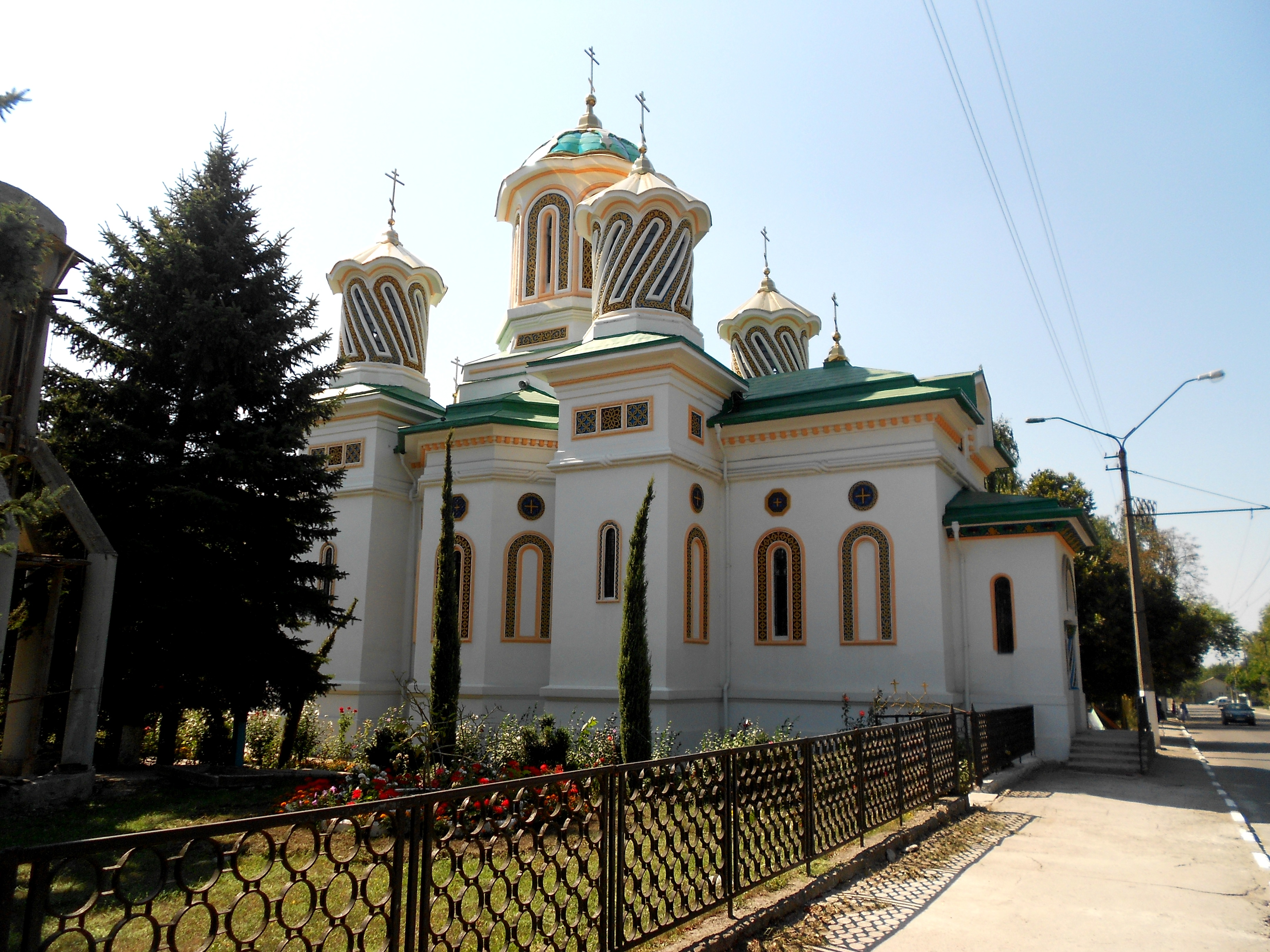
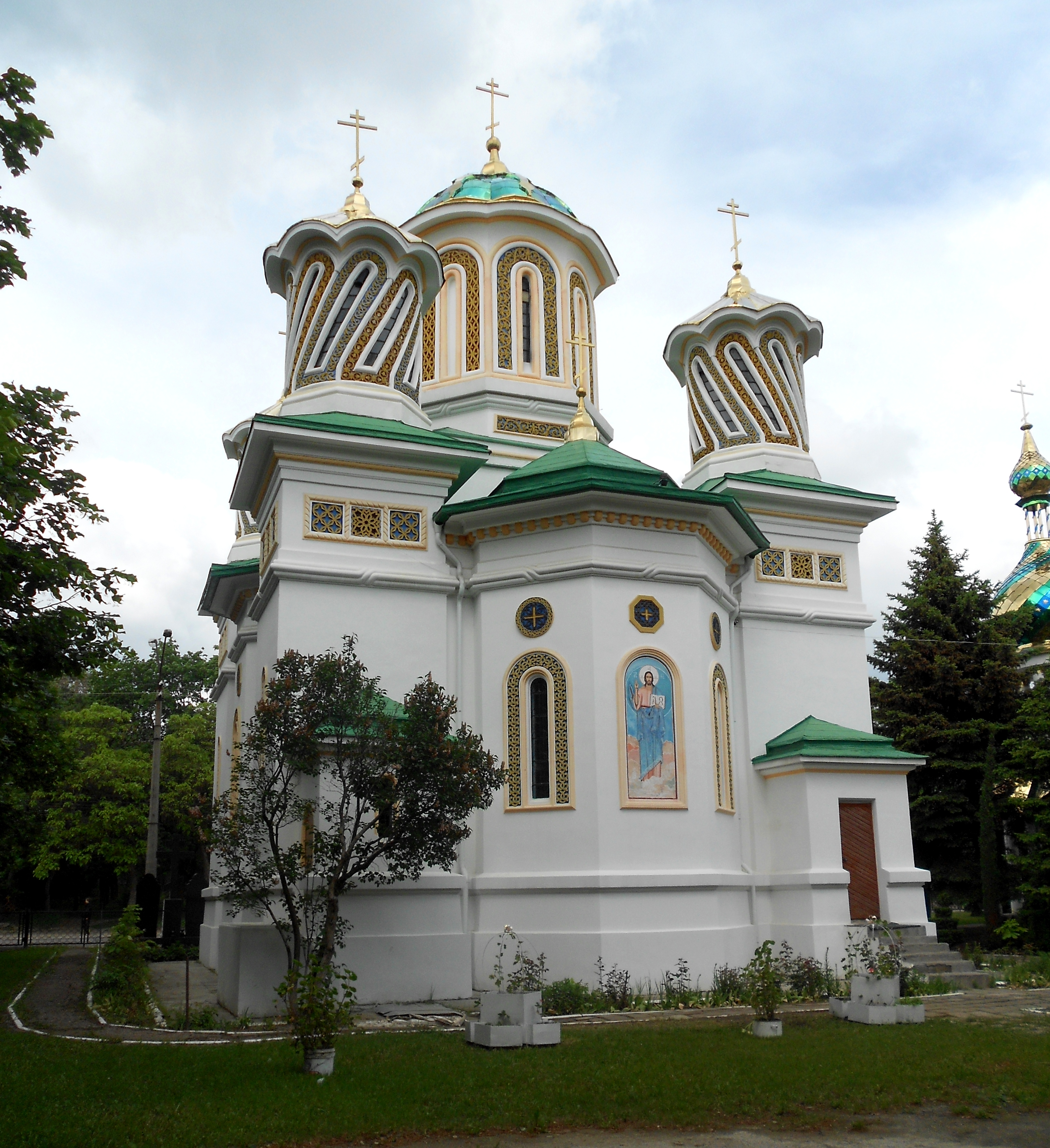
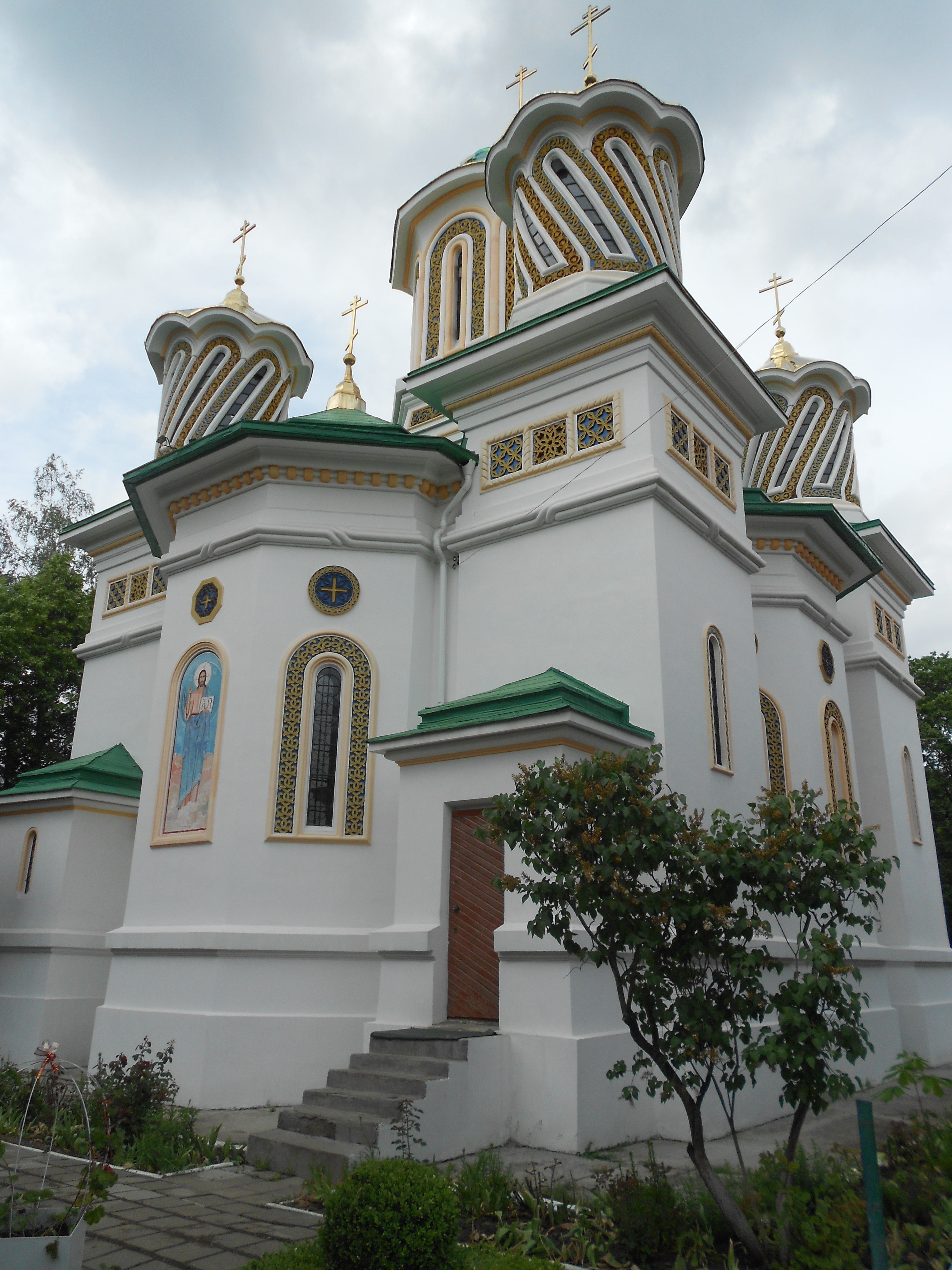
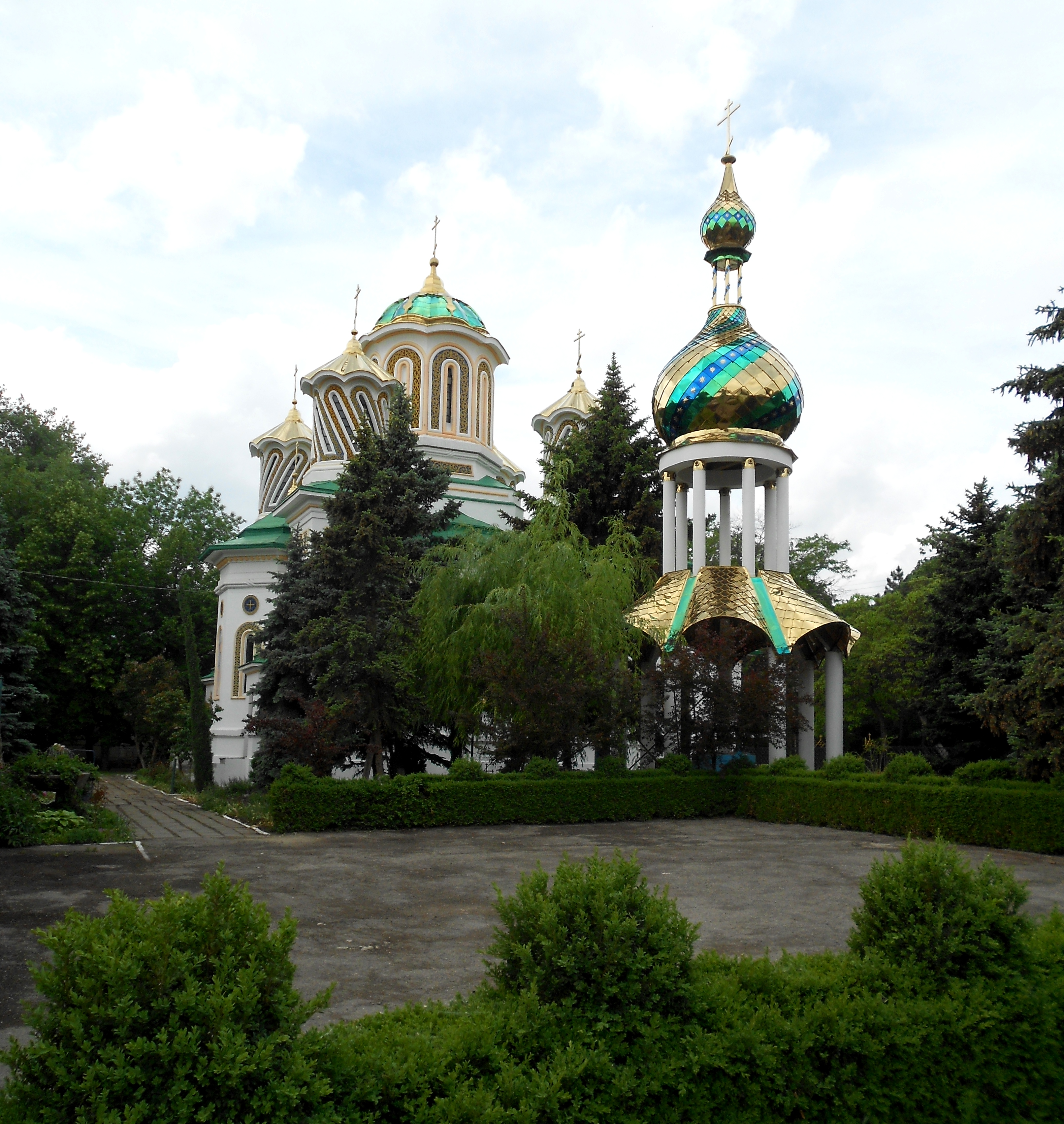

Biserica Sfinții Apostoli Petru și Pavel

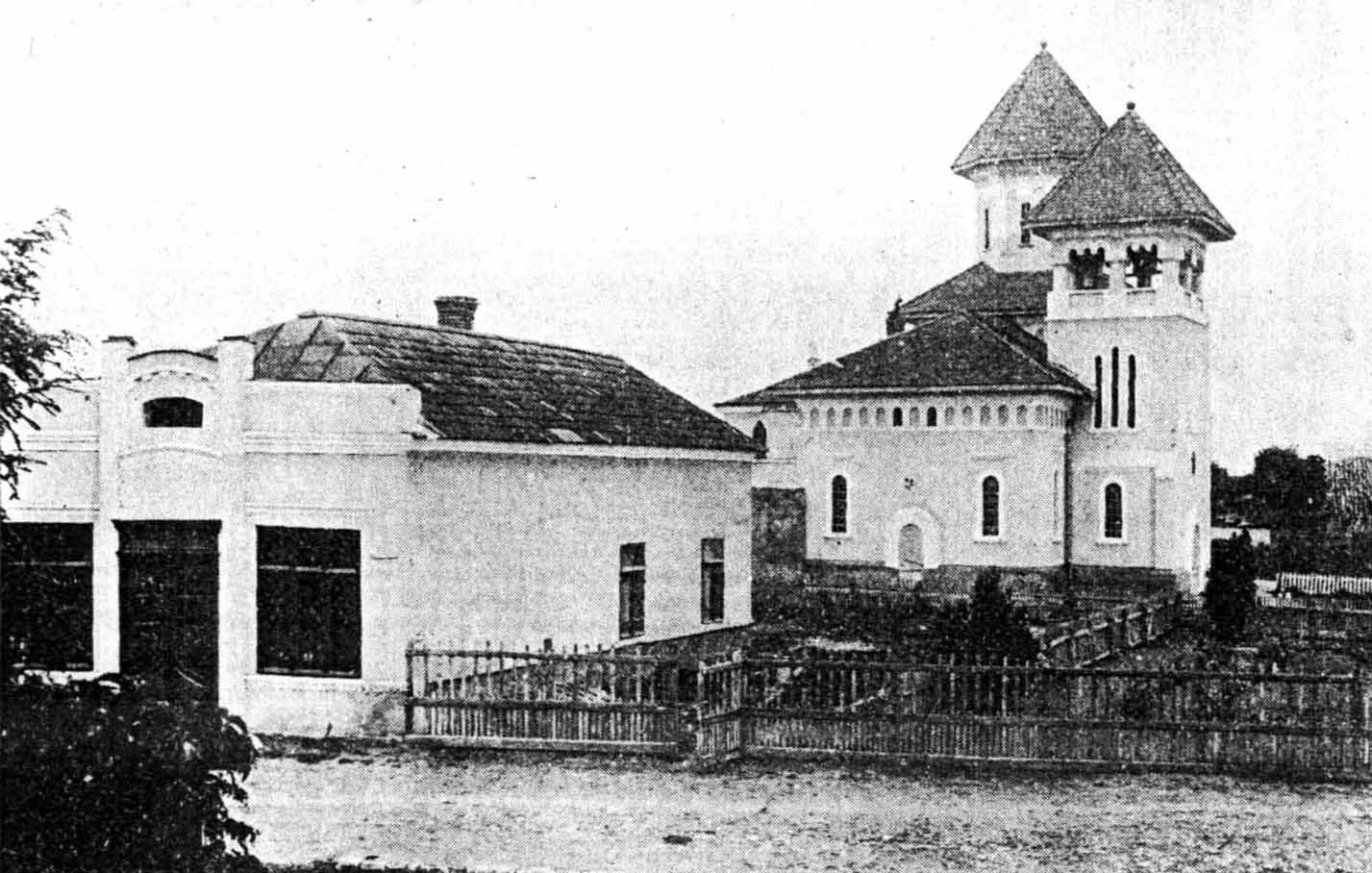
Perioada interbelică.
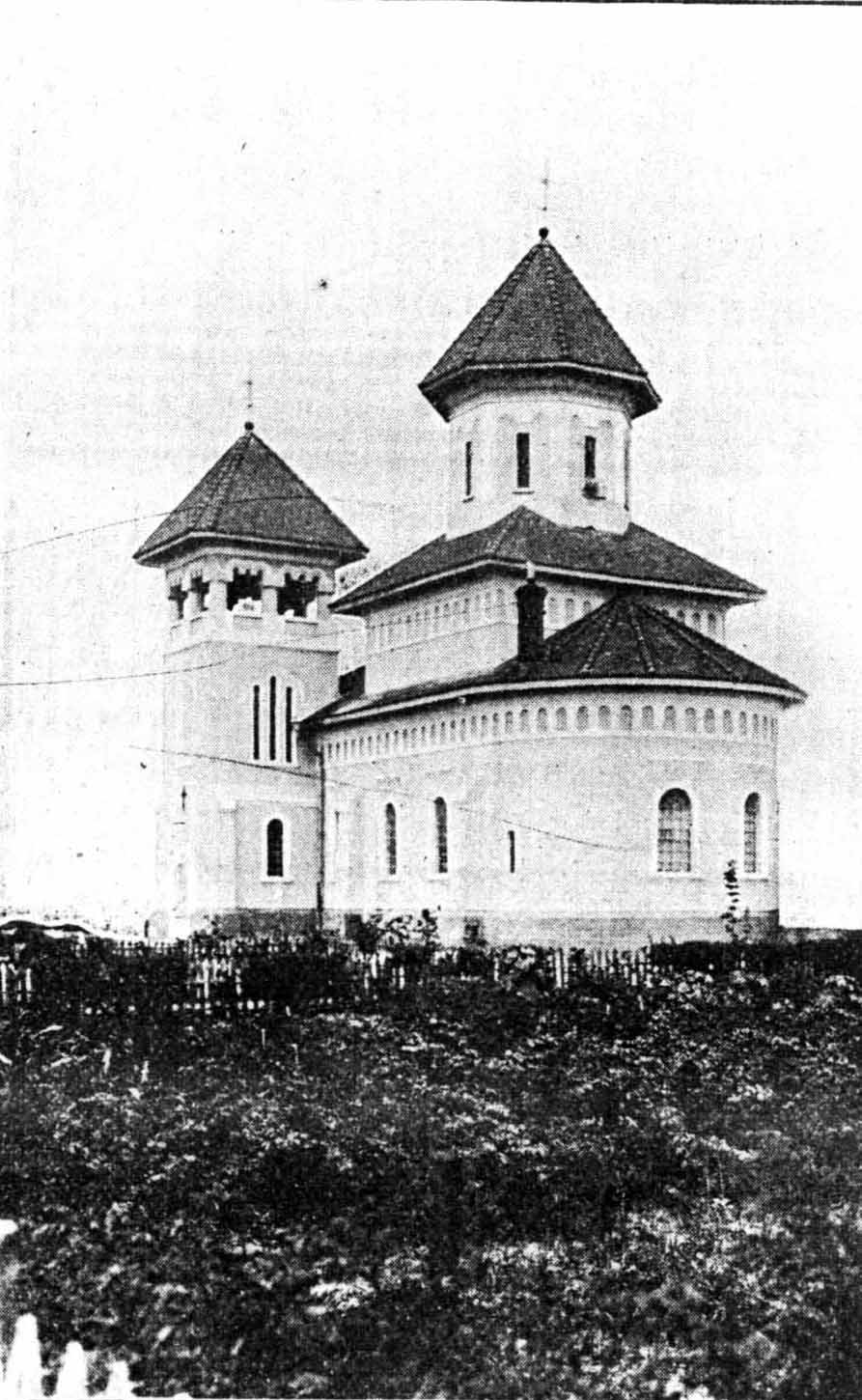
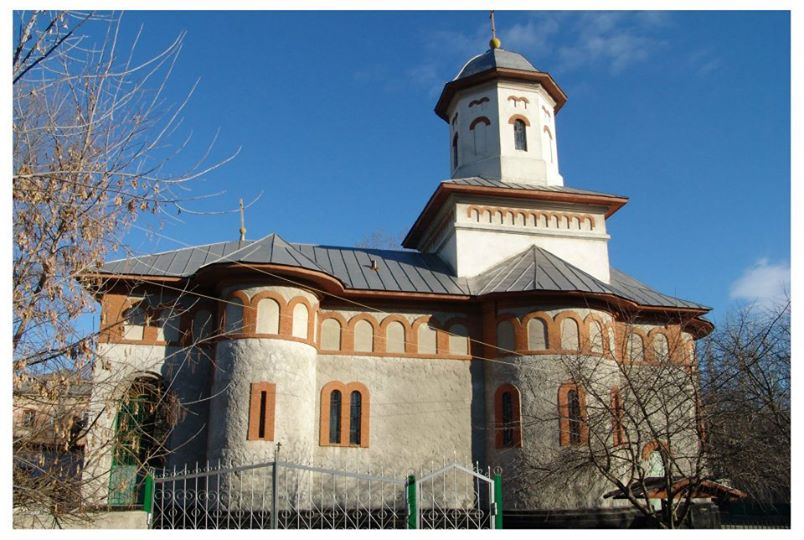
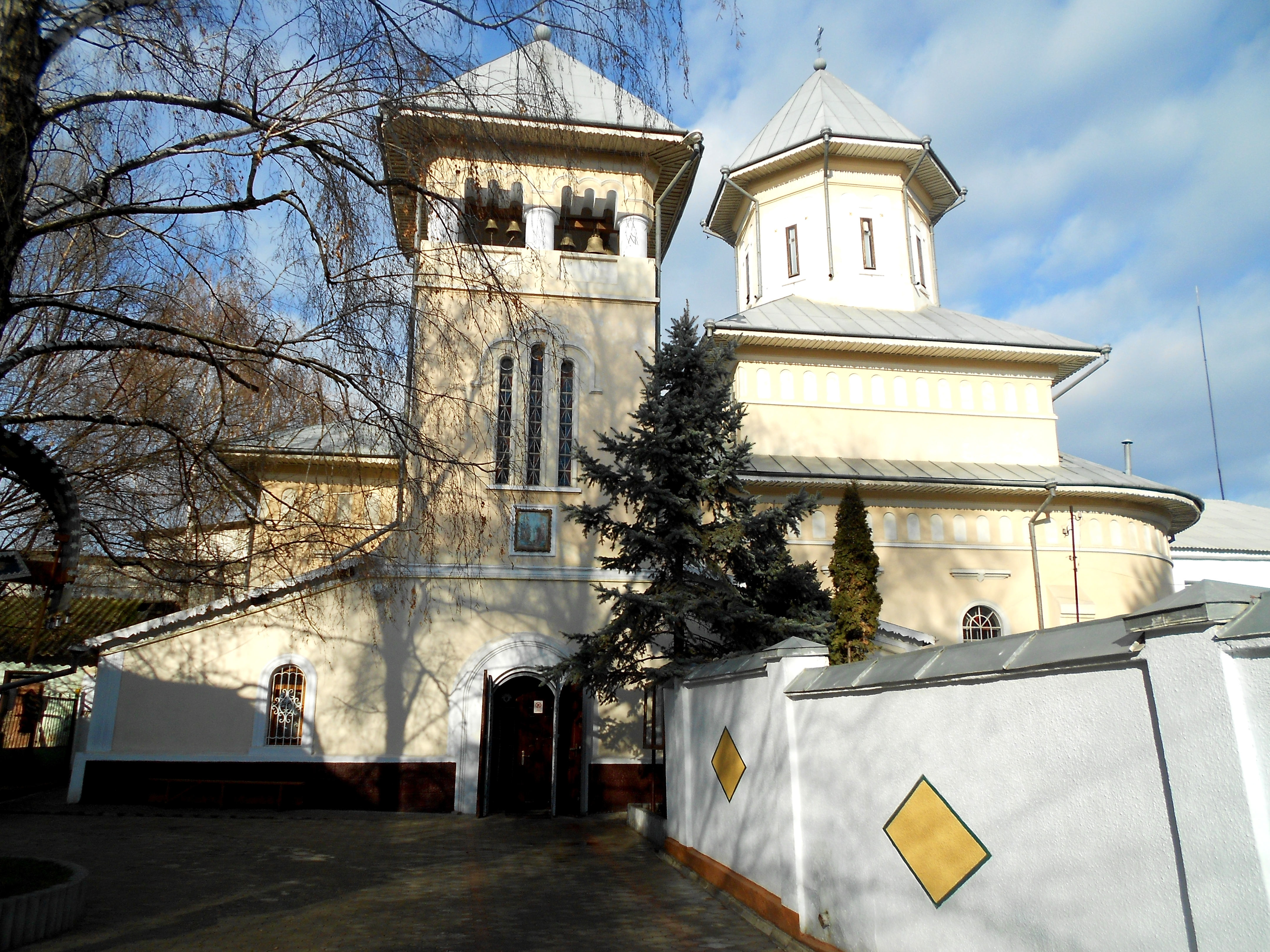